# 德国历史
德国历史（德語：Deutsche Geschichte）根据传统史学界观点开始于德意志国王头衔羅馬人的國王的产生，覆蓋從佛蘭德斯到立陶宛，從北海沿岸到蒂羅爾的德意志人居住區域的历史，也可侧重指现今德意志联邦共和国领土内发生的历史。

## 概述
德意志（Deutsch）这个词大约见于公元8世纪時期教宗哈德良一世的一份文獻中的狄奧迪西庫斯（Theodiscus）一詞，意思是「方言」或「人民的」，开始仅指在法兰克王国东部地区使用的一种不同於羅曼語和凱爾特語的方言。

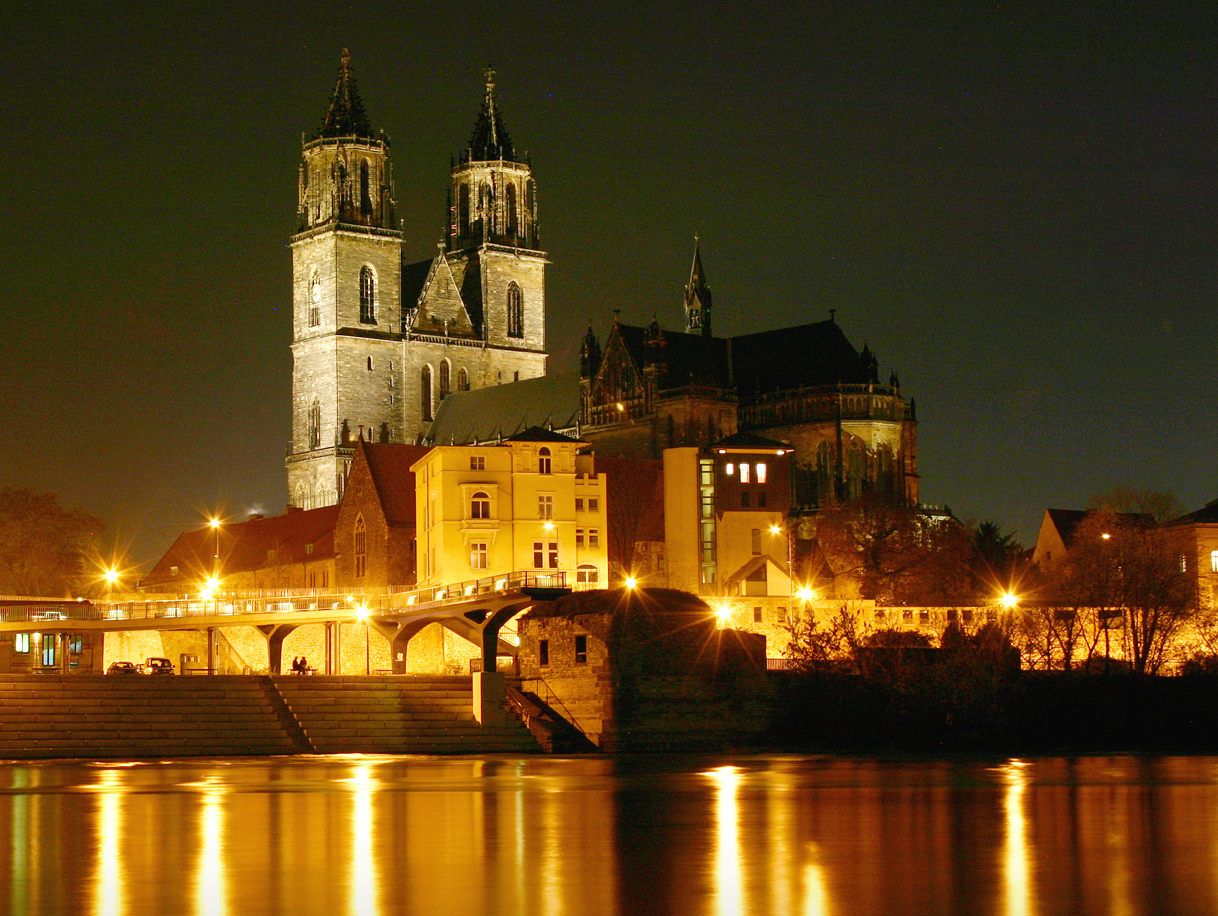
馬格德堡主教座堂由奧托大帝主持修建，是德國歷史上第一王朝薩克森王朝的統治中心，也是其向東擴張的據點

德意志作為中歐一個獨特地區的概念可以追溯到凱撒大帝，他將萊茵河以東未被征服的地區稱為日耳曼尼亞，從而將其與高盧（如今的法國）區分開來。凯撒大帝大外甥奥古斯都曾尝试在日耳曼地区扩张，但并不成功。公元9年，日耳曼部落在條頓堡森林戰役中取得勝利，從而阻止了羅馬帝國的進一步吞併。後者將勢力撤回到了萊茵河西岸，建立了羅馬的上日耳曼尼亞省和下日耳曼尼亞省。西羅馬帝國滅亡後，法蘭克人征服了其他西日耳曼部落，并越过莱茵河，进入了罗马帝国腹地。8世纪和9世纪之交的查理曼（卡尔大帝）具有承前启后的意义，他通过惨烈的萨克森战争将德国基督教化并纳入了他的「西欧帝国」，公元800年，查理曼在罗马加冕为帝，由此接续了罗马末代君主罗慕路斯被罢黜后中断324年的法统。843年，加罗林帝国被查理大帝的三个孙子瓜分，東部归属日耳曼人路德维希，是为東法蘭克王國。962年，奧托一世加冕成為了中世紀德意志國家神聖羅馬帝國的第一位皇帝。
到了中世纪中期歐洲之內的德語地區，是經歷了數次極為重要的歷史發展。首要一個是名作汉萨同盟的貿易綜合體系被建立起來，其由波羅的海和北海的諸德意志港口城邦所組建。第二個則是德意志基督教世界之中所滋長的十字軍思潮，由此誕生了條頓騎士團國，其曾橫跨波羅的海沿岸現在屬於愛沙尼亞、立窩尼亞和立陶宛的地区。該十字軍政體為該地域帶來基督化，同時也是向東部傳播了日耳曼文化和語言。也在這段時期裡，神聖羅馬皇帝為多項政治問題而捲入了與羅馬教廷間的衝突之中，並由此導致持續百年的叙任权斗争——薩利安王朝與教宗之間陷入「授神職權之爭」同時，德意志境內一批新興領土諸侯趁勢興起。新興的德意志貴族們利用帝國皇權無暇顧及內政之際，大幅擴張及鞏固自身統治權限；為擴張自身實力以與其他帝國內外政敵、乃至德意志皇室中央相抗衡，便戮力橫越易北河而向東擴張，佔據西斯拉夫領土以圖強化各自政權。
中世紀晚期，地域內眾公爵、親王和主教以犧牲皇帝為代價而获取到權力。1517年後，馬丁·路德在天主教會內領導了宗教改革，北部和東部各邦改宗新教，而南部和西部大部分邦国仍然是天主教佔主導。神聖羅馬帝國的兩個阵营（天主教和新教）在三十年戰爭（1618-1648）中發生衝突，這對居住这片土地的兩千萬民眾造成了毀滅性的影響。三十年戰爭給德國帶來了巨大的破壞；德國各邦国有超過1/4的人口死於這場災難性的戰爭。

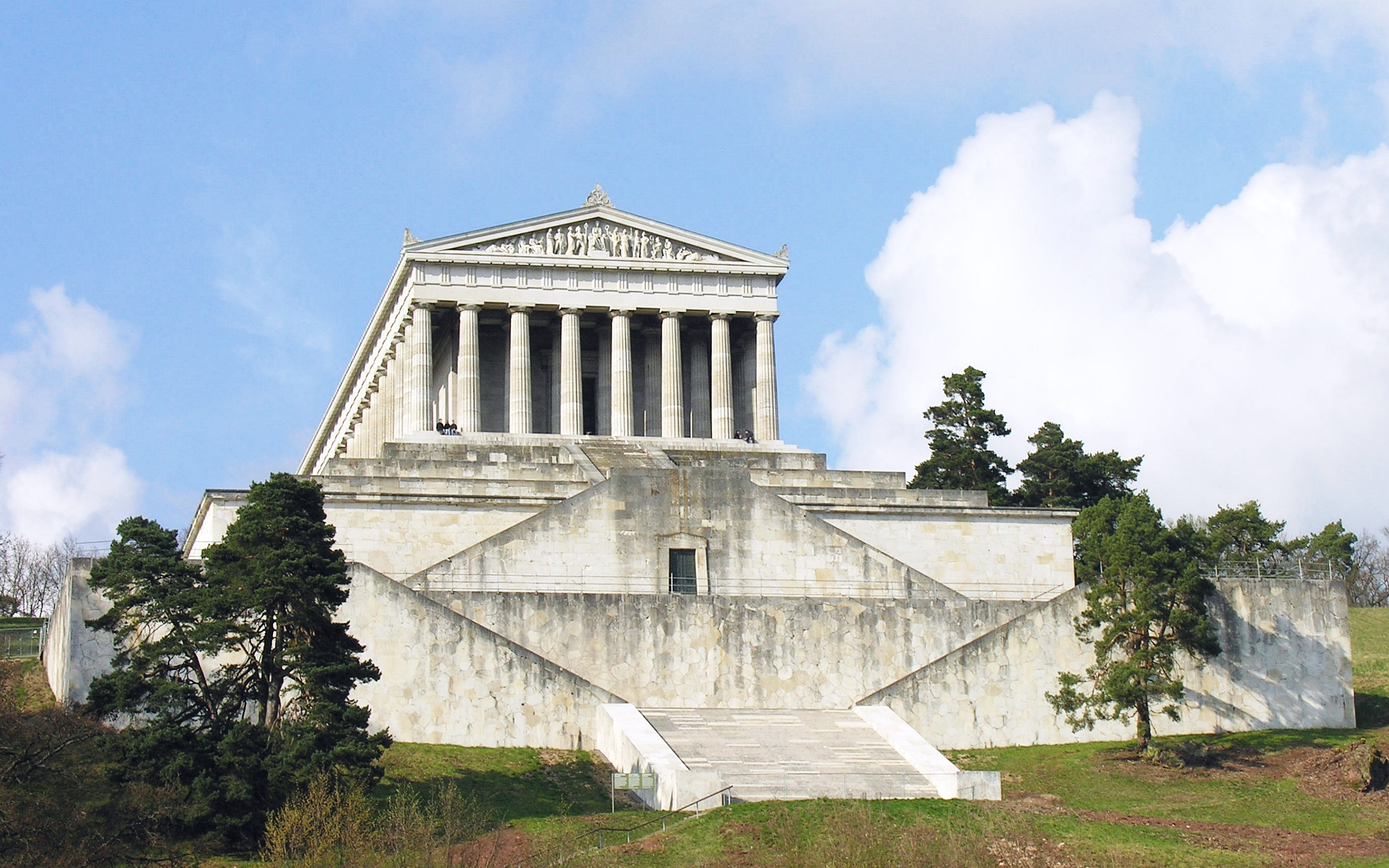
巴伐利亚多瑙河畔的瓦尔哈拉神殿，其中陈列有从东法兰克的亨利一世到爱因斯坦的历代德意志名人

由《威斯特伐利亞和約》所終結的戰爭，為神聖羅馬帝國所控制的諸領地帶來了高度自治，同属日耳曼语系的尼德兰和瑞士藉機脱离帝國獨立，而另外一些領地也開始在帝國之外掌握起自己的外交政策和土地主權，它们中最强大的几个是奧地利、普魯士、巴伐利亞和薩克森。隨著1803年至1815年的法國大革命和拿破崙戰爭，封建制度因改革和神聖羅馬帝國的解體而衰落。此後，自由主義和民族主義與反动力量發生了衝突。1848-49年的德國革命失敗了，但同时期的工業革命使德國經濟現代化，導致城市的快速發展和德國社會主義運動的興起。以柏林為首都的普魯士逐漸強大起來。德國的大學成為世界級的科學和人文中心，音樂和藝術蓬勃發展。现代德意志（不包括奧地利、盧森堡和瑞士德語區）的統一是在普鲁士總理奧托·馮·俾斯麥的領導下實現的，普鲁士在三次王朝战争中击败了丹麦、奥地利和法国，为1871年德意志帝国的建立扫清了障碍。德意志统一最終採取的是小德意志解決方案（德語：Kleindeutsche Lösung），而不是含有奧地利的大德意志解決方案（德語：Großdeutsche Lösung）。新的帝國議會是一個民選議會，在帝國政府中的作用有限。1890年代後，德國與其他大國一起在非洲和太平洋進行殖民擴張，並迅速成長為僅次於英法的殖民帝國。
到1900年，德國已成為歐洲大陸的主導力量，其迅速擴張的工業已經超過了英國，同時還引發了一場海軍軍備競賽。德國在第一次世界大戰（1914-1918年）中領導同盟國對抗法國、英國、俄羅斯、意大利和美國。1918年，德國戰敗並被部分佔領，被迫根據《凡爾賽條約》支付戰爭賠款，被剝奪其全部殖民地和部分本土，军队规模受到严格限制，并被禁止與德意志-奧地利共和國合併。1918-19年的德國革命結束了聯邦君主立憲制，促成了魏瑪共和國的建立，這是一個不穩定的議會民主制國家。1930年代初，全球大蕭條對德國造成了沉重打擊，失業率飆升，人們對政府失去信心。1933年1月，阿道夫·希特勒被任命為德國總理。他的納粹黨迅速建立了一個極權主義政權，納粹德國提出了越來越咄咄逼人的領土要求，如果得不到滿足，就會威脅發動戰爭。1936年萊茵蘭重新軍事化，然後在1938年通過慕尼黑協定，德國吞併了奧地利和捷克斯洛伐克的德語區，並在1939年進一步佔領了捷克斯洛伐克的領土。1939年9月1日，德國在歐洲發起了第二次世界大戰入侵波蘭。1939年與蘇聯達成協議後，希特勒和斯大林瓜分了東歐。1940年春天的“靜坐戰”後，德軍迅速征服了丹麥、挪威、比利時、盧森堡、荷蘭和法國，並將英国远征軍趕出了西歐。1941年，希特勒的軍隊入侵并占领了南斯拉夫和希臘，并发动了对苏联的战争。

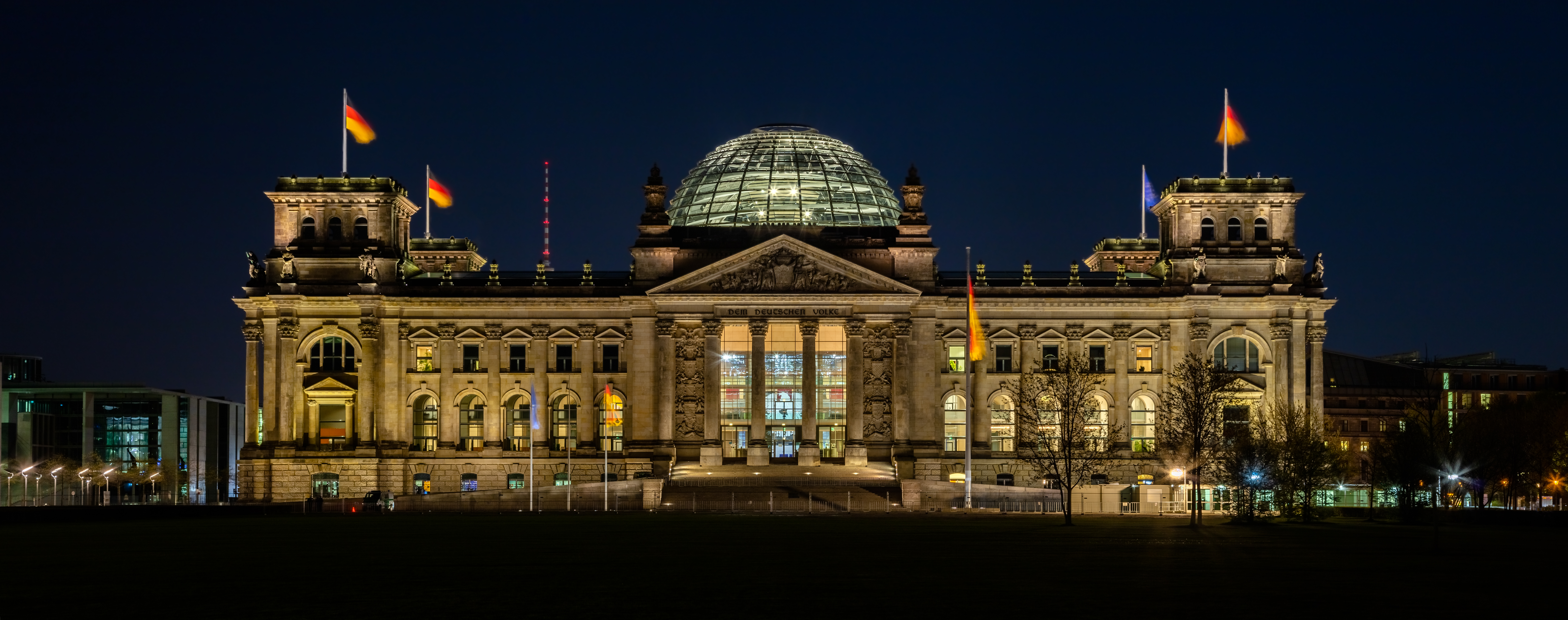
位于柏林的国会大厦始建于1884年，它见证了德国历史上数场浩劫，同时也象征著現代德国的新生

種族主義，尤其是反猶太主義，是納粹政權的核心特徵。在德國本土，但主要是在德國占領區，納粹大屠殺系統性地殺死了1700萬人，其中包括600萬猶太人（佔1933年歐洲猶太人口的2/3），以及波蘭人、羅姆人、蘇聯人（俄羅斯人和非俄羅斯人）、殘疾人、LGBTQ群体、德國持不同政見者和其他群体，他们或被关入集中营或被大规模杀害。1942年秋末，德國對蘇聯的入侵逐步陷入僵局。同年年末在斯大林格勒战役中，德军精锐的第6集团军30余万官兵被苏联成建制消灭，此役成为了二战的转折点。美國參戰後，德國本土城市成為盟軍大規模轟炸的目標。據估計在盟軍的轟炸襲擊中，共有約353,000名德國平民喪生，900萬人無家可歸。在盟軍登陸諾曼底（1944年6月）之後，德軍在各條戰線上被擊退，直到1945年5月最終崩潰。在盟軍的佔領下，德國东部领土被割让，西部領土被一分为四，奧地利再次成為一個獨立的國家。去納粹化在盟军占领区实行，冷戰導致德國分裂為資本主義陣營的西德和共產主義陣營的東德。同时，根据雅尔塔协定，奧德-尼斯線以东的德国领土不再归该国所有。數百萬德國人從戰前的德国东部、蘇台德和整個東歐被驅逐出境，許多德國人也從共產主義的东德逃往西德。1950年代，西德在北約的支持下重新武裝起來，但不允许开发和使用核武器。1950年代，在两国高层的努力下，法德这对宿敌得以和解，这帮助了德国重新融入欧洲，并构建起了歐盟的基本框架。
1989年柏林牆倒塌，東方集團瓦解，1990年東德與西德重新統一，首都由波恩迁往柏林。1998-1999年，德國參與創建了歐元區。德國目前是歐洲乃至世界的經濟強國，貢獻了歐元區年度國內生產總值的四分之一左右。在2010年代初期，德國在試圖解決不斷升級的歐元危機方面發揮了關鍵作用，尤其是涉及希臘和其他南歐國家的危機。2015年后，該國主导欧盟应对歐洲移民危機，并成為了敘利亞和其他動盪地區尋求庇護者的主要接收者。

## 早期历史（至5世纪止）
|                                | 他们具有坚贞的品质；既不受声色的诱惑，也不受饮宴的引诱。无论男女，都不懂得幽期密约....他们优良的风俗习惯，其效力远胜于别的地方的优良法律。 |
| ——塔西陀《日耳曼尼亚志》，98年 | |

### 史前历史

#### 古人類活動

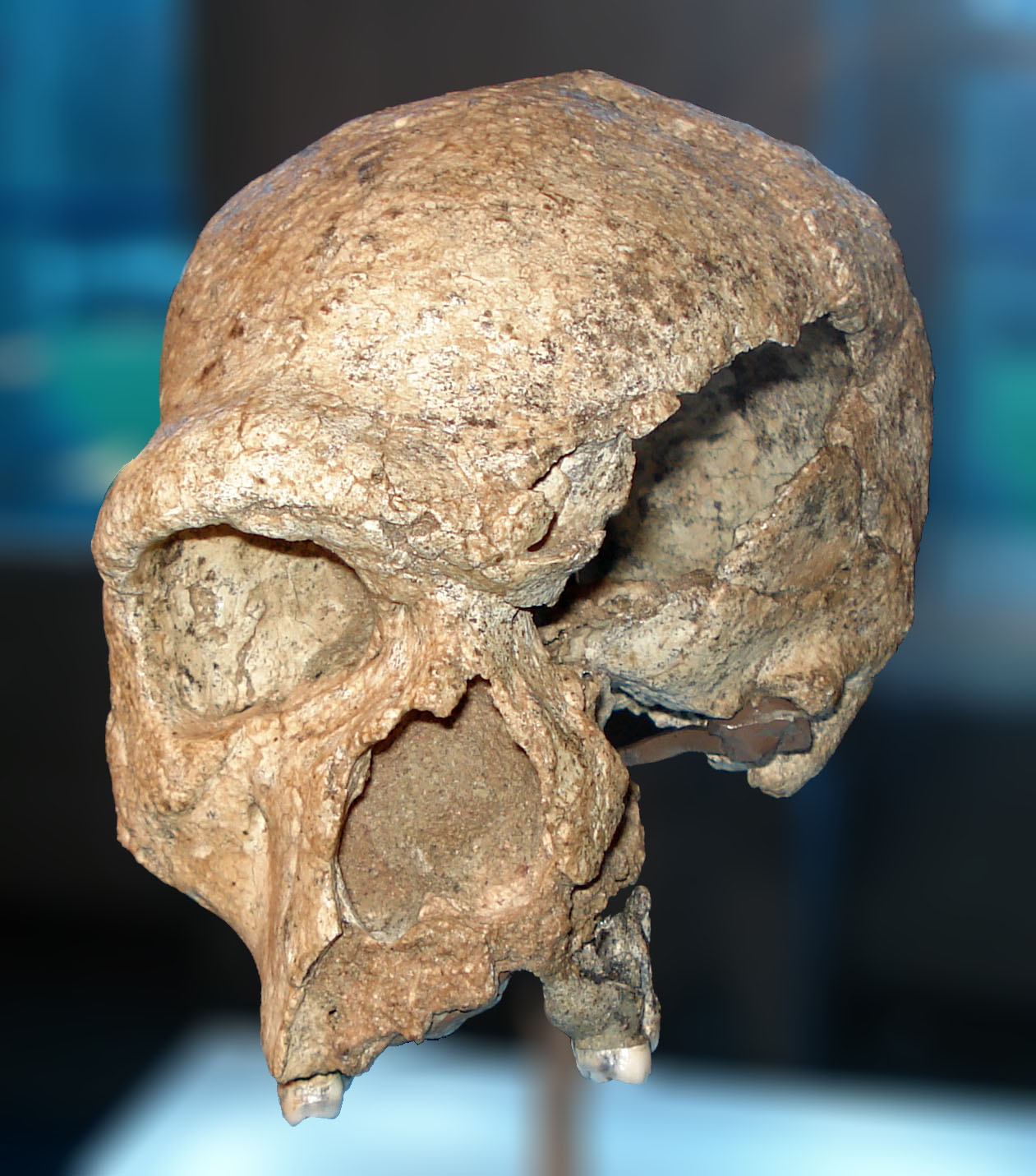
25萬年前的施泰因海姆頭骨化石

早在1100萬年前就出現在德國的前人類祖先被認為是最早用兩條腿走路的祖先之一。1907年海德堡人下頜骨的發現證實了至少60萬年前在德國已經有早期智人生息繁衍.。目前所知，世界上最古老的全套狩獵武器是從下薩克森州舍寧根的一個煤礦中挖掘出來的。1994年至1998年間，最終出土了8支38萬年曆史的木製標槍，長度在1.82至2.25米（5.97至7.38英尺）之間。
1856年，在北萊茵-威斯特法倫州杜塞爾多夫附近的尼安德河谷的一個石灰岩洞穴中打撈出一種已滅絕人類物種的化石骨骼。這些化石的古老性質，現在已知大約有40,000年的歷史，被赫爾曼·沙夫豪森（德語：Hermann Schaaffhausen）於1858年在有史以來第一個古人類學物種描述中發現並發表了這些特徵，該物種於1864年被命名為了尼安德特人（拉丁語：Homo neanderthalensis）。
在施瓦本汝拉的幾個洞穴中發現和記錄的舊石器時代早期現代人類占領的遺跡包括各種猛獁象牙雕塑，這些雕塑是最古老的無可爭議的藝術作品，還有幾支由鳥骨和猛獁象牙製成的長笛，這些長笛被證實是最古老的曾經發現的樂器。擁有40,000年曆史的獅子人雕像代表了最古老的無爭議的具象藝術作品，而擁有35,000年曆史的霍勒菲尔斯（Hohle Fels）的維納斯小像被認為是迄今為止發現的最古老的無爭議的人類具象藝術作品。

#### 早期文明

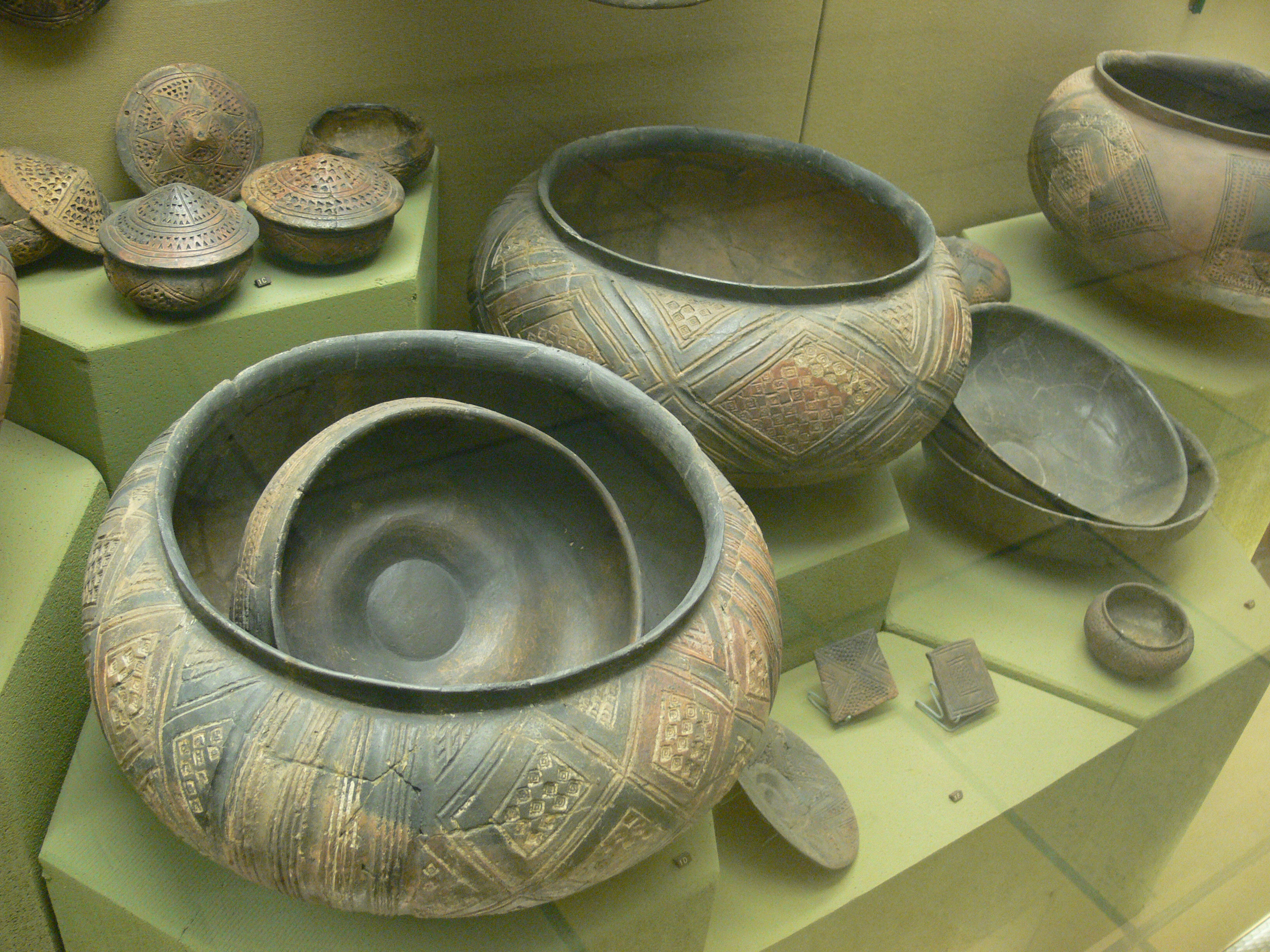
休訥堡的陶器出土

不同於土著狩獵採集者遷移到歐洲的第一批早期農民群體來自於10,000至8,000年前新石器時代初期的安納托利亞西部的部落。德國中部是線性陶器文化（公元前5500年至公元前4500年）的主要地區之一，與丹麥和德國北部的埃特博勒文化（Ertebølle，公元前5300年至3950年）部分同時代。之後，德國東北部以及波蘭和丹麥的大部分地區成為漏斗杯文化的一部分（約公元前4300年至公元前2800年）。
新石器時代晚期遍布中歐肥沃平原的繩紋器文化（約公元前2900年至公元前2350年）的定居者俱有印歐血統。大約4,500年前，印歐人通過大規模遷徙來到了歐洲的中心地帶。

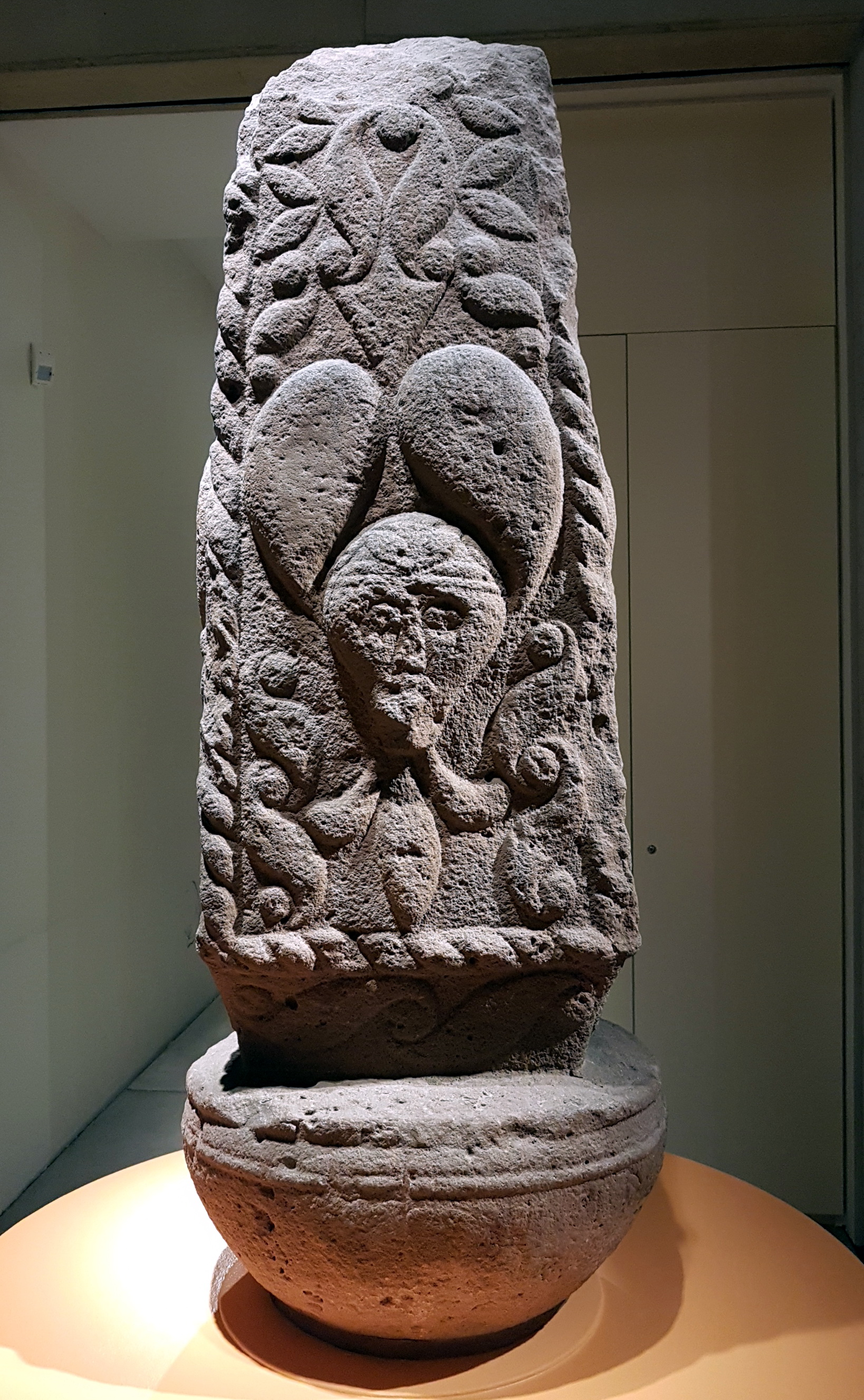
普法爾茨洪斯呂克山出土的凱爾特石柱，是凱爾特人在歐洲大陸活動時期的遺存

到青銅時代晚期，甕菲爾德文化（約公元前1300年至公元前750年）已經取代了中歐的鐘形燒杯、烏內蒂斯和古墓文化。從甕菲爾德文化發展而來的哈爾施塔特文化是公元前12至8世紀和鐵器時代早期（公元前8至6世紀）的主要西歐和中歐文化。接受了這些文化特徵的人被視為凱爾特人。凱爾特人如何以及是否與甕菲爾德文化有關仍然存在爭議。然而，在青銅時代晚期（大約公元前1200年至公元前700年），凱爾特文化中心在中歐發展起來。一些，如多瑙河的海訥堡，發展成為中歐鐵器時代的重要文化中心，維持通往地中海的貿易路線。公元前5世紀，希臘歷史學家希羅多德提到了多瑙河上的凱爾特人城市-比利牛斯，歷史學家將其歸因於休訥堡（Heuneburg）。從公元前700年左右開始，來自斯堪的納維亞南部和德國北部的日耳曼人向南擴張，逐漸取代了中歐的凱爾特人。

### 日耳曼人

#### 早期遷徙

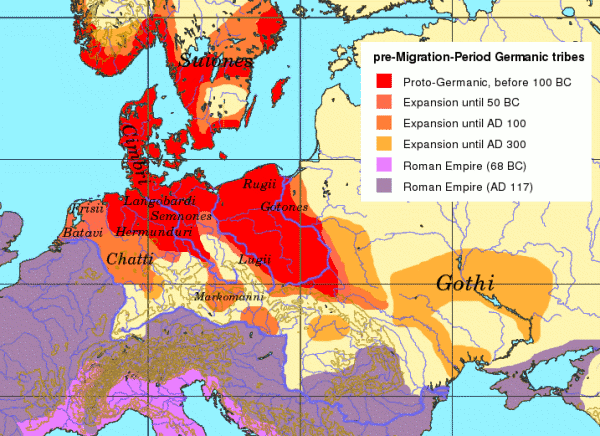
原始日耳曼语时代（公元前100年以前）日耳曼部落的分布以及不同历史阶段的扩张图（公元前50年、公元100年、公元300年），紫色部份是罗马帝国分别在公元前68年和公元117年的疆域

德国境內早在旧石器时代已有人类活动，但因為缺乏文獻記載，所以德意志人的早期歷史並不清楚。羅馬帝國最早開始記載日耳曼部落（Germanen）的活動，但這些日耳曼部落與今天的德意志民族並不相同。當時所謂的日耳曼部落，是對所有居住於北歐及中歐，使用印度－日耳曼語系的各個部落的統稱。現代的民族學家對這個名字的含意尚不太清楚，大約可信的是歐洲較早的居民克爾特人（Kelten）先使用這個名稱來稱呼新移民。而凱撒遠征高盧時，用「日耳曼族」這個名稱來稱呼當時居住在萊茵河右岸（在今天的德國境內）的各個部落。其後，「日耳曼族」這個概念才逐漸介紹到羅馬人的世界裡。
日耳曼部落是指原先居於斯堪地那維亞半島南部（包括丹麥）及其臨近地區的一些民族，他們的文化及宗教相當接近，所以成為一個文化圈。西元前1000年左右，因為北歐地區氣候轉壞，該地區的居民開始向南遷移。到西元前450年時，他們分布於萊茵河沿岸，南至阿爾卑斯山以北，東到外克塞河（Weichsel，即維斯杜拉河）的地區之內。到了西元前2世紀，這些民族又開始另一波的民族移動，而開始與在南歐的羅馬帝國有較多的接觸。
日耳曼部落雖是以語言、血統、生活習慣、文化及信仰為族群的指標，但因散居之故，個別差異可以相當大。所以西元4世紀起的大規模族群遷移時，並不是整個血緣民族集體行動，而是以較小的氏族組織為單位。歷史學家將這些移動的日耳曼部落約略分成西日耳曼人、東日耳曼人及北日耳曼人三個大類別。西日耳曼人指的是西元1世紀時居住在西起萊茵河，東至威悉河，南至多瑙河，北達北海的這些族群。
關於日耳曼部落早期歷史的事實和詳細知識很少見。研究人員必須滿足於記錄部落與羅馬人的事務、語言結論、考古發現以及考古研究的新奇而吉祥的結果。公元前1世紀中葉，共和羅馬政治家朱利葉斯·凱撒在高盧戰役期間架起了已知的第一座橫跨萊茵河的橋樑，並帶領一支軍事特遣隊穿越並進入當地日耳曼部落的領土。幾天后，凱撒沒有與日耳曼軍隊（已撤退到內陸）取得聯繫，回到了河的西邊。到公元前60年，酋長阿里奧維斯圖斯領導下的蘇維匯人部落已經征服了萊茵河以西的高盧埃杜部落的土地。隨後的計劃讓來自東部的日耳曼定居者在該地區定居，但遭到了凱撒的強烈反對，他已經發起了征服所有高盧的雄心勃勃的運動。尤利烏斯·凱撒於公元前58年在孚日戰役中擊敗了蘇埃比軍隊，並迫使阿里奧維斯圖斯撤退到萊茵河對岸。

#### 古典時期

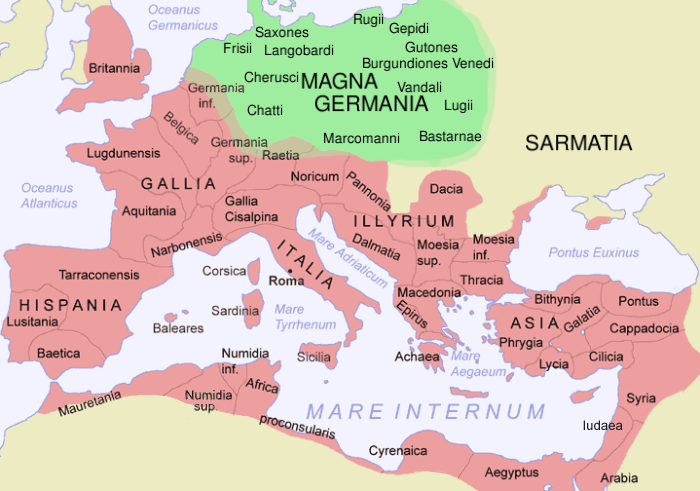
日耳曼尼亚（綠色區域）及羅馬帝國（紅色區域）地圖

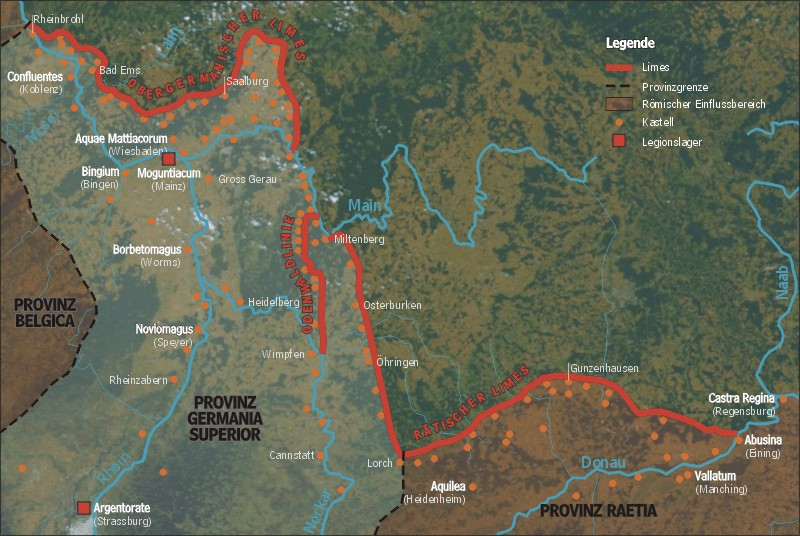
日耳曼長城

公元前后，在多瑙河和莱茵河流域，已定居着许多日耳曼部落，这些部落同企图征服此地的罗马帝国不断发生冲突。公元9年的日耳曼各部族在条顿堡森林战役中战胜当时强盛的罗马帝国。在这次战役中，日耳曼部落伏击并消灭三个罗马军团。此后，罗马人再也没有真正尝试过把它们帝国的东部边界推进过莱茵河。罗马帝国的扩张方向转向了地中海东部。
自407年开始的一段时期中，各莱茵河沿岸的日耳曼部落渡过莱茵河并在今天的法国和西班牙的部分地区建立一系列短暂的王国。476年，日耳曼人与罗马帝国的下层人民联合，推翻显赫的罗马帝国。

#### 定居萊茵

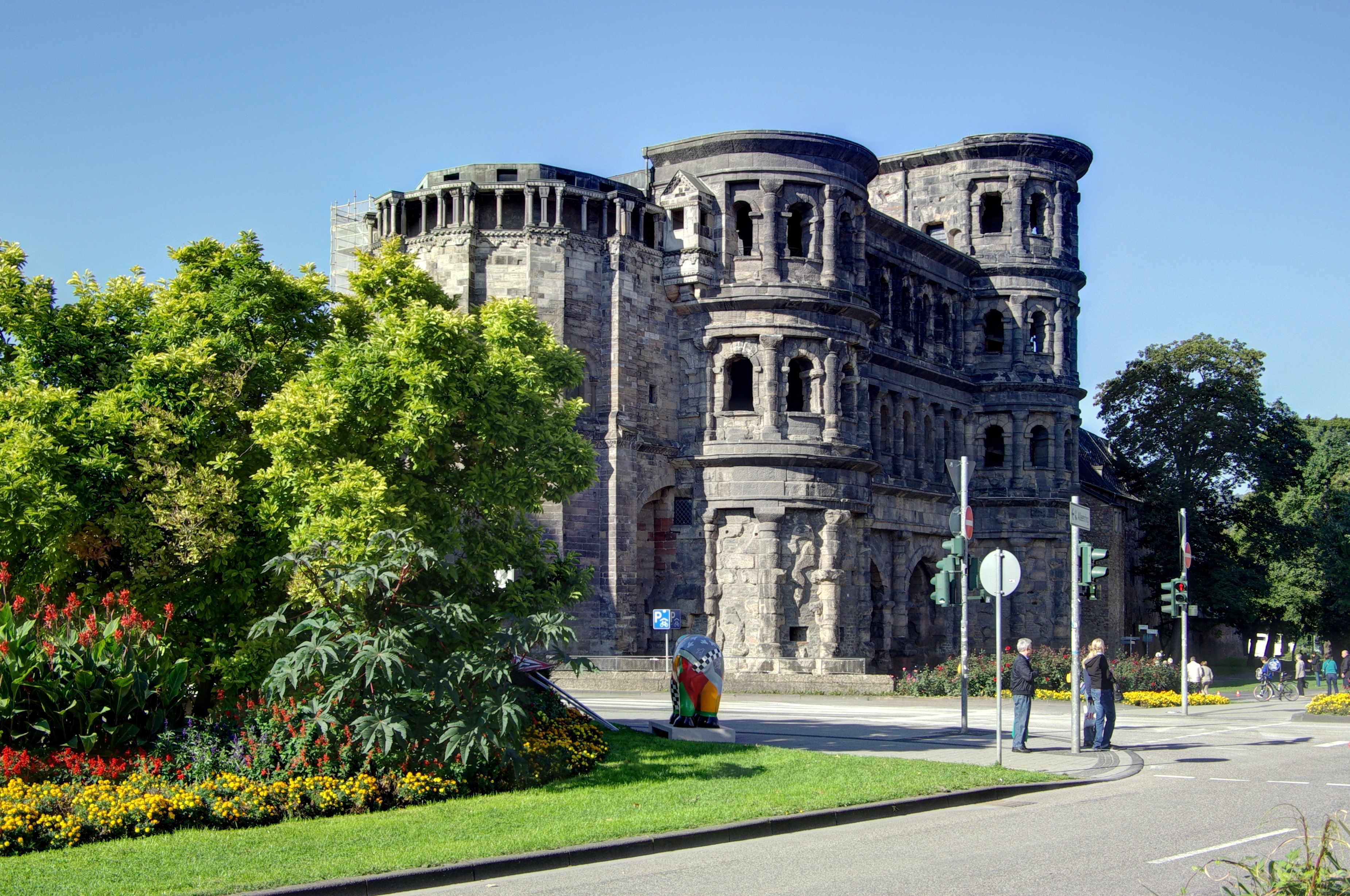
德國西南部特里爾的尼格拉城門，始建於170年，這是整個阿爾卑斯山以北保存最良好的羅馬建築

羅馬帝國的第一任皇帝奧古斯都認為，征服萊茵河和多瑙河不僅是常規的外交政策，也是對抗日耳曼人入侵仍然叛逆的高盧的必要條件。沿兩條河流建立了一系列堡壘和商業中心。一些部落，如烏比人（Ubii），因此與羅馬結盟並欣然接受了先進的羅馬文化。公元1世紀，羅馬軍團向日耳曼尼亞大區、上多瑙河以北和萊茵河以東地區展開了廣泛的战争，試圖制服各個部落。羅馬人的行政理念、稅收徵收和法律框架因完全缺乏基礎設施而受挫。例如，日耳曼人的戰役幾乎完全以頻繁屠殺村民和不分青紅皂白的掠奪為特徵。然而，這些部落保持著他們難以捉摸的身份。公元9年，在熟悉羅馬戰術學說的克鲁西人酋長阿米尼烏斯領導下的部落聯盟在條頓堡森林戰役中擊敗了一支規模龐大的羅馬軍隊。因此羅馬決定永久建立萊茵河/多瑙河邊界，並避免進一步向日耳曼尼亞推進領土。到公元100年，萊茵河、多瑙河和日耳曼萊姆河沿岸的邊界牢固確立。正如塔西佗的《日耳曼尼亞》中所描述的，幾個日耳曼部落生活在邊界南部和西部的羅馬統治下。這些土地現代位於巴登-符騰堡州和巴伐利亞州南部、黑森州南部、薩爾州和萊茵蘭。奧地利形成了諾里庫姆和雷蒂亞的行省。下日耳曼尼亞省（首府位於科洛尼亞克勞迪婭阿拉阿格里皮尼西姆（拉丁語：Colonia Claudia Ara Agrippinensium），即現代的科隆）和上日耳曼尼亞省（首府位於莫貢蒂阿庫姆，現代的美因茨）於公元85年正式成立，由於持久的軍事控制受到限制，經過漫長而痛苦的戰役到河流周圍的土地。早在中世紀之前，基督教就被引入羅馬控制的西日耳曼尼亞，在君士坦丁一世統治期間（306-337年）當地建造了許多基督教宗教建築。

### 部落公國和邊區

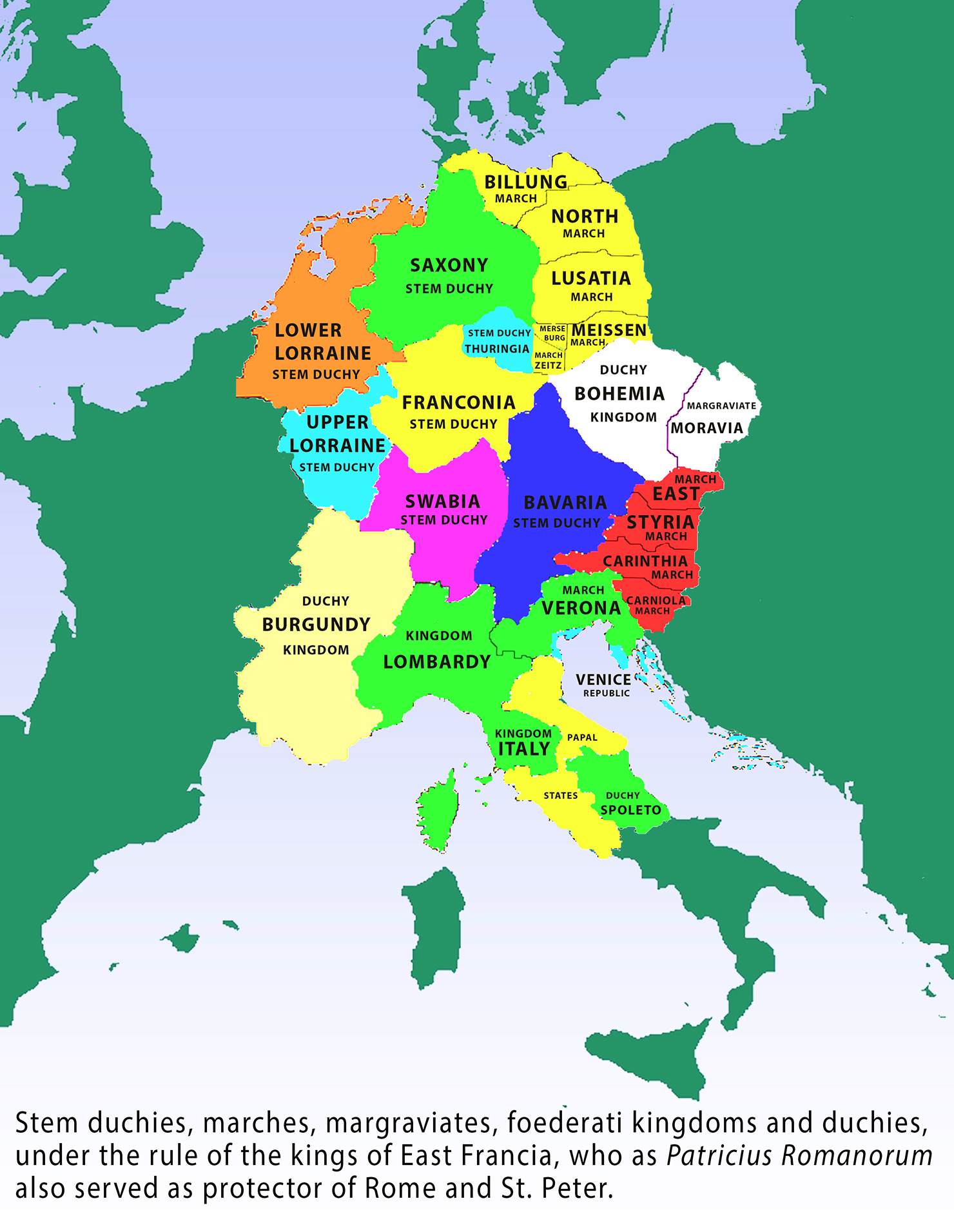
早期神聖羅馬帝國的部落公國

部落公國是指各個日耳曼部落的傳統領土。這種公國的概念尤其在9世紀將構成東法蘭西的地區倖存下來，其中包括巴伐利亞公國、施瓦本公國、薩克森公國、弗蘭肯公國和圖林根公國，與中法蘭克的勃艮第伯國或洛林伯國不同。
法兰克尼亚王朝（1027-1125）保留部落公國作為德國的主要區劃，但在中世紀早期的霍亨斯陶芬統治時期，它們變得越來越過時，腓特烈·巴巴羅薩最終在1180年廢除了它們，取而代之的是更多的領土公國。
德國歷代國王在東部和北部建立了一系列邊疆區。其中包括盧薩蒂亞、諾德馬克（將成為未來勃蘭登堡和普魯士的中心）和比隆邊區。在南部，邊疆區包括卡爾尼奧拉、施蒂里亞和後來成為奧地利的奧地利邊疆區。

## 中世紀（5世纪－1493年）

### 法蘭克王國

#### 墨洛溫王朝
到500年，克洛維統一了所有法蘭克部落，統治了整個高盧，並在509至511年間被宣佈為法蘭克國王。與當時的大多數日耳曼統治者不同，克洛維斯直接受洗成為天主教而不是阿里烏教派。他的繼任者將與教宗傳教士密切合作，其中包括聖博尼法斯。511年克洛維斯死後，他的四個兒子瓜分了他的王國，包括奧斯特拉西亞。奧斯特拉西亞的權威從自治到皇家征服來回傳遞，因為連續的墨洛溫國王交替地聯合和細分法蘭克人的土地。
在5世紀和6世紀期間，墨洛溫王朝的國王征服了圖林根人（531至532年）、勃艮第王國和梅斯公國，並擊敗了丹麥人、萨克森人和西哥特人。克洛塔爾一世（558至561年）統治了現在德國的大部分地區，並在薩克森進行了軍事遠征，而德國的東南部仍然受到東哥特人的影響。薩克森人控制著從北部海岸到南部的哈茨山脈和艾希斯費爾德的地區。
墨洛溫人將法蘭克帝國的各個地區置於半自治公爵的控制之下——無論是法蘭克人還是地方統治者，並遵循羅馬帝國戰略傳統，將新征服的領土進行社會和政治一體化。雖然被允許保留自己的法律制度，被征服的日耳曼部落被迫放棄阿里烏教派。
718年，查理·馬特與萨克森人發動戰爭以支持新人。743年，他的兒子卡洛曼擔任宮相，重新與萨克森人作戰，萨克森人曾與巴伐利亞的奧迪洛公爵結盟並幫助他們。到750年，信仰天主教的法蘭克人控制了高盧、德國西北部、施瓦本、勃艮第和瑞士西部的廣闊領土，其中包括與羅馬教廷結盟的阿爾卑斯山口，對抗對羅馬教廷構成永久威脅的倫巴第人。在倫巴第國王利烏特普蘭德的壓力下，教宗特使在圖爾戰役中於732年戰勝倭馬亞哈里發軍隊後，已派教宗特使尋求幫助，但這是一個持久且互利的聯盟只有在查理曼在他的繼任者法蘭克公爵矮子丕平的領導下去世後才會實現。
751年，墨洛溫王朝國王的宮相丕平三世自封為國王，並由教會授膏。教宗斯德望二世授予他羅馬人族長（拉丁語：Patricius Romanorum）世襲頭銜，並作為羅馬和聖伯多祿的保護者，以回應丕平的捐贈，這保證了教宗國的主權。查理大帝（從774年到814年統治法蘭克人）對法蘭克人的異教對手萨克森人和阿瓦爾人發動了長達數十年的軍事行動。薩克森戰爭的戰役和起義從772年持續到804年。法蘭克人最終壓倒了萨克森人和阿瓦爾人，強迫人民皈依基督教，並將他們的土地併入加洛林帝國。

#### 加羅林的巔峰

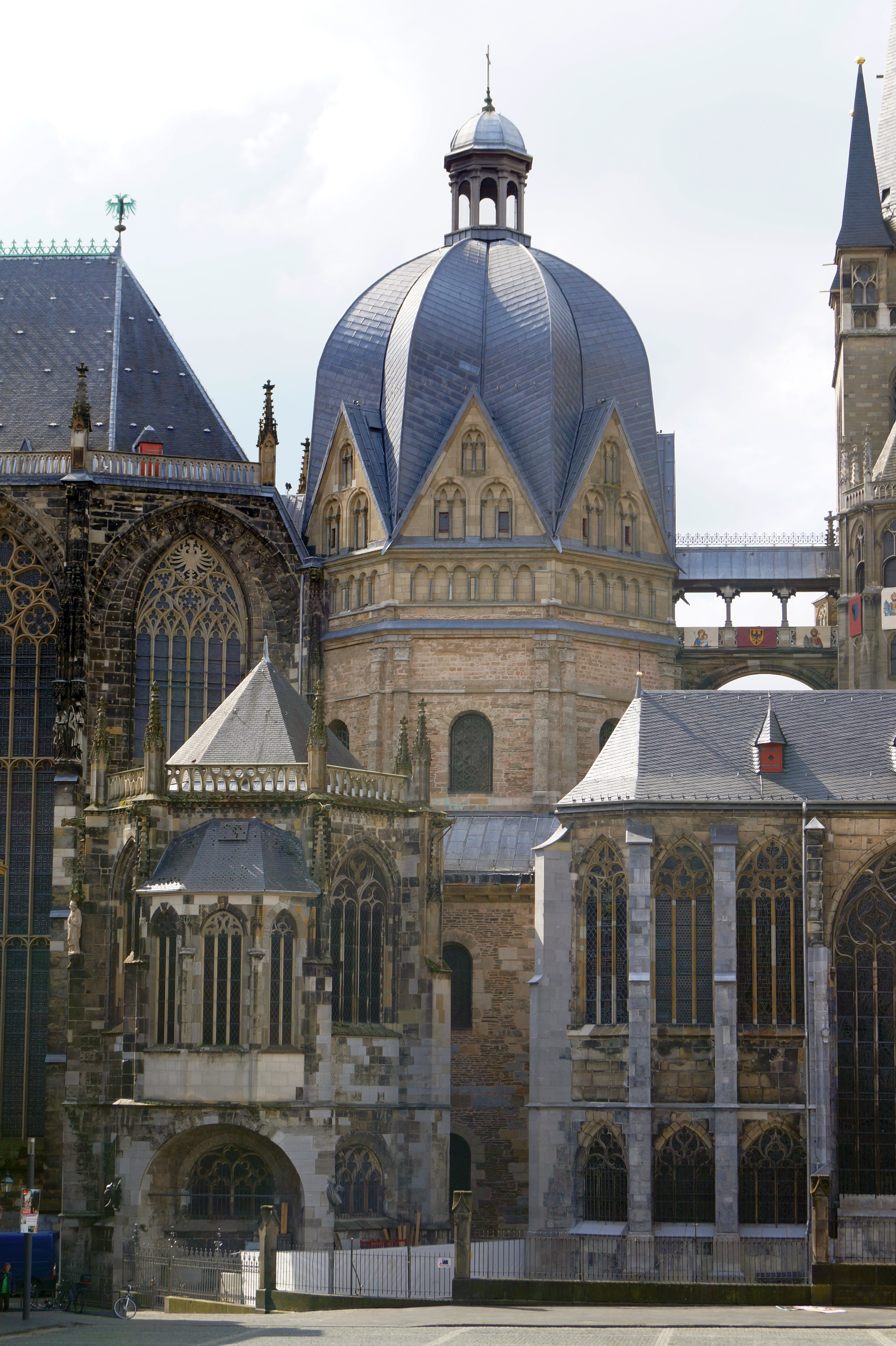
亞琛王廷教堂及宫殿，這是加洛林王朝的統治中心，中世紀的歷代德意志人國王在此加冕

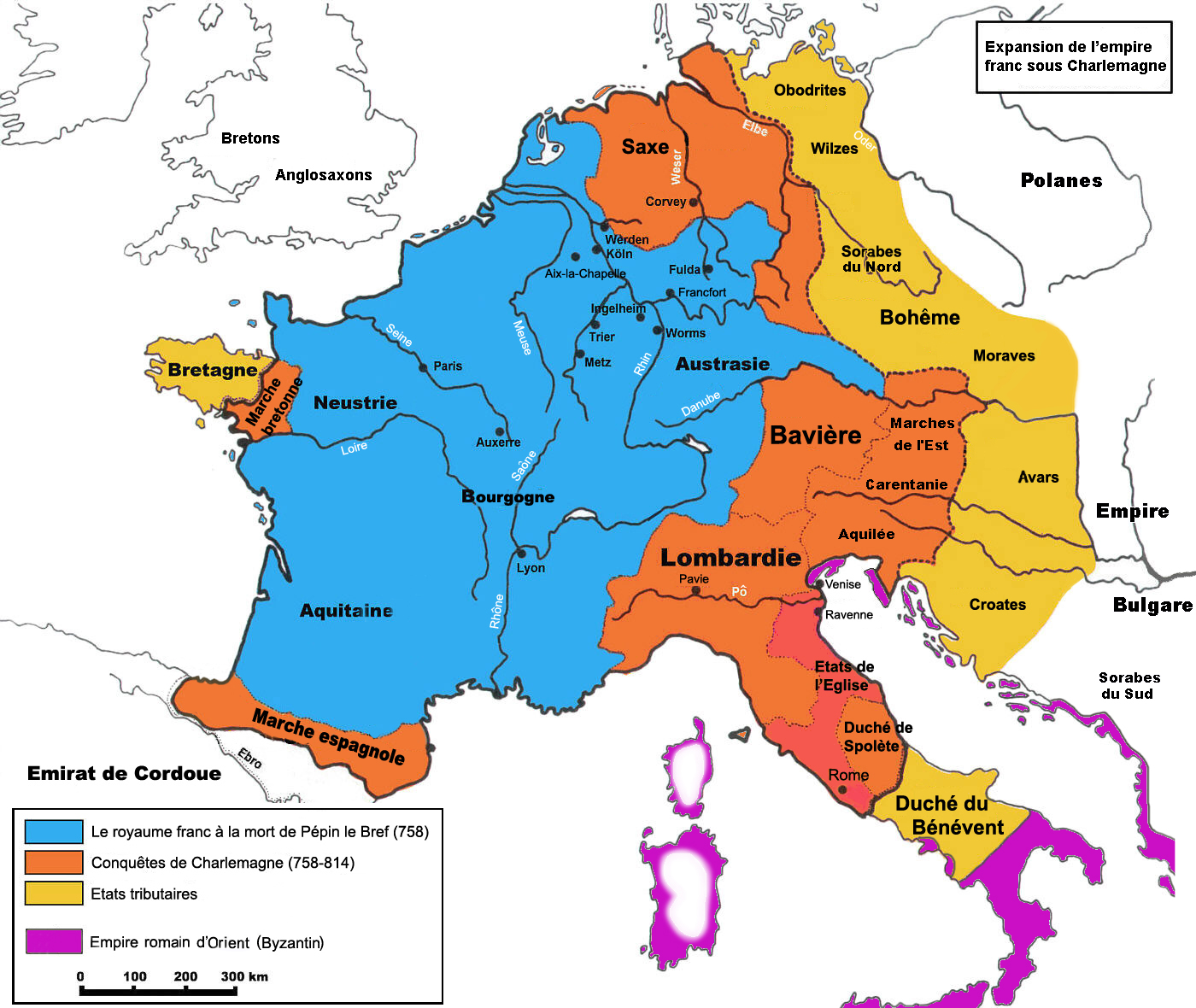
查理曼時期的強勢擴張突破了羅馬人也未能實現的萊茵河一線，將圖林根、薩克森、巴伐利亞和奧地利納入了帝國版圖

在768年法蘭克國王矮子丕平去世後，他的長子查理曼鞏固了他的權力並擴大了王國。查理曼大帝以圍攻帕維亞結束了200年的倫巴第王國統治，並於774年自立為倫巴第國王。在776年的叛亂之後，忠誠的法蘭克貴族取代了舊的倫巴第貴族。在接下來的30年裡，他無情強了他在法蘭西的權力，並征服了東部的斯拉夫人和潘諾尼亞阿瓦爾人以及撒克遜人和巴伐利亞人等所有部落。公元800年的聖誕節，查理曼大帝在羅馬被教宗良三世加冕為「罗马人的国王」（Imperator Romanorum）。

#### 德意志國的建立

843年《凡爾登條約》後法蘭克王國的分裂，日耳曼人路易（德意志人路德維希）分得了東方部分

查理曼大帝的三個孫子之間為延續分割繼承的習俗或引入長子繼承權而發生爭執，導致加洛林帝國被843年的凡爾登條約分成三個部分。日耳曼人路易獲得了王國的東部即東法蘭克，它涵蓋了萊茵河以東和意大利北部的所有土地。西边的部分即莱茵河左岸的西法兰克王国就成为后来法国的基础；而东边的部分即莱茵河右岸講德语的东法兰克王国成为后来的日耳曼王国的基础，成为未来的神圣罗马帝国，也是今天德国的雏形；中间的部分成为后来法德争斗的根源。這包括德國部落公國的領土——法蘭克人、薩克森人、施瓦本人和巴伐利亞人——在第一個非法蘭克人國王捕鳥者亨利的統治下聯合成一個聯邦，他從919年統治到936年。亞琛的王宮發揮了核心作用，因為當地的王廷教堂在整個中世紀直到1531年都是所有皇家加冕儀式的官方地點。
公元919年，萨克森公爵亨利一世当选为东法兰克王国的国王，建立萨克森王朝。萨克森王朝的地域大致位于今荷兰、德国西部、瑞士和奥地利。严格意义上的德意志历史的就此开始。

### 神圣罗马帝国
|                                                  | 我是羅馬人的國王，且高於語法。 Ego sum rex Romanus et super grammaticam |
| ——神聖羅馬皇帝西吉斯蒙德在康斯坦察會議上，1412年 |                                                                         |

#### 奧托大帝

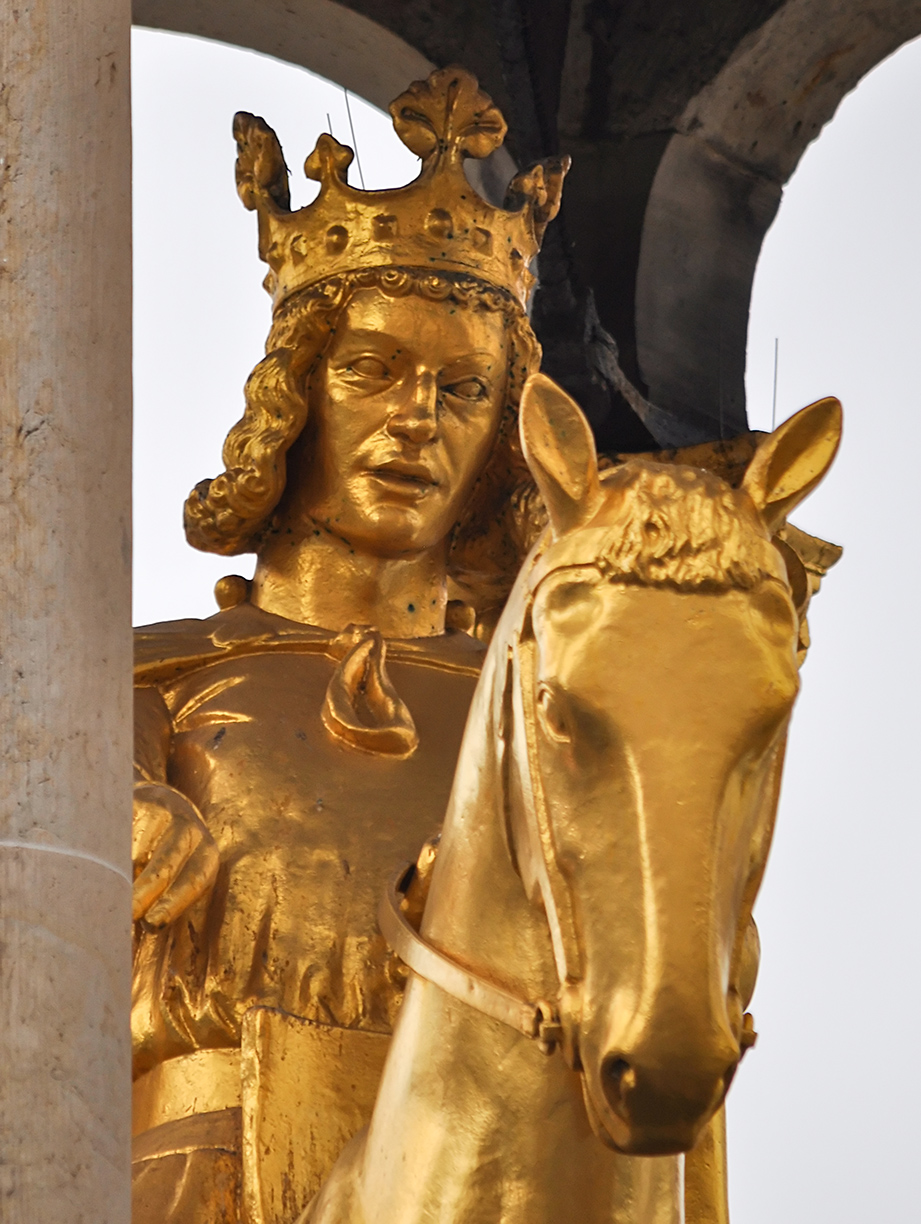
马格德堡的黑骑兵塑像，人们普遍认为这是奥托的形象，奧托掃平了東部的入侵，同時繼承了中法蘭克王國對「羅馬人皇帝」的法統，為德意志國家對奠基起到了重要作用

936年，奧託一世在亞琛加冕為德國國王，961年在帕維亞加冕為意大利國王，並於962年由教宗若望十二世在羅馬加冕為皇帝。德國國王作為意大利王國和拉丁禮教會保護者的傳統導致12世紀的神聖羅馬帝國一詞。官方繼續使用這個名稱，以表明德國的身份，並添加了擴展名：（德意志民族）在1452年羅馬最後一次加冕之後直到1806年解散。奧托通過重新主張舊的加洛林人對教會任命的權利來加強皇室權威。奧托從貴族手中奪取了任命主教的權力，他們控制著大片土地。此外，奧托恢復了加洛林人在邊境地區任命傳教士的舊計劃。奧托繼續支持高級神職人員獨身，因此教會任命從未世襲。通過將土地授予他任命的方丈和主教，奧托實際上將這些主教變成了“帝國親王”（Reichsfürsten）。通過這種方式，奧托得以建立國家教會。955年，匈牙利馬扎爾人在萊希費爾德戰役中的決定性失敗遏制了對王國的外部威脅。易北河和奧得河之間的斯拉夫人也被征服了。奧托進軍羅馬，將若望十二世趕下教宗寶座，多年來一直控制著教宗的選舉，為未來幾年帝國控制教宗樹立了堅實的先例。

公元962年，东法兰克国王、萨克森王朝的奥托一世在罗马由教宗若望十二世加冕称帝（962－973年在位），成为罗马的监护人和天主教世界的最高统治者。从1157年起，帝国被称为神圣罗马帝国。

1000年時的德意志地區

1024年，亨利二世去世后无嗣，来自法兰克尼亚的康拉德二世当选为东法兰克国王，并于1027年加冕为皇帝。1125年，末代君主亨利五世去世，没有子嗣，薩利安家族統治终结。

#### 十字軍東征

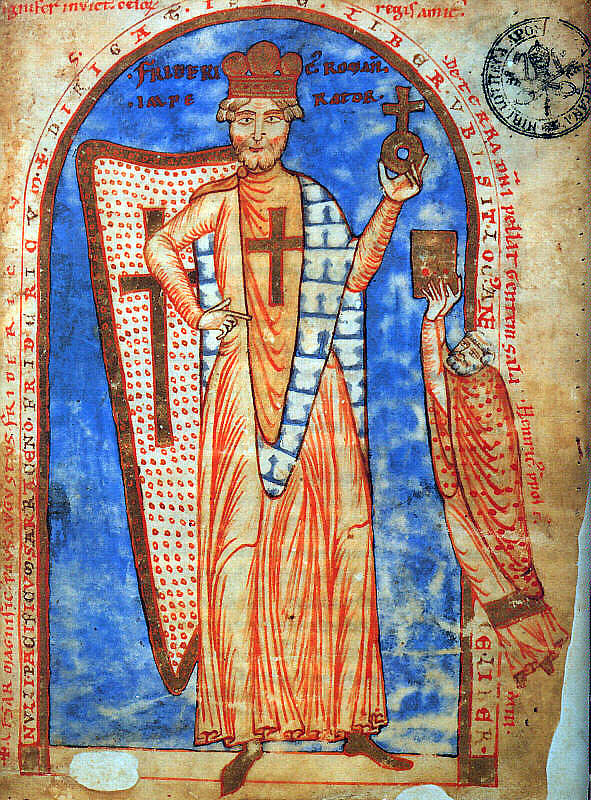
1155年至90年的神圣罗马皇帝——腓特烈“巴巴罗萨”，在他的領導下，皇帝的權威在國內和對教廷的鬥爭中取得了巨大的成果。但這一切成果都隨著他在小亞細亞的溺斃而化為了泡影

在12世紀末，神聖羅馬皇帝「紅鬍子」腓特烈一世·巴巴羅薩積極投身於聖地戰事，成為第三次十字軍東征（1189－1192年）的三位主要基督教君主之一，與英格蘭國王狮心王理查及法國國王腓力二世·奧古斯都共同率軍對抗穆斯林統治者萨拉丁。
腓特烈一世的參與不僅展現了神聖羅馬帝國在基督教世界的影響力，也希望藉由成功的遠征鞏固其在歐洲的政治地位。他於1189年率領龐大的德意志十字軍隊伍從雷根斯堡出發，橫越匈牙利、拜占庭帝國及小亞細亞，預計與其他十字軍部隊會合並進攻耶路撒冷。然而，在1190年6月10日，當德軍行經今土耳其的塞琉西亚（Seleucia，和今伊拉克的塞琉西亚重名）附近時，腓特烈在試圖徒手游過薩萊夫河（Saleph，在今Göksu Nehri）時不幸溺水身亡。一說他是為了鼓舞士氣、親自帶頭涉水，但年邁體衰，加之水流湍急，最終釀成悲劇。他的猝逝對軍心造成重大打擊，導致多數德軍解散返回，僅少數部隊繼續東征。
腓特烈的遺體被分割以防腐保存，其骨骸最終埋葬於安蒂奧基亞、提爾與耶路撒冷的教堂中。儘管腓特烈一世未能抵達聖地，但其東征行動仍被後世視為其英勇與信仰精神的象徵，也成為德意志民族英雄的歷史傳說之一。
在腓特烈一世之后，他的孙子腓特烈二世也以独特方式参与了十字军。他是第六次十字军东征（1228–1229年）的发起者，尽管当时与教宗发生冲突，甚至遭到绝罚，他仍自行组织远征，并成功达成目标。
腓特烈二世并未采取传统的军事征服方式，而是通过外交谈判与埃及的阿尤布王朝苏丹达成协议。根据《雅法条约》，基督徒得以重新获得耶路撒冷、拿撒勒与伯利恒等地的控制权，并享有对圣墓教堂的管理权。这使他在1229年3月自行在耶路撒冷加冕为“耶路撒冷国王”，但因未获教宗认可，其加冕仪式颇具争议。腓特烈二世的十字军被称为“外交十字军”，在未发一箭一矢的情况下收复圣地，展现其非凡的政治手腕与理性主义精神。虽然他在教会中引发争议，但对德意志及地中海世界的历史影响深远。
1422年，阿尔布雷希特支系的阿尔布雷希特五世迎娶了神聖羅馬皇帝兼匈牙利及波希米亞國王西吉斯蒙德唯一的庶女卢森堡的伊丽莎白，並被指定為西吉斯蒙德的繼承人。1437年，西吉斯蒙德病逝，阿尔布雷希特於次年陸續即位為罗马人民的国王、匈牙利国王及波希米亞國王（阿尔布雷希特二世，未加冕为皇帝）。由此以後，哈布斯堡家族一直把持神聖羅馬帝国皇位（1742年-1745年間除外），直至帝國覆亡。

#### 條頓騎士團

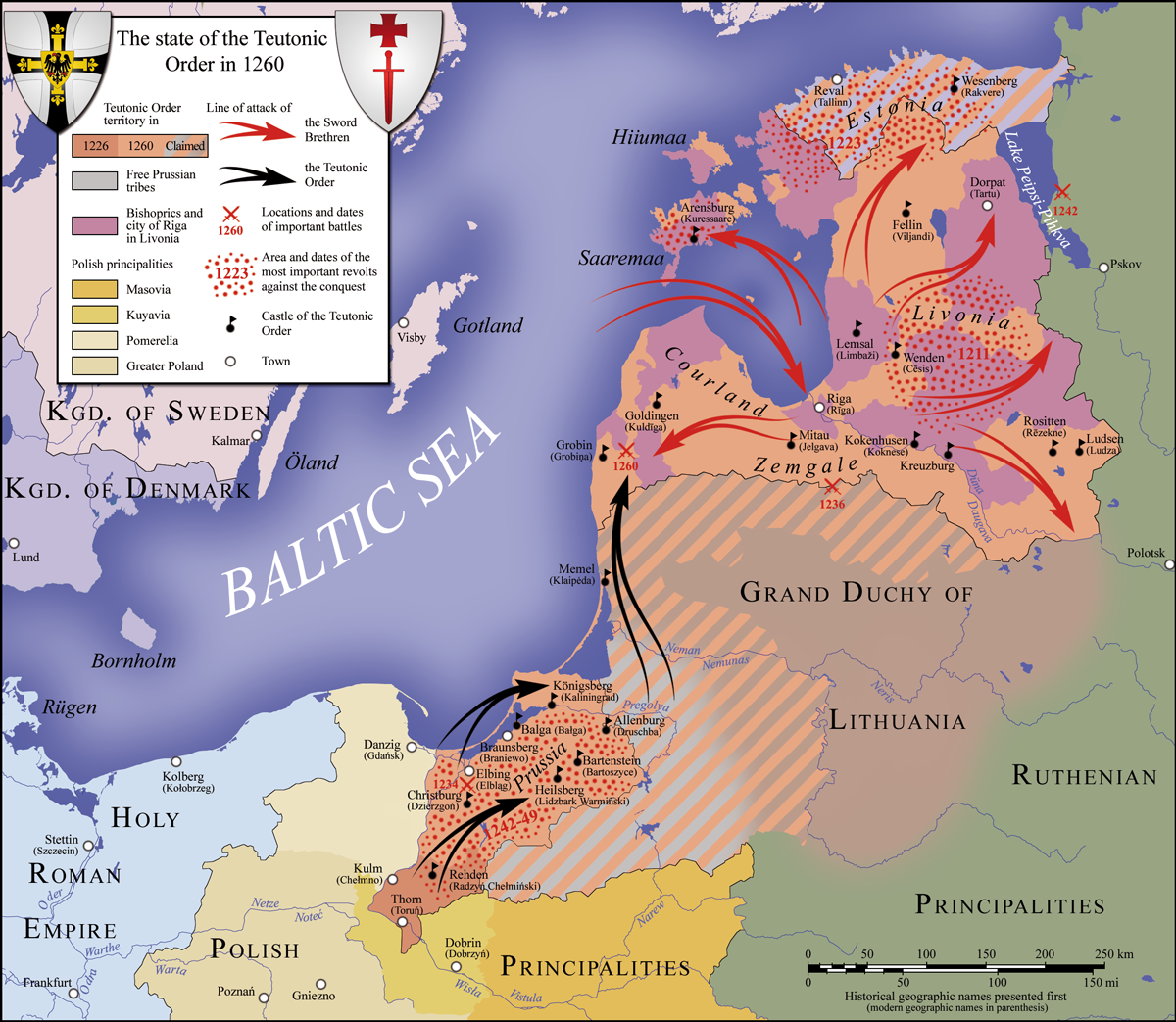
條頓騎士團和所屬寶劍騎士團的擴张，1260年。在其14世紀的巔峰時期，條頓騎士團領有從維斯瓦河畔托倫到波羅的海邊塔林的廣闊疆域

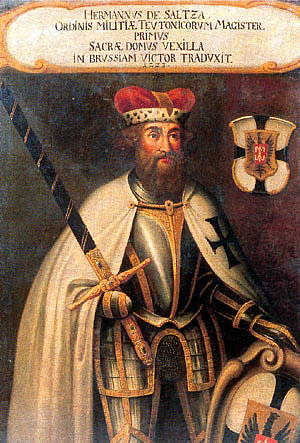
赫尔曼·冯·萨尔扎，圖林根人，条顿骑士团第四任大团长（1209–1239）。他在羅馬教廷、東歐領主和神羅皇帝间斡旋，最終主導了條頓騎士團從特蘭西瓦尼亞遷往普魯士，由此开启了700年的德意志普魯士歷史

1230年，條頓騎士團的天主教修道會發起了普魯士十字軍東征。這場運動得到了馬索維亞的波蘭公爵康拉德一世的軍隊的支持，最初旨在使波羅的海古普魯士人基督教化，主要是在征服大片領土方面取得了成功。該命令在帝國批准的鼓舞下，很快決定在沒有康拉德公爵同意的情況下建立一個獨立的國家。騎士團僅承認教皇權威並以穩固的經濟為基礎，在接下來的150年裡穩步擴張條頓國家，與鄰國發生了幾次土地糾紛。與波蘭王國、立陶宛大公國和諾夫哥羅德共和國的長期衝突最終導致了15世紀中葉的軍事失敗和遏制。
1410年7月15日，條頓騎士團與波蘭、立陶宛、俄羅斯聯軍進行格林瓦爾德戰役，條頓騎士團敗北，包括大團長烏爾里希·馮·容寧根在內的全部指揮官陣亡。1440年，普魯士聯邦由條頓騎士團的紳士和市民建立，1454年它起來反對騎士團，要求波蘭國王卡齊米日四世將該地區併入波蘭王國，國王同意並在克拉科夫簽署了一項合併法案。1454年3月在克拉科夫實施時，該地區的市長、市民和代表宣誓效忠波蘭國王。這標誌着條頓騎士團和波蘭之間的十三年戰爭的開始。卡齊米日四世授權合併領土的主要城市鑄造波蘭硬幣。普魯士的大部分地區在戰爭中遭到破壞，在此期間，騎士團於1455年將諾伊馬克送回勃蘭登堡以籌集戰爭資金。由於馬里恩堡城堡被移交給僱傭軍以代替他們的報酬，並最終移交給波蘭，因此騎士團被迫將其基地遷至桑比亞的柯尼斯堡。
1512年，來自勃蘭登堡霍亨索倫家族的阿爾布雷希特被選為條頓騎士團大團長，他是勃蘭登堡選帝侯的近親。波蘭-條頓戰爭之後，當勃蘭登堡的阿爾布雷希特於1525年皈依信義宗時，騎士團完全被普魯士趕下台。他將騎士團剩餘的普魯士領土世俗化，並繼承了他的叔叔博拉國王西吉斯蒙德一世的地位，以及普魯士公國作為波蘭王室的個人附庸的世襲權利，史稱「普魯士效忠」。普魯士公爵保留了它的貨幣、法律和信仰。勃蘭登堡的最後一位大團長阿爾布雷希特於1525年皈依信義宗，並將騎士團剩餘的土地變成了世俗的普魯士公國。

#### 王權和教權的鬥爭

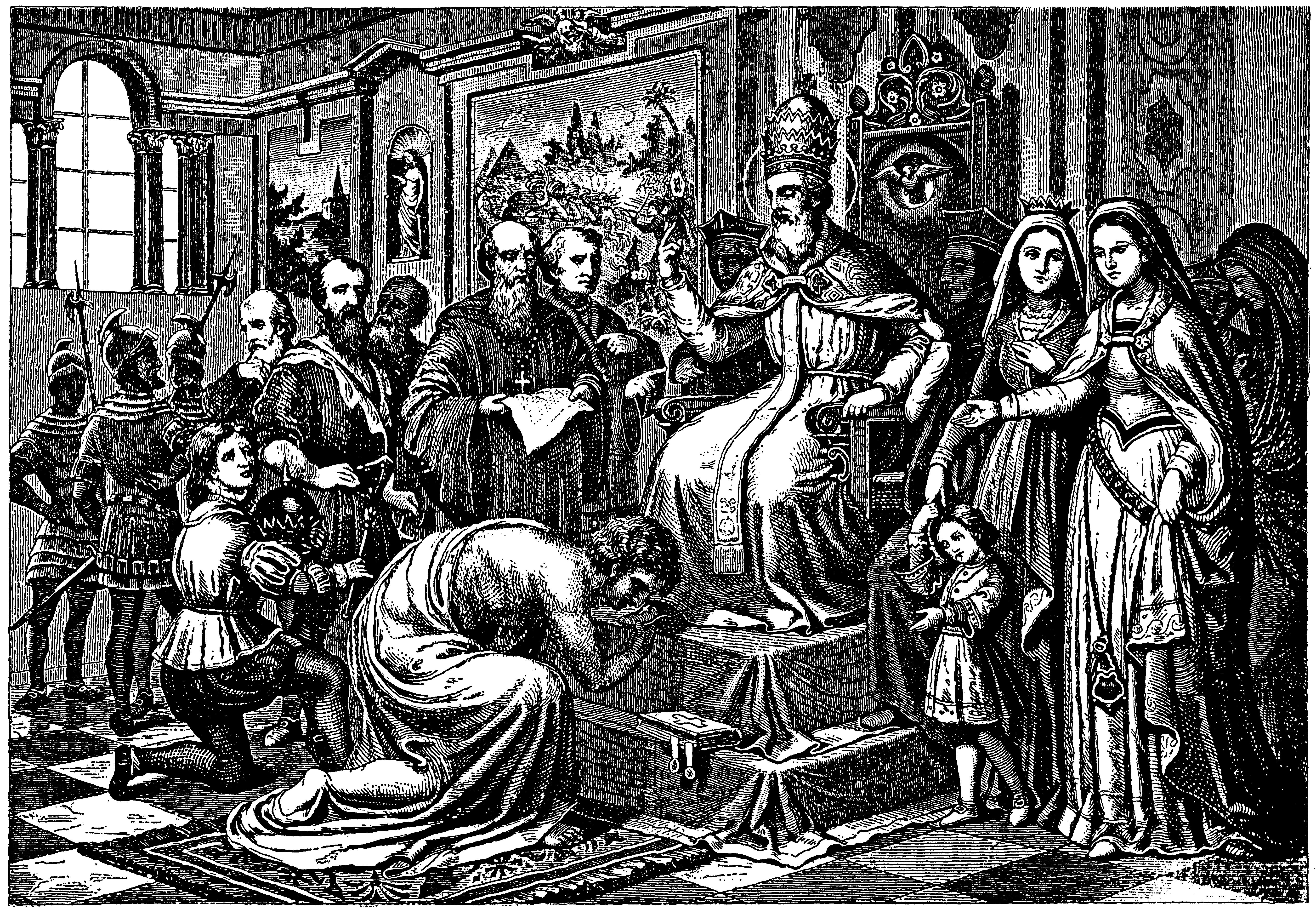
1077年，神圣罗马皇帝海因里希四世在卡诺莎城堡外冒雪苦候三日，向教宗額我略七世请求解除绝罚和获得原谅，这象征中世纪教权压倒皇权的高峰。此事后世称为“卡诺莎之行”

康拉德二世的曾孫亨利五世（1086-1125）於1111年成為神聖羅馬帝國皇帝。亨利五世希望獲得對帝國內部教會的更大控制權，任命薩爾布呂肯的阿達爾伯特為強大的同年任美因茨大主教。阿達爾伯特開始主張教會的權力對抗世俗權威，即皇帝。這引發了“1111年危機”，成為長期授職權爭議的又一章。1137年，選侯們回到霍亨斯陶芬家族尋找候選人康拉德三世。康拉德試圖剝奪他的競爭對手亨利的兩個公國——巴伐利亞和薩克森——這導致了德國南部的戰爭，因為帝國被分成了兩個強大的派系。韋爾夫或歸爾甫派支持驕傲的亨利的韋爾夫家族，這是巴伐利亞公國的統治王朝。魏布林根（Waiblings）或吉伯林派的敵對派別宣誓效忠霍亨斯陶芬的施瓦本家族。在此早期，韋爾夫家族在教宗和政治特殊主義（關注公爵利益反對中央帝國權威）下普遍保持教會獨立。另一方面，歸爾甫派主張嚴格控制教會和強大的中央帝國政府。
在霍亨斯陶芬皇帝腓特烈一世統治期間，兩派於1156年達成和解。巴伐利亞公國被歸還給了代表圭爾夫黨的薩克森公爵亨利的兒子獅子亨利。然而1156年，奧地利的侯爵領地從巴伐利亞分離出來，成為獨立的奧地利公國。
意大利北部沿海的城市如:威尼斯通過貿易致富，在教皇的支持下，越來越反對巴巴羅薩對意大利的封建統治（Honor Imperii）的主張。這些城市在倫巴第聯盟中聯合起來，最終在1176年的萊尼亞諾戰役中擊敗了巴巴羅薩。次年，皇帝與教宗亞歷山大三世在威尼斯條約中達成和解。1183年的康斯坦茨和平最終確定意大利城市仍然效忠於帝國，但在其領土內被授予地方管轄權和完全的王權。
1180年獅子亨利被取締，薩克森分裂，巴伐利亞被授予維特爾斯巴赫的奧托，他建立了維特爾斯巴赫王朝，統治巴伐利亞直到1918年。
從1184年到1186年，腓特烈一世巴巴羅薩統治下的帝國在美因茨舉行了五旬節會議，他的兒子亨利在米蘭與西西里島的諾曼公主康斯坦丝結婚，達到了文化頂峰。封建領主的權力因任命大臣（皇帝的非自由僕人）為官員而受到削弱。正如艾爾伯圖斯·麥格努斯的學術哲學和沃爾夫拉姆·馮·埃申巴赫的文學作品所表達的那樣，騎士精神和宮廷生活蓬勃發展。

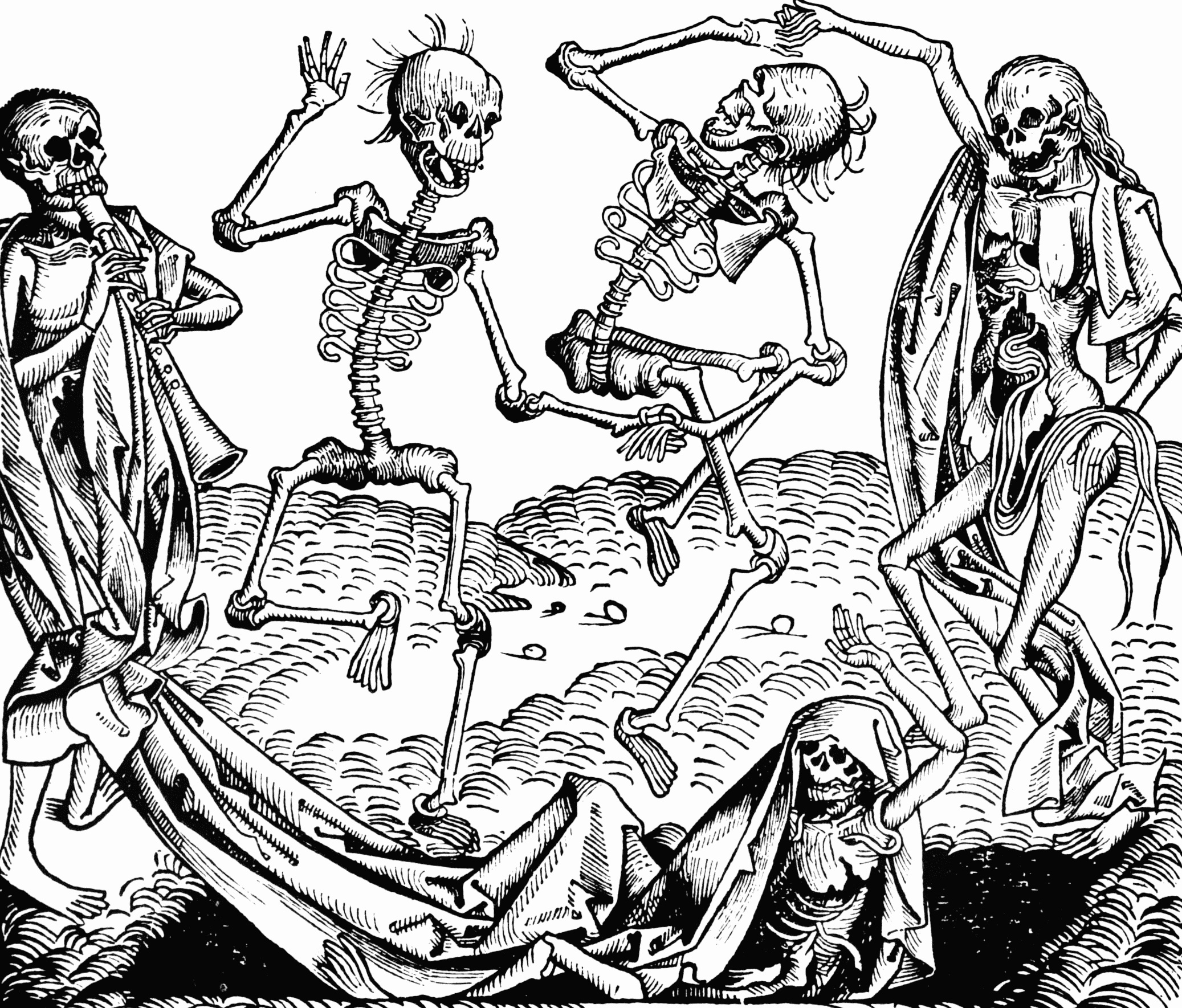
《纽伦堡编年史》中的黑死病景象，黑死病導致了歐洲30%-60%的人口死亡

1212年至1250年間，腓特烈二世從他在西西里的基地建立了一個現代化的、專業管理的國家。他繼續征服意大利，導致與教宗的進一步衝突。在帝國，廣泛的主權權力被授予教會和世俗王子，導致獨立領土國家的興起。與教宗的鬥爭削弱了帝國的實力，腓特烈二世被逐出教會三次。在他死後，霍亨斯陶芬王朝垮台，隨後是一個沒有皇帝的空位期（1250-1273）。這一空缺期隨著士瓦本公爵哈布斯堡的魯道夫當選皇帝而告終。
皇帝路易四世與教宗之間的談判失敗導致1338年六位皇室親王在倫塞發表聲明，大意是所有或大多數選民的選舉自動授予皇室頭銜並統治帝國，而無需教宗確認。結果君主不再受到教宗的認可，變得越來越依賴選民的青睞。1346年至1378年間，波希米亞國王盧森堡皇帝查理四世尋求恢復皇權。1356年的金玺诏书規定，所有未來的皇帝都將由一個只有七名——四名世俗和三名神職——選舉人組成的选举团選出。世俗的選舉人是波希米亞國王、普法爾茨選侯、薩克森公爵和勃蘭登堡選侯，神職選舉人是美因茨、特里爾和科隆的大主教。
1347年至1351年間，德國和幾乎整個歐洲大陸都被最嚴重的黑死病大流行所吞噬。據估計，它導致歐洲30%至60%的人口突然死亡，並導致廣泛的社會和經濟混亂以及嚴重的宗教不滿和狂熱。少數群體，特別是猶太人受到指責、挑出和攻擊。最終許多猶太人逃離並在東歐重新定居。
神圣罗马帝国主要王朝列表
- 奥托王朝（962–1024年）
- 薩利安王朝（1027–1125年）
- 霍亨斯陶芬王朝（1155-1197，1220–1254年）
- 大空位时代（1254–1312年）
- 盧森堡王朝（1346–1437，1312–1313年）
- 哈布斯堡王朝（1440–1740年）
- 哈布斯堡-洛林王朝（1745–1806年）

- 843年凡爾登條約對加羅林帝國的瓜分
- 神聖羅馬帝國從962至1806年的疆域變化
- 13世紀霍亨斯陶芬王朝時期擴張到最大的神聖羅馬帝國
- 奧托王朝和薩利安王朝時期的神聖羅馬帝國
- 1700年左右的神聖羅馬帝國

### 社會發展

#### 城鎮繁榮
到1056年亨利三世統治結束時，德國領土的總人口估計約為5到600萬，而在1190年腓特烈·巴巴羅薩統治後約為7到800萬。他們中絕大多數是農民，通常處於封建領主和修道院的農奴制狀態。城鎮逐漸出現，在12世紀，沿著貿易路線和帝國據點和城堡附近建立了許多新城市。這些城鎮受市政法律制度的約束。像科隆這樣已經獲得帝國自由城市地位的城市，不再對當地的地主或主教負責，而是皇帝的直接臣民，享有更大的商業和法律自由。這些城鎮由一個通常是商業精英的貴族委員會統治。工匠們成立了行會，受嚴格的規則管理，試圖控制城鎮；一些對女性開放。社會已經多樣化，但被劃分為神職人員、醫生、商人、各種工匠行會、不熟練的臨時工和農民等界限分明的階級。窮人無法獲得完整的公民身份。稅收、公共支出、商業監管和市場監管等問題以及公司自主權的限制引發了政治緊張局勢。
- 科隆，1411
- 慕尼黑，1493
- 雷根斯堡，1572
- 诺德豪森，17世纪
- 纽伦堡，1493
- 班贝格，1493

#### 東向移民

德意志人的東向擴張，700-1400年

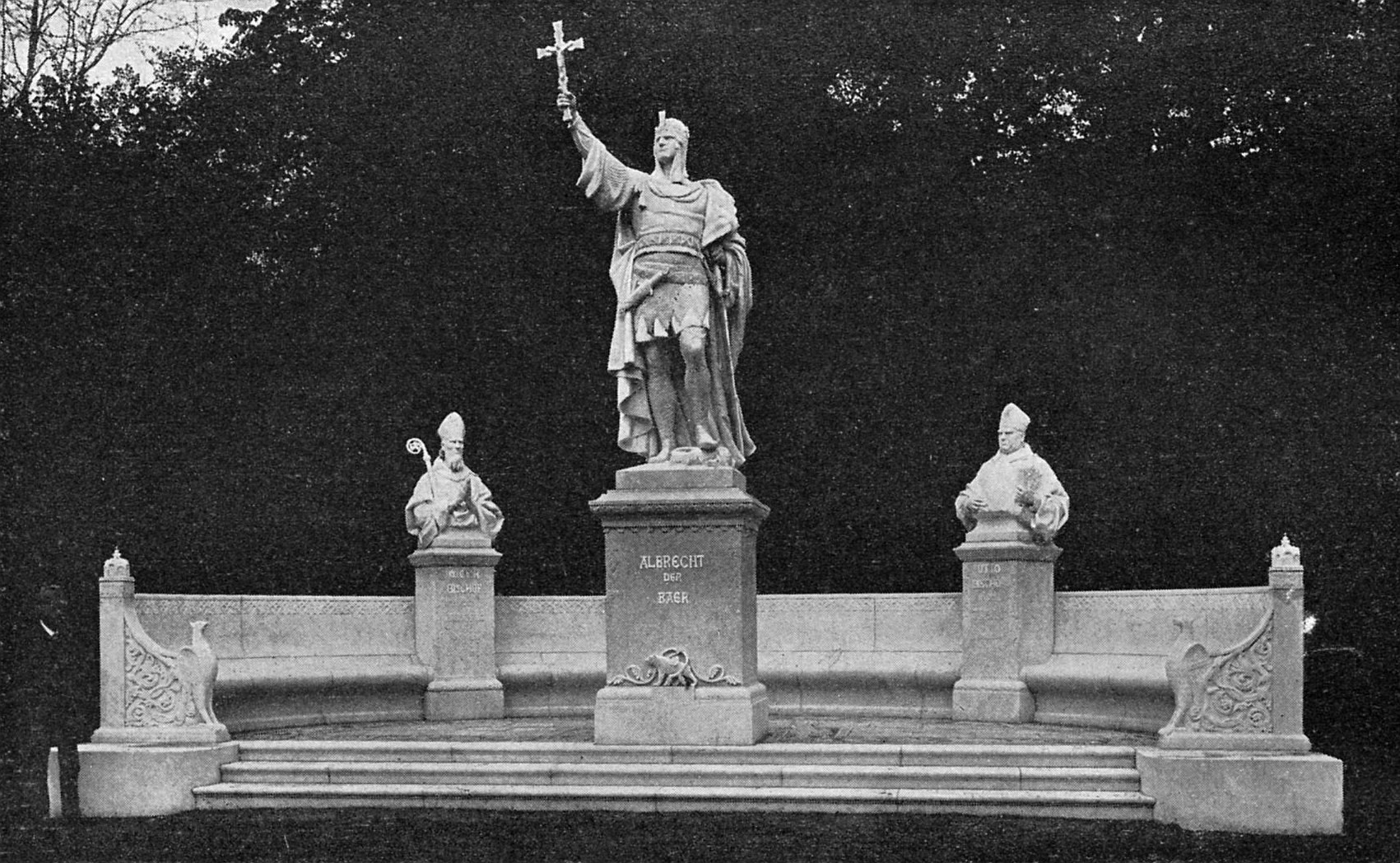
建立勃蘭登堡邊疆區、推動德國殖民開發東北部的首任勃蘭登堡藩侯（1157年—1170年在位）及薩克森公爵（1138年—1142年在位）大熊阿爾布雷希特塑像

東向移民是指德國人在很大程度上不協調的移民和租用定居點結構進入薩勒河和易北河以東的斯拉夫人和巴爾特人已經居住的領土的過程，例如現代波蘭和西里西亞和在11世紀至14世紀的中世紀，向南進入波希米亞、現代匈牙利和羅馬尼亞。10世紀和11世紀早期帝國向東方發動的軍事行動的主要目的是懲罰和征服當地的異教徒部落。在軍隊撤退後，被征服的領土大部分都失去了，但最終被併入帝國作為邊區，在要塞和城堡中駐軍加強邊境地區，他們將確保軍事控制並強制徵收貢品。當代資料不支持有組織地安置平民的政策或計劃的想法。
洛泰爾二世從1135年起重新確立了對波蘭、丹麥和波希米亞的封建主權，並任命侯爵將邊境地區變為世襲封地並設立文職行政機構。移民過程沒有明顯的時間順序，因為它發生在許多個人努力和階段，甚至經常受到斯拉夫地區領主的鼓勵。然而新社區受到德國法律和習俗的約束。定居者的總數通常相當低並且根據誰佔多數，人口通常相互同化。東向移民運動沒有明確的原因，也沒有明確的結束時間。然而，在1300年之後可以觀察到定居運動的放緩，在14世紀，只有少數有講德語的殖民者參與的新定居點被建立。對東向移民運動結束的解釋必須包括各種因素，而無法清楚地權衡或區分它們。從1300年左右開始的氣候惡化為「小冰河期」，即始於14世紀中期的農業危機。在1347年瘟疫造成的人口衰退之後，已經發生了深刻的破壞過程。

#### 汉萨同盟

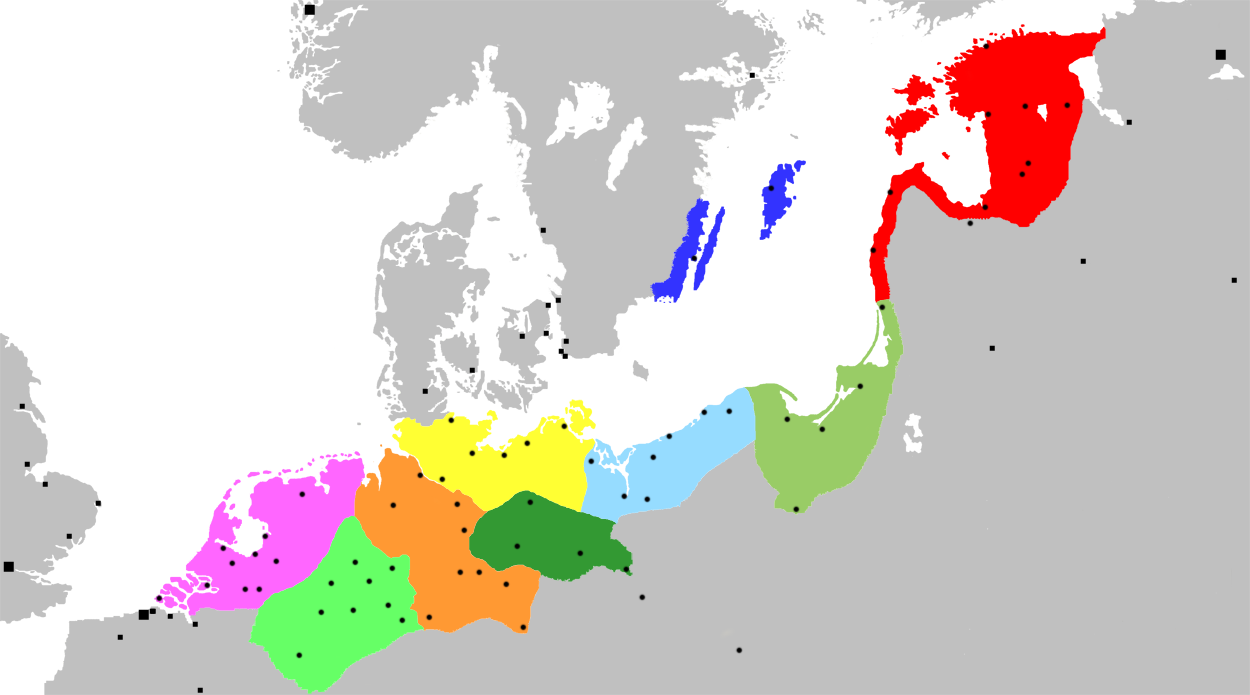
汉萨同盟的商圈
荷兰商圈
威斯特伐利亚商圈
萨克森商圈
文德商圈
伯爵商圈
波美拉尼亚商圈
普鲁士商圈
立窝尼亚商圈
瑞典商圈

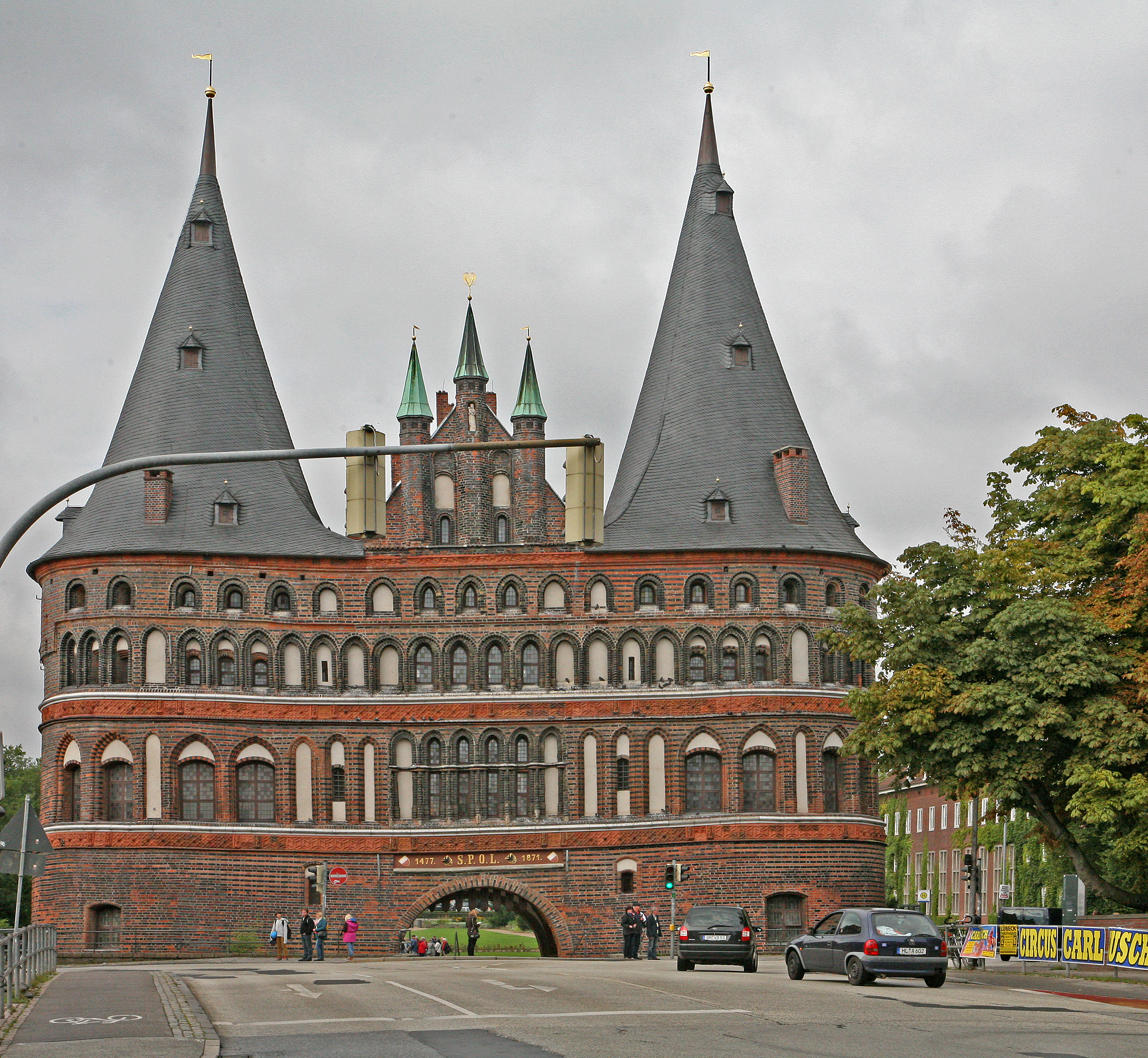
汉萨同盟首府吕贝克的霍爾斯滕門，其上写着漢薩同盟的格言：對內一致，對外和平

漢薩同盟是北歐和中歐城鎮商業公會的商業和防禦聯盟，在中世紀晚期（12世紀至15世紀）主導波羅的海、北海和相連通航河流沿岸的海上貿易)。每個附屬城市都保留其主權的法律制度，除自由帝國城市外，只有有限程度的政治自治。從呂貝克市和漢堡市的協議開始，行會進行合作，以加強和整合他們的經濟資產，例如確保貿易路線和稅收特權，以控制價格，更好地保護和銷售當地商品。帝國內重要的商業中心，例如萊茵河上的科隆和北海的不來梅，都加入了聯盟，這導致了更大的外交聲望。由於具有巨大的經濟潛力，各個地區的王公們都承認，他們授予了有利的特許狀，通常是排他性的商業經營。在其鼎盛時期，該聯盟在西至倫敦和愛丁堡、東至諾夫哥羅德和挪威卑爾根之間的幾乎所有城市都設有貿易站和聯絡點。到14世紀後期，強大的聯盟在必要時通過軍事手段強制執行其利益。這在1361年至1370年與主權丹麥王國的戰爭達到了高潮。漢薩同盟的主要城市仍然是呂貝克，1356年舉行了第一次全體會議，並宣布了其官方結構。1370年戰勝丹麥，訂立《施特拉爾松德條約》。同盟壟斷波羅的海地區貿易，並在西起倫敦，東至諾夫哥羅德的沿海地區建立商站，實力雄厚。15世紀中葉後，隨著英、俄、尼德蘭等國工商業的發展和新航路的開闢，汉萨同盟轉衰，最终于1669年解體。

#### 性别角色
從中世紀早期一直持續到18世紀，日耳曼法律規定女性相對於男性處於從屬和從屬的地位。作為德國土地法律依據的薩利克法，婦女在財產和繼承權方面處於不利地位。日耳曼寡婦需要一名男性監護人在法庭上代表她們。與盎格魯-撒克遜法或西哥特法典不同，薩利克法禁止女性繼承王位。社會地位基於軍事和生物學角色，這一事實在與新生兒相關的儀式中得到證明，當時女嬰的價值低於男嬰。直到18世紀，巴伐利亞法律才允許對妻子使用武力。
在中世紀，一些有錢人的女性宣稱她們的影響力，通常是在宮廷或修道院環境中。賓根的希爾德加德、艾爾伯圖斯·麥格努斯、巴伐利亞的伊麗莎白和阿古拉·馮·格倫巴赫都是在醫學、音樂創作、宗教寫作、政府和軍事政治等不同領域追求獨立成就的女性。

#### 文化教育

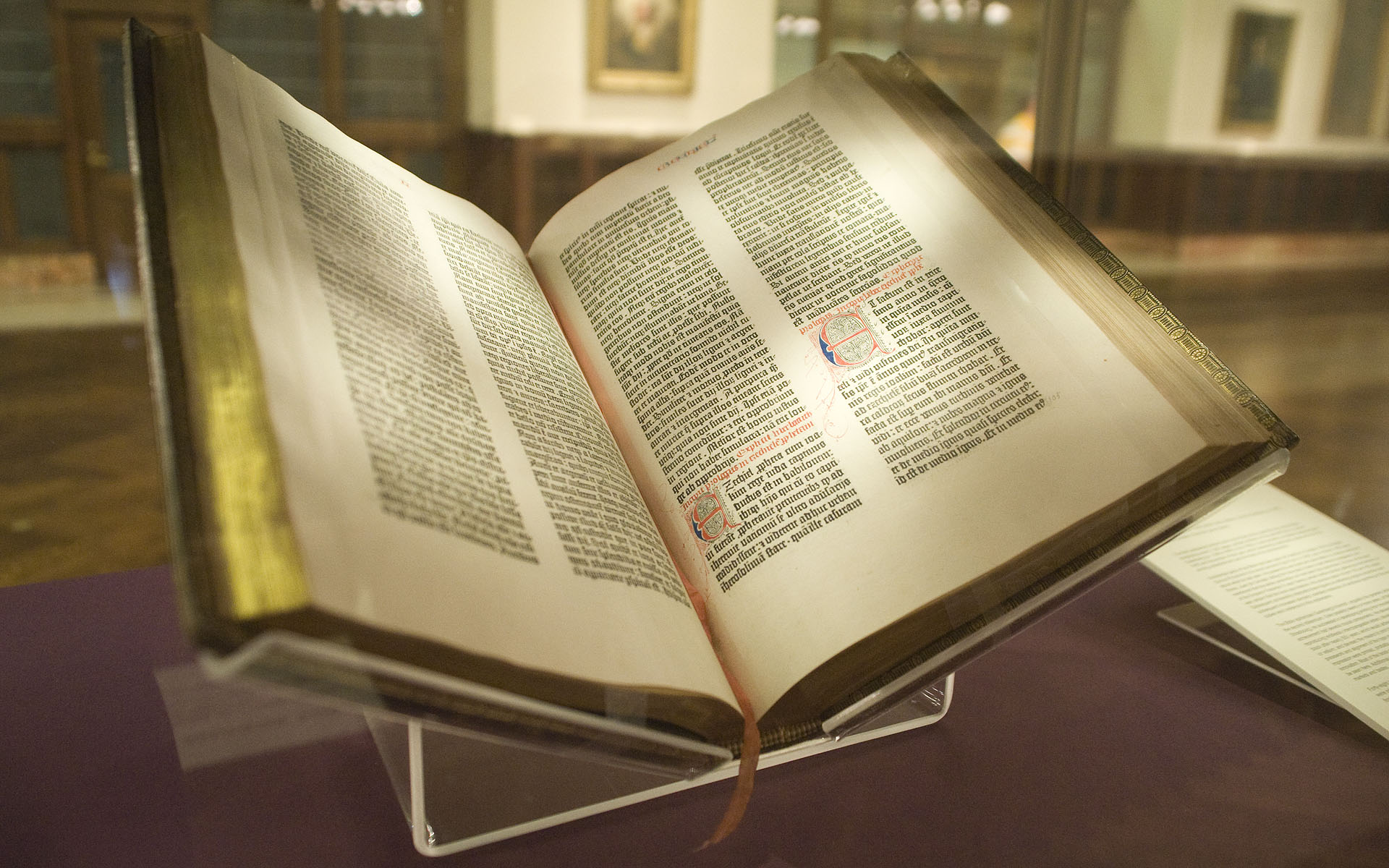
古騰堡聖經，第一本活字印刷的聖經。此為紐約公共圖書館館藏，由詹姆斯·勒诺克斯（James Lenox）在1847年帶到美國

本篤會修道院院長希爾德加德·馮·賓根（1098-1179年）撰寫了幾部有影響力的神學、植物學和醫學著作，以及信件、禮儀歌曲、詩歌，以及可以說是現存最古老的道德劇《虛擬秩序》，同時監督了輝煌的微型照明。大約100年後，瓦爾特·馮·德·福格爾魏德成為戀歌诗人中最著名的一位，他們是中高地德語的抒情詩人。
1439年左右，美因茨的約翰內斯·古騰堡使用活字印刷術發行了古騰堡聖經。他是印刷機的全球發明者，從而開啟了印刷革命。廉價印刷書籍和小冊子在宗教改革和科學革命的傳播中發揮了核心作用。
大約在15世紀到16世紀的過渡時期，來自紐倫堡的阿爾布雷希特·丟勒在20多歲時就在歐洲確立了他作為畫家、版畫家、數學家、雕刻家和理論家的聲譽，並確立了他作為最重要人物之一的聲譽。
- 赫德嘉·馮·賓根（1098–1179）
- 瓦爾特·馮·德·福格爾魏德（c. 1170–1230）
- 艾爾伯圖斯·麥格努斯（c. 1193–1280）
- 约翰内斯·谷登堡（c. 1398–1468）
- 阿尔布雷希特·丢勒（1471–1528）
- 蒂爾曼·里門施奈德（c. 1460–1531）
- 格奧爾格·阿格里科拉（1494–1555）

## 步入近代（1493年－1648年）
|                                     | 教宗沒有免除任何罪孽的意志和權力，他隻能赦免憑自己的權力或教會法加於人們的懲罰。教宗除宣告或証明罪孽已由神赦免外，他本人不能赦免任何罪過。 |
| ——马丁·路德《九十五条论纲》，1517年 | |

### 帝國改革

1512年的神聖羅馬帝國及其行政圈
----
勃艮第行政圈
下萊茵-威斯特法倫行政圈
莱茵选侯行政圈
上莱茵行政圈
下萨克森行政圈
上萨克森行政圈
弗兰肯行政圈
施瓦本行政圈
巴伐利亚行政圈
奥地利行政圈
行政圈外领土

在1493年至1519年在位期間，馬克西米利安一世與各等級（有時是他的反對者，有時是他的合作者）、他的官員和他的人文主義者共同努力，改革了帝國。建立了最高法院的雙重製度（帝國樞密法院和帝国宫廷法院），以及正式的羅馬法接收；帝國議會成為最重要的政治論壇和最高的法律和憲法機構，從長遠來看，這將成為維護帝國的保證；永久地塊(德語：e）於1495年宣布，區域聯盟和工會提供支持結構，同時創建了帝國行政圈（Reichskreise)，其目的是組織帝國軍隊、徵稅和執行帝國命令機構。帝國和宮廷衡平機構合併成為決定性的政府機構；馬克西米利安創建的國土傭僕成為帝國軍隊的一種形式；國家政治文化開始出現，德語開始形成統一的形式。然而，政治結構仍然不完整和零散，主要是由於等級制度抵制的普通便士（一種帝國稅）的失敗。但是，通過皇帝和等級之間的許多妥協，一個靈活的、面向未來的問題-帝國的解決機制以及皇帝與等級共享權力的君主制一起形成。改革是否也等同於（成功或不成功的）國家建設過程仍然是一個爭論。

### 社會變革

1580年的维也纳，格奧爾格·布勞恩和弗蘭斯·霍根伯格绘制

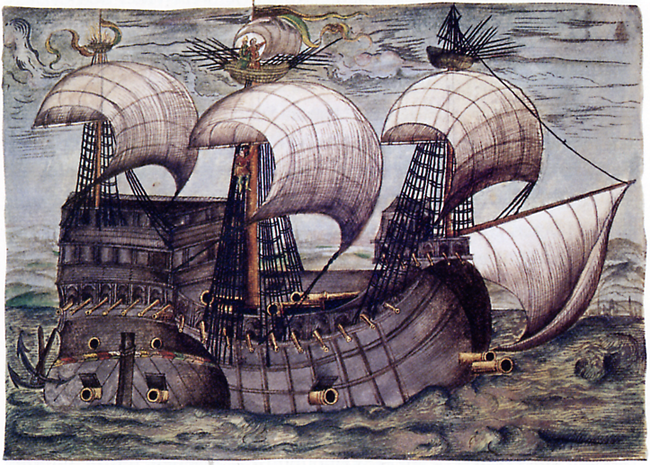
加利恩帆船圣三一號（La Santa Trinidad），一艘代表韦瑟尔家族參加委內瑞拉遠征隊的船

早期現代歐洲社會在14世紀的災難之後逐漸發展，因為宗教服從和政治忠誠度在大瘟疫、教會分裂和長期王朝戰爭之後下降。城市的興起和新市民階級的出現侵蝕了封建主義的社會、法律和經濟秩序。
商業精英在德國南部快速發展的城市（如奧格斯堡和紐倫堡）的商業企業，其中最顯赫的家族是戈森布特家族（Gossembrot）、福格家族、韋爾瑟家族、霍赫施泰特家族、因莫霍特家族（Imholt）等。作為主要教會和世俗統治者的金融家，這些家族從根本上影響了15和16世紀帝國的政治事務。日益以金錢為基礎的經濟也激起了騎士和農民的社會不滿，掠奪性的“強盜騎士”變得普遍。
從1438年起，哈布斯堡王朝在1526年國王路易二世去世後獲得了對奧地利、波希米亞和匈牙利公國的東南部帝國的控制權，成功地永久佔據了神聖羅馬帝國皇帝的位置，直到1806年（與1742年至1745年之間的年份除外）。
一些歐洲範圍內的革命誕生於帝國：馬克西米利安建立的第一個現代郵政系統（由塔克西斯家族管理）與古騰堡發明的印刷系統相結合，產生了一場通信革命–帝國分散的性質使審查變得困難，這與新的通信系統相結合以促進自由表達，從而提昇文化生活。該系統還幫助當局傳播命令和政策，增強整個帝國的凝聚力，並幫助路德這樣的改革者有效地傳播他們的觀點和相互溝通，從而為宗教改革做出貢獻。
馬克西米利安的軍事改革，特別是他對國土傭僕制度的發展，引發了一場軍事革命，使騎士階層崩潰，並在他死後不久傳遍了整個歐洲。

### 宗教革命

#### 新教改革

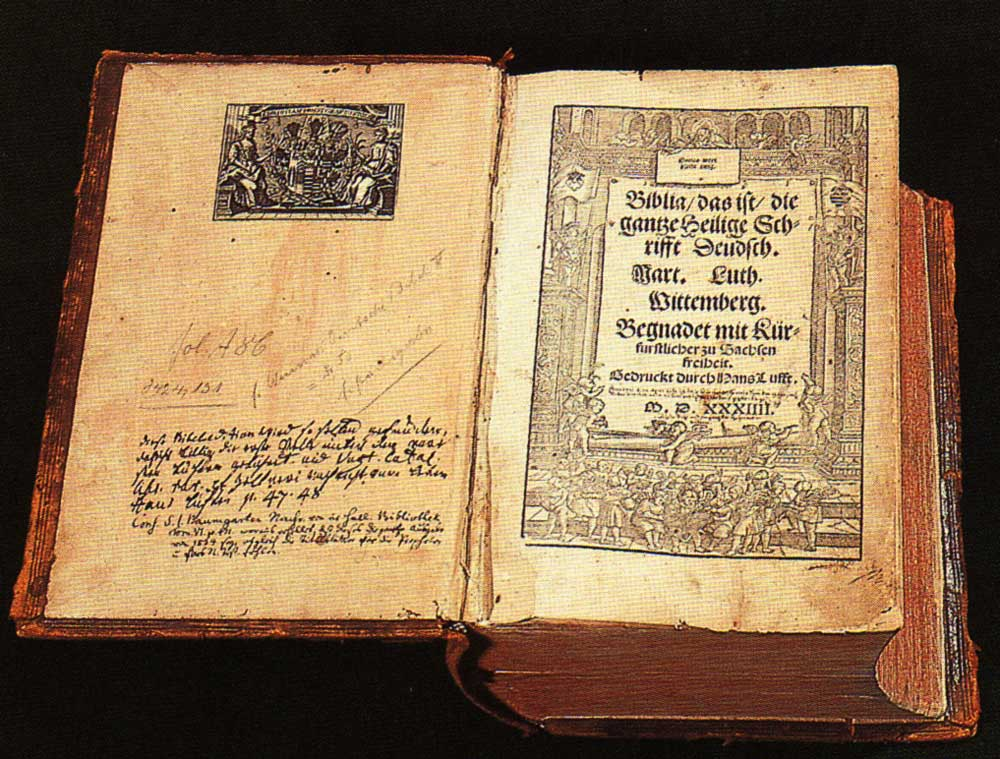
路德翻译的圣经，此舉對教會和德國文化產生了巨大的影響。其《路德版聖經》也促進了現代標準德語的發展，為當時的翻譯學作出諸多貢獻，更影響了後來英語《詹姆士王聖經》的刊行

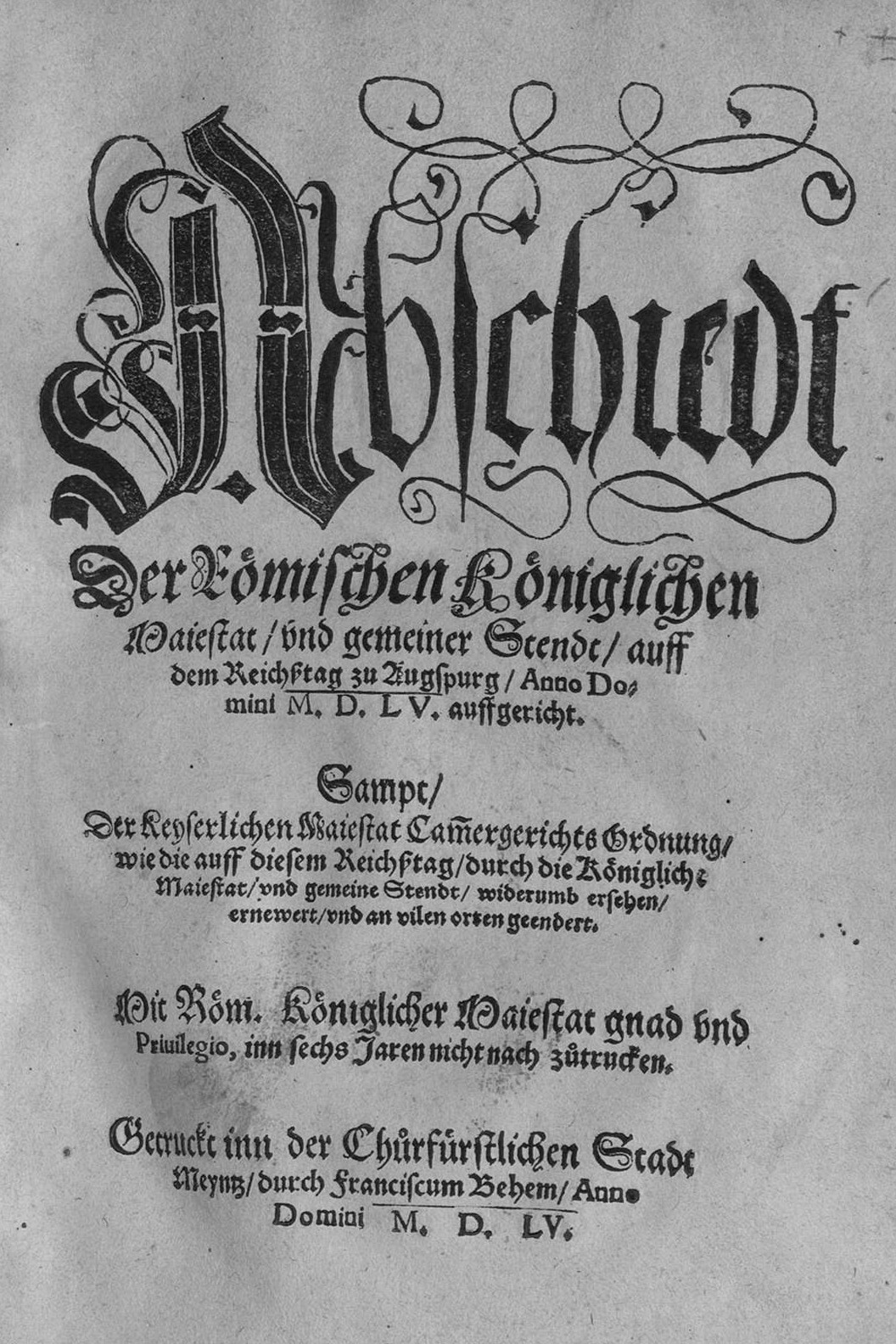
1555年9月25日，神聖羅馬帝國皇帝查理五世與德意志新教諸侯在奧格斯堡的帝國會議簽訂了《奥格斯堡和约》。該和約提出“教隨君定”原則，在德意志224個諸侯國裏，該諸侯國的君王信仰什么教派，臣民就必須追隨君王的信仰。此原則使內戰（施馬爾卡爾登戰爭）暫停。此和約亦是第一次根據法律正式允許新教信義宗和天主教兩派共存於德意志

马丁·路德为反对赎罪券买卖发表九十五条论纲，后来在1517年他发起宗教改革。
1519年哈布斯堡家族的查理五世（卡洛斯一世）即位。他不单要对抗土耳其奥斯曼帝国，还要卷入对法国及教宗的长期战争，導致他在帝国的地位被削弱而无力阻止宗教改革。1522年至1526年间，在帝国的某些城市和地区流传着路德的学说。宗教改革由君主执行，而由於皇帝的弟弟费迪南一世不能容忍路德的教徒，对此支持新教的领主还一度游行示威。14世纪农民就因为生活困苦而爆发起义，在宗教改革期间的1524年至1526年，甚至发展为德国农民战争。1525年在闵采尔的领导下，弗兰肯豪森的地主被废除。
1545年在特倫特会议發起的天主教反改革運動由學術宗教耶穌會教團帶頭，該教團僅在五年前由洛約拉伊格內修斯周圍的幾位神職人員創立。它的目的是通過道歉和爭論性的著作和法令、教會重組、戰爭和帝國政治策略來挑戰和遏制新教改革。1547年，皇帝查理五世在施马尔卡尔登战争中擊敗了新教統治者的軍事聯盟施馬爾卡爾登聯盟。1555年随后召开了奥格斯堡帝国会议，由此出台的奧格斯堡和约頒布了承認路德教信仰和帝國宗教分裂的法令。它還規定了統治者在其公國確定官方信仰的權利（教隨君定——“Cuiusregio，eiusreligio”）。反宗教改革最終未能重新整合德國中部和北部的路德教國家。1608/1609年，新教聯盟和天主教聯盟成立。

#### 三十年战争

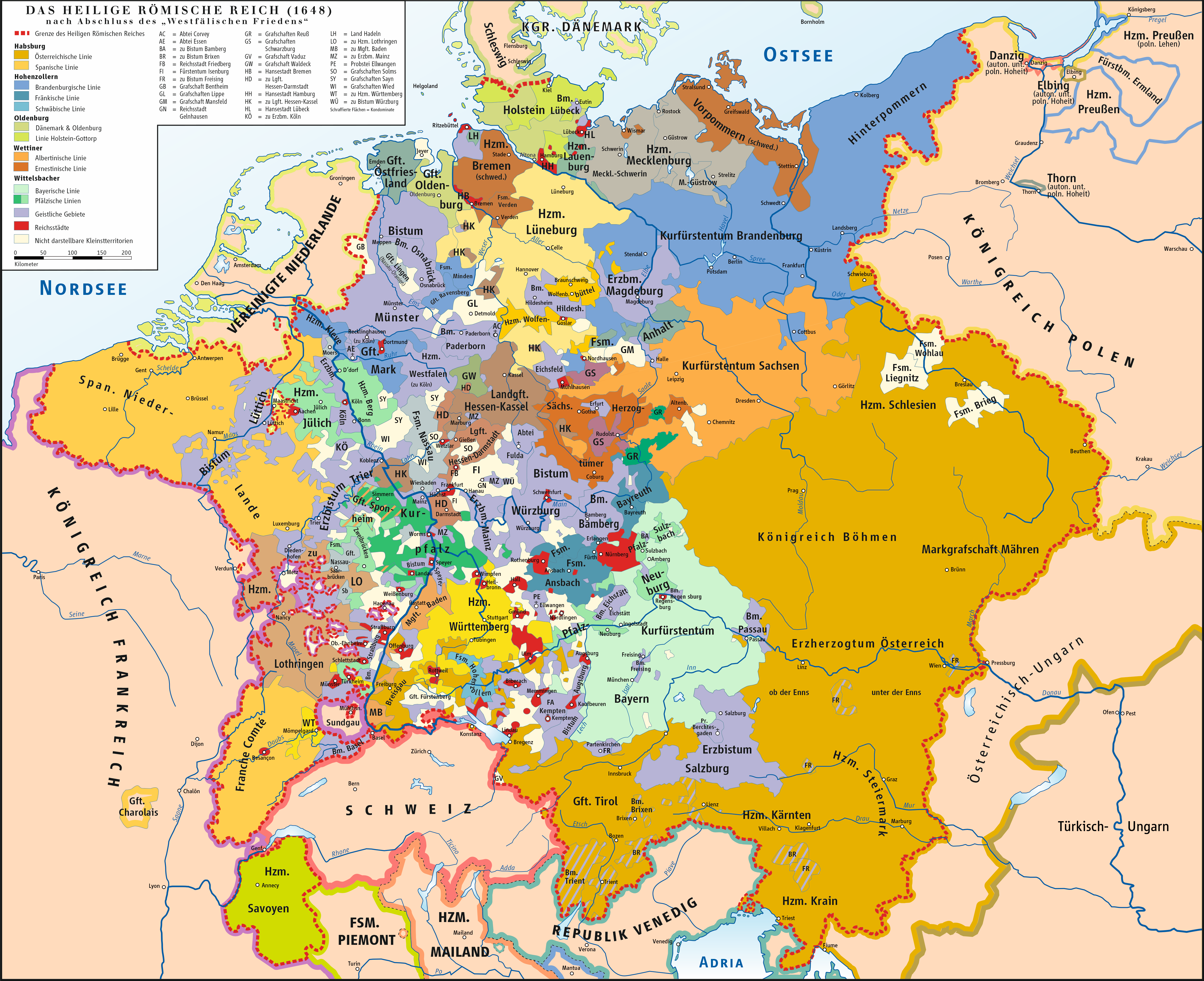
三十年戰爭結束之時的1648年的德意志地區，屬德語文化圈的瑞士和尼德蘭脫離了帝國， 同時西南邊疆受到法國、東北部受到瑞典的佔領和蠶食

幾乎完全發生在神聖羅馬帝國的1618年至1648年的三十年戰爭起源於天主教和新教派系之間未解決且反復出現的衝突，至今仍存在廣泛爭議。天主教皇帝斐迪南二世試圖實現帝國的宗教和政治統一，而反對的新教聯盟勢力則決心捍衛自己的宗教權利。宗教動機成為各種領土和外國亲王的普遍理由，他們在幾個階段加入了兩個交戰方中的任何一個，以獲取土地和權力。
波希米亞新教貴族反對马蒂亚斯皇帝的繼承政策引發了衝突。在白山戰役中的帝國勝利和短暫的和平之後，在1625年至1630年丹麥國王克里斯蒂安四世、1630年至1648年瑞典國王古斯塔夫·阿道夫和法國統治下，戰爭發展成為一場歐洲政治衝突。黎塞留主导法国從1635年到1648年介入了这场战争。衝突逐漸演變成法國波旁王朝和哈布斯堡王朝之間爭奪歐洲統治地位的鬥爭，帝國的中部領土成為了戰場。
這場戰爭是歷史上最具災難性的戰爭之一，因為三年持續的戰爭和破壞使這片土地遭到破壞。掠奪的軍隊不斷地掠奪農村，對城市徵收重稅，並肆無忌憚地掠奪農民的糧食儲備。還有無數殺人不眨眼的亡命之徒，生病的，無家可歸的，受干擾的人和殘廢的士兵。由於大流行性謀殺和隨機強姦和殺戮、地方性傳染病、作物歉收、飢荒、出生率下降、肆無忌憚的入室盜竊、獵巫和受驚的人的移民，總體社會和經濟混亂導致人口急劇下降。估計從1618年的1600萬人下降38%到1650年的1000萬人，從2000萬下降到1600萬人僅20%。阿尔特马克和符騰堡地區受到的打擊尤其嚴重，需要幾代人才能完全恢復。
這場戰爭是歐洲大陸最後一次重大的宗教鬥爭，並於1648年以威斯特伐利亞和约結束。它增加了神聖羅馬帝國各組成國的自治權，限制了皇帝的權力。阿爾薩斯的大部分地區被割讓給法國，西波美拉尼亞和不來梅-韋爾登作為帝國封地被給予瑞典，同時，尼德蘭和瑞士正式離開了德國。

### 文化傳播
到16世紀中葉，德國人口達到約2000萬，其中絕大多數是農民。新教改革是掃盲和新印刷機的勝利。路德將聖經翻譯成德文是提高識字率的決定性推動力，刺激了宗教書籍和小冊子的印刷和發行。從1517年起，宗教小冊子充斥著德國和歐洲的大部分地區。宗教改革引發了一場媒體革命，到1530年，出版了超過10,000部個人作品，總發行量達到1000萬份。路德通過描繪“好”教會對抗“壞”教會來加強他對羅馬的攻擊。很快就很清楚，印刷品可以用於宗教改革中特定議程的宣傳。改革作家使用改革前的風格、陳詞濫調和刻板印象，並根據自己的目的改變項目。特別有效的是路德的小要理問答，供父母教孩子使用，大要理問答，供牧師使用。他們使用德國方言以更簡單、更個人化的三位一體語言來表達使徒信經。新翻譯的聖經和許多單張中的插圖普及了路德的思想。老盧卡斯·克拉納赫（1472–1553）是維滕貝格的偉大畫家，是路德的密友，為大眾觀眾闡釋了路德的神學。他戲劇化了路德關於舊約和新約之間關係的觀點，同時注意路德對視覺圖像的正確和不當使用的仔細區分。
路德對聖經的德語翻譯對德語及其從早期新高地德語到現代標準的演變也具有決定性意義。他的聖經促進了非本地語言形式的發展，並使所有說話者都接觸到來自他們自己地區之外的德語形式

### 科技發展
15世紀末至18世紀初著名的博學家包括：約翰內斯·特里特米烏斯，現代密碼學的創始人之一，隱寫術的創始人，以及作為知識分支的書目和文學研究；康拉德·塞爾特斯，第一位也是最重要的德國製圖作家，“最偉大的抒情天才，當然也是德國人文主義最偉大的組織者和普及者”；阿塔那修斯·基爾學，被描述為“地質學（當然是火山學）、音樂學、博物館策展人、科普特學等多個學科的奠基人——今天可能被認為是第一個“萬有引力理論家和動畫電影的長期鼻祖（他的魔術燈表演）。此外，通過他的許多熱情，他是其他人在標誌著後期文藝復興的迅速擴大的知識視野中追求的通道。”;還有戈特弗里德·威廉·萊布尼茨，即使不是最偉大的“萬能天才”，也是有史以來最偉大的人物之一。
1515年，約翰內斯·斯塔比烏斯（馬克西米利安一世的宮廷天文學家）、阿爾布雷希特·丟勒和天文學家康拉德·海弗格爾製作了第一張南半球和北半球的平面球，也是第一張印刷的天體圖。這些地圖激發了整個歐洲對鈾測量領域的興趣。

來自魏爾代施塔特的天文學家約翰內斯·開普勒是經驗和理性研究的先驅者之一。通過嚴格應用科學方法的原理，他解釋了他的行星運動定律。他的思想影響了當代意大利科學家伽利略·伽利萊，並為艾薩克·牛頓的萬有引力理論提供了基本的力學原理。
- 约翰内斯·开普勒（1571–1630）
- 奧托·馮·格里克（1602–1686）
- 普法尔茨的伊麗莎白（1618–1680）
- 漢斯·雅各布·克里斯托弗·馮·格里梅爾斯豪森（1621/22–1676）
- 阿塔納奇歐斯·基爾學（1602 – 1680）
- 戈特弗里德·莱布尼茨（1646–1716）
- 埃倫弗里德·瓦爾特·馮·切恩豪斯（1651–1708）

## 從古典到現代（1648年－1815年）
|                      | 可以说，两万普鲁士人打败了五万法国人和德国人。既然我人民的荣耀和荣誉得到了拯救，我就可以心满意足地进入坟墓了。...上帝永远与更强大的军队同在。 |
| ——腓特烈二世，1760年 | |

### 普鲁士崛起

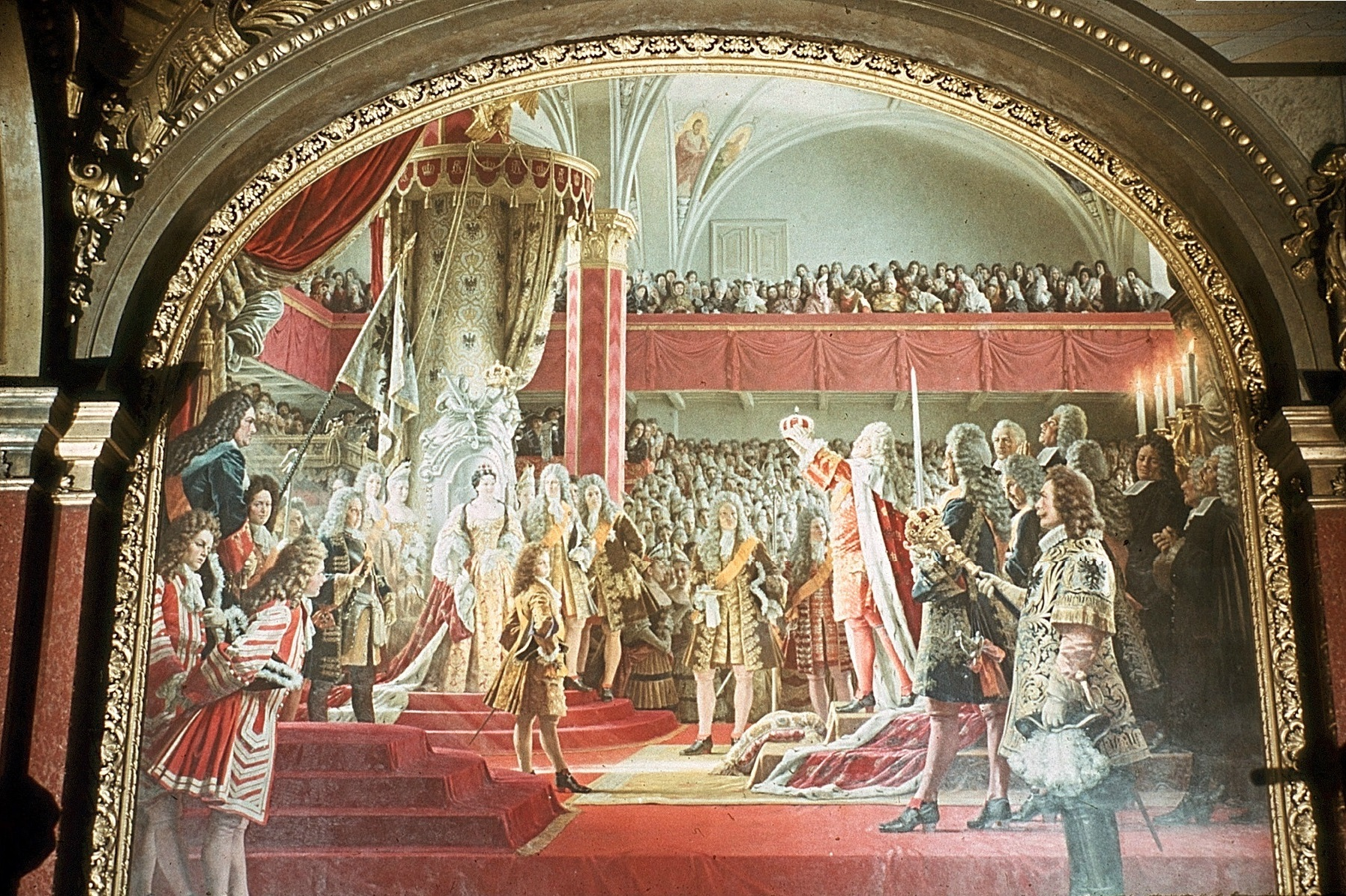
1701年1月18日，普鲁士公爵腓特烈三世在柯尼斯堡加冕称王，这一事件二战前被如特赖奇克等许多历史学家视为普鲁士神话的开端，普鲁士由此走上了争霸欧陆的征途。整整180年后的同日，威廉一世在凡尔赛宫镜厅加冕称帝，将普鲁士的命运推向高潮

1415年，神聖羅馬皇帝西吉斯蒙德將勃蘭登堡賜給武將霍亨索倫的腓特烈為封國，封為勃蘭登堡選帝侯，稱「選帝侯腓特烈」，肇始了500多年的霍亨索倫王朝。1473年「選帝侯腓特烈」第三子阿布雷希特三世為選帝侯時立規，勃蘭登堡選帝侯稱號屬直系繼承，非長子也有繼承權，領地不得分割。據此，其長子約翰·西塞羅成為選帝侯。1525年來自霍亨索倫家族的條頓騎士團大團長阿爾布雷希特宣佈停止附庸於羅馬教廷，公開改信信義宗，將騎士團領地世俗化，建立普魯士公國。1618年，也來自霍亨索倫家族的勃蘭登堡侯國選帝侯約翰·西吉斯蒙德透過與普魯士公爵阿爾布雷希特·腓特烈愛女安娜的政治婚姻，擔任普魯士公爵，創造了勃蘭登堡-普魯士。
在腓特烈·威廉大選帝侯統治時期（1640年-1688年）日趨強盛，1701年，在西班牙王位繼承戰爭時，神聖羅馬帝國為了換取普魯士的支持，將普魯士公國升為普魯士王國，腓特烈一世在柯尼斯堡被加冕成为普鲁士国王，自此普魯士作為一個王國才正式存在。

被稱為士兵國王的國王腓特烈·威廉一世於1713年至1740年在位，他為高度集中的普魯士國家建立了基礎，並組建了一支專業的軍隊。德國的總人口（在其1914年的領土範圍內）從1700年的1600萬增長到1750年的1700萬，直到1800年達到2400萬。18世紀的經濟顯著受益於科學方法的廣泛實際應用，因為更高的產量和更可靠的農業生產和衛生標準的引入對出生率-死亡率平衡產生了積極影響。

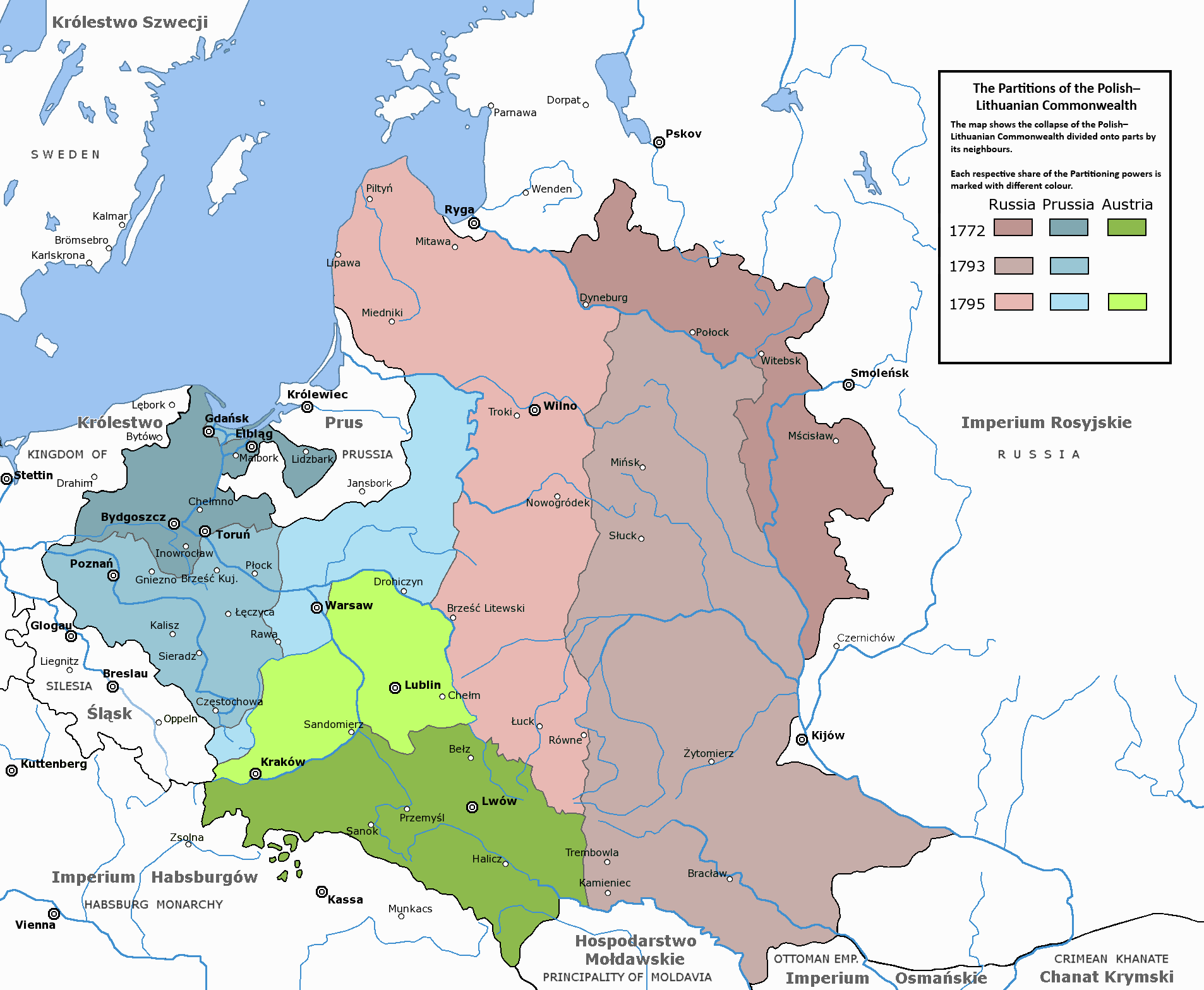
三次瓜分波蘭

法国大革命后，普鲁士参加了反法同盟，但败于法军，被迫在1795年同意法国兼并莱茵河以西的普鲁士领土。普鲁士国王腓特烈·威廉三世（1797年即位）于1806年10月再度参加反法战争，随即在耶拿慘败于拿破仑，被迫逃往柯尼斯堡。1807年普鲁士和法国在涅曼河的提尔西特缔结和约，普鲁士割让16万平方公里土地，包括普属波兰的绝大部分领土（第二次、第三次瓜分波兰所得，以及第一次瓜分波兰所得领土的南半部），以及易北河以西的全部领土，并赔款1.3亿法郎。
1806年惨败后，普鲁士首相卡尔·施泰因开始推行改革（史稱施泰因-哈登貝格改革） ，其措施包括让公民参与政治以唤醒其民族主义情感；释放农奴；实行地方自治；改组中央政府机构等。1809年在柏林创办腓特烈·威廉大学（今柏林大学），同时格哈德·馮·沙恩霍斯特、奧古斯特·奈德哈特·馮·格奈森瑙和赫爾曼·馮·博延开始对普鲁士军队进行改革。格奈森瑙明確表示，所有這些改革都是一個為了一個共同的目的，即普魯士必須將其發展基礎置於「武器、知識和憲法三者之上」。此后普鲁士的爱国主义情绪高涨。日耳曼民族意識抬頭，許多將“德意志”稱作一個國家名稱（德意志蘭）的說法開始浮現了出来。1812年冬，拿破仑军队自俄国败退，普鲁士遂于次年再度参加反法同盟，于1813年3月17日对法国宣战，10月24日，普、奥、俄三国联军在布吕歇尔和格奈森瑙指挥下在莱比锡大败法军。1815年普军在滑铁卢再度击败法军。根据维也纳会议的领土调整，普鲁士疆域自梅梅爾河延至莱茵河，成为德意志邦联内德语居民占优势的兩大强国之一，以及欧洲列强之一。

### 哈布斯堡霸權

#### 對抗法國

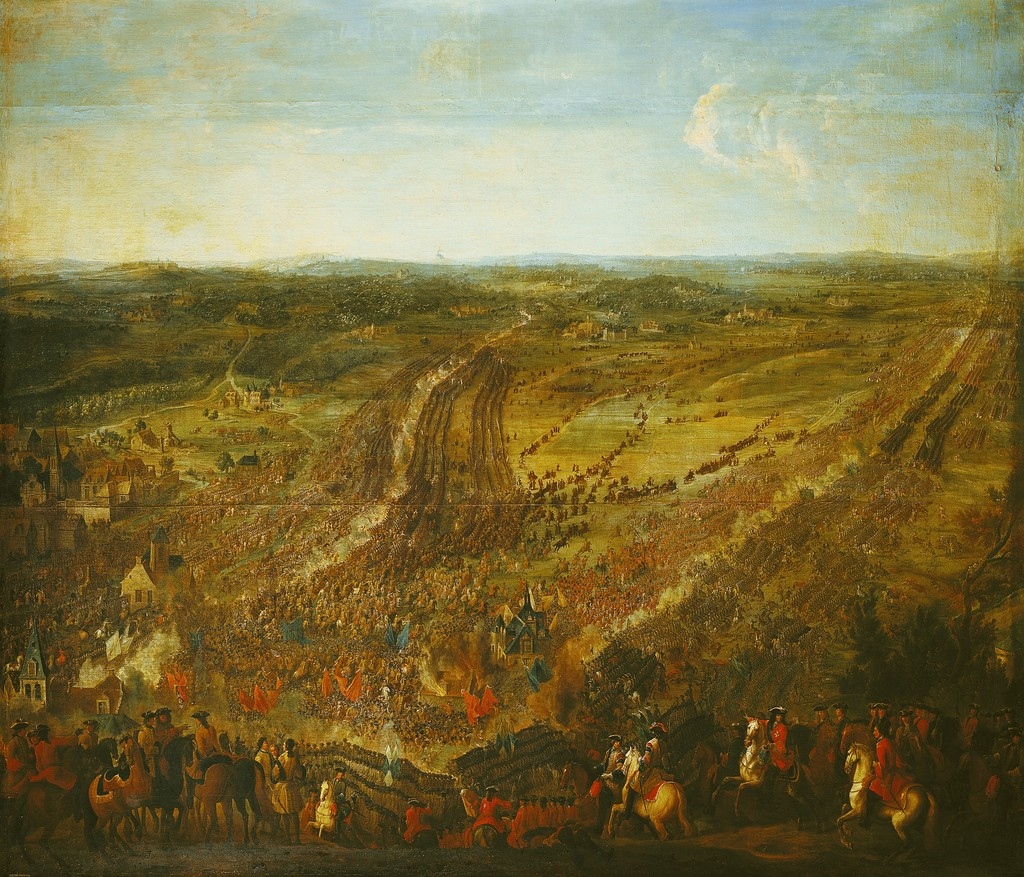
大同盟戰爭期間的弗勒呂斯戰役，法軍在此與哈布斯堡-英國荷蘭聯軍交戰並大獲全勝

從亨利二世即位（1552）到大革命前夕（1789）法蘭西王國向周邊的擴張。原本屬於神聖羅馬帝國和德語圈的上洛林、下洛林、阿爾薩斯、勃艮第皆被併入法蘭西王國

哈布斯堡王朝和法國在歷史上有大量利益糾葛，1477年8月18日，神聖羅馬帝國皇帝馬克西米利安一世迎娶勃艮第公爵獨女勃艮第的瑪麗，由此擁有了自法國北部至荷蘭、比利時的領地。1496年，马克西米利安的儿子美男子菲利普迎娶西班牙女王储胡安娜，开创了西班牙哈布斯堡王朝。因而除了拥有奥地利世袭領土外，哈布斯堡王朝还统治了低地国家（1482-1794）、西班牙（1504-1700）和神圣罗马帝国（1438-1806）。在皇帝查理五世的统治下，所有这些土地被集中在了一個共主邦聯下。哈布斯堡王朝向西欧的扩张日益导致与法兰西王国的边界紧张，法兰西王国发现自己被哈布斯堡王朝的领土包围。這成為了随后两个大国之间数次冲突的起因。
在法王路易十四時期，法國為了為了擴大領土同時對抗哈布斯堡王朝，發動了一系列戰爭。他佔領了此前長期屬於神聖羅馬帝國的洛林（1670年），併吞並了阿爾薩斯的其餘部分（1678-1681年），其中包括自由的帝國城市斯特拉斯堡。在九年戰爭開始時，他還入侵了普法爾茨選侯國（1688-1697）。路易斯建立了許多法院，其唯一職能是重新解釋歷史法令和條約，尤其是支持他的征服政策的《奈梅亨條約》（1678年）和《威斯特伐利亞和約》（1648年）。他認為這些法院的結論，即“聯合」（法語：Réunion），是他無限兼併的充分理由。路易十四的軍隊在神聖羅馬帝國內的行動基本上沒有遭到反對，因為所有可用的帝國特遣隊都在大土耳其战争中在奧地利作戰。1689年的大同盟拿起武器對抗法國，並反擊路易的任何進一步的軍事進攻。衝突於1697年結束，雙方同意在雙方都意識到在軍事上無法取得全面勝利後進行和平談判。《里斯維克條約》規定將洛林和盧森堡歸還帝國，並放棄法國對普法爾茨的主張。
長期的戰爭最終以哈布斯堡東西部分的衰落以及法國的崛起而告終，法國在太陽王的統治下達到了文治武功的巔峰。西班牙哈布斯堡王朝在1700年卡洛斯二世去世後絕嗣，西班牙王位由法國波旁王室獲得；奧地利哈布斯堡王朝在1740年失去男性繼承人，最終通過與洛林公爵聯姻而得以延續，並更名為哈布斯堡-洛林王朝。

#### 抵禦回教

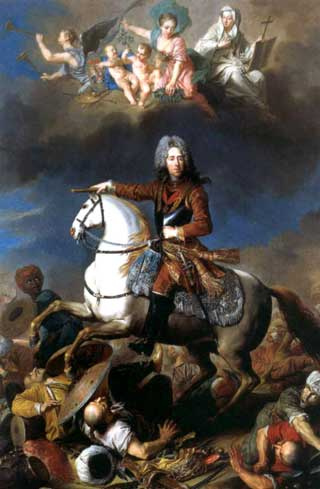
指揮奧地利軍隊對抗土耳其人的歐根親王，他是哈布斯堡王朝的偉大將領之一，神聖羅馬帝國陸軍元帥。他與英國的約翰·邱吉爾、法國的維拉爾元帥並列為歐洲18世紀前期最優秀的天才將領

到了16世紀，鄂圖曼帝國已經成為對歐洲列強的嚴重威脅，鄂圖曼帝國的船隻橫掃愛琴海和愛奧尼亞海的威尼斯屬地，鄂圖曼支持的巴巴里海盜在馬格里布奪取了西班牙的屬地。新教改革、法國與哈布斯堡王朝的對抗以及神聖羅馬帝國的眾多內戰使基督徒從與鄂圖曼帝國的衝突中分心。與此同時，鄂圖曼帝國不得不與波斯薩法維帝國抗衡，並在較小程度上與馬穆魯克蘇丹國抗衡，後者被擊敗並完全併入帝國。最初鄂圖曼帝國在歐洲的征服取得了重大進展，它在在莫哈奇取得了決定性的勝利，匈牙利王國就此亡国，其三分之一（中部）的領土成为為鄂圖曼帝國的属国。後來威斯特伐利亞和約和17、18世紀的西班牙王位繼承戰爭分別離開了奧地利帝國，成為哈布斯堡王朝唯一穩固的財產。
1683年，在維也納從圍困中解救出來並即將被土耳其軍隊佔領之後，次年成立的神聖同盟聯合部隊開始了對鄂圖曼帝國的軍事遏制，並重新征服了匈牙利1687年。教宗國、神聖羅馬帝國、波蘭立陶宛聯邦、威尼斯共和國和自1686年以來的俄羅斯在教宗英諾森十一世的領導下加入了聯盟。在利奧波德一世皇帝手下服役的薩伏依的歐根親王於1697年取得最高指揮權，並在一系列壯觀的戰鬥和演習中果斷地擊敗了鄂圖曼帝國。1699年的卡羅維茨條約標誌著土耳其战争的結束，歐根親王繼續為哈布斯堡王朝服務，擔任戰爭委員會主席。在1716-18年的奧土戰爭期間，他結束了土耳其對巴爾幹半島大部分領土國家的統治。帕薩羅維茨條約使奧地利得以在塞爾維亞和巴納特自由建立皇家領地，並在東南歐保持霸權，未來的奧地利帝國就是以此為基礎建立的。

### 普奧二元
腓特烈大帝以其軍事天才和對高度組織化軍隊的獨特利用使普魯士成為歐洲大國之一以及在最後一刻逃脫幾乎肯定的國家災難而聞名。他也是一位藝術家、作家和哲學家，他構想並推廣了開明專制主義的概念。19世紀的歷史學家創造了光榮的戰士和有成就的領袖的浪漫形象，直到1945年及以後，他一直是侵略性德國軍國主義的英雄榜樣。
奧地利女皇瑪麗亞·特蕾莎成功地在1740年至1748年的戰爭中為她帶來了有利的結局，以承認她的王位繼承。然而，由於西里西亞戰爭和七年戰爭，西里西亞永久地輸給了普魯士。1763年的《胡貝圖斯堡條約》規定奧地利和薩克森必須放棄對西里西亞的所有主權要求。其領土幾乎翻倍的普魯士最終被公認為歐洲大國，其結果是下個世紀的政治從根本上受到德意志二元、奧地利和普魯士爭奪中歐霸權的影響。
開明的專制主義的概念，雖然被貴族和公民拒絕，但在普魯士和奧地利被提倡並自1763年開始實施。普魯士國王腓特烈二世在一篇文章中為這一想法辯護，並認為仁慈的君主只是國家的第一個僕人，誰為了全體人民的利益而行使他的絕對政治權力。一些法律改革（例如廢除酷刑和解放農村人口和猶太人）、重組普魯士科學院、對男孩和女孩實行義務教育和促進宗教寬容等。
1772年至1795年期間，普魯士通過佔領前波蘭立陶宛聯邦的西部領土煽動瓜分波蘭。奧地利和俄羅斯決定收取剩餘的土地，波蘭由此亡國，直到一戰後的1918年才得以重建。

#### 西里西亞戰爭

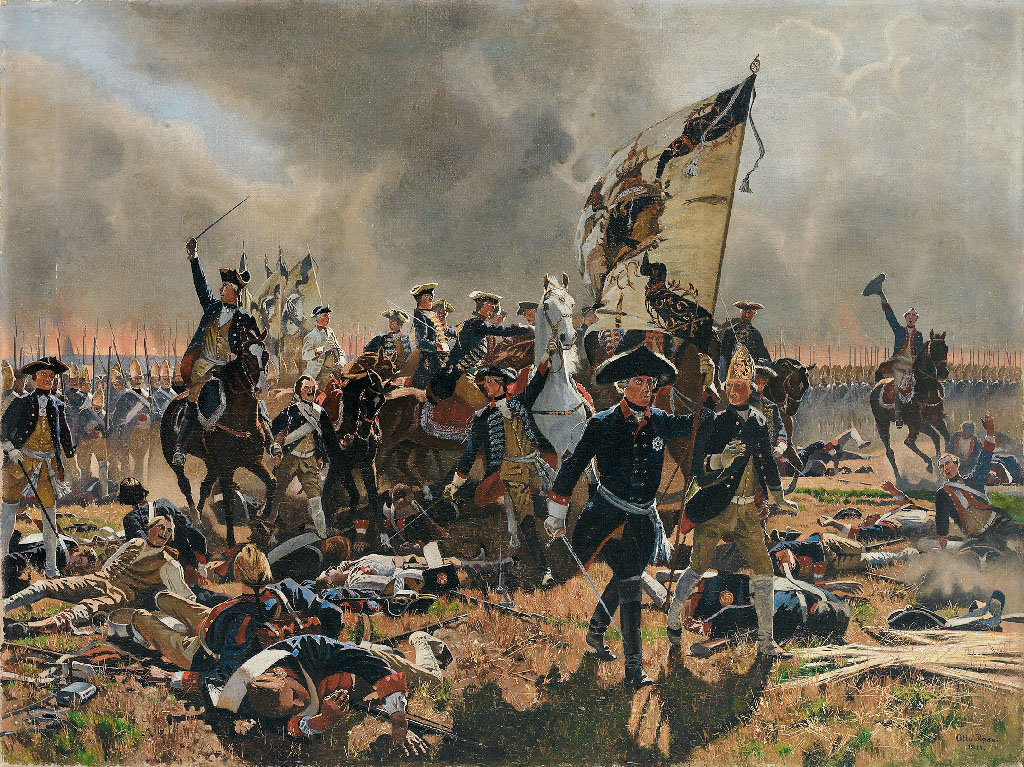
第三次西里西亞戰爭期間，腓特烈大帝领导普軍贏得傷亡慘重的曹恩道夫戰役

18世紀中期，腓特烈大帝帶領普魯士與女大公瑪利亞·泰瑞莎領導的奧地利爆發三場西里西亞戰爭，爭奪中歐西里西亞地區（今波蘭西南部）主權。第一和第二次西里西亞戰爭隸屬奧地利領地繼承權戰爭，普魯士與他國結盟，力圖奪取奧地利領土。第三次西里西亞戰爭屬七年戰爭，奧地利帶領盟國企圖瓜分普魯士。
三場戰爭都沒有直接導火索，普魯士以數百年前王朝擁有部分西里西亞充當戰爭藉口，現實政治和地緣戰略因素也是戰爭爆發的重要原因。瑪利亞·泰瑞莎憑藉《1713年國事詔書》繼承哈布斯堡君主國統治權引發爭議，為普魯士增強實力對抗薩克森和巴伐利亞等競爭對手創造條件。
歷史學家普遍認為三場戰爭都以普魯士勝利告終，其中第一次就導致奧地利向普魯士割讓絕大部分西里西亞。普魯士經過三次西里西亞戰爭成長為歐洲新大國，是日耳曼佔領先地位的新教國家。奧地利身為天主教強國面對日耳曼小國卻一敗再敗，嚴重打擊哈布斯堡王朝聲望。

### 其他小邦

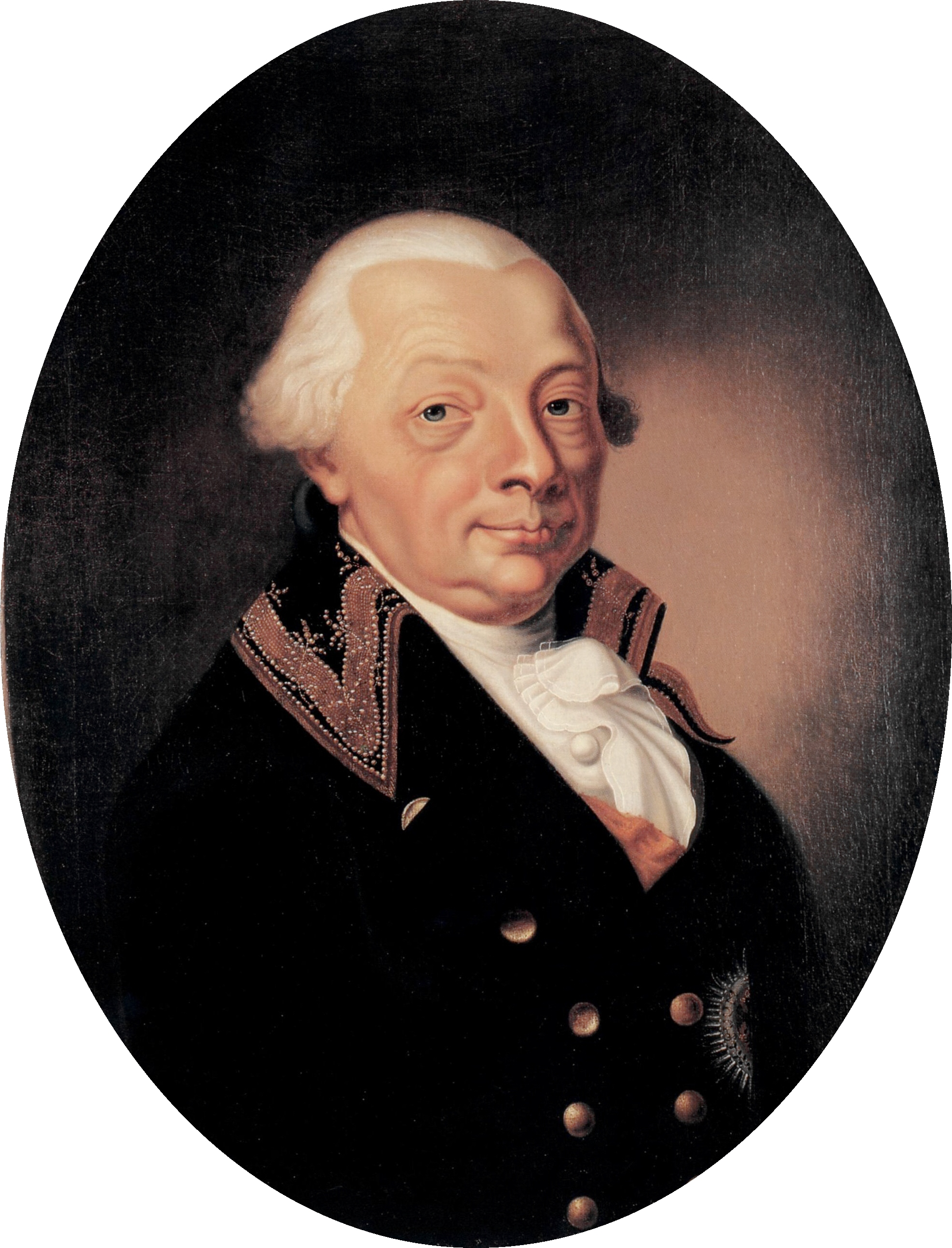
巴登的卡爾·腓特烈在國內發展教育、興辦大學、規範司法；發展經濟、文化；促進城市化。卡爾·腓特烈於1767年規定刑訊逼供為非法，1783年廢除農奴制，成為了啟蒙思想家所推崇的開明專制的典範

較小的德意志邦國被普魯士和奧地利所掩蓋。巴伐利亞有農村經濟。薩克森州的經濟狀況良好，儘管多次戰爭造成了損失。在普魯士在德國迅速崛起的時期，薩克森被外交事務分心。韋廷家族專注於獲得並保持波蘭王位，但最終沒有成功。
德國許多較小的州由主教管理，他們實際上來自強大的貴族家庭，對宗教缺乏興趣。雖然後來的教會統治者都沒有達到美因茨的約翰·菲利普·馮·舍恩伯恩或明斯特的克里斯托夫·伯恩哈德·馮·蓋倫那樣的傑出聲譽，但他們中的一些人像維爾茨堡和班貝格的仁慈和進步的弗朗茨·路德維希·馮·厄塔爾一樣促進了啟蒙運動。
在黑森-卡塞爾伯爵腓特烈二世在1760-1785年間作為一個開明的暴君統治，並通過向英國租用士兵（被稱為“黑森傭兵”）來幫助打美國獨立戰爭來籌集資金。他將啟蒙思想與基督教價值觀、集中控制經濟的攝影師計劃以及外交上的軍國主義方法相結合。
漢諾威不必支持奢華的宮廷——它的統治者也是英格蘭國王，居住在倫敦。1760年至1820年的選侯（統治者）喬治三世從未訪問過漢諾威。管理國家的當地貴族於1737年開設了哥廷根大學。它很快成為世界級的知識中心。巴登可能是小州中最好的政府，卡爾·腓特烈統治了73年（1738-1811年）並且是啟蒙運動的狂熱愛好者；他在1783年廢除了農奴制。
較小的國家未能相互結成聯盟，最終被普魯士擊敗和吞併。1807年至1871年間，普魯士以最低限度的抗議吞併了許多較小的國家，然後繼續建立德意志帝國。在這個過程中，普魯士變得過於異類，失去了自己的身份，到了1930年代，它已成為一個不重要的行政外殼。

### 文化和社會

#### 農村生產力的解放

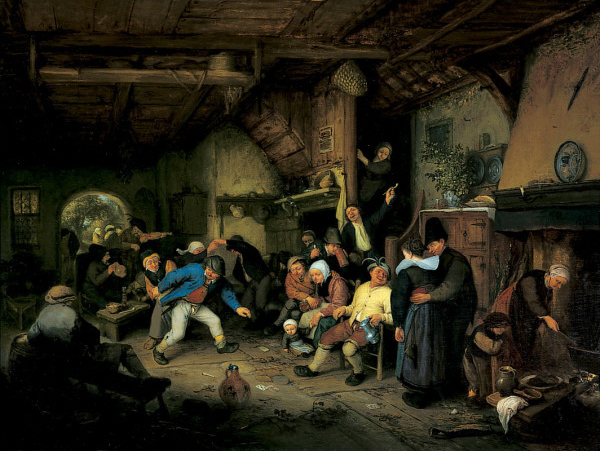
阿德里安·范奥斯塔德《酒館中跳舞的農民》

農民繼續將他們的生活集中在村里，他們是一個法人團體的成員，並幫助管理社區資源和監督社區生活。在東方，他們是被永久束縛在一塊土地上的農奴。在德國大部分地區，農業由佃農負責，他們向通常是貴族的地主支付租金和義務服務。農民領導監督田地、溝渠和放牧權，維護公共秩序和道德，並支持一個處理輕微罪行的村法院。在家庭內部，族長做出了所有決定，並試圖為他的孩子安排有利的婚姻。大部分村莊的公共生活以教堂禮拜和聖日為中心。在普魯士，農民抽籤選擇軍隊需要的應徵入伍者。貴族為他們控制的村莊處理外部關係和政治，通常不參與日常活動或決策。
農奴解放發生在1770-1830年，從1780年的石勒蘇益格開始。農民現在是前農奴，可以擁有自己的土地，買賣土地，自由活動。貴族們暫時批准他們可以購買農民擁有的土地。主要改革者是馮·施泰因男爵（1757-1831），他受到啟蒙運動的影響，尤其是亞當·斯密的自由市場思想。農奴制的終結提高了農民的個人法律地位。成立了一家銀行，以便地主可以藉政府資金向農民購買土地（直到1850年，農民才被允許用它藉錢購買土地）。結果是大地主獲得了更大的地產，許多農民成為無地佃戶，或遷往城市或美國。其他德國國家在1815年後效仿普魯士。與法國大革命中以土地改革為特徵的暴力形成鮮明對比的是，德國和平處理了它。在石勒蘇益格、受啟蒙影響的農民發揮了積極作用；在其他地方，他們基本上是被動的。事實上，對於大多數農民來說，習俗和傳統基本上沒有改變，包括尊重貴族的舊習慣，他們的法律權威對村民來說仍然相當強大。儘管農民不再像農奴那樣被束縛在同一塊土地上，但東普魯士古老的家長式關係一直持續到20世紀。
1770-1870年間德國西北部的土地改革是由進步的政府和地方精英推動的。他們廢除了封建義務，將集體所有的公地分成私有地塊，從而創造了一個更有效率的以市場為導向的農村經濟，提高了生產力和人口增長，加強了傳統的社會秩序，因為富裕的農民獲得了以前的大部分公地，而農村無產階級沒有土地；許多人前往城市或美國。同時，公有土地的分割起到了維護貴族和農民之間社會和平的緩衝作用。在東部，農奴得到了解放，但容克階級維持了其龐大的莊園並壟斷了政治權力。
大約在1800年，擁有大量土地的天主教寺院被政府收歸國有並出售。在巴伐利亞，他們控制了56%的土地.。

#### 城市資產階級崛起
1750年至1850年間發生的重大社會變化（視地區而定）是傳統的“全屋”（德語：ganzes Haus）體系的終結，在該系統中，業主的家人與他僱用的僕人和工匠一起住在一棟大建築中。他們重新組織成獨立的生活安排。屋主的夫人不再負責全屋各戶的所有女性。在新制度下，農場主變得更加專業化和以盈利為導向。他們按照技術、科學和經濟的要求管理田地和家庭外部。農場主婦監督家庭護理和家庭內部，適用嚴格的清潔、秩序和節儉標準。結果是以前的城市資產階級價值觀傳播到德國農村。
較小的家庭現在靠工資分開生活。他們必須提供自己的監督、健康、教育和老年生活。同時，由於人口結構的轉變，孩子的數量要少得多，從而可以更加關注每個孩子。中產階級家庭越來越重視自己的隱私和向內的方向，與工作世界失去了過於緊密的聯繫。此外，工人階級、中產階級和上層階級在身體上、心理上和政治上變得更加分離。這使得工人階級組織的出現成為可能。它還允許工人階級的宗教信仰下降，他們不再受到日常監控。

#### 貴族階級
貴族代表了典型的早期現代基督教歐洲王國的第一個等級，德國也不例外。帝國的多元化特徵也適用於其貴族，他們在權力和財富、思想、野心、忠誠和教育方面大相徑庭。但是，帝國貴族、皇帝的直屬附庸和領地貴族之間存在區別，他們從親王那裡獲得了封地。自中世紀末期以來，他們中的許多人由於生活水平和文化水平下降而陷入貧困。在日益複雜的經濟中，他們努力與城市的貴族和商人競爭。三十年戰爭標誌著這些貴族的命運發生了逆轉，他們掌握了主動權，並了解高等教育對於在戰後領土管理中獲得豐厚職位的要求。在易北河以東的普魯士土地上，莊園管轄制度保障了被稱為容克斯的地方領主幾乎普遍的法律權力和經濟自由，他們不僅統治著地方，而且統治著普魯士宮廷，尤其是普魯士軍隊。1815年以後，設在柏林的普魯士中央集權政府越來越多地接管了貴族的權力，就對農民的控製而言，貴族幾乎是絕對的。為幫助貴族避免負債，柏林于1809年設立信貸機構提供資本貸款，並於1849年將貸款網絡擴展到農民。1871年德意志帝國成立時，容克貴族控制了陸軍和海軍，官僚機構和王室；他們通常參與制定政府政策。

#### 狂飆突進運動

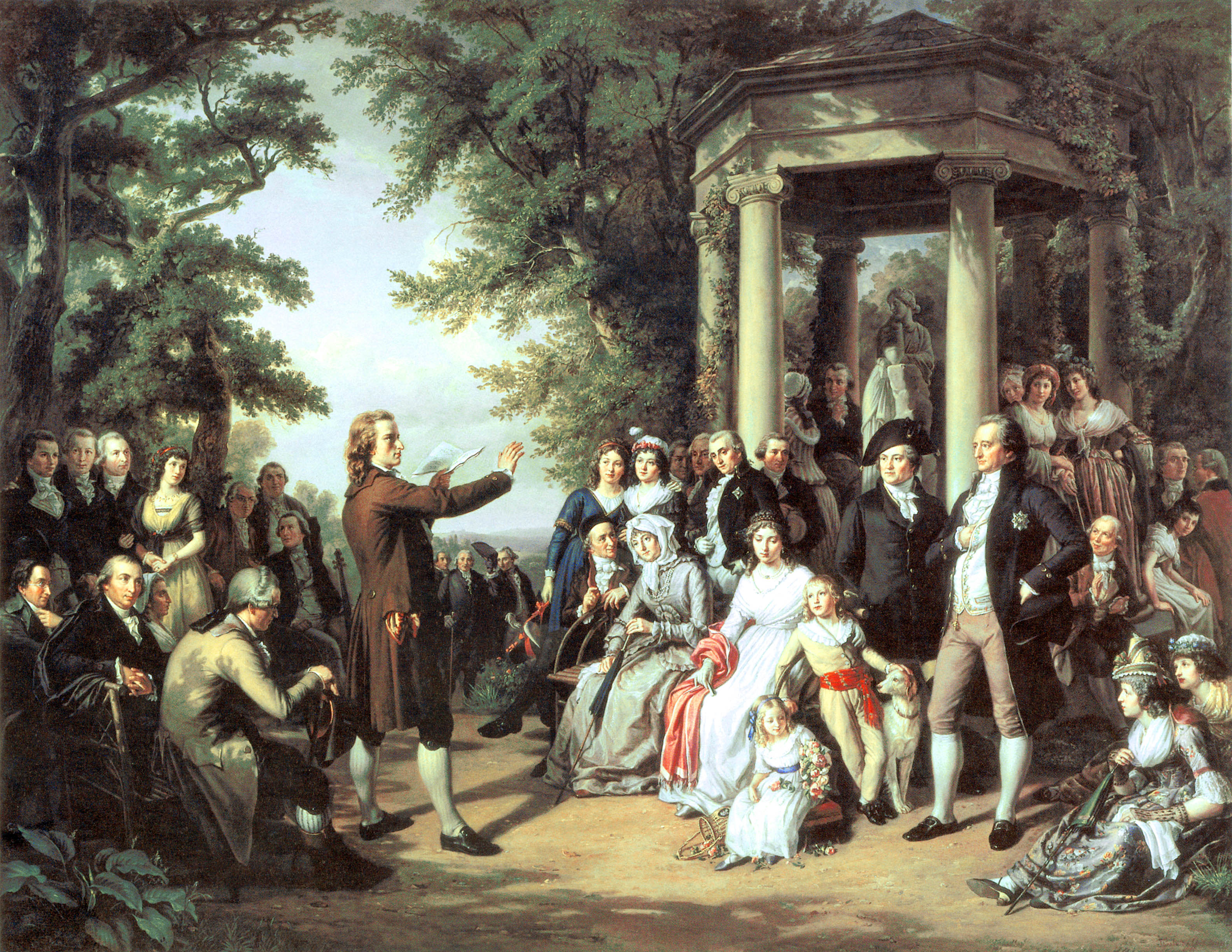
《魏瑪的藝術庭院》，描繪了席勒、維蘭德、赫爾德和歌德之間貴族和平民、朝臣、公務員、作家、藝術家和科學家之間的精英團契。反映了魏瑪古典主義的精神

自18世紀中葉對啟蒙思想的認識和應用以來，更高的文化、知識和精神標準導致了音樂、哲學、科學和文學方面更高質量的藝術作品。哲學家克里斯蒂安·沃爾夫（1679-1754）是德國啟蒙運動理性主題的先驅作家，並將德語確立為哲學推理、學術指導和研究的語言。
1685年，普魯士侯爵腓特烈·威廉在法國國王路易十四頒布楓丹白露敕令後一周內發布了波茨坦敕令，法王的敕令廢除了1598年對新教徒自由宗教活動的特許權。腓特烈·威廉提供了他的同宗教信徒，他們因為神聖福音及其純正教義而受到壓迫和攻擊……在我們所有的土地上提供一個安全和自由的避難所。大約20,000名胡格諾派難民立即湧入並在城市定居，其中40%居住在柏林，僅公爵府。柏林的法國中學成立於1689年，到17世紀末，法語取代了拉丁語，在國際外交中普遍使用。普魯士和德國各個國家的貴族和受過教育的中產階級越來越多地在公共對話中使用法語，並結合普遍的有教養的禮儀。與其他任何德國國家不同的是，普魯士擁有應用泛歐啟蒙思想以發展更理性的政治和行政機構的機會和技能。薩克森諸侯進行了一系列全面的財政、行政、司法、教育、文化和一般經濟改革。該國強大的城市結構和有影響力的商業團體為改革提供了幫助，他們按照經典的啟蒙原則對1789年之前的薩克森進行了現代化改造。
約翰·戈特弗里德·馮·赫爾德（1744–1803）在哲學和詩歌領域開闢了新天地，他是原始浪漫主義的狂飆突進運動的領導者。魏瑪古典主義（德語：Weimarer Klassik）是一場以魏瑪為基地的文化和文學運動，旨在通過綜合浪漫主義、古典主義和啟蒙思想來建立一種新的人文主義。從1772年到1805年，這場運動涉及赫爾德以及博學的約翰·沃爾夫岡·馮·歌德（1749-1832）和詩人兼歷史學家弗里德里希·席勒（1759-1805）。赫爾德認為，每個人都有自己獨特的身份，這體現在其語言和文化中。這使德國語言和文化的推廣合法化，並幫助塑造了德國民族主義的發展。席勒的戲劇表達了他這一代人的躁動精神，描繪了主人公與社會壓力和命運力量的鬥爭。
德國音樂由上流社會贊助，在作曲家約翰·塞巴斯蒂安·巴赫（1685-1750）、約瑟夫·海頓（1732-1809）和沃爾夫岡·阿馬德烏斯·莫扎特（1756-1791）的領導下發展壯大。
柯尼斯堡哲學家伊曼紐爾·康德（1724-1804）試圖調和理性主義與宗教信仰、個人自由和政治權威。康德的著作包含基本的張力，這些張力將繼續塑造德國思想——實際上是所有歐洲哲學——直到20世紀。啟蒙運動的思想及其實施得到了普遍的認可和認可，是文化廣泛進步的主要原因。

### 拿破崙戰爭

#### 法國大革命
德國人對法國大革命的反應起初是喜憂參半。德國知識分子慶祝革命爆發，希望看到理性和啟蒙運動的勝利。維也納和柏林的宮廷譴責推翻國王以及自由、平等和博愛觀念的傳播受到威脅。到1793年，法國國王的處決和恐怖襲擊的爆發使Bildungsbürgertum（受過教育的中產階級）理想幻滅。改革者說，解決辦法是相信德國人有能力以和平方式改革他們的法律和製度。
圍繞法國傳播其革命理想的努力和反動皇室的反對，二十年的戰爭使歐洲飽受折磨。隨著奧地利和普魯士入侵法國，戰爭於1792年爆發，但在瓦爾米戰役中被擊敗。德國土地上看到軍隊來回行進，帶來了破壞（儘管規模遠低於近兩個世紀前的三十年戰爭），但也為人民帶來了自由和公民權利的新觀念。普魯士和奧地利結束了與法國的失敗戰爭，但與俄羅斯在1793年和1795年瓜分了波蘭。

#### 萊茵邦聯

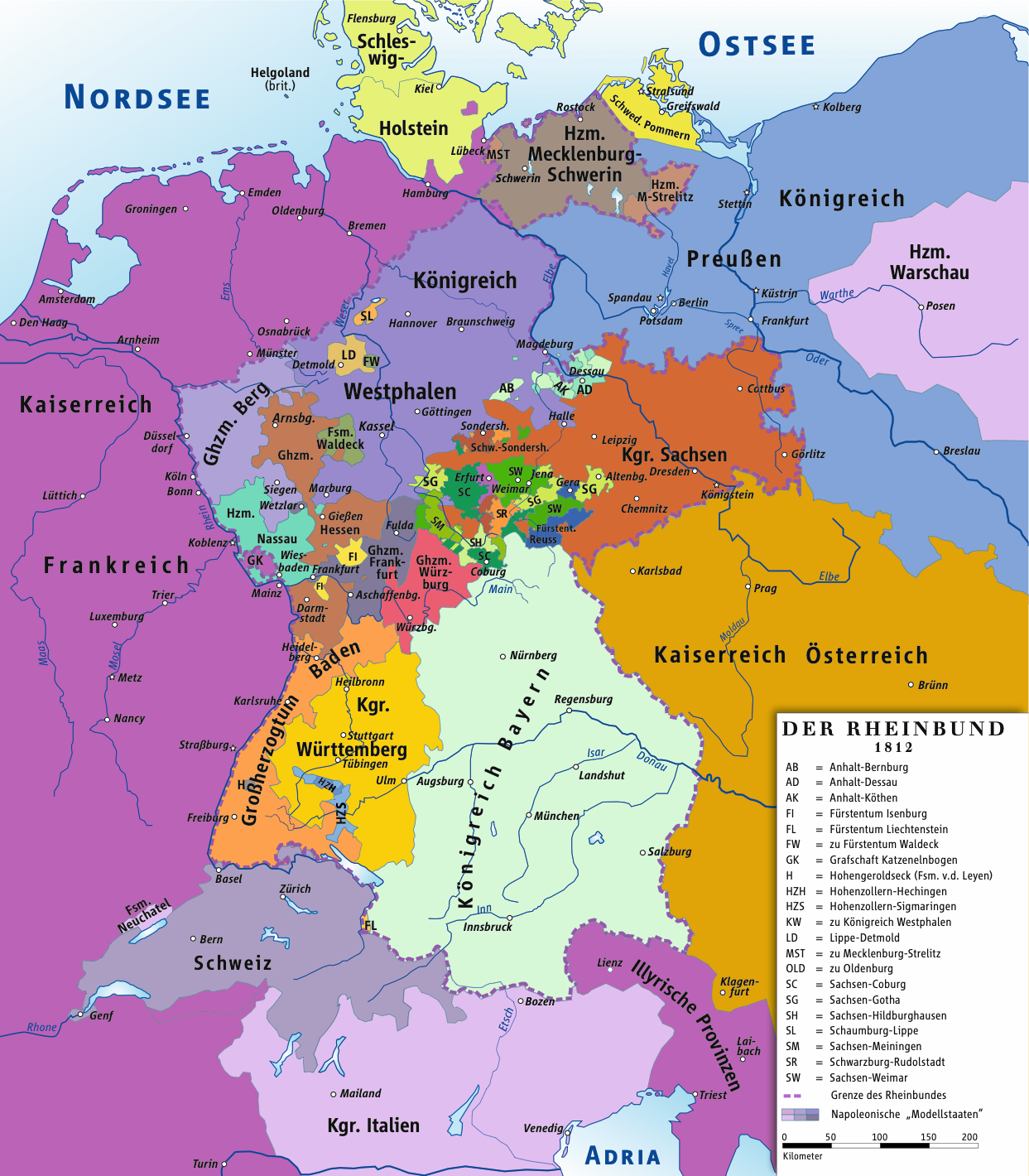
不可一世的法蘭西帝國（紫色）、它的僕從國萊茵邦聯，以及實力受到嚴重折損的普魯士（藍色）和奧地利（黃色）

法國控制了萊茵蘭，實行了法式改革，廢除了封建制度，建立了憲法，促進了宗教自由，解放了猶太人，向有才華的普通公民開放了官僚機構，並迫使貴族與正在崛起的中產階級分享權力。這些改革在很大程度上被證明是永久性的，並使德國西部地區現代化。當法國人試圖強加法國的控制時，德國人的反對聲勢越來越強烈。1804年5月18日，拿破倫稱帝。神聖羅馬帝國皇帝弗朗茨二世糾合英國，俄國，瑞典和那不勒斯，組成第三次反法同盟。1805年，同盟军入侵法國的盟國巴伐利亞，另一只同盟军進攻拿破仑控制的意大利。拿破仑自本土揮軍渡過萊茵河。12月2日在奧斯特利茨，法、俄、神聖羅馬三國皇軍打了一場「三皇會戰」。法军不但守住巴伐利亞，更攻入神聖羅馬帝國的摩拉維亞，同时將同盟军趕出意大利，並在普魯士境內打敗俄国援軍。12月16日，法國和神聖羅馬帝國簽訂《普雷斯堡和約》。和約簽訂後，拿破仑成立以自己為護國公的萊茵邦聯，以整固自己在德意志地區的盟友。1806年7月12日，在拿破仑的威逼利誘下，原来的16個神聖羅馬帝國的成員邦簽訂《萊茵邦聯條約》，脫離神聖羅馬帝國，加入邦聯。同时，拿破仑對奧皇弗朗茨二世發出最後通牒，要求他解散神聖羅馬帝國，並且放棄神聖羅馬皇帝和羅馬人的國王等稱號。最後弗朗茨二世於1806年8月6日放棄神聖羅馬皇帝和羅馬人民的國王的稱號，僅保留奧地利的帝号，持续了844年的神聖羅馬帝國正式滅亡。
同年10月，腓特烈威廉三世在女王和親戰黨派腓特烈·威廉的慫恿下，他加入了第四次反法同盟。拿破崙在耶拿戰役中輕鬆擊敗了普魯士軍隊，在1806年普魯士於耶拿－奧爾施塔特潰敗後，拿破崙的軍隊長驅直入，占領柏林，並迫使普魯士政府南逃。普魯士的軍事與行政體系幾近瓦解，其王室與政府倉皇撤至東部與俄羅斯邊境的哥尼斯堡，依靠俄軍的支援才勉強維持國家機構的存在。面對這一災難性局勢，普魯士國王腓特烈·威廉三世不得不尋求與法國的談判以避免國家徹底崩潰。1807年7月，拿破崙在與俄羅斯皇帝亞歷山大一世於涅曼河中小島會面後，與其簽訂《提爾西特和約》。儘管亞歷山大一世勉強保住了自己的帝國，但普魯士則被徹底羞辱與削弱。
根據條約條款，普魯士失去了近一半的領土：西部的領地如克萊沃、馬格德堡與西法倫等地被納入新建立的威斯特法倫王國；東部原先自瓜分波蘭中所得的大片波蘭領土則被用來建立華沙公國，薩克森也改變立場支持拿破崙並加入萊茵邦聯。統治者腓特烈·奧古斯都一世被授予國王頭銜，並從普魯士獲得了一部分波蘭，後來被稱為華沙公國。

#### 擊敗拿破崙
1812年拿破崙在俄羅斯的軍事慘敗後，普魯士與俄羅斯在第六次反法同盟中結盟。隨後發生了一系列戰鬥，奧地利加入了聯盟。拿破崙在1813年末的萊比錫戰役中被徹底擊敗。萊茵聯邦的德國各邦叛逃到反對拿破崙的聯盟，後者拒絕了任何和平條款。聯軍於1814年初入侵法國，巴黎陷落，拿破崙於4月投降。奥地利和普魯士作為反拿破仑战争的獲勝者，在之后的裁决上獲得了大量的領土补偿。

## 從梅特涅到俾斯麥（1815年－1871年）
|                                                      | 为了挽救他的民族，他甚至必定愿意去死，以使他的民族能生存下去，使他在他的民族中能过他向来就想过的独一无二的生活……这种真正的、不单纯是一时的追求的爱，永远不会附着于暂时的东西，而是只在永恒的东西中觉醒、燃烧和安眠。 |
| ——約翰·戈特利布·費希特《對德意志民族的演講》，1807年 | |

### 德意志統一

#### 德意志邦聯

維也納會議後的歐洲，在英國和奧地利的堅持下，法國沒有受到嚴格的領土懲罰。普魯士損失了大部分在瓜分波蘭中得到的土地，但分得了天主教佔多數的萊茵蘭地區，奧地利的疆界得到恢復，但是失去了南尼德蘭。作為補償，它獲得了北義大利和達爾馬提亞的富庶地區。德意志邦聯以紅線標出

拿破崙戰爭時期，法國和普魯士、奧地利發生數次戰爭，加上法國大革命精神的傳播，德意志民族主義逐步覺醒。在法軍佔領普魯士期間，約翰·戈特利布·費希特發表了十餘場演講（收錄於《對德意志民族的演講》），大大鼓舞了德意志的仁人志士。此外，拿破崙一世第一次將邦國林立的中德地區統一併入萊茵邦聯，雖然後者是法國的附庸國，但這是該地區第一次作為一個統一的政治實體而存在。拿破崙戰爭後，列強重新劃分歐洲的政治版圖。1814年的《巴黎和約》第6條提到了德意志邦聯國家的建立。歐洲政治家在奧地利梅特涅親王的領導下，在維也納召開會議，重新組織歐洲事務。6月8日在維也納會議中相關法案通過，德意志邦聯憲法生效，正式確定了德意志邦聯的成立。1815年這次維也納會議商定的政治原則包括恢復統治者的合法性和團結一致，以鎮壓革命和民族主義思想。

#### 暗流湧動

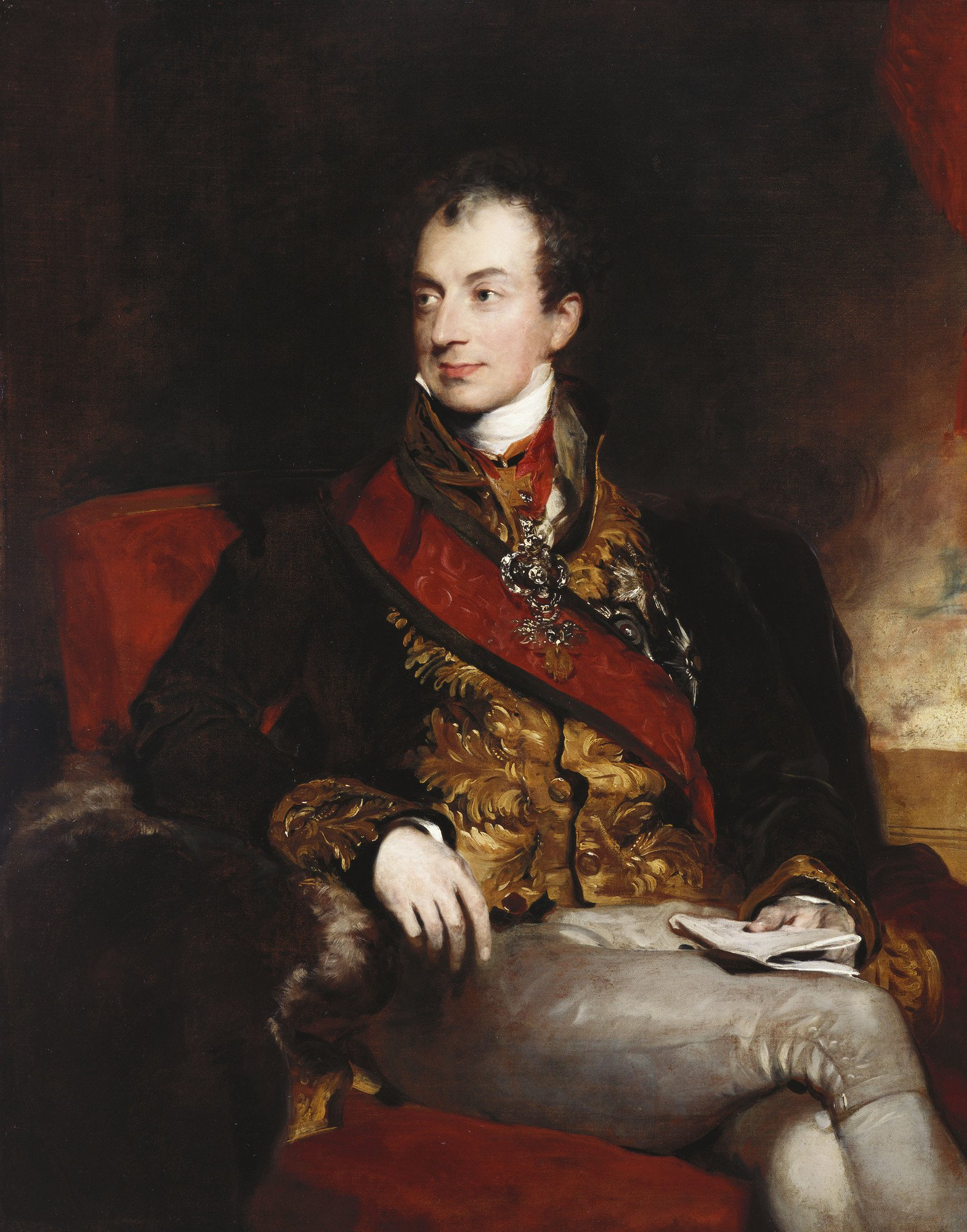
奧地利首相克萊門斯·文策爾·馮·梅特涅。作為古典保守主義者，梅特涅熱衷於保持權力平衡，特別是通過抵抗俄國在中歐和奧斯曼帝國領土上的野心。他不喜歡自由主義並竭力阻止帝國分裂，在國內，他利用檢查制度和廣泛的間諜網絡對民族主義者進行鎮壓

1819年，一名學生激進分子暗殺了曾嘲笑自由派學生組織的反動劇作家奧古斯特·馮·科策布。在德意志聯邦為數不多的主要行動之一中，梅特涅親王召集了一次會議，發布了壓制性的卡爾斯巴德法令，旨在鎮壓自由派對德國各州保守政府的煽動。該法令終止了迅速衰落的民族主義兄弟會（德語：Burschenschaften），罷免了自由派大學教授，並擴大了新聞審查。這些法令開始了“對煽動者的迫害”，這是針對被指控傳播革命和民族主義思想的個人。受迫害者包括詩人恩斯特·莫里茨·阿恩特、出版商約翰·約瑟夫·戈爾雷斯和“體操之父”路德維希·雅恩。
1834年普鲁士在德意志地区建立德意志关税同盟，除奥地利和汉堡外，全部德意志邦国都加入该同盟。隨著工業化的發展，對統一的德國國家、統一的貨幣、法律制度和政府的需求變得越來越明顯。

#### 革命浪潮

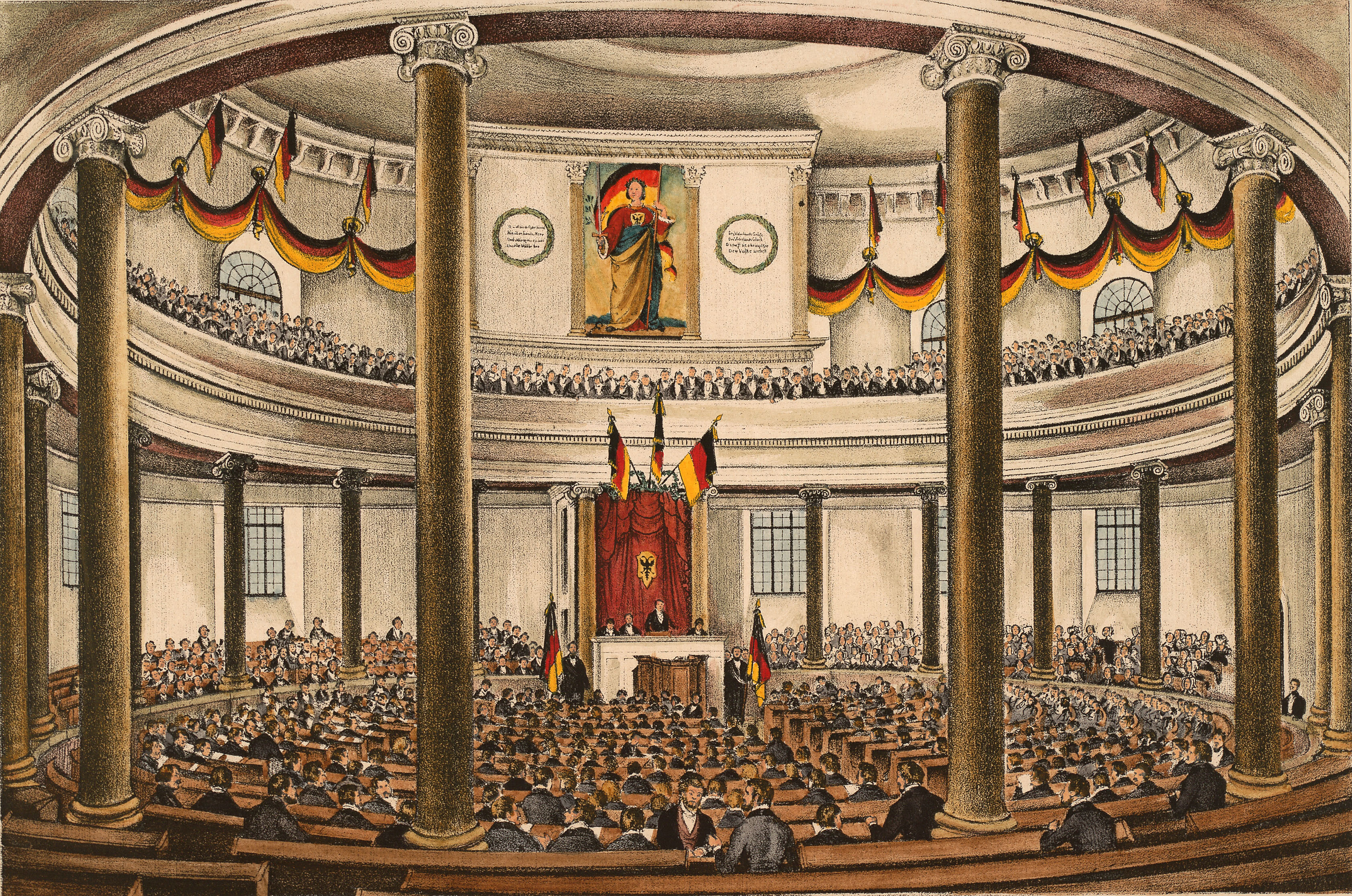
1848年法蘭克福國民議會

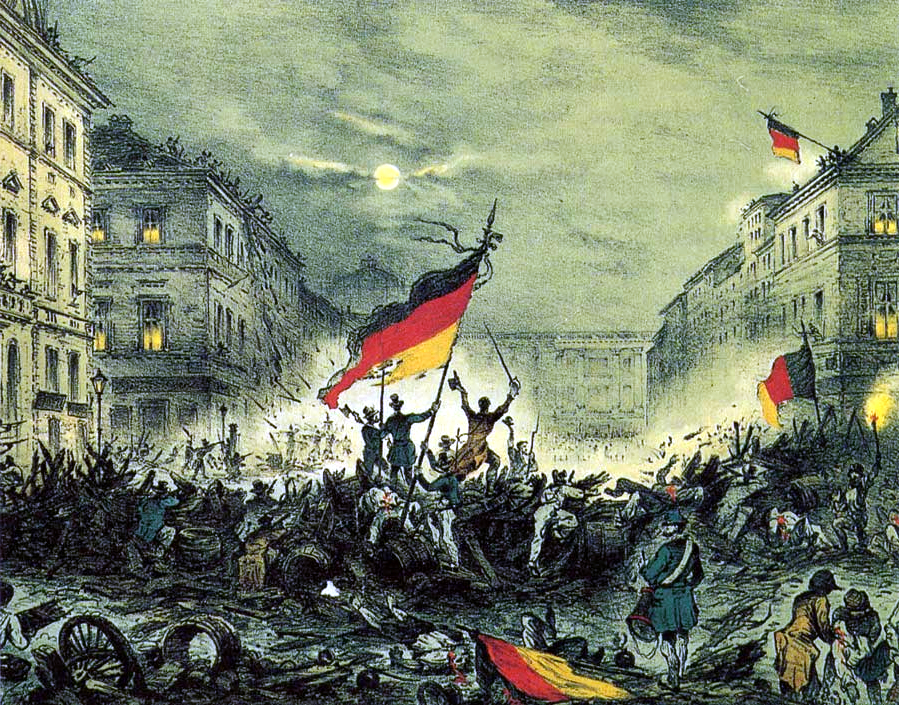
1848年革命席捲德意志各地，成為了現代德國的濫觴。在這幅畫中，中間和底部邊緣的橫三色旗代表立憲君主派，他們想要一個由君主領導的統一德國。在右側兩面豎三色旗代表共和派，他們希望以法國為榜樣，建立共和國，因此以法國三色旗的風格製作了帶有豎條紋的國旗

1848年巴黎的二月革命推动德国城邦的三月革命的发生。在奥地利发生巷战。3月13日梅特涅下台并逃亡到英国。费迪南一世于1848年4月批准新宪法通过并且允许民间组建武装力量。在匈牙利，意大利和斯拉夫地区爆发起义，但很快被镇压。普鲁士皇帝腓特烈·威廉四世迫于民间压力，修改宪法并且承认人民有集会和言论自由。至于小城邦，如巴登就试图通过任命自由派分子组成政府这一策略来避免革命。但随着革命进一步升级，正是萨克森和巴登成为激进民主革命的中心。
5月初所有城邦进行选举，推选法兰克福国民议会代表。但只有六个城邦进行直选。在国会里既有保守的保皇党也有自由党和共和党人。工人和农民根本就没有自己的代表。5月18日成立临时政府，由临时国家元首领导。诸侯也承认临时政府，但临时政府没有自己的军队，警察和公务员，有名无实。
法兰克福国民议会需要划定未来德国的国界。刚开始有人提出大德意志方案。但后来还是决定采用小德意志方案，建立一个不包括奥地利的德国。
1849年3月28日，经过长时间讨论，保羅教堂憲法终于通过，宪法规定，在中央政府的领导下建立一个统一的联邦，立法部门是帝国议会，领导中央政府的则是世袭皇帝。该宪法是魏玛宪法和德国基本法的基础。选举权被进一步确定。
4月2日普鲁士國王腓特烈·威廉四世逊位后，各城邦都从法兰克福撤回代表。德累斯顿和巴登为了推行宪法发生革命，但最后被镇压。少数代表拒绝被召回并且在斯图加特举行进一步会议。最后一场革命发生在7月23日拉斯斯塔德。宪法永远失效。很多人由于受到政治迫害而逃亡到美洲。

#### 俾斯麥掌權
1861年腓特烈·威廉四世逝世，威廉一世即位。1862年他因军事改革所需预算及税收问题与国会发生冲突，本拟退位，但在前驻法大使俾斯麦的建议下收回成命。俾斯麦表示支持军事改革，并称若任命他担任首相，他将不惜一切强行推行陆军改革和新兵役制度。1862年9月22日，威廉一世任命俾斯麦担任首相。俾斯麥出任首相，這標誌著德國統一進程的開始。

#### 普奧战争

战争开始时的局势：
普鲁士
奥地利
奥地利盟友
普鲁士盟友
中立
共治地区（石勒苏益格-荷尔斯泰因）

与新建立的意大利一起，俾斯麦创造一个外交环境使奥地利对普鲁士宣战。战争的前奏大致发生在法兰克福，两个国家都在议会上宣布自己是德意志诸国的代言人。1866年4月，佛罗伦萨的普鲁士代表同意大利签订秘密协定，保证在对奥战争中相互帮助。次日，法兰克福议会的普鲁士代表提出计划，希望订立国家宪法，建立直选议会，提供普选权。德意志自由派对于俾斯麦和普鲁士议会的关系早有所见（俾斯麦哄骗和欺凌议会代表），因此自然对此计划表示怀疑。他们认为这一计划只是增强普鲁士实力的手段，而非一个先进的改革方案。
1866年4月，意大利军队在蒂罗尔和威尼斯边境活动的消息传到维也纳，关于宪法的争论陷入擱置。奥地利政府下令在南部地区进行局部动员；意大利则以全面动员作为回应。虽然多方呼吁理智思考和行动，意大利、普鲁士和奥地利继续向着开战前进。5月1日，威廉将普鲁士军队指挥权交予冯·毛奇，而他次日也开始进行全面动员。
在议会中，一些中等规模的国家（称，包括巴伐利亚、符腾堡、巴登和黑森、萨克森-魏玛、萨克森-迈宁根、萨克森-科堡和拿骚）支持在邦联内彻底解除动员。这些国家拒绝俾斯麦的软硬手段，不愿支持他反对哈布斯堡王朝的意图。普鲁士战争内阁也意识到在德意志诸国中他们唯一的盟友是两个靠近勃兰登堡的小国梅克伦堡-什未林和梅克伦堡-施特雷利茨，而这两个国家基本没有军事实力和政治影响。他们还意识到普鲁士只有意大利一个外国盟友。
对于普鲁士的强硬策略的反对还在其他社会和政治团体中浮现出来。在德意志诸国，市议会、支持统一的自由派议会成员和商会反对普鲁士和奥地利之间的任何战争。他们认为任何形式的冲突只事关王朝的利益，而他们自己的“公民”和“中产”利益则完全无关。普罗大众同样反对普鲁士的霸权。莱茵河流域的天主教人口（尤其在多元化的科隆地区和人口诸多的鲁尔河谷地）继续支持奥地利。至晚春，大多数重要国家都反对柏林通过武力重新规划德意志的企图。普鲁士内阁认为德国的一统事关权力，以及谁能够有使用这一权力的力量和意志。同时，法兰克福议会的自由派认为德国的一统是相互协商的过程，将会导致权力在多方之中的分配。

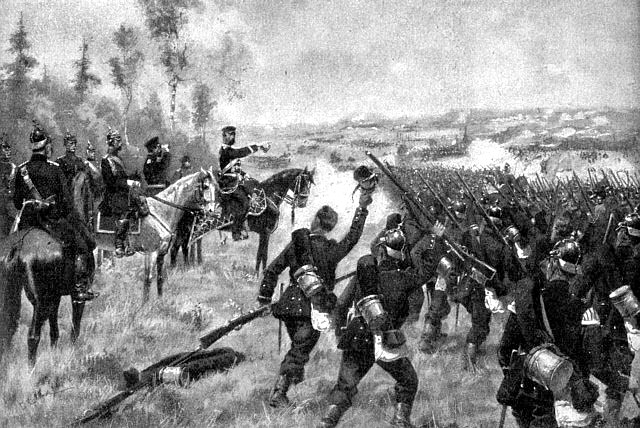
普鲁士亲王弗里德里希·卡尔在克尼格雷茨战役中下令军队进攻。他的军队较晚到达战场，并且地理位置也颇为不利，但卡尔仍然立刻命令军队投入战斗。普鲁士在这场关键战役中取胜，迫使哈布斯堡王朝结束战争，并为“小德意志”方案（即没有奥地利的德意志）打下基础

虽然许多德意志国家开始站在奥地利一方，它们却采取防御性的态度，对普鲁士军队没有有效地运用自主权。奥地利军队由此要面对在科技上领先的普鲁士军队，支持它的只有萨克森。法国承诺給予援助，但来得太晚且不足。更为复杂的是，意大利在南部边境的动员使奥地利需要从普鲁士方面调动一部分兵力，在威尼托和亚得里亚海开启第二战场，参与第三次意大利独立战争。在萨多瓦村庄附近进行的克尼格雷茨战役持续一日，以普鲁士取得无可争议的决定性胜利而告终。普奧戰爭對於德國的發展具有決定性的意義，此前統御德意志地區、東西兩線對抗列強長達五百年的哈布斯堡家族被徹底逐出德意志事務，同時，它失去了南德天主教國家的支持以及豐腴富饒的北義大利（倫巴第-威尼托），實力大受折損。哈布斯堡家族不得不於次年和境內的馬札爾貴族妥協，建立起脆弱而鬆散的二元制共主國家。

#### 北德邦联

北德意志邦聯，相比德意志邦联，它去除了奥地利及其南德盟友，并将普鲁士的波森、西普鲁士省并入其中。普魯士在邦联内佔據主導性地位

1866年普奥战争爆发，普魯士打敗奧地利，迫使奧地利與匈牙利組成奧匈帝國；並合併數個邦（吞併漢諾威、黑森-卡塞爾、拿騷、法蘭克福自由市和黑森-達姆施塔特的部分），组成北德意志邦联。北德意志聯邦是一個過渡組織，存在於1867年至1871年，介於德意志邦联解體和德意志帝國建立之間。

#### 普法戰爭
到1870年，普奥战争带来的三大启示已经变得明显。首先，通过武力，一个强国能够挑战旧的联盟和1815年建立的势力范围体系；其次，通过外交手段，有能力的领袖能够创造一个环境使敌国首先宣战，迫使“受害者”一方的盟友进行帮助；最后，普鲁士的军事实力远超奥地利，因此它是邦联（或德意志诸国）中唯一能够保卫各国不受外部介入或入侵的国家。1866年，大多数中等规模的德意志国家都反对普鲁士，而到1870年这些国家都被迫使或诱使同普鲁士进入相互保护的同盟。如果一个欧洲国家对其中一国宣战，所有国家都会支援受到攻击的一国。通过对欧洲政治的巧妙操控，俾斯麦创造一个外交环境，使法国成为德意志事务中的进攻一方，而普鲁士则成为德意志权利和自由的保卫者。
在1815年的维也纳会议上，梅特涅和他的保守派盟友们在费尔南多七世名下重建西班牙的君主制。在此后的四十年中，列强支持西班牙王权，但1868年的事件将会进一步挑战旧的体系。在西班牙发生的革命推翻伊莎贝拉二世，而当伊莎贝拉在巴黎享受奢华的流亡生活时，西班牙的王位仍然空缺。为了寻找合适的天主教继承者，西班牙向三个欧洲王侯提出邀请，但作为区域权力协调者的拿破仑三世拒绝这三个人选。最后在1870年，摄政提议将王位交给霍亨索伦天主教分支的王侯，霍亨索伦-西格马林根王朝的利奥波德。史学家们將此后的骚动局面称作“霍亨索伦候选”。

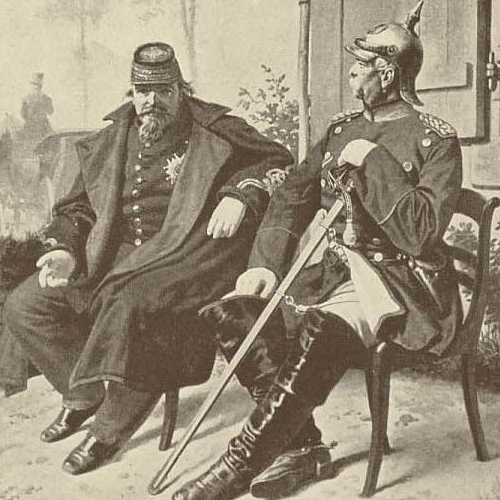
1870年9月2日于色当，法国皇帝拿破仑三世（左）坐在普鲁士首相俾斯麦身边，后者手持拿破仑的投降佩剑。法军的失利使拿破仑的政权发生动摇；巴黎的革命建立法兰西第三共和国，战争继续

在此后的几周内，西班牙的提议成为欧洲的重要话题。俾斯麦鼓励利奥波德接受这一提议。倘若霍亨索伦-西格马林根王朝能够在西班牙登上王位，这便意味着在法国的两侧都是霍亨索伦王朝的德意志国王。这对于俾斯麦来说是有利的，但对拿破仑三世和他的外交大臣格拉蒙公爵来说都是不可接受的。格拉蒙起草一封言辞尖锐的最后通牒给霍亨索伦王朝的家长威廉，称倘若任何霍亨索伦王朝的王侯接受西班牙王位，法国政府将会做出回应——虽然回应本身模棱两可。利奥波德宣布退出，解除这一危机，但法国驻柏林的大使并不愿作罢。他直接找到在巴特埃姆斯休假的威廉，要求他保证绝不会再让霍亨索伦王朝成员成为西班牙王位的候选人。威廉拒绝给予如此肯定的答复，此后向俾斯麦发出电报，描述法方的要求。俾斯麦利用这份电报——《埃姆斯密电》——为模板，起草一份公开的声明。他将言词修改得简略而尖锐，而在法国方面的翻译之后产生更大的变更，最后激起法方的愤怒。法国公众仍然对萨多瓦的失利耿耿于怀，要求开战。

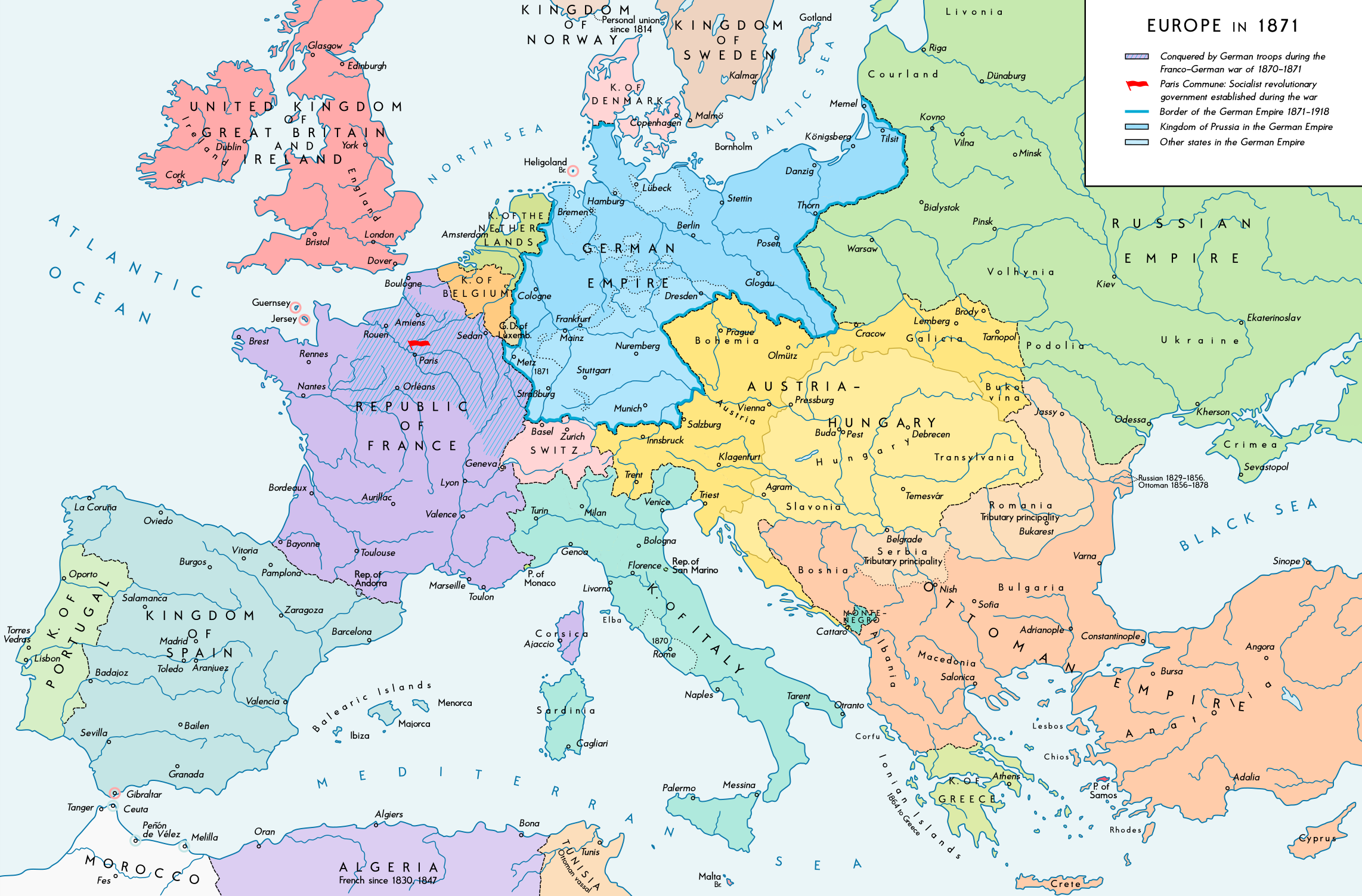
普法戰爭結束後的歐洲局勢以及戰爭中德軍佔領的土地。這場戰爭深刻改變了歐洲的勢力分配，法國的聲望和領土受到了損失，而曾經長期混亂分散的中歐地區建立起了人口達4500萬、單一民族的大帝國

在普奥战争之前和之后，拿破仑三世都尝试从双方获得土地的补偿，但作为和谈调解人的他最终一无所获。他希望奥地利能够加入一场复仇战争，并且希望其盟友（尤其是南德意志的国家诸如巴登、符腾堡和巴伐利亚）也能够加入。随着1866年的协定使所有德意志国家在军事上结合到一起（虽未必情愿），这一希望最终也落空。于是，法国没能在德意志诸国的支持下打一场复仇战争，而是只能单独与所有德意志国家开战。冯·罗恩对军队的改革和冯·毛奇对战略的改革相结合，在同法国的战争中起到极好的效果。普鲁士动员的速度超出法国的预期，并且其军队能够在特定的地点集中力量（与七十年前拿破仑一世的战略相似），完全压倒法国的动员。普鲁士军队有效利用其铁路网络，在到达战区时已经休息充分并做好作战准备，而法国军队则需要行军一定距离才能到达战区。经过几场战役后（尤其是在斯皮舍朗、沃尔特、馬斯拉圖爾和格拉沃洛特），普鲁士击败法军主力，并向重要城市梅斯和法国首都巴黎推进。1870年9月1日，他们在色当俘获拿破仑三世和他麾下的整支军队。
皇帝的被俘和法军的丧失（全军前往萨尔的一个临时战俘营）带来的耻辱使法国政府陷入混乱；拿破仑的反对者推翻他的政府，宣布第三共和国成立。德意志最高指挥部希望法国主动议和，但新共和国拒绝屈服。普鲁士军队便合围巴黎，并将之围城至一月中旬，此间持续轰炸但无果。1871年1月18日，德意志诸侯和军事指挥官在凡尔赛宫的镜厅拥威廉为“德意志皇帝”，由此，德意志帝國建立。

### 社會變革

#### 人口增長
1815年至1865年間，德意志聯邦（不包括奧地利）的人口從2100萬增加到3400萬，增長了約60%。與此同時，隨著前工業化國家的高出生率和高死亡率向快速發展的工業化城市經濟和農業系統的低出生率和死亡率轉變，人口轉型發生了。隨著飢荒和流行病的減少，農業生產力的提高確保了穩定的糧食供應。這讓人們可以更早結婚，生更多孩子。高出生率被極高的嬰兒死亡率和1840年後大規模移民美國所抵消。1840年代移民總數為480,000人，1850年代為1,200,000人，1860年代為780,000人。上層和中產階級首先實行節育，很快就會被普遍採用。

#### 工業革命

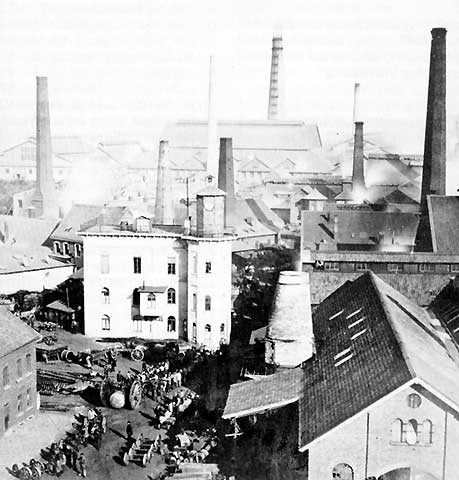
埃森的克虜伯工廠

19世紀初期，德國的封建制度慢慢解體，經過普魯士農奴制改革，農奴從田地釋放出來，為近代工業企業提供了貨幣資本和自由的勞動力。行會制度的削弱減少對資本主義企業的發展限制，讓他們容易從英國進口機器和招聘技工。這些有利的條件使20年代的手工業有了良好發展。紡織業開始利用機器。1834年德意志關稅同盟建立。1846年，關稅同盟各邦中已經有313家紗廠和75萬枚機械紡錠，而普魯士的毛紡業中也有機械紡錠45萬枚。手工生產在整個紡織業中仍佔統治地位。
由於開始建立了使用焦煤的高爐和採用攪拌法煉鐵等新技術，刺激了煤和鐵的產量。同時，越來越多方面包括汽船及火車都使用蒸汽機。1846年，已經有1139台蒸汽機。1824年，第一艘汽輪在萊茵河上開航。1835年，第一條鐵路把紐倫堡與費爾伯特連結起來。1848年，全國鐵路線長達2500公里。1843年，德國工廠工人上升至70萬人。可是，德國的工業生產水平仍然落後於法國和英國。
1848年後，德意志關稅同盟的漸漸增強。期間的輕工業和重工業都迅速增長。工業棉花消費量和機器織布機各增加幾倍。1861年，在製造機器的工廠內的工人總數接近10萬，規模不下於英國的同類工廠。1850年至1870年，德國的蒸汽機的動力由26萬匹馬力增加至248萬匹馬力，煤產量由670萬噸增加至3400萬噸，鐵產量由21萬噸增加至139萬噸，鋼產量由6000噸增加至17萬噸，鐵路線長度由5,822公里增長至18,876公里。1870年，德國在世界工業總產量中的比重上升到13.2%，超越了法國，成為了一個工業發達國家。

#### 城镇发展
1800年，人口以農村為主，只有10%的人居住在5,000人或更多人的社區，只有2%的人居住在100,000人以上的城市。1815年後，由於農村年輕人的湧入，城市人口迅速增長。柏林從1800年的172,000人增加到1870年的826,000人，漢堡從130,000人增加到290,000人，慕尼黑從40,000人增加到269,000人，德累斯頓從60,000人增加到177,000人。

#### 鐵路運輸
起初缺乏技術基礎，工程和硬件都是從英國進口的。在許多城市，新的鐵路商店是技術意識和培訓的中心，因此到1850年，德國能夠自給自足地滿足鐵路建設的需求，鐵路成為新鋼鐵工業發展的主要動力.觀察家們發現，即使到了1890年，他們的工程技術也不如英國。然而，1870年的德國統一刺激了合併、國有化為國有企業，並進一步快速增長。與法國的情況不同，目標是支持工業化。最終，許多線路縱橫交錯地穿過魯爾區和其他工業中心，並為漢堡和不來梅的主要港口提供了良好的連接。到1880年，9,400輛機車每天運送43,000名乘客和30,000噸貨物。

#### 新聞報刊
雖然沒有全國性報紙，但許多邦國發行了種類繁多的印刷媒體，儘管它們很少超過地區性的意義。在一個典型的城鎮中只有一兩個網點，柏林和萊比錫等城市中心有幾十個。觀眾僅限於百分之幾的男性成年人，主要來自貴族和上層中產階級。自由派出版商大大超過保守派出版商。外國政府賄賂編輯以保證良好的形象。審查很嚴格，朝廷發布了應該發表的政治新聞。1871年之後，俾斯麥實施了嚴格的新聞法，以遏制社會主義者和敵對的編輯。編輯側重於政治評論、文化、藝術、高雅文化和流行的連載小說。雜誌在政治上更具影響力並吸引了知識分子作家。

#### 科技文化
19世纪的艺术家和知识分子深受法国大革命和伟大诗人和作家约翰·沃尔夫冈·冯·歌德（1749-1832）、戈特霍尔德·莱辛（1729-1781）和弗里德里希·席勒（1759-1805）的启发。狂飙突进运动被接受，情感得到自由表达，以回应启蒙运动的理性主义。伊曼纽尔·康德的范式转变彻底改变了哲学原理和方法。路德维希·范·贝多芬（1770-1827）是从古典音乐到浪漫主义音乐时期最具影响力的作曲家。他以允许显着扩展音乐形式和结构的方式使用音调架构，立即被认为为音乐带来了新的维度。尤其是他后来的钢琴音乐和弦乐四重奏，展示了通往一个完全未被探索的音乐世界的道路，并影响了弗朗茨·舒伯特和罗伯特·舒曼（1810-1856）。在歌剧中，卡尔·玛丽亚·冯·韦伯（1786-1826年）首先成功地实现了一种在民俗语境中结合超自然恐怖和情节剧情节的新浪漫主义氛围，并由理查德·瓦格纳（1813-1883年）在他的《尼伯龍根大指環》中完善。格林兄弟（1785-1863和1786-1859）将民间故事收集到广受欢迎的格林童话中，并被列为德国研究的奠基人之一，他们发起了《德语词典》的工作，這成為了最德语综合工作。
大学教授在国际上享有盛誉，特别是在以历史和语言学为主导的人文学科方面，为政治史、神学、哲学、语言和文学的研究带来了新的历史视角。与乔治·威廉·弗里德里希·黑格尔(1770-1831)、弗里德里希·威廉·约瑟夫·谢林、亚瑟·叔本华、弗里德里希·尼采、马克斯·韦伯（1864-1920）、卡尔·马克思（1818-1883）和弗里德里希·恩格斯（1820-1895）在哲学上，弗里德里希·施莱尔马赫在神学和利奥波德·冯·兰克（1795-1886）在历史上成名。柏林大学成立于1810年，成为世界领先的大学。例如，冯兰克将历史专业化并为史学设定了世界标准。到1830年代，在自然科学领域的亚历山大·冯·洪堡（1769-1859）和数学领域的卡尔·弗里德里希·高斯（1777-1855）领导下，数学、物理学、化学和生物学随着世界一流的科学而出现。年轻的知识分子经常转向政治，但他们对1848年失败的革命的支持迫使许多人流亡，這些人被稱為48年人。

18至19世紀德國的科學家、文學家、哲學家
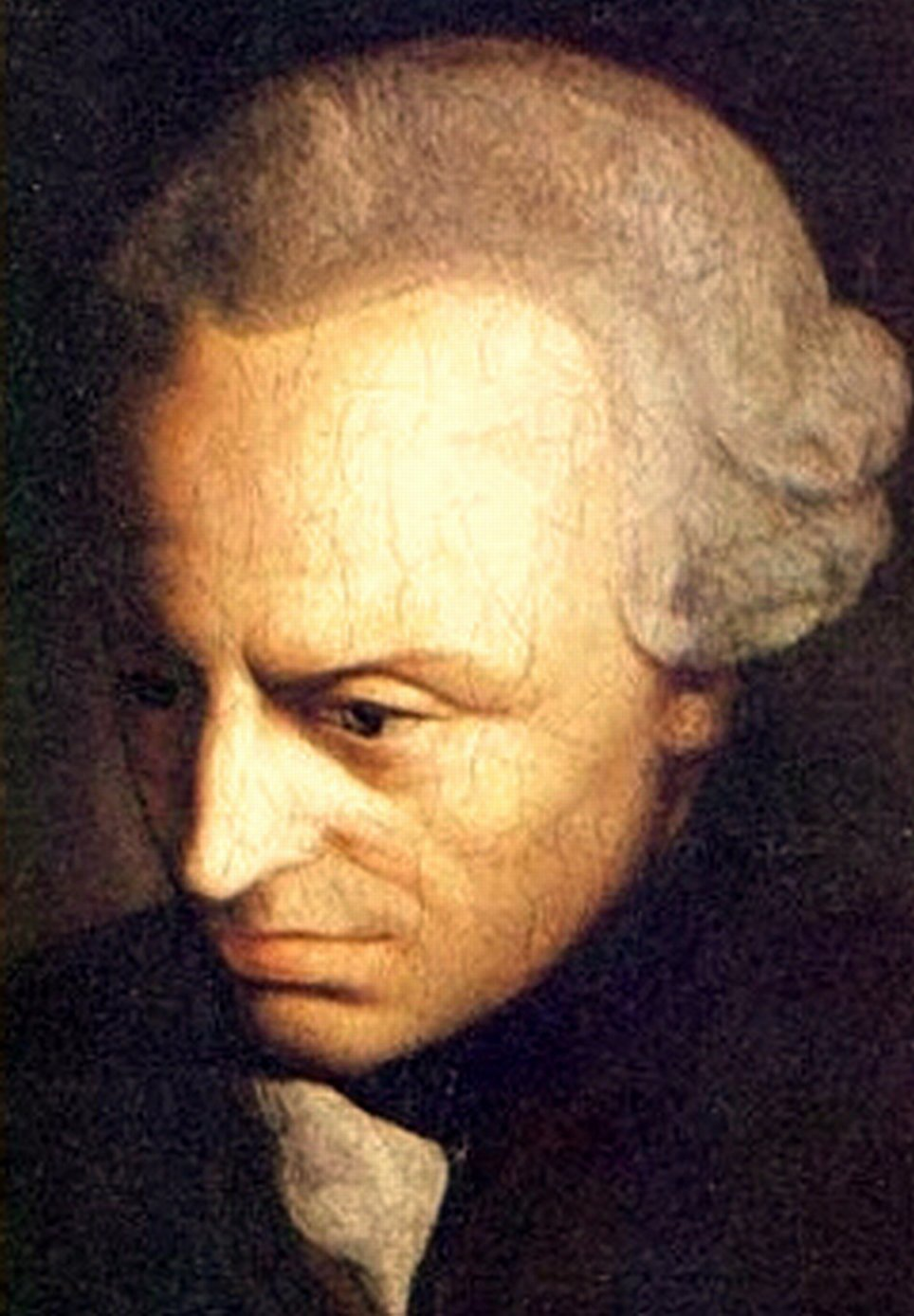
伊曼努爾·康德（1724–1804）
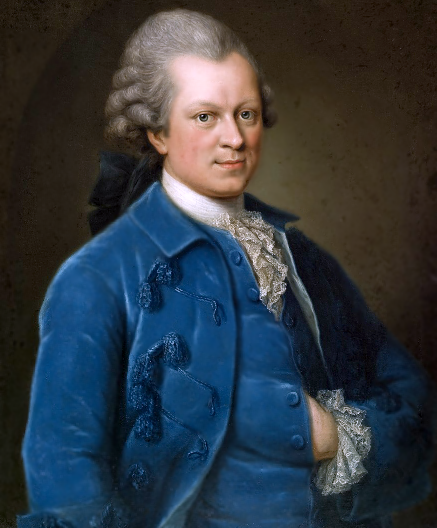
戈特霍爾德·埃弗拉伊姆·萊辛（1729–1781）
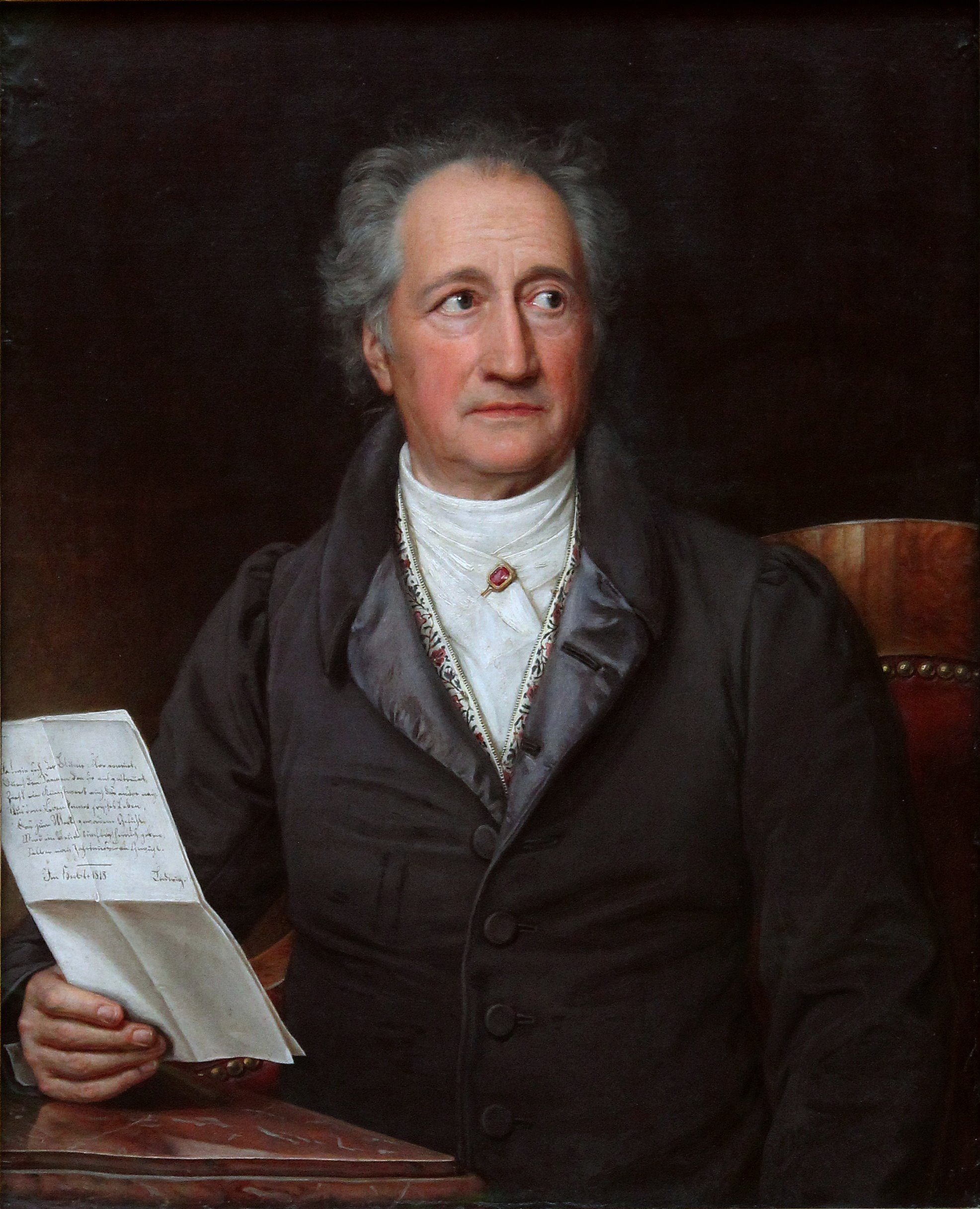
约翰·沃尔夫冈·冯·歌德（1749–1832）
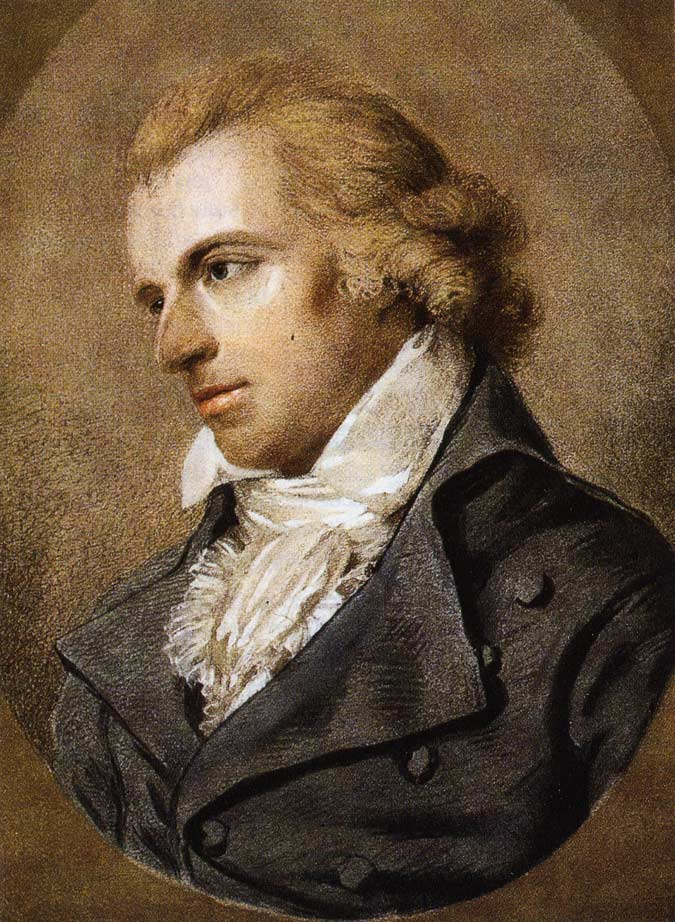
弗里德里希·席勒（1759–1805）
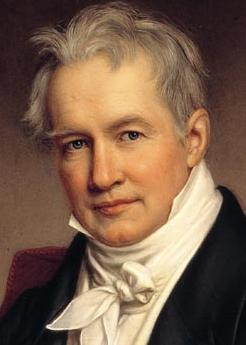
亞歷山大·馮·洪堡（1769–1859）
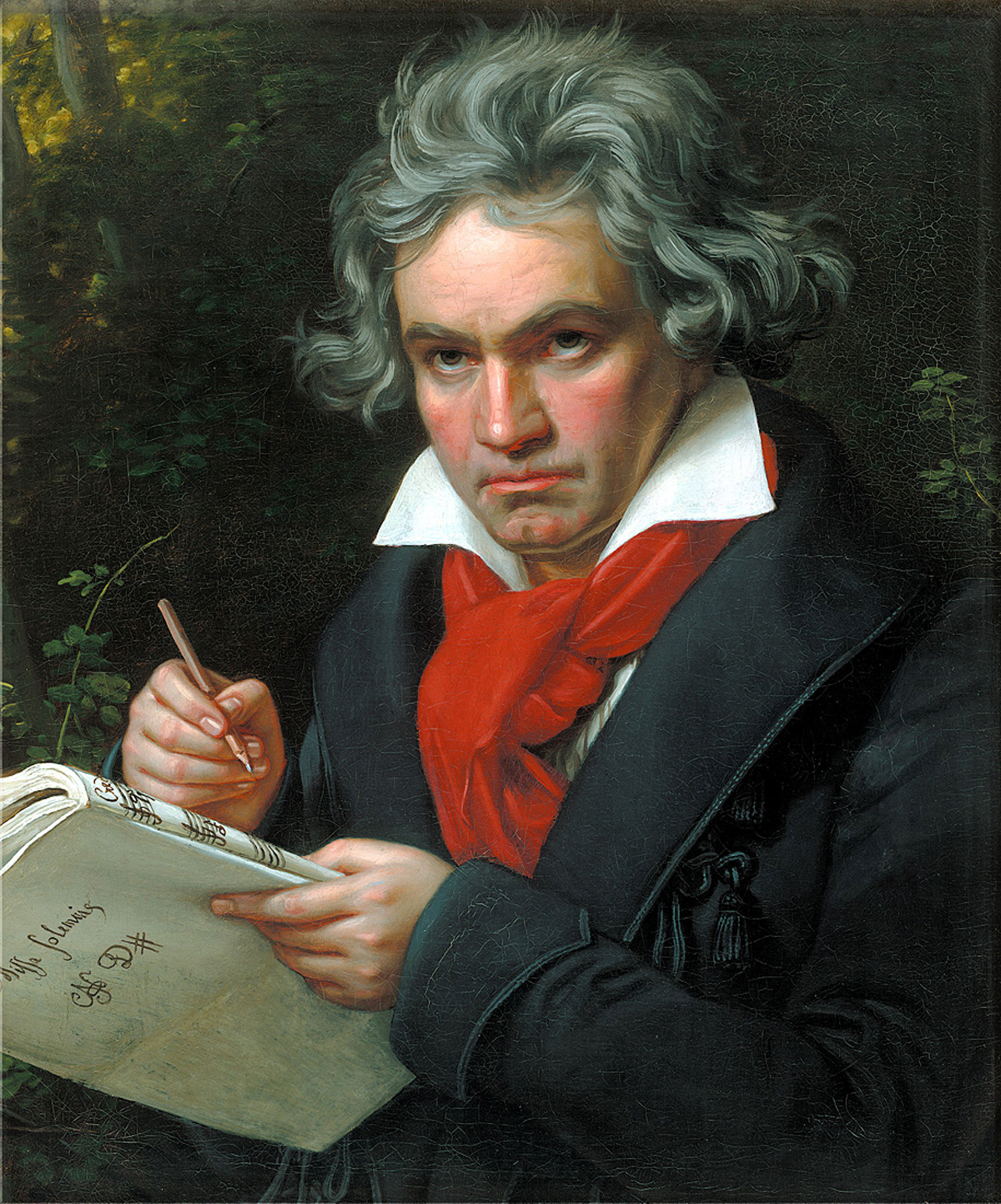
路德维希·范·贝多芬（1770–1827）
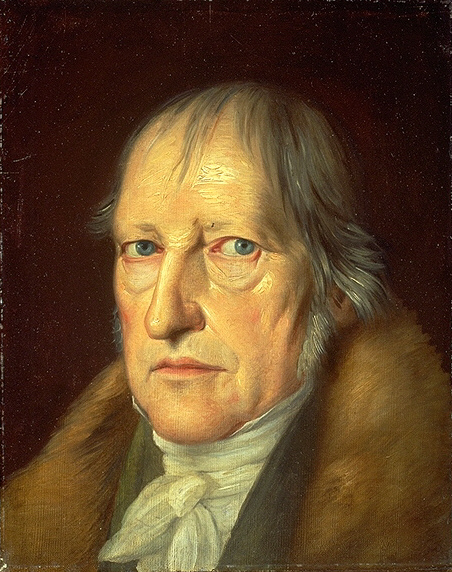
格奥尔格·威廉·弗里德里希·黑格尔（1770–1831）
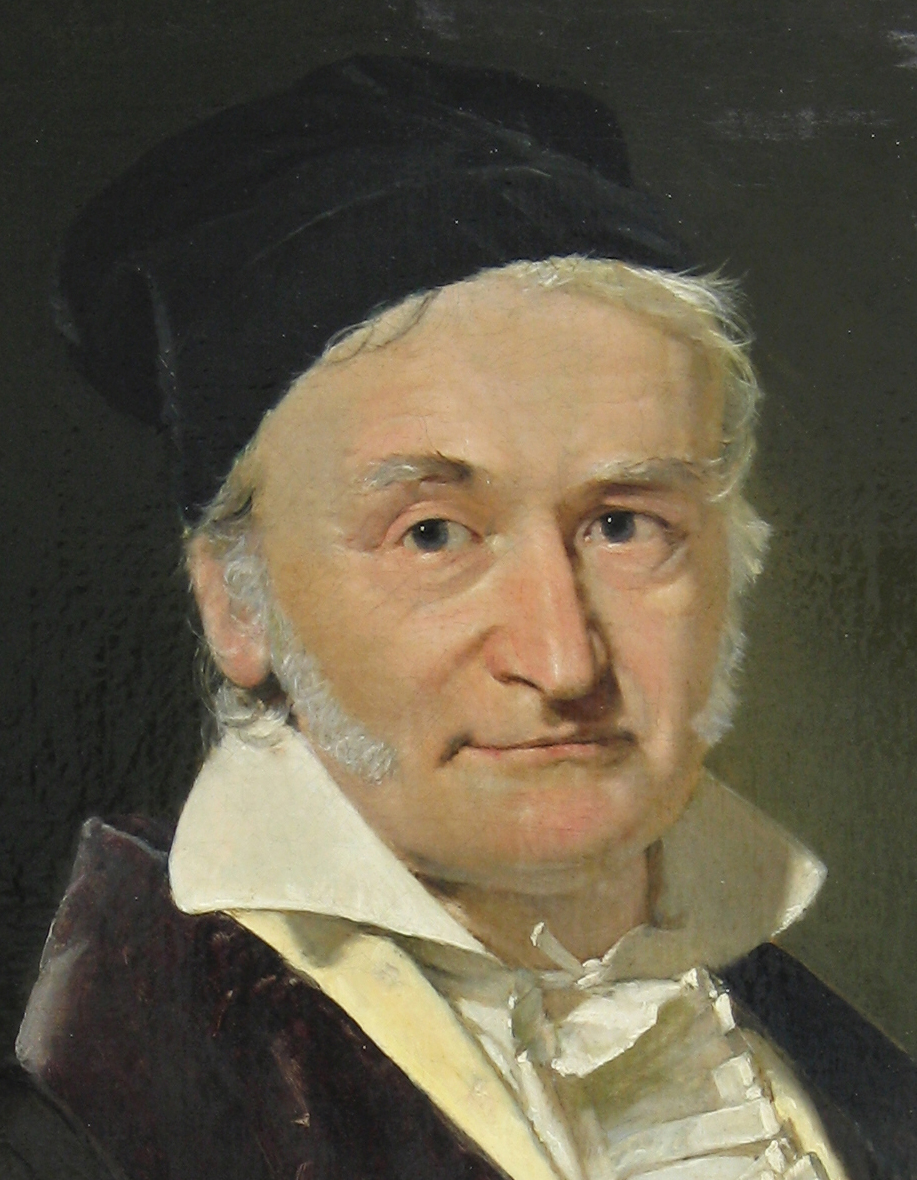
卡爾·弗里德里希·高斯（1777–1855）
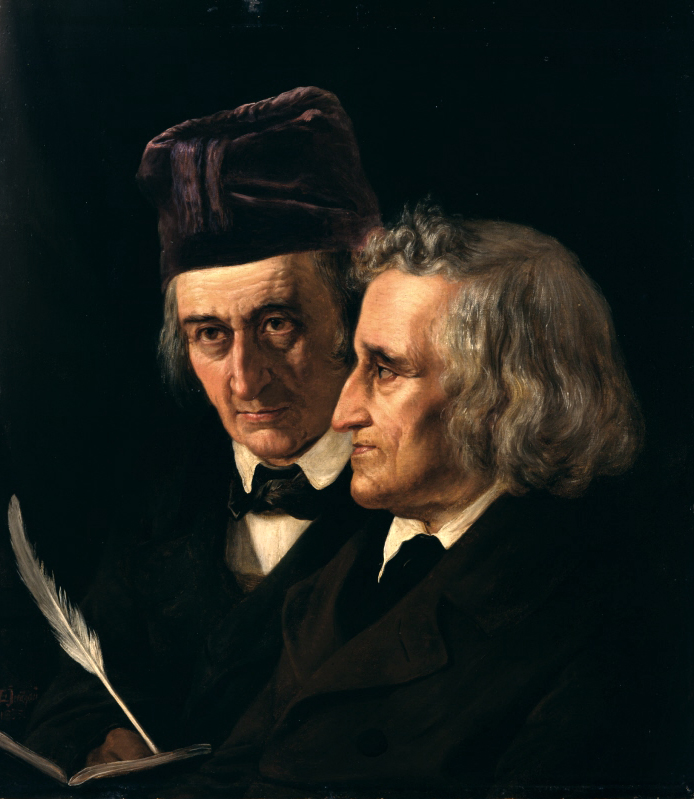
格林兄弟（1785–1863 與 1786–1859）
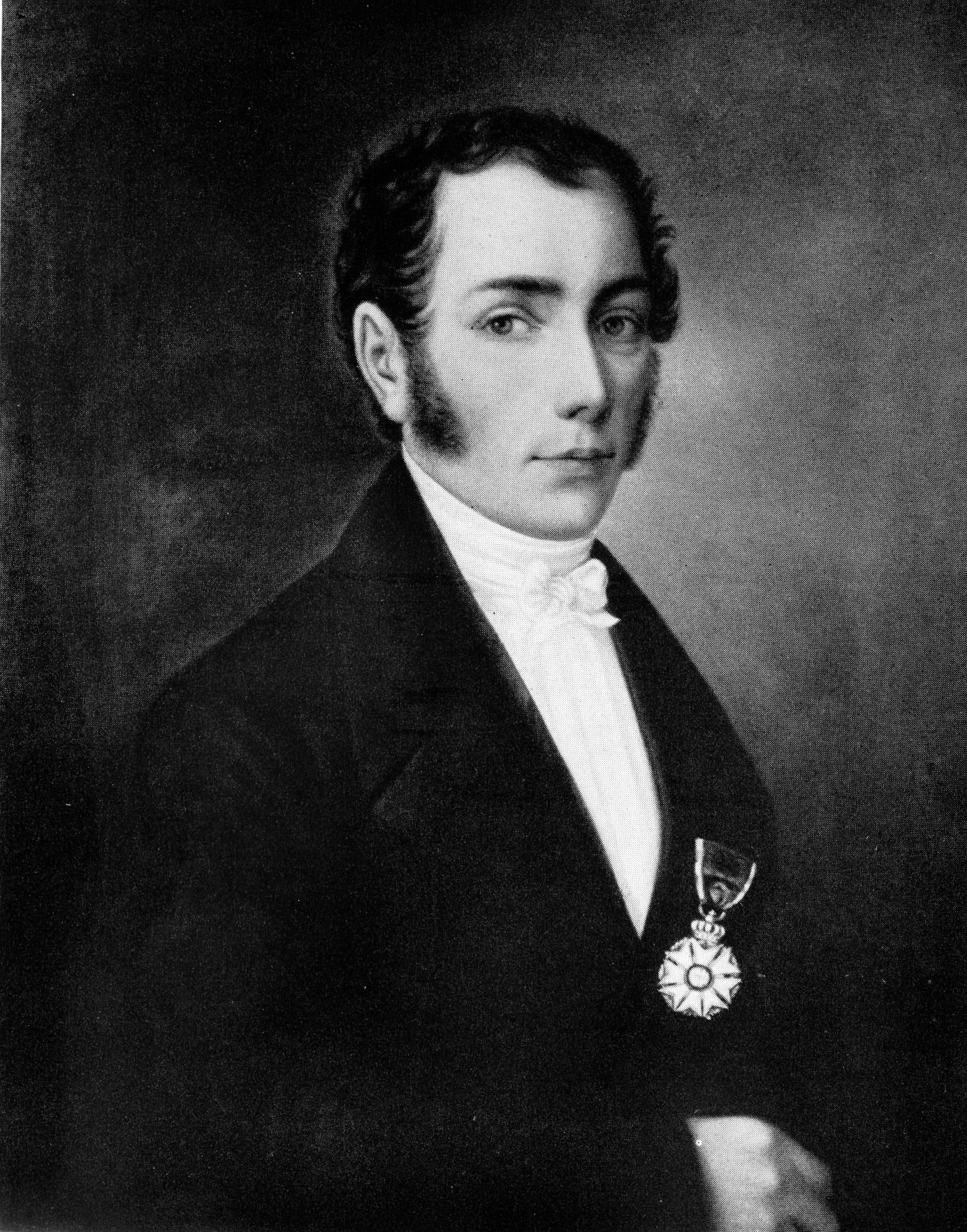
約瑟夫·夫琅和費（1787–1826）
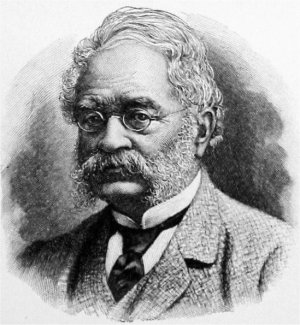
维尔纳·冯·西门子（1816–1892）
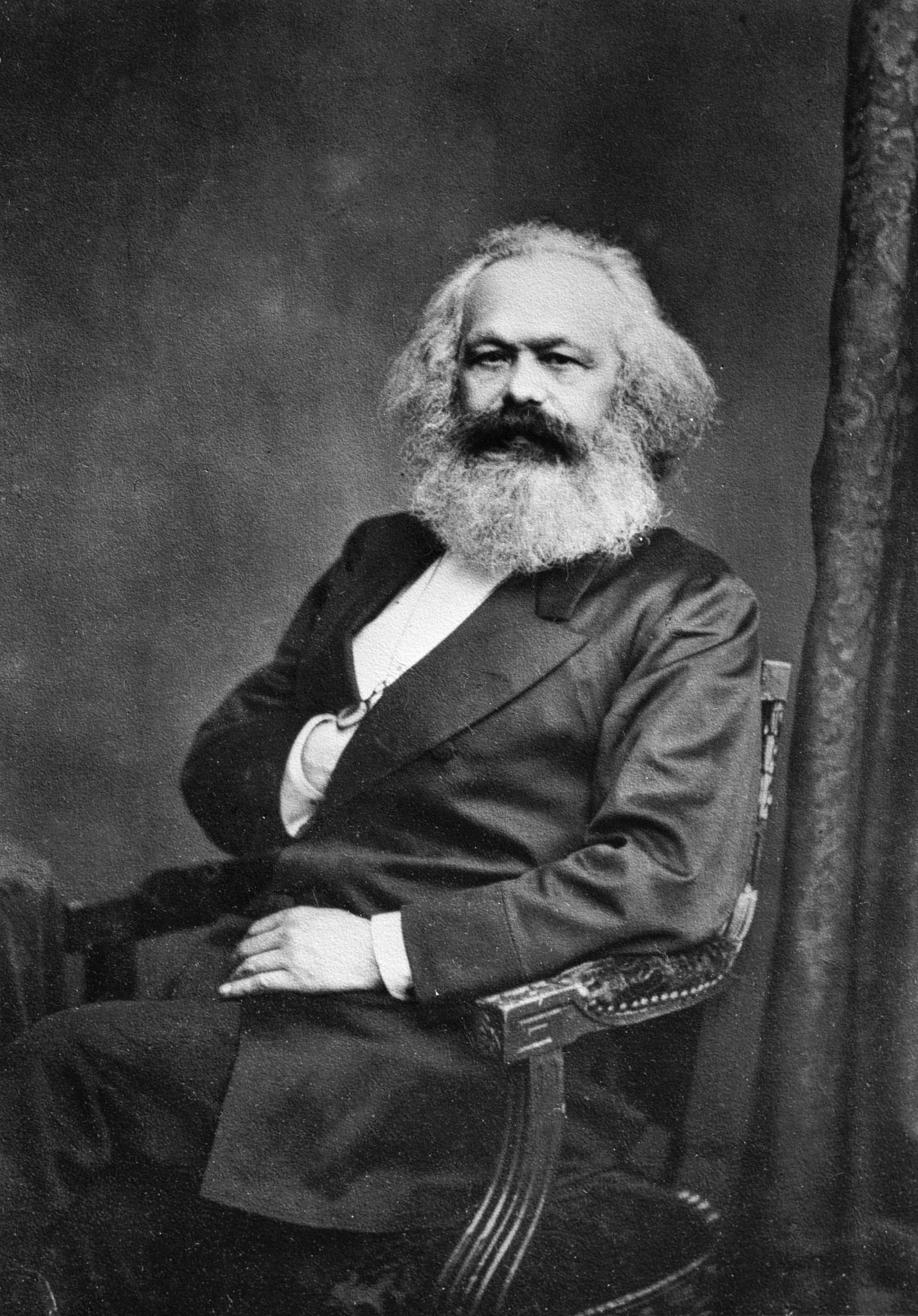
卡爾·馬克思（1818–1883）
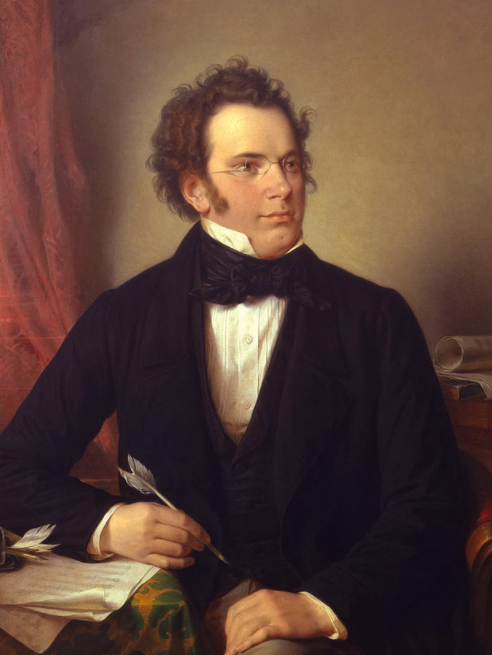
弗朗茨·舒伯特（1797–1828）
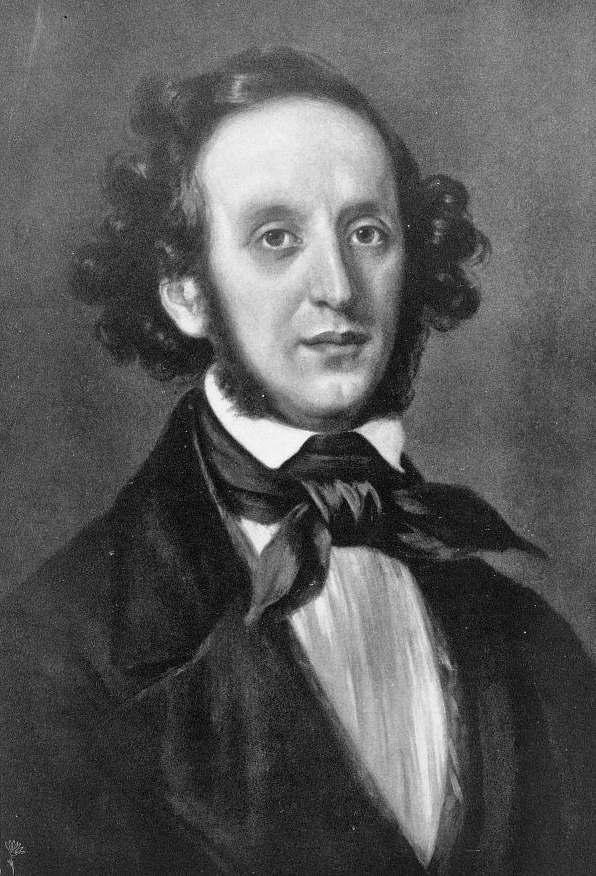
費利克斯·門德爾松（1809–1847）
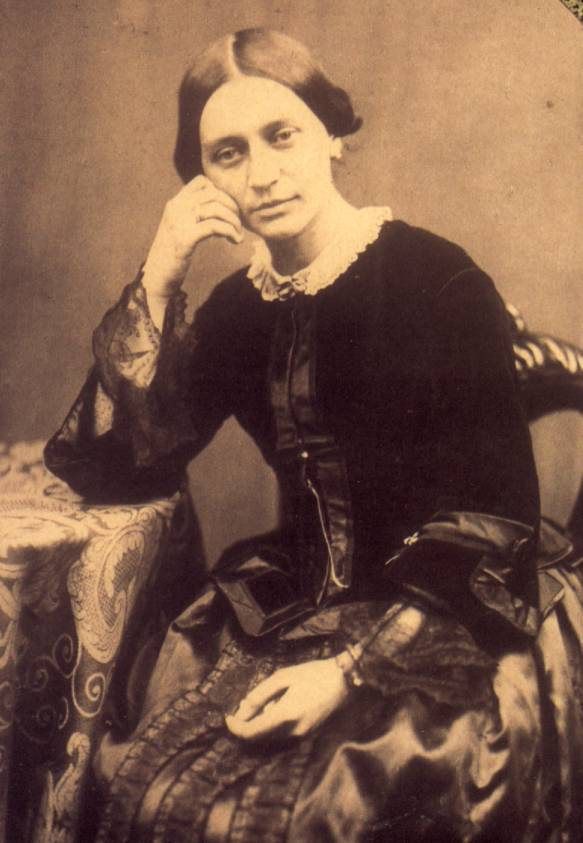
克拉拉·舒曼（1819–1896）

#### 宗教問題

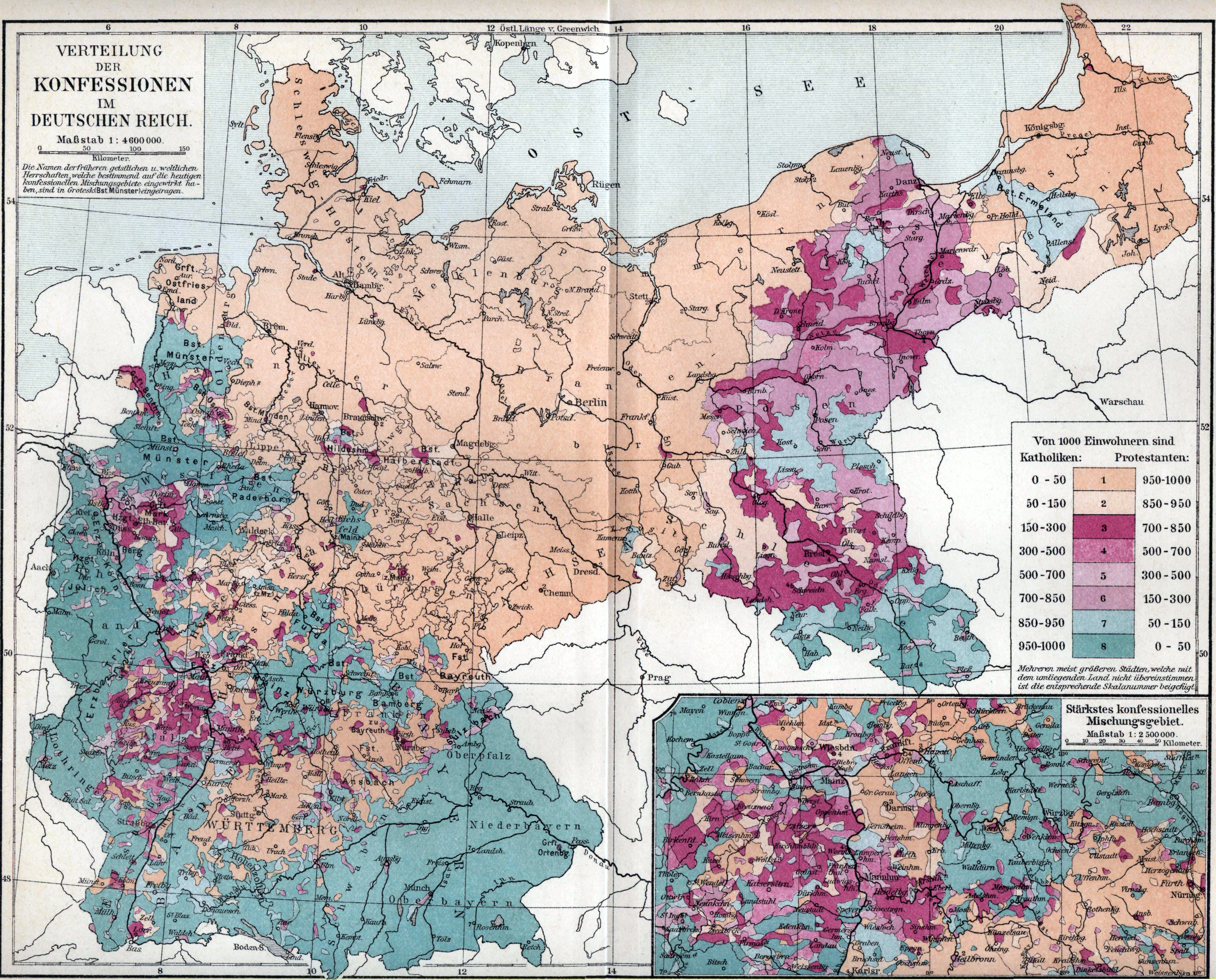
1895年德意志帝国内的宗教分布
新教多数地区
天主教多数地区

兩個主要的發展改變了德國的宗教。全國各地都出現了聯合較大的信義宗教會和較小的新教改革宗教會的運動。教會自己在巴登、拿騷和巴伐利亞帶來了這一點。然而，在普魯士，腓特烈·威廉三世決心完全按照自己的條件處理統一，而無需協商。他的目標是統一新教教會，並強制推行單一的標準化禮儀、組織甚至建築。長期目標是對所有新教教堂進行完全集中的王室控制。在過去幾十年的一系列公告中，普魯士聯盟教會成立了，將更多的路德教派和更少的改革宗新教徒聚集在一起。普魯士政府現在完全控制了教會事務，國王本人被承認為主要主教。反對統一來自西里西亞的“老路德教派”，他們緊緊抓住自路德時代以來所遵循的神學和禮儀形式。政府試圖打擊他們，所以他們轉入地下。成千上萬的人移居到南澳大利亞，尤其是美國，在那裡他們組成了密蘇里主教會議，該會議仍然作為一個保守的教派運作。最終在1845年，新國王腓特烈·威廉四世大赦並允許老路德會成立一個單獨的教會協會，只有名義上的政府控制。
從典型的天主教徒或新教徒的宗教觀點來看，正在發生重大變化，更加個性化的宗教信仰更關注個人，而不是教堂或儀式。19世紀後期的理性主義逐漸消失，人們重新強調個人的心理和感覺，特別是在思考罪惡、救贖以及基督教的奧秘和啟示方面。虔誠的複興在新教徒中很常見。其中，天主教徒的大眾朝聖急劇增加。僅在1844年，就有50萬朝聖者前往萊茵蘭的特里爾朝聖，以觀看耶穌的無縫長袍，據說這是耶穌在被釘十字架的路上所穿的長袍。德國天主教會的主教在歷史上基本上獨立於羅馬，但現在梵蒂岡施加了越來越多的控制，這是一種高度忠於羅馬的天主教徒的新“極端主義”。1837-38年間，在很大程度上是天主教徒的萊茵蘭，就混合婚姻子女的宗教教育問題爆發了一場激烈的爭論，那裡的母親是天主教徒，父親是新教徒。政府通過法律要求這些孩子始終以新教徒的身份撫養，這違反了以前盛行的拿破崙法律並允許父母做出決定。它軟禁了天主教大主教。1840年，新國王腓特烈·威廉四世尋求和解，並通過同意大部分天主教要求來結束爭議。然而，天主教的記憶仍然很深，並導致一種感覺，即天主教徒總是需要在面對一個不值得信任的政府時團結一致。

## 德意志帝國（1871年－1918年）
|                    | 儘管我們沒有應有的艦隊，但我們已經在陽光下為自己贏得了一席之地。現在我的任務是確保這個陽光明媚的地方仍然是我們無可爭議的財產，以便陽光能夠有效地照射到我們在國外的活動和貿易上，以便我們的工業和農業能夠在國內發展，因為我們的未來在於海上。 |
| ——威廉二世，1901年 | |

### 帝國初創

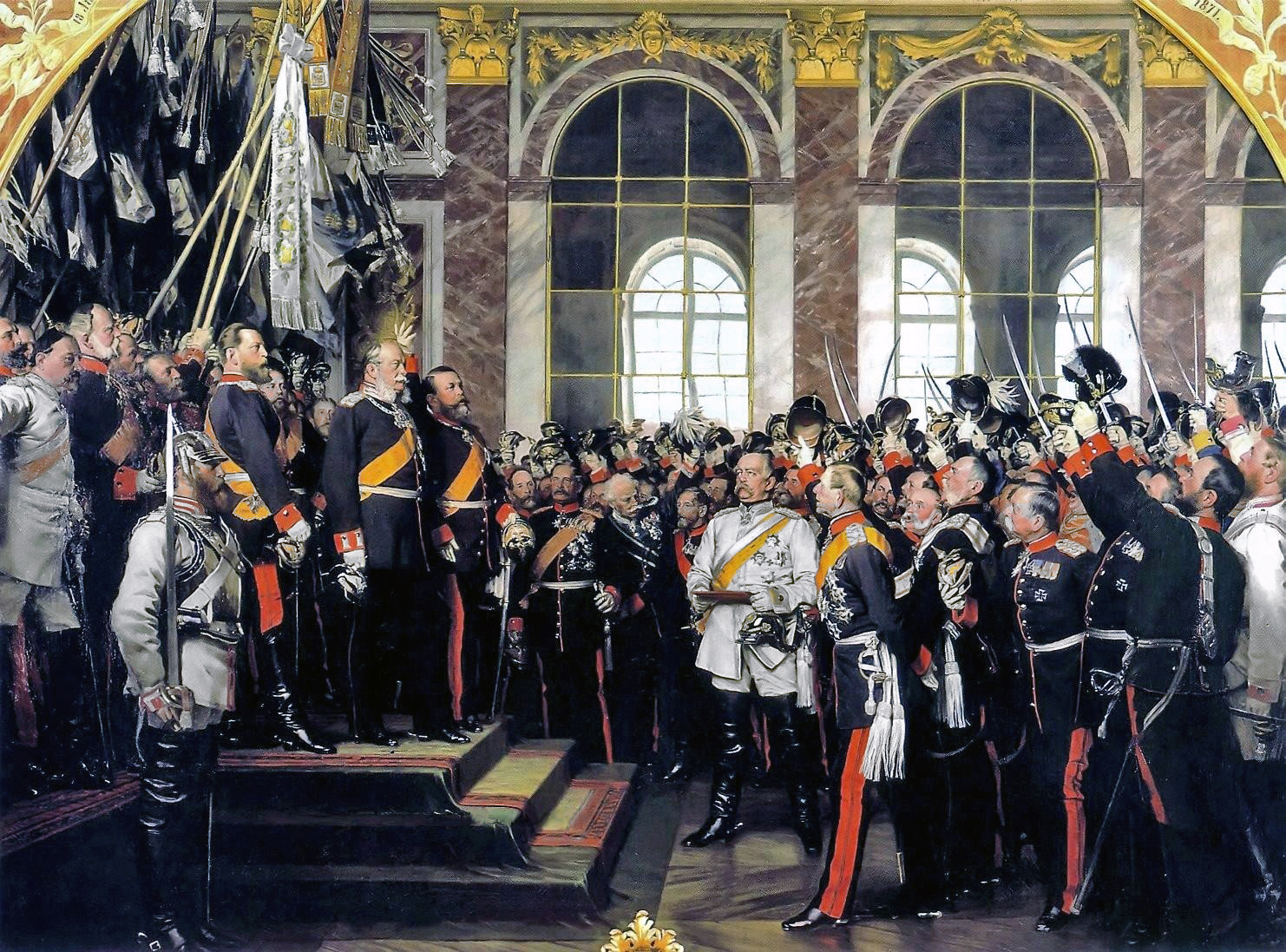
1871年1月18日，德意志帝国在凡尔赛宫鏡廳宣布成立。白衣者为俾斯麦，威廉一世旁邊舉手高呼者為巴登大公腓特烈一世。這幅名為《德意志帝國宣告成立》的畫作由安东·冯·维尔纳創作於1877年，現藏於俾斯麥的最後住所腓特烈斯魯厄

1870年12月10日，北德意志聯邦議院將聯邦重命名為“德意志帝國”，並授予普魯士國王威廉一世德國皇帝的稱號，同時擔任聯邦議院的主席（直译：「聯邦主席」）。新憲法（德意志邦聯憲法）和皇帝頭銜於1871年1月1日生效，當月，德軍攻陷巴黎，在威廉一世於1月18日在凡爾賽宮的鏡廳內加冕。
第二部德國憲法（德意志帝國憲法）於1871年4月14日被德國國會通過，並於4月16日被皇帝宣布生效，其基本依據是此前的的北德意志邦聯憲法。政治制度基本保持不變。設有帝國議會，其中的成員由男性普選產生。但是，1871年最初的選區並未反映城市地區的人口增長。結果，到了1890年代和1900年代德國城市的大規模擴張之時，城市的代表人數和人口比例就變的十分不符了。
立法還需要來自27個州的代表組成的聯邦議會的同意。皇帝擁有執行權，總理協助他執政並只對他負責。憲法賦予了皇帝廣泛的權力。他可以獨自任命並辞退总理（因此在實踐中，皇帝通過總理統治着帝國），他是武裝部隊的最高統帥，也是所有外交事務的最終仲裁人，並且還可以解散帝国议会來召集進行新的選舉。儘管名義上德意志帝國是一個聯邦制的帝國和平等性的聯盟，但實際上該帝國由最強大的國家普魯士統治。普魯士佔據帝國北部疆土的三分之二，以及其總人口的五分之三。帝國國王由普魯士王室霍亨索倫家族世襲。除了1872–1873年和1892–1894年之外，總理一直由普魯士的宰相兼任。柏林在聯邦議會的58票中擁有17票，故而僅需幾票就可以有效控制較小的邦。
其他邦國保留了自己的政府，但主權方面僅有限。例如，整個帝國都發行了統一的郵票和貨幣。一馬克的硬幣上刻有德意志帝國的國號，而各邦則被允許發行更高面值的貨幣。但是，這些較大面值的貨幣實際上是紀念幣，流通量有限。雖然各邦國都有各自的軍事勳章，有些邦國擁有自己的軍隊，但較小的邦國的軍隊卻被普魯士控制。較大的邦國，例如巴伐利亞和薩克森，是按照普魯士原則進行協調的，在戰時將由聯邦政府控制。
德意志帝國的發展在某種程度上與同時期意大利的發展相吻合，後者在十年前已成為一個團結的民族國家。德意志帝國的威權政治結構的一些關鍵要素也是明治時期日本帝國現代化的基礎，這種結構同時也存在於同時期的沙皇俄國中。對於這些政府的分析可以發現，由於農民與城市地區的結合沒有革命性的突破（相對比的，一戰後的十月革命對無產階級進行了有效整合），擁有土地的精英（如德國的容克）得以保留了相當大的政治權力。
儘管在許多方面都是專制的，德意志帝國還是有一些民主特色。除了普選權之外，它還允許政黨的發展。俾斯麥打算創建一個立憲的表相，以掩蓋威權政策的延續。在此過程中，他創建了一個存在嚴重缺陷的系統。普魯士和德意志的選舉系統之間存在巨大差異。普魯士採用了嚴格的三級投票制度，其中最富有的三分之一人口可以選擇立法機關的85％，這確保了保守派能夠佔多數。如上所述，普魯士的國王和總理同時還是德意志帝國的皇帝和總理，這意味著同一位統治者必須從完全不同的選舉體系產生的立法機關中尋求多數席位。從1890年代起，農村地區的總代表人數過多，導致普選權被大大稀釋了。城鄉人口平衡從1871年開始完全逆轉，到世紀之交之時，帝國三分之二以上的人口居住在了城鎮地區。

### 俾斯麥時期

#### 文化鬥爭

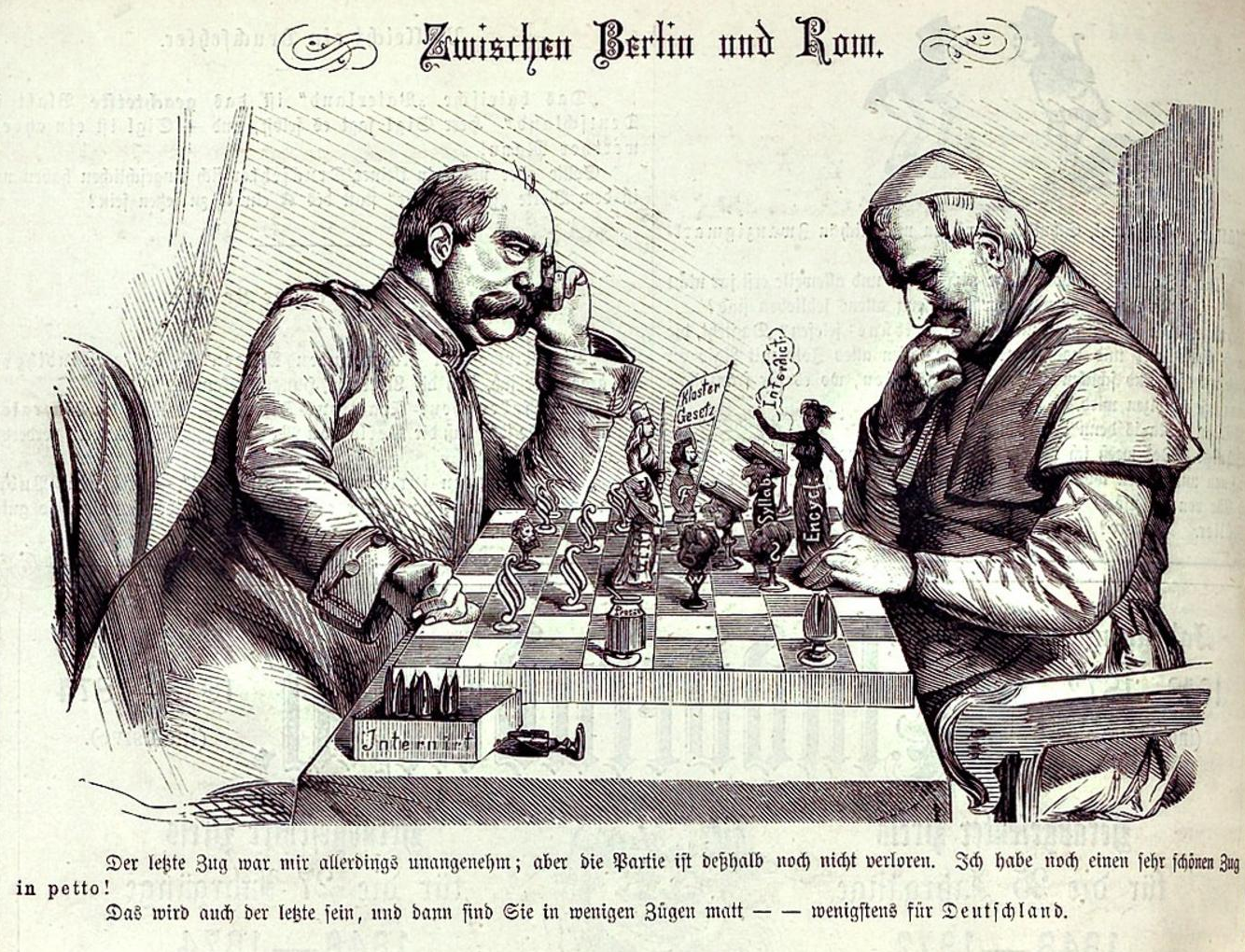
1875年刊載於德國諷刺報刊《喧聲》（Kladderadatsch）的一幅漫畫，描繪了俾斯麥與庇護九世的鬥法，其上寫著：
“無可否認，最後此舉讓我不愉快，但我沒有在這次鬥爭中輸掉；我還有一步非常漂亮的秘招！”“但這也將是你的最後一步，然後你會在幾個回合內被將死——至少在德國”

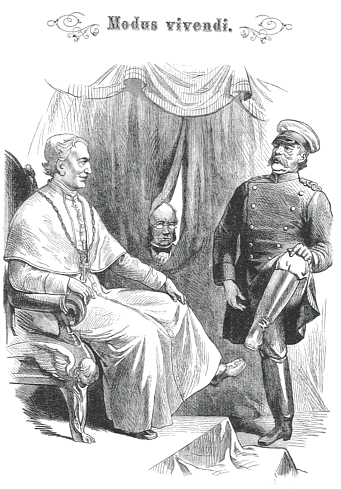
文化鬥爭結束後，良十三世和俾斯麥都要對方親吻自己的腳

文化鬥爭是指俾斯麥在1870年代對抗天主教會的行動，在此期間天主教徒成為了「帝國公敵」。早在1870年，梵蒂岡第一屆大公會議頒佈《教宗無誤論》，由於德國天主教徒當中存有不同意見，使國家首次捲入教會事務。天主教徒於1870年12月創立中央黨，宗旨是保護天主教徒利益，可是俾斯麥認為它是在保護帝國的敵人，黨對教宗的支持使人們認為該黨效忠於教宗而非國家。中央黨在1871年大選獲得63個席位，僅次於民族自由黨。此外，俾斯麥認為中央黨會与信奉天主教的法國和奧地利在形成一股反德國勢力，加上天主教徒在1849年法蘭克福議會中支持大德意志方案，且在普奧戰爭中支持奧地利。因此，俾斯麥決定發動一場「文化鬥爭」，以大大削弱天主教徒在德國的影響力。
文化鬥爭主要在1871年至1876年間進行，俾斯麥透過一系列法律削弱天主教會的影響力。首先在1871年7月，俾斯斯廢除了普魯士的文化部天主教處。1872年3月頒布「學校監督法」，規定國家代替教會對學校的監督。1873年又通過一系列法案，統稱為「五月法案」。其主要措施控制神職人員的培訓、任命和教會教育，禁止耶穌會在德國展開活動，拒絕服從這些法案的神職人員會被罷黜或拘捕。1874年規定教會不能控制婚禮，婚姻事務由國家處理，人民須向相關部門登記才具有法律效力。1875年推出「糧倉法」，凡拒簽聲明支持政府立法行動的教士將不會得到政府的宗教津貼。最後是1875年6月的「修道院法」，除了疾病服務社團外，禁止任何形式的天主教團體活動，並關閉所有修道院。許多抵制文化鬥爭的神職人員遭監禁或驅逐出境。然而文化鬥爭不但未能達致預期目的，反而使中央黨勢力越來越大，天主教徒充滿凝聚力，得到選民的支持。1874年大選中，中央黨在帝國議會席位上升一倍。由於這樣的反效果，加上俾斯麥害怕社會民主黨與中央黨結盟，以及教宗庇護九世在1878年逝世，繼任教宗良十三世表示願意和解，迫使俾斯麥放棄與天主教徒的敵視，漸漸廢除相關法令，並改為與中央黨合作，文化鬥爭終告失敗。

#### 法制建設
統一後的德國社會民主黨勢力日漸增強，雖然它的人數尚少，可是俾斯麥越來越視它為心腹大患，認為社會民主黨是「帝國的敵人」之一。他們批評德國的內外政策，為廣大的工人們爭取較好的生活，因此漸漸成為德國最有影響力的政黨之一。1878年5月，德皇威廉一世遭到刺殺攻擊，事件中無人受傷，俾斯麥以此为借口向帝國議會提出一項《社会党人法》。不久威廉一世再次遭到暗殺，傷勢嚴重。10月國會通過社会党人法。社会党人法又稱反社會主義非常法，內容是禁止社會主義者的一切集會、組織、結社以及各種報刊，也不得接受任何募款捐助，不過國會拒絕立法禁止社會民主黨參選國會議員，使社會主義者在國會仍有一定影響力。社會党人法每三年重新通過一次，直至1890年俾斯麥下台。
俾斯麥這政策的結果與文化鬥爭一樣，法案未能達到預期效果，反而助長社會民主黨的勢力。1870年代的經濟蕭條，使德國貧富懸殊惡化，不僅引起社會主義者的關注，同樣喚起許多德國社會不同成員的關注，社會民主黨勢力越來越大，俾斯麥為了壓制這些勞工階級的政治活動，便透過各種福利措施收買他們。因此在反社會主義的同時，俾斯麥实际上推行一些保障市民權益的社會主義法，包括1883年的《疾病保險法》、1884年的《意外災難保險法》和1889年的《老年和殘廢保險法》。縱使這些法案使德國成為世界首個具備完善社會保障的國家，但這無法彌補俾斯麥與工人之間的裂痕。1890年國會拒絕通過社會党人法，皇帝威廉二世解除了俾斯麥的首相職務，俾斯麥下台，反社會民主黨的鬥爭結束。

#### 德意志化

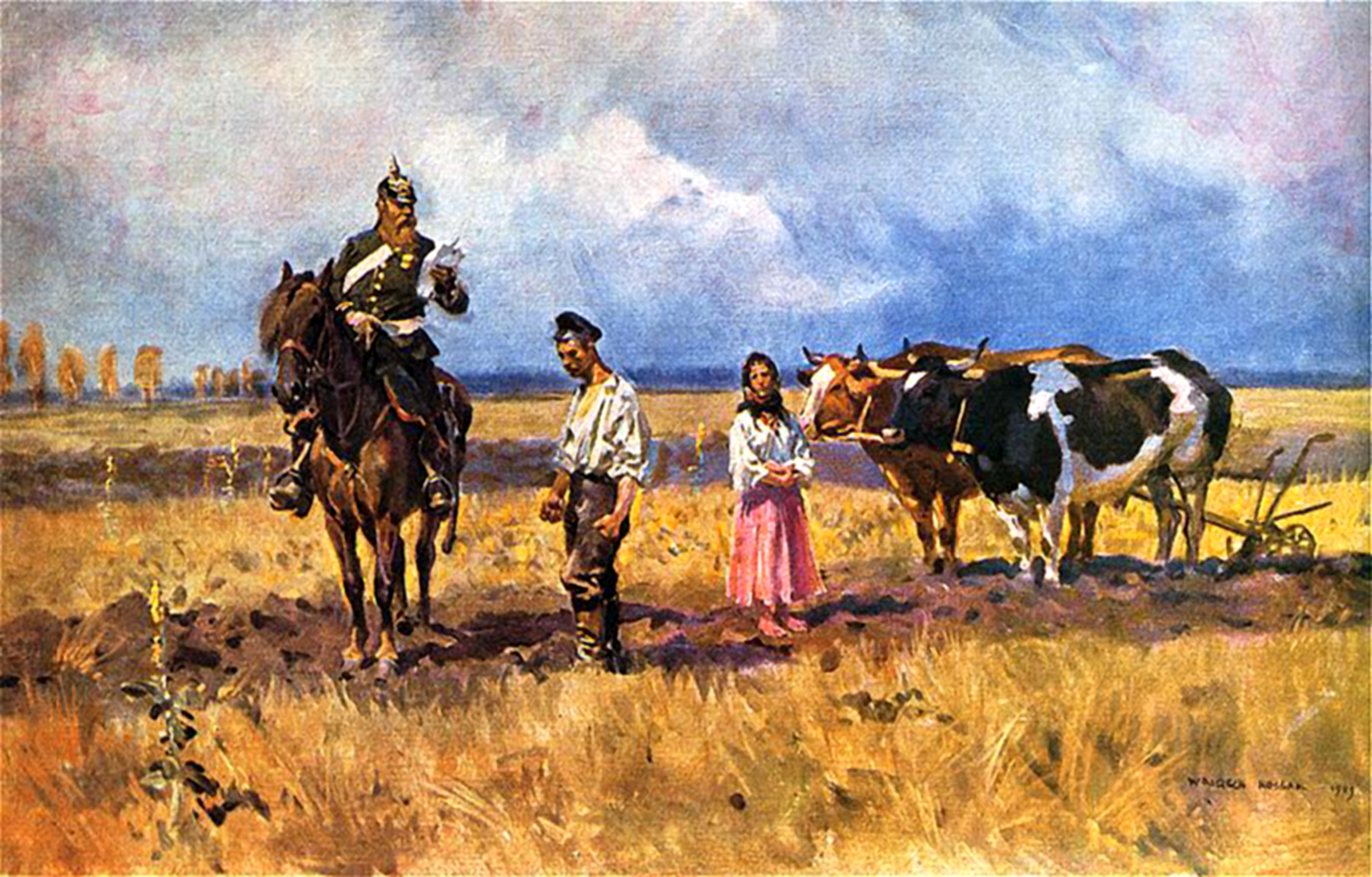
驅逐普魯士的波蘭人(Polenausweisungen)，沃伊切赫·科薩克（WojciechKossak）繪於1909年

德意志大一統政策的一大影響便是帝國境內非德意志語言在學校、學術和社會生活中的剝離。這一旨在促使非德意志人“德意志化”的政策常常導致抵抗和反作用，尤其是在波蘭裔群體中。德意志化政策主要針對生活在普魯士從瓜分波蘭獲得土地上居住在的波蘭裔群體。例如在波蘭裔人口佔多數的波森省，德國當局出台了一系列反波主義的政策和法律，而這並沒有起到非常顯著的作用，德語人口反而從1871年的42.8%下降到1905年的38.1%。

#### 反猶主義
在此期間，反猶主義在德國很普遍。在拿破崙的法令結束了德國的猶太人聚居區之前，反猶主義是出於宗教動機，但到了19世紀，德意志民族主義成為了主要動因。在大眾心目中，猶太人成為了資本主義和財富的象徵。但另一方面，憲法和法律制度保護了帝國境內猶太人作為德國公民的權利。一些反猶政黨曾經建立，但很快瓦解了。

### 三帝之年

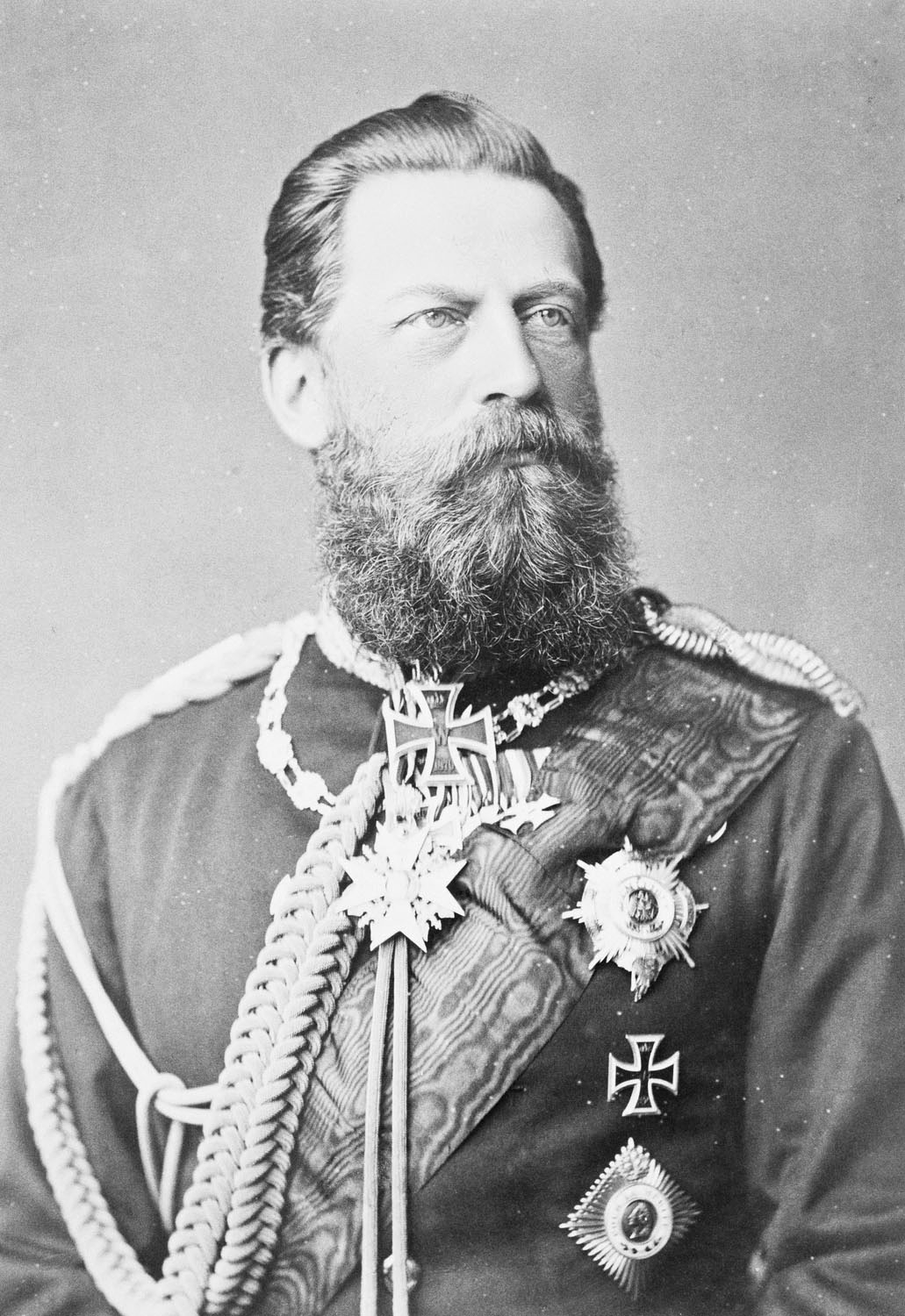
腓特烈三世，僅在位99天（1888年3月9日 – 6月15日），如果他不去世，德國會走向何種道路仍是學界熱切探討的問題之一

1888年3月9日，威廉一世在他91歲生日不久後去世，他的兒子腓特烈三世成為新君。腓特烈是自由主義以及英國憲法的仰慕者，他與英國的聯繫也因與維多利亞女王的長女維多利亞長公主的婚姻而得到進一步加強。
許多人希望腓特烈的登基將導致帝國的自由化，並增加議會對政治進程的影響。6月8日，俾斯麥的妹夫、高度保守的普魯士內政部長羅伯特·馮·普特卡默被免職，這標誌著預期改革的方向，並且對俾斯麥的政府造成了打擊。
然而，腓特烈患有不可救藥的喉癌，雖然即位，依然纏綿病榻，於1888年6月15日，即統治的第99天去世，人稱百日皇帝。腓特烈的兒子威廉二世隨後登基，德國的自由化改革也陷入停滯。

### 威廉時期

#### 權力轉移

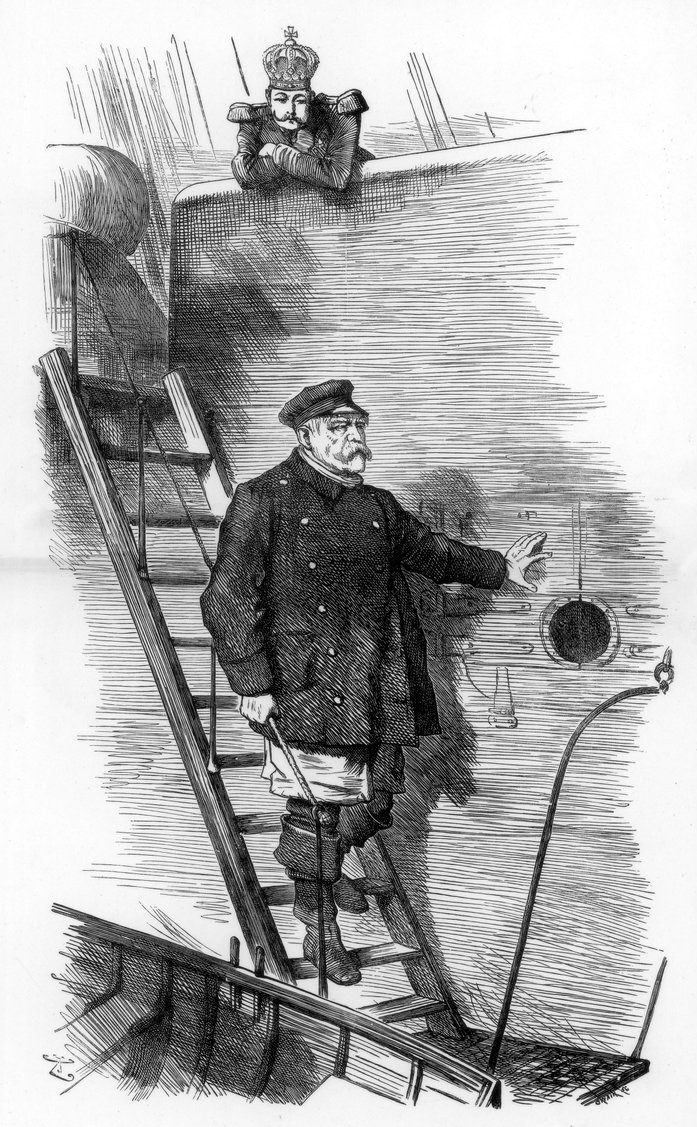
約翰·坦尼爾所作的漫畫《丢下領航員》，該漫畫於1890年3月29日在英國雜誌《Punch》上發表。畫面中俾斯麥緩緩走下舷梯，旁邊是幸災樂禍的年輕皇帝威廉二世。事後第五代羅斯伯里伯爵普里姆羅斯讓坦尼爾寄了一份副本給俾斯麥，這位帝國前總理看後說道：「這畫畫得很好」

「三帝之年」中，皇帝威廉一世和腓特烈三世相繼去世，29歲的威廉二世繼承皇位。威廉二世年輕，個性傲慢、專橫。他無法接受被俾斯麥控制，希望能親自參與政事，有一番作為。年輕德皇與年老首相意見相左，1889年5月魯爾工業區的罷工事件後，威廉二世要求帝國議會制定完善的勞動保障法案，與俾斯麥的反社會主義背道而馳。1890年選舉中社會民主黨人勢力急升，俾斯麥要求改更憲法，被德皇拒絕，最終在1890年3月18日俾斯麥向威廉二世請辭，結束俾斯麥時代。
隨著俾斯麥的離開，威廉二世成為德國的主要統治者。與他的祖父威廉一世不同，威廉二世不樂意將政府事務交給總理，他希望得到充分的信息並積極參與德國的統治，而不是一個作為裝飾性的領袖存在。威廉二世還授命政治家瓦爾特·拉特瑙指導他進行歐洲經濟學以及工業和金融的研究。
有許多學者認為，俾斯麥的外交政策“對於魯莽的皇帝來說太過穩重了”。威廉因其對外交政策的主動立場和戰略失誤（例如丹吉爾危機）而在國際上聲名狼藉，這使德意志帝國陷入日益孤立的政治局面，並最終導致了第一次世界大戰。

#### 國內事務
在威廉二世統治下，德國不再擁有像俾斯麥這樣長期執政的強勢總理，他在位期間共更換了七位總理。新任總理很難履行其職位，尤其是《德意志帝國憲法》中被賦予的同時要作為普魯士內閣首長的額外責任。俾斯麥下台後，新政府當務之急是其遺留下來的社會主義氾濫的問題，並制定一系列法案試圖彌補工人與國家的關係，但成效不大。列奧·馮·卡普里維伯爵繼任為首相，他採用溫和手段，推展德國與歐洲各國簽訂貿易條約，為工人提供就業機會，並降低德國進口關稅。他的做法使工人生活水平得以改善，但引起了利益受損的大地主的強烈抗議，失去支持的他在1894年10月20日辭職。從1890年代起，最有力的君主制的反對者來自新成立的德國社會民主黨，其激進分子倡導馬克思主義。社會民主黨對德國君主制和實業家的威脅使該國出台政策鎮壓該黨的支持者，並實施了自己的社會改革方案以緩解不滿情緒。只要沒有被確定為社會主義者或工會成員，德國的大型工業就會為其僱員提供重要的社會福利計劃和良好的照料。較大的工業公司同時也向其僱員提供退休金、醫療津貼、甚至住房。接任馮·卡普里維的霍恩洛厄-希灵斯菲斯特對社會問題不甚了解，企圖限制人民的結社權，但被國會退回。霍恩洛厄-希灵斯菲斯特在1900年退休。隨後的的伯恩哈德·馮·比洛為平衡工業和農業的利益，於是恢復一些商業條約，以及提高一些關稅。比洛因在1908年犯了一件錯事而在1909年辭職，當時英國《每日電訊報》採訪威廉二世時，威廉二世無意間說了一些有損與英國外交關係的談話，每日電訊報訪問員把稿交給宰相過目卻沒被察覺，到公開時才發現，比洛只告訴德皇以後說話小心一點。接任的特奧巴登·馮·貝特曼-霍爾維格富有和平理想，欲裁減軍備，主張和平方法解決問題，亦曾嘗試進行政治改革，但都失敗而回。
在普魯士貴族挑戰德國統一國家的要求時，在1890年代，許多組織成立起來以挑戰強加於該國的專制保守的普魯士軍國主義。教育家們德國國有學校強調軍事教育的模式，他們建立了自己的自由主義學校，鼓勵個性和自由。、然而德意志帝國的幾乎所有學校都具有很高的水準，並且與知識的現代化發展保持同步。藝術家們開始進行藝術實驗以反對威廉二世對傳統藝術的支持。威廉對此作出回應：“違反了我所定律和界限的藝術不能再稱為藝術”。很大程度上要歸功於威廉的影響，德國的大多數印刷材料使用的仍是12世紀以來的哥特体，而不是西歐其他地區普遍使用的羅馬體。
從俾斯麥文化鬥爭的失敗中學到教訓後，威廉二世與羅馬教廷保持著良好的關係，並專注於反對社會主義。當社會民主黨在1912年德國聯邦選舉中贏得三分之一的選票並成為德國最大的政黨時，這項便宣告政策失敗了。與此同時，政府的大多數職位仍保留在在右翼自由主義者或天主教神職人員這類保守主義聯盟的手中，這些聯盟在很大程度上取決於皇帝的支持。在威廉二世領導下的軍國主義崛起，導致許多德國人移民到美國和英國殖民地，以逃避兵役。
第一次世界大戰期間，皇帝將權力逐漸下放給德國最高陸軍指揮部的領導人，特別是未來的德國總統保羅·馮·興登堡和埃里希·魯登道夫。興登堡接任了皇帝擔任總司令，而魯登道夫成為了實際上的總參謀長。到1916年，德國實際上已成為興登堡和魯登道夫的軍事獨裁國家，而皇帝淪為了純粹的領袖。

### 一戰時期

#### 戰事起因

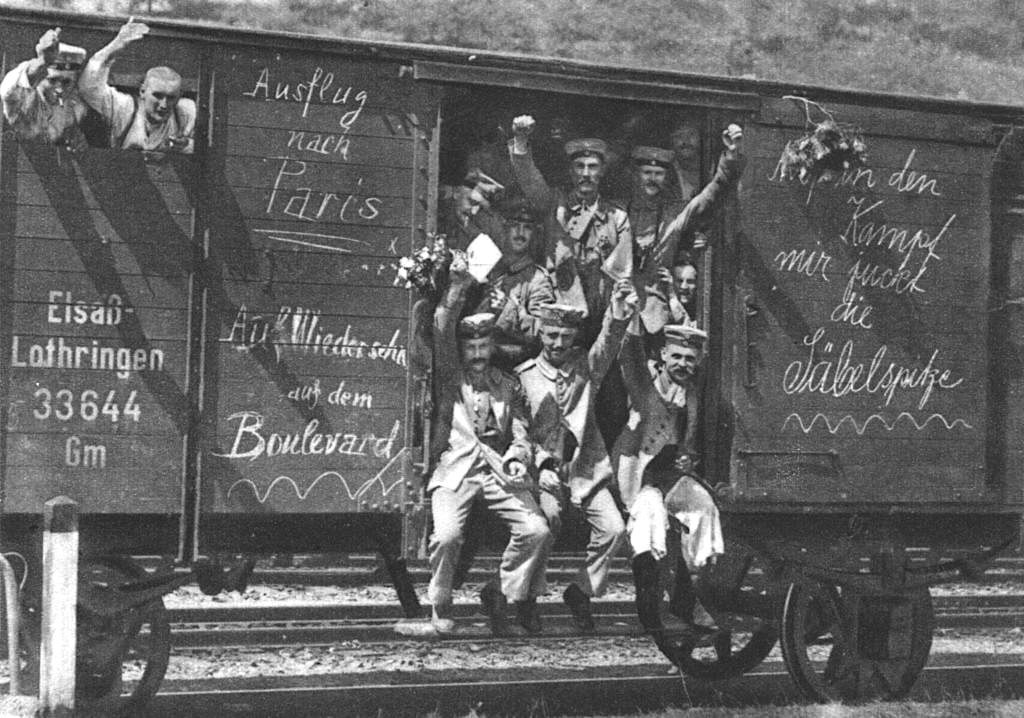
1914年一輛運載德軍士兵前往前線的火車，其上寫著“巴黎之旅”“在林蔭大道相見”，這種舉國上下的樂觀氛圍被稱為1914年精神

奧匈帝國大公弗朗茨·斐迪南被波斯尼亞的塞族人刺殺之後，奧匈帝國向塞爾維亞發出最後通牒。威廉二世對弗朗茨·約瑟夫皇帝表示完全支持奧匈帝國入侵塞爾維亞王國的計劃。對奧匈帝國的這種無條件支持被包括德國人弗里茨·費歇爾在內的歷史學家稱為“空頭支票”。隨後的解釋（例如在凡爾賽和會上戰勝國裁定戰爭責任時）是，不論其初衷和最後的外交後果如何，這種“空頭支票”都促成了奧匈帝國的侵略。因而德國具有發動戰爭或至少引發更大範圍衝突的責任。
1914年8月4日，帝國議會的所有政黨，包括以前反對軍國主義的社會民主黨，在投票中全體一致地通過了支持宣戰的決定。德國在戰爭中的主要目標是法國，後者被視為其在歐洲大陸的主要威脅，因為它的動員速度比俄羅斯快得多，並且與德國在萊茵蘭的工業核心接壤。與英國和俄羅斯不同，法國人參戰主要是為了報復德國，特別是因為法國於1871年將阿爾薩斯-洛林割讓給了德國。德國最高司令部知道法國會召集其部隊進入阿爾薩斯-洛林。然而除了非正式的九月計劃外，德國高層從未明確列出他們希望從戰爭中取得的目標。

#### 西線戰場

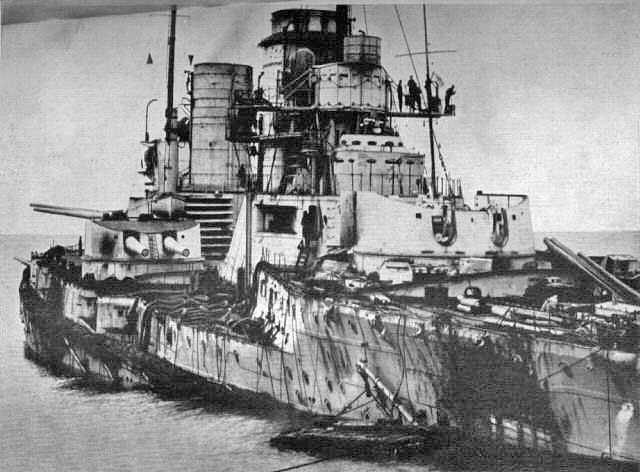
日德兰海战后受重创的塞德利茨号战列巡洋舰

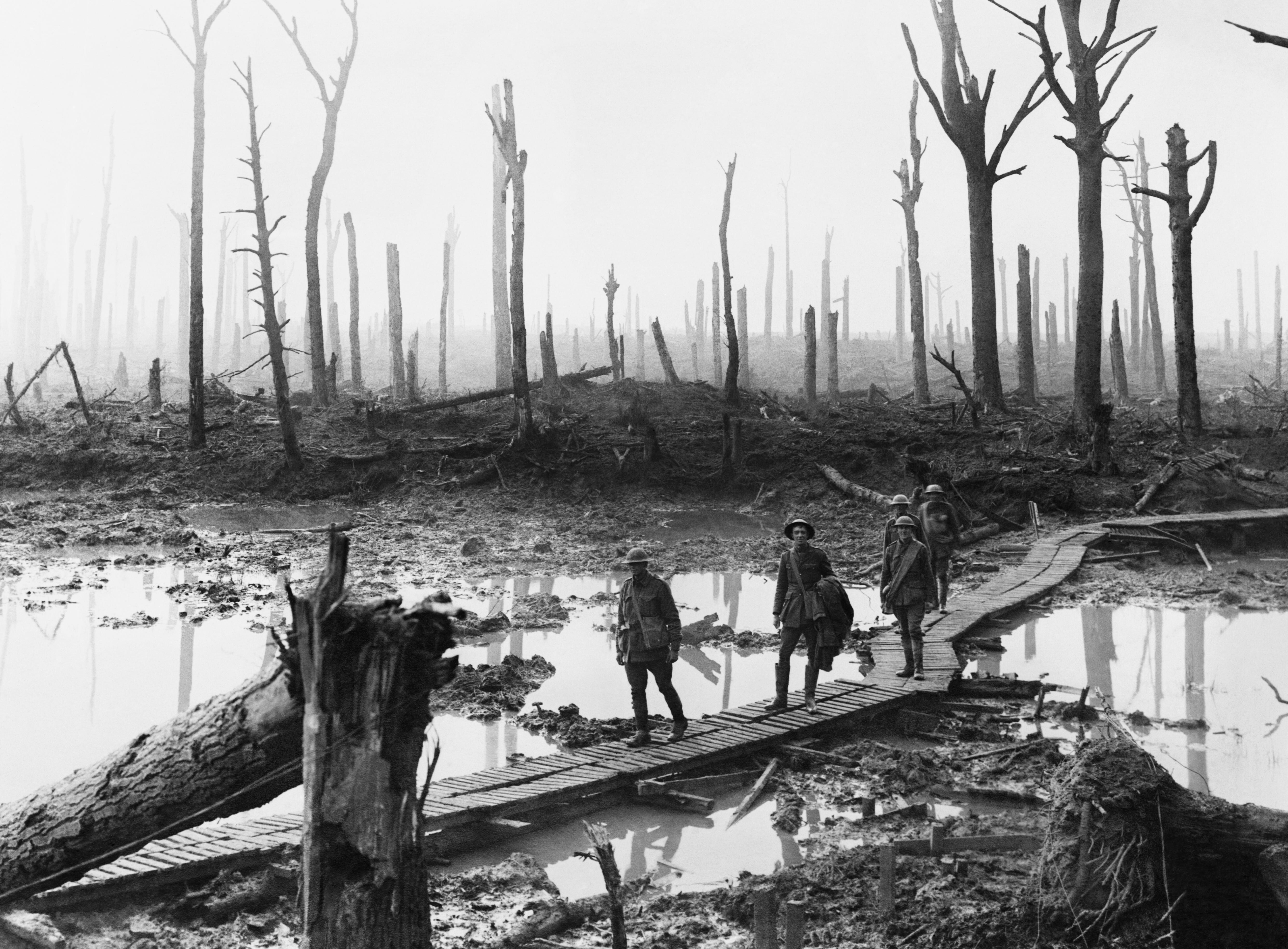
1917年，戰爭蹂躪後的比利時伊珀爾的城堡森林（Chateauwald）

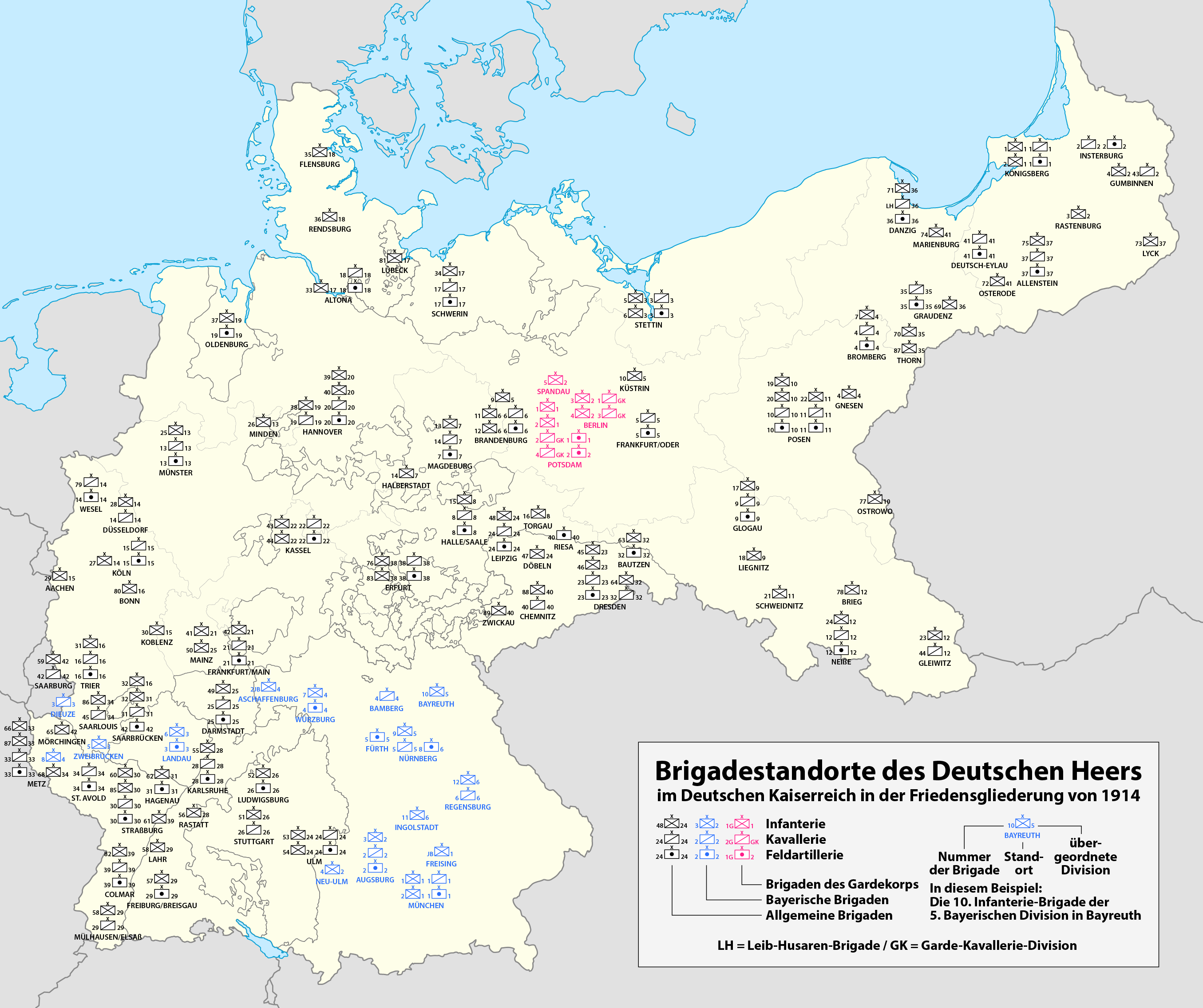
1914年德國陸軍的部署位置

德國不想冒險沿德法邊境進行長時間的戰鬥，而是採取了施里芬計劃，這是一項旨在通過侵略比利時和盧森堡來削弱法國的軍事戰略，它旨在通過在德法邊境快速進攻和包圍巴黎和法軍而取得勝利。在擊敗法國之後，德國將轉向進攻俄羅斯。該計劃要求破壞英國所保證的比利時和盧森堡的官方中立立場。但是，德國人已經考慮出不管是否有正當的理由，英國都將參加戰爭，而不管他們是否有正式理由參加這場戰爭。德國的第一次進攻是成功的：德軍橫掃比利時和盧森堡，並向巴黎挺進，直到馬恩河附近。但上個世紀以來，武器的發展在很大程度上優先於防禦而不是進攻（例如機槍）。因此，按比例需要更多的進攻力量才能攻克防禦陣地。這導致德國在進攻方面的防線收縮以跟上進攻的時間表，與此同時法國地區的戰線也在擴大。此外，一些原本保護德軍右翼的部隊也被轉移到東線，以應對俄羅斯遠比預期迅速的動員。這些因素產生的的影響使德國右翼在巴黎前部向下掃掠，而不是向後延伸，使德國右翼暴露於延伸的法軍戰線以及駐紮在巴黎的法軍預備隊的進攻之中。法國軍隊和英軍攻擊暴露的德國右翼，他們在第一次馬恩河戰役中展現出了強大的戰鬥力，導致德軍撤退到埃納河沿岸的防禦陣地。此後德國與同盟國陷入了從阿爾薩斯到佛蘭德斯無休止的塹壕戰。海上戰爭的爆發更使雙方困於了長期的戰爭泥潭之中。
德國人企圖突破伊珀爾的兩次戰鬥都造成巨大的人員傷亡。1915年，針對德國在阿瓦斯和香檳的陣地進行的一系列聯合攻勢導致協約國傷亡慘重，而雙方實際控制的土地並沒有變化。德軍參謀長埃里希·馮·法金漢決定驅使法軍進攻德軍在凡爾登附近強大的防禦陣地，以更好地發揮德軍在1915年協約國進攻中表現出的防禦優勢。凡爾登是1870年抵抗德國軍隊到最後的幾個城市之一，法金漢預測，出於民族自豪感，法國人會採取一切措施確保其不被佔領。他預計自己能在東岸俯瞰默茲河的凡爾登山丘上採取強力防禦陣地以威脅這座城市，而法國人將對這些陣地進行猛烈的進攻。他預計法國的損失將大於德國人的損失，法國繼續向凡爾登派兵將“使法國軍隊的血流乾”。1916年，凡爾登戰役爆發，法軍陣地不斷遭到砲擊和毒氣襲擊，在壓倒一切的德國軍隊下造成大量人員傷亡。但是法金漢關於兩軍傷亡人數比例的預測被證明是錯誤的，因為雙方都蒙受了慘重的人員傷亡，法金漢被埃里希·魯登道夫取代。在看不見成功的情況下，德軍於1916年12月撤離了凡爾登。

#### 東線戰場

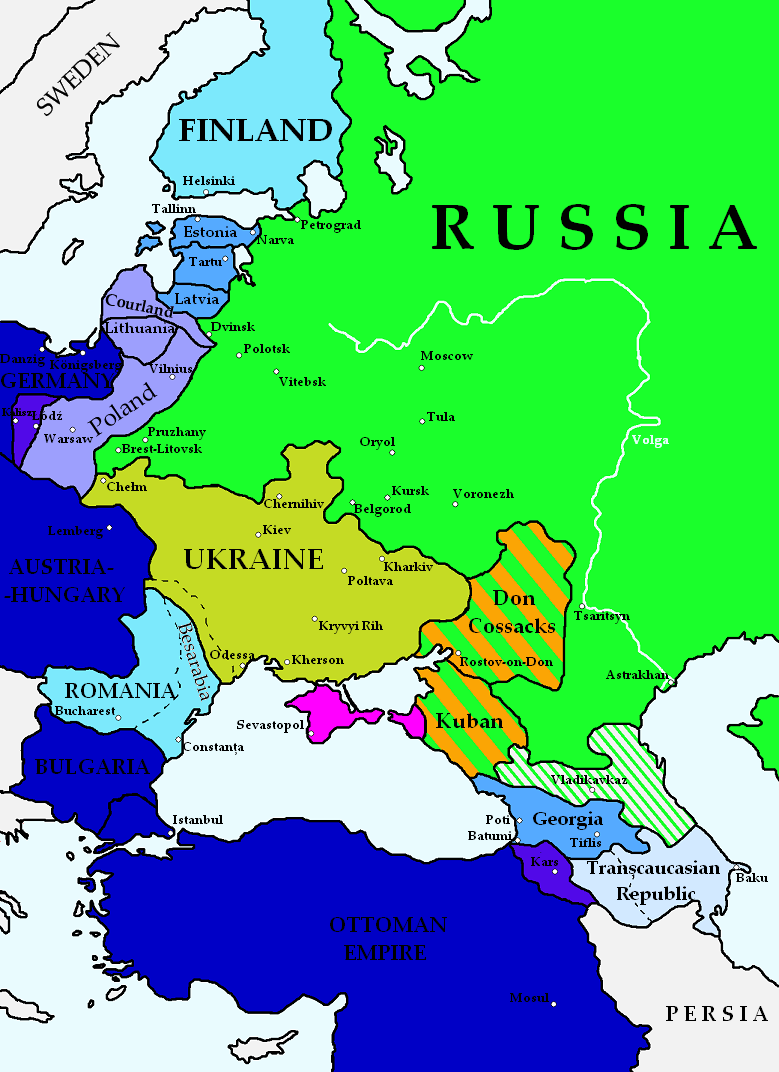
1918年布列斯特條約簽訂後德國計劃實現的新的東歐秩序

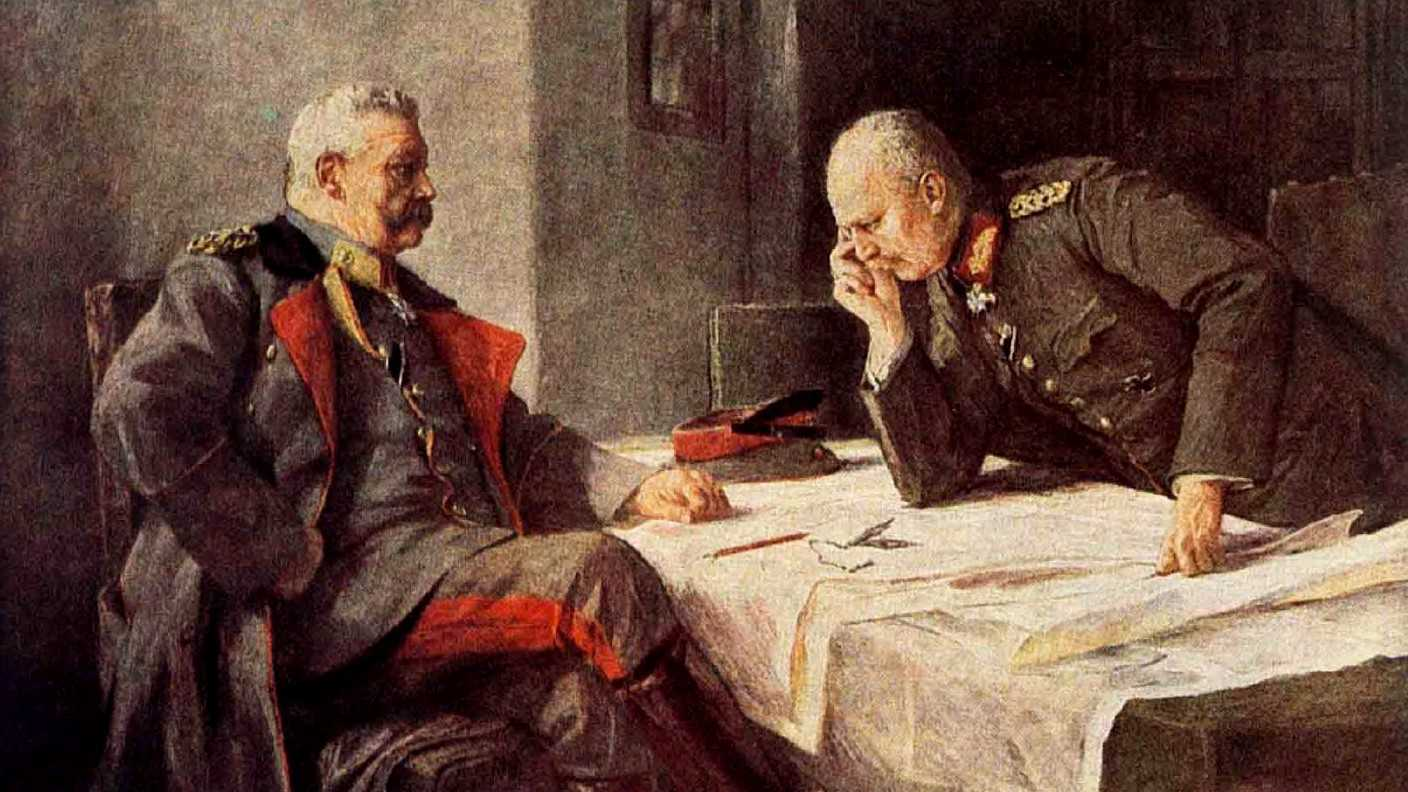
陸軍最高指揮部的保羅·馮·興登堡和埃里希·魯登道夫

當德軍在西方戰場困處僵局之時，東方戰場取得了節節勝利。儘管由於俄國軍隊出人意料的快速動員而造成最初東普魯士和奧地利的加利西亞被入侵的挫折，但由於組織不力和供應不足，俄軍步履維艱，而德國和奧匈帝國的軍隊卻在此後穩步向東發展。德國人受益於俄羅斯的政治動盪及其人民結束戰爭的願望。1917年，德國政府允許俄羅斯布爾什維克黨領導人弗拉基米爾·列寧從瑞士穿越德國進入俄羅斯。德國認為，如果列寧能夠製造進一步的政治動盪，俄羅斯將不再能夠繼續與德國的戰爭，從而使德國軍隊可以將精力集中在西方戰場上。
1917年3月，第二次俄國革命，沙皇尼古拉二世退位，俄國臨時政府繼承了俄羅斯帝國。11月，十月革命推翻了臨時政府後在列寧領導的布爾什維克政府上台。雖然面對其他布爾什維克主義者的反對，他仍決定結束俄羅斯針對同德國、奧匈帝國、奧斯曼帝國和保加利亞的戰爭，將精力轉移到消除內部矛盾上。1918年2月，德國-奧匈帝國聯軍集結了53個師的兵力，兵分三路對蘇俄展開大規模的進攻。聯軍的北路由普斯科夫向納爾瓦進攻，中路攻向斯摩稜斯克，南路則向基輔開進。短短半个月，同盟国便占领了从爱沙尼亚到北乌克兰的广大土地。3月，布爾什維克政府和同盟国签订《布列斯特-立托夫斯克条约》，俄国做出了巨大的領土和經濟讓步，以換取東線戰爭的結束。波羅的海國家（愛沙尼亞，拉脫維亞和立陶宛，德国在这里建立了作為附庸的庫爾蘭和瑟米利亞公國和波羅的海聯合公國）、白俄羅斯的西部和烏克蘭都被移交給了德國占領當局。由此，德國終於實現了它長期以來渴望的對中歐地區的統治，現在可以全神貫注於擊敗西線的盟國。但是實際上，駐紮和保衛新領土所需的部隊消耗了德國的戰爭力量。

#### 計窮力竭

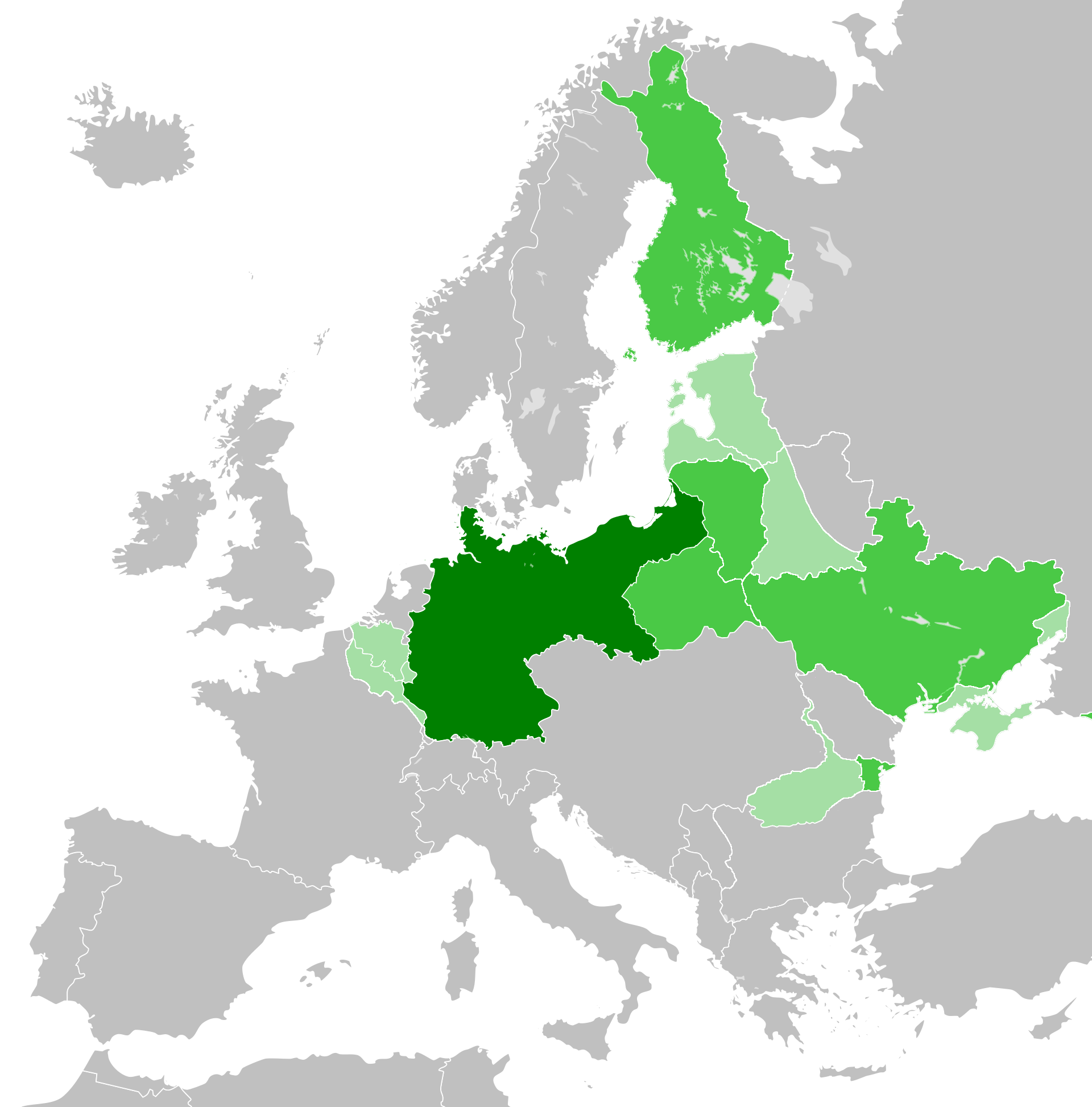
一戰期間的德意志帝國
原疆土（1871–1919）
僕從國（1917–1919）
佔領區域（1914–1919）

1917年俄國的失敗使德國得以從東線向西線轉移數十萬部隊，這使其在數量上優於協約國軍隊。通過以對士兵進行滲透戰術的培訓，德國人希望能夠解除戰事的僵局並在美國人到來前贏得決定性的勝利。在皇帝會戰中，德軍聚攏了部隊，並對協約國進行了多次打擊，使後者不得不退縮。但是由於協約國得以撤退並重新集結，且德軍缺乏鞏固其收益和領土所需的儲備，1918年春，德國多次的進攻都失敗了。同時，士兵們由於俄國十月革命的爆發而變得激進，不願繼續戰鬥。戰爭的進行引發了德國的內亂，而一直在戰場上未得到有效支持的部隊變得精疲力竭，失去了贏得勝利的希望。1918年夏，同盟國軍隊的數量達到了頂峰。有450萬名士兵、4,000輛坦克參與了百日攻勢，而美國人在以每天10,000人的速度到達。德國的盟友面臨崩潰，德意志帝國的人力耗盡，被協約國擊敗只是時間問題。

#### 國內社會
“總體戰”的實施意味著必須將供應重新分配給武裝部隊，並且由於協約國的海軍封鎖，德國的對外貿易受到了重創，德國平民被迫生活在日益困乏的環境中。據統計，有大約75萬平民死於戰爭造成的營養不良。德國經濟陷入蕭條，戰事的拖延及高的死傷人數使人民厭倦戰爭，男丁被徵召，國內士氣低落，自1915年起德國國內開始出現糧食暴動，1917年還出現大規模罷工行動。同年霍爾韋格政府被米夏埃利斯政府取代，事實上米夏埃利斯的總理一職被架空，由軍事首長興登堡及埃里希·魯登道夫領導，實行軍事獨裁。同年右翼的德意志祖國黨成立，一心一意支持軍方領導政府，不少民族主義者認為戰爭的持續是因為猶太人還未從戰爭中賺取足夠利潤，反猶主義死灰復燃。不久新總理馮·赫特林上台，隨後馬克斯·馮·巴登被任命為總理，此時德國戰敗已成事實，軍事首長把政權交還給馮·巴登的文人政府。此舉做法目的是防止聯軍提出苛刻的和談條件，及防止國內動盪不安擴大。新政府進行憲政改革，包括各部門向國會負責、文人控制軍隊、廢制普魯士三級選舉制度等。此外，國內普遍要求威廉二世退位，但他拒絕了這一要求。

#### 帝國覆滅

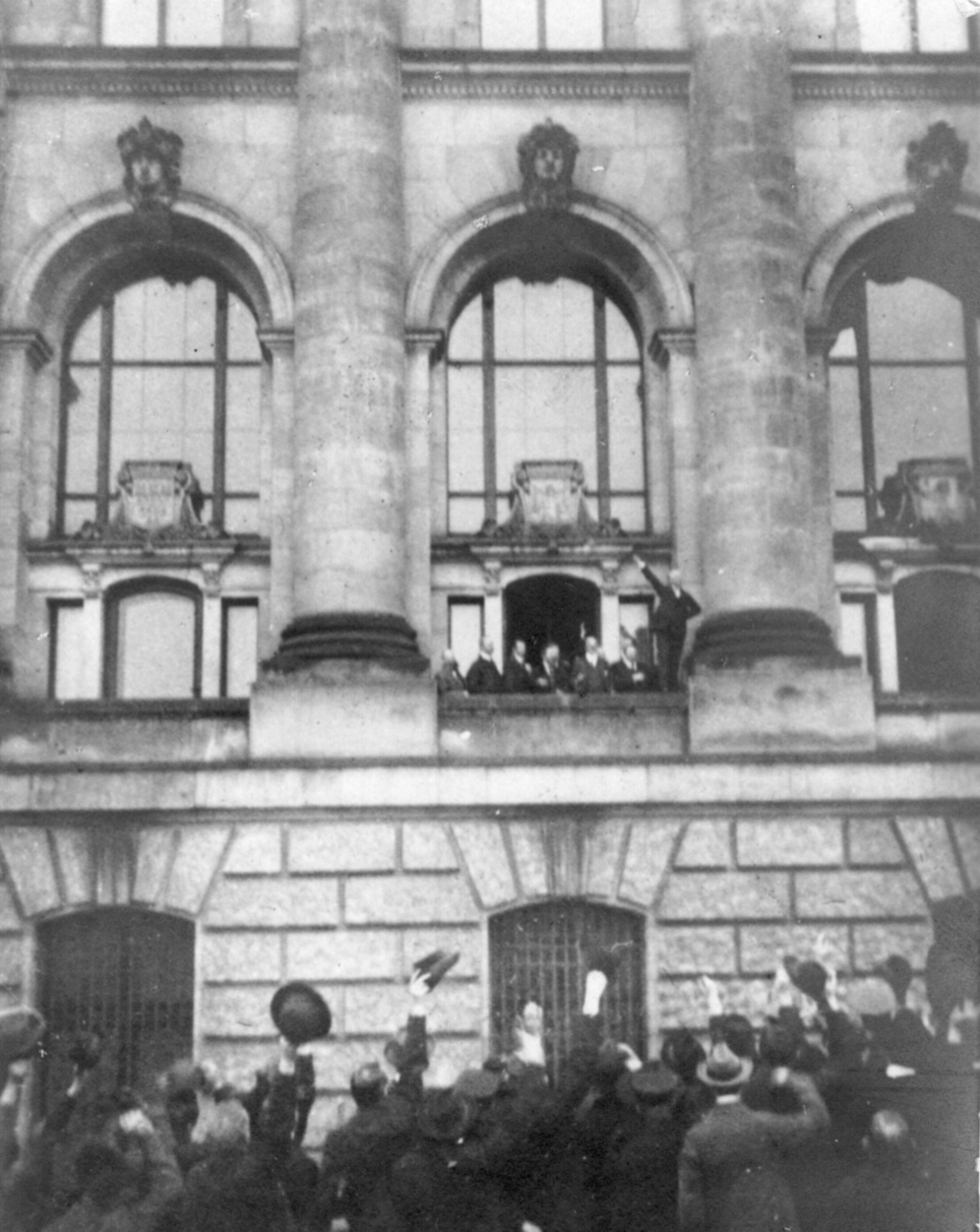
“皇帝退位...古老而腐朽的君主制已經瓦解，萬歲，德意志共和國萬歲！”菲利普·谢德曼在國會大樓門廊以北的第二扇窗戶的西陽台上宣布共和國的成立

由於戰事的僵持，許多德國人希望盡快結束戰爭，越來越多的人開始與左翼政治勢力建立聯繫，例如社會民主黨和更為激進的獨立社會民主黨。他們均要求結束戰爭。美國於1917年4月的進入徹底使戰爭的天秤倒向了協約國一方。

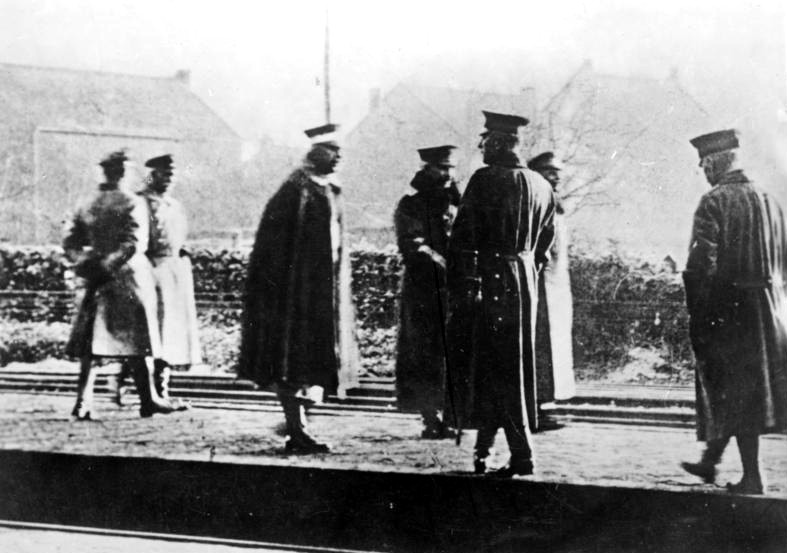
1918年11月10日，前皇帝威廉二世在埃登（Eijsden）附近的比利時-荷蘭邊境過境點平台上，左中或左後第四

1918年，由於海上封鎖，德國遭受著因食物不足而導致的疾病爆發，同時，西班牙流感隨部隊返回德國。在1918年至1920年之間，約有29萬德國人死於這場瘟疫，人們的忍耐已到極限。德國的革命首先始於北部的港口城市基爾。在這裡，德國海軍部隊拒絕起航，去執行進攻英國這一戰爭的最後一次大規模行動。他們認為這次行動必然以失敗告終，隨後在10月爆發了起義。11月3日，起義蔓延到德國其他城市和邦，工人和士兵委員會在許多邦成立。同時，興登堡和高級將領們對皇帝及其政府失去了信心。
保加利亞於1918年9月29日簽署了《薩羅尼卡停戰協定》。鄂圖曼帝國於1918年10月30日簽署了《穆兹罗斯停战协定》。在1918年10月24日至11月3日之間，意大利在維托里奧·威尼托戰役中擊敗了奧匈帝國，這迫使其於1918年11月3日簽署了《維拉朱斯蒂停戰協定》。因此，在1918年11月，隨著內部革命，盟軍在西線前進到德國本土，而奧匈帝國也因多民族的緊張態勢而崩潰。由於戰事的失利和來自德國最高統帥部的壓力，德國皇帝和所有邦國的國王、公爵和親王退位，德國的貴族制被徹底廢除。11月9日，新總理弗里德里希·艾伯特上任，當天下午德國社民黨人菲利普·谢德曼在國會大樓宣布共和國成立，同時威廉二世出走荷蘭。當晚，德意志帝國滅亡。

### 科學技術
在存在的47年中，德意志帝國迅速完成了工業化，並成長為歐陸首屈一指的工業、技術巨頭，自19世纪中期至第二次世界大战结束的百年间，德语實際上作为西方科学界的通用语而存在。
1905年，當時尚不為人所知的愛因斯坦在科學雜誌《物理年鑑》中發表了三篇開創性的論文，第一次向人类介绍了狭义相对论。1915年，他又發表了一系列論文給出了廣義相對論的形式。經過7年的研究，1900年马克斯·普朗克得出了黑體輻射的普朗克公式，這一成就標誌著量子力學的誕生。現代物理學的這兩大支柱均是在20世紀前20年由德國科學家創造，而後又由另兩位德國科學家维尔纳·海森堡和埃爾溫·薛定諤進一步發展。威廉·倫琴發現了X射線，使他成為首位諾貝爾物理學獎得主，而海因里希·赫茲也在電磁學領域做出了突出貢獻，奠定了現代電子通訊的基礎。1904年，奥托·哈恩从镭盐中分离出一种新的放射性物质射钍，随后对天然放射性元素进行了深入的研究，并于1938年发现了核裂变现象，為核能的開發和利用提供了可能。
在化學方面同樣也有許多開創性貢獻。威廉·奥斯特瓦尔德对化学平衡、化学反应速率以及催化剂的作用作出了开创性的贡献，大大推动了现代化学工业的发展。卡爾·博施改進了氨氣合成的方法，使他取得了1931年諾貝爾化學獎。阿道夫·冯·拜耳对有机化学做出了突出贡献，他合成了靛藍、酚酞和荧光素，并在1905年获得了诺贝尔化学奖。赫尔曼·费歇尔因对肼类、糖类的研究，阿道夫·温道斯因对组胺、胆固醇研究，分别获得了1902和1928年的诺贝尔化学奖。
在科技實業方面，德國同時也產生了許多產業巨頭。戈特利布·戴姆勒和卡尔·本茨在1885年製造了第一台汽車，隨後創立了奔馳公司，同時，戈特利布·戴姆勒發明了第一個載重汽車，建立了戴姆勒發動機公司。維爾納·馮·西門子的電氣技術被後世廣泛採用，並製造了海底電纜。魯道夫·狄塞爾發明了柴油。斐迪南·馮·齊柏林伯爵創立了齊柏林飛艇公司，創造了舉世聞名的齊柏林飛艇。奧托·李林塔爾是首位能夠重複成功完成滑翔飛行的人，他雖然在試驗中身死，但促進了航天技術的發展與飛機的發明。

地理學家弗拉迪米爾·柯本綜合了全球的氣候、植被和土壤模式，於1918年歸納創造出了柯本氣候分類法，在經過一些修改後，這一分類法今日通行於世界。柯本的女婿，地質兼氣象學家阿尔弗雷德·魏格纳於1912年詳細闡述了大陆漂移学说，這一理論後續得到證實，成為了今日地質學研究的基礎。保羅·埃爾利希預測了自體免疫的存在，大大推動了免疫學的發展。威廉·馮特開創了實驗心理學和認知心理學，並以《生理心理學的原理》一文宣告了心理學作為一門現代科學的誕生，他因此被後人視為心理學發展的重要里程碑式人物。鲁道夫·菲尔绍是第一个详细描述白血病、血栓形成、栓塞和脊索瘤的人，因其在药学和医学的突出贡献，他被后世称为“现代病理学之父”以及“药学教皇”。

德意志帝國時期科學技術方面著名人物
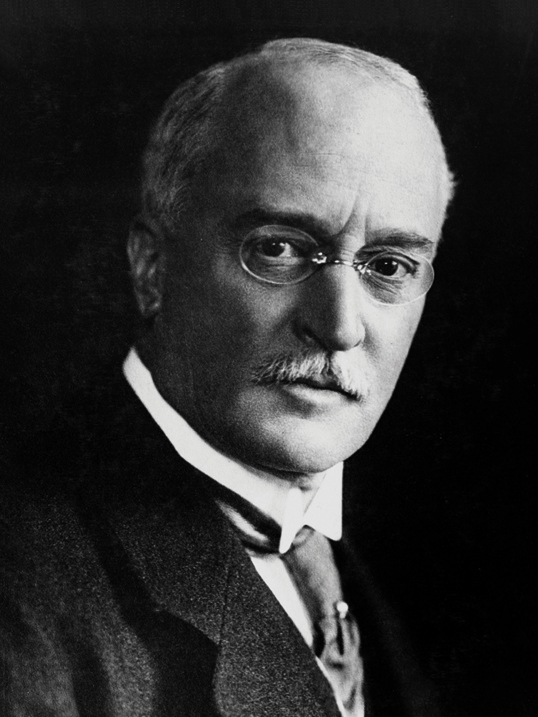
魯道夫·狄塞爾 Rudolf Diesel （1858－1913）
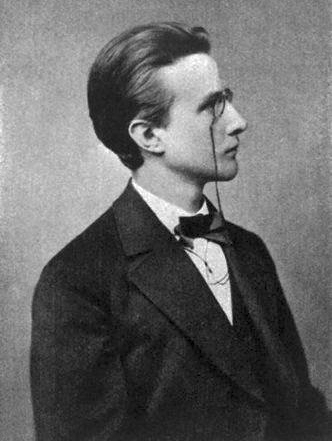
馬克斯·普朗克 Max Planck （1889–1976）
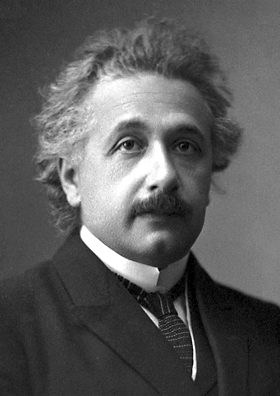
阿爾伯特·愛因斯坦 Albert Einstein （1879－1955）
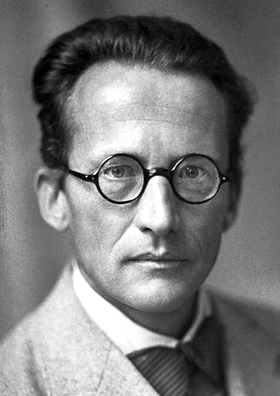
埃爾溫·薛定諤 Erwin Schrödinger (1887－1961）
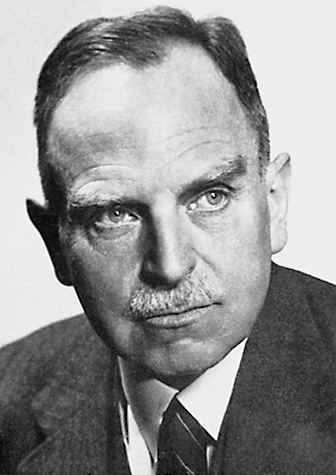
奧托·哈恩 Otto Hahn （1879－1968）
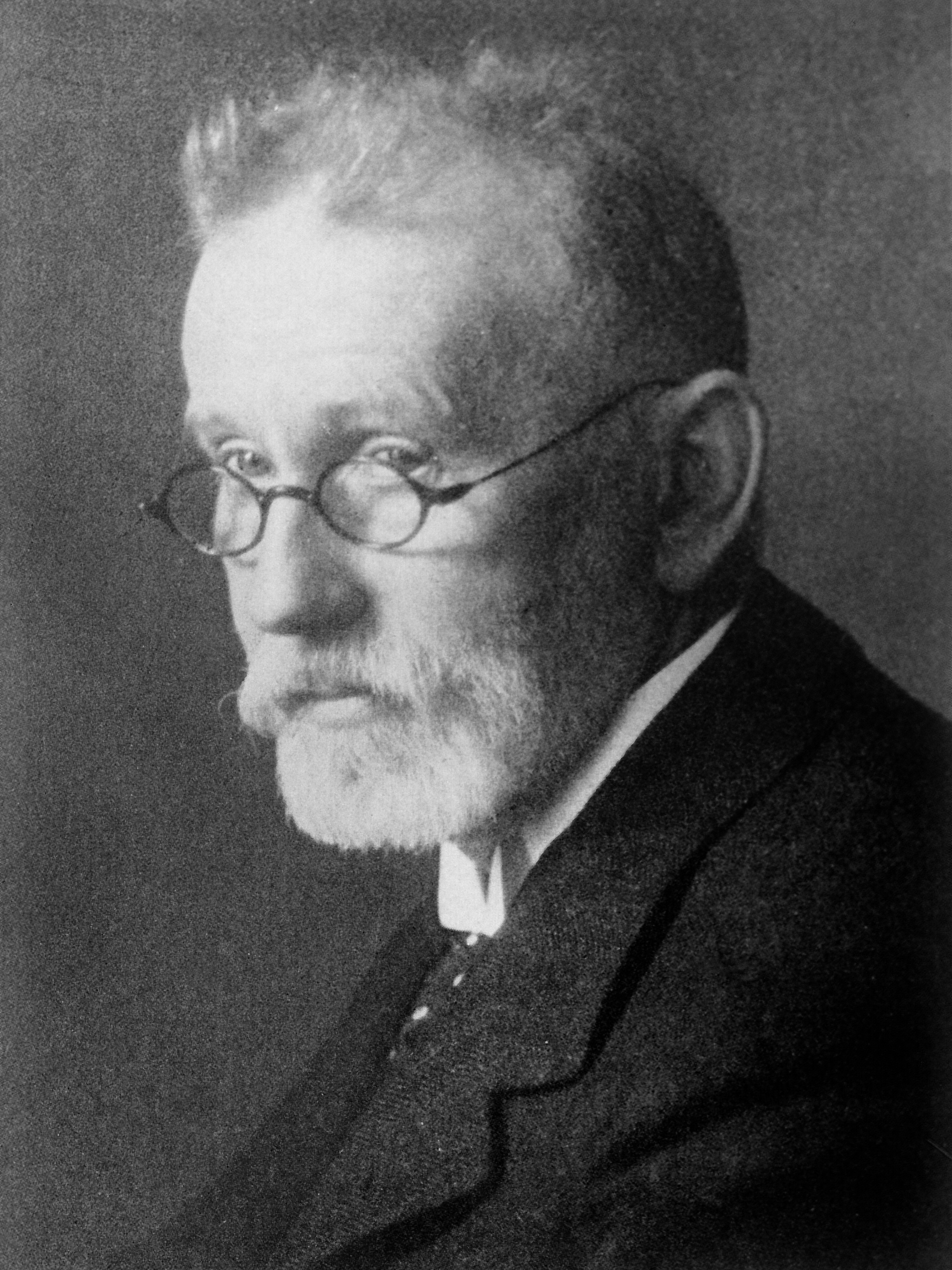
保羅·埃爾利希 Paul Ehrlich （1854－1915）
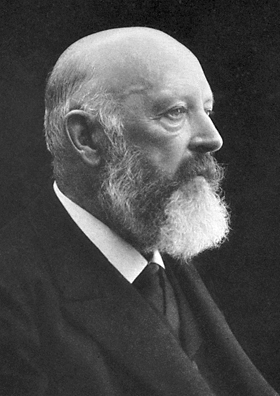
阿道夫·冯·拜尔 Johann von Baeyer （1835－1917）
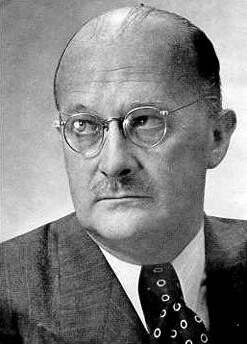
阿道夫·溫道斯 Adolf Windaus （1876－1959）
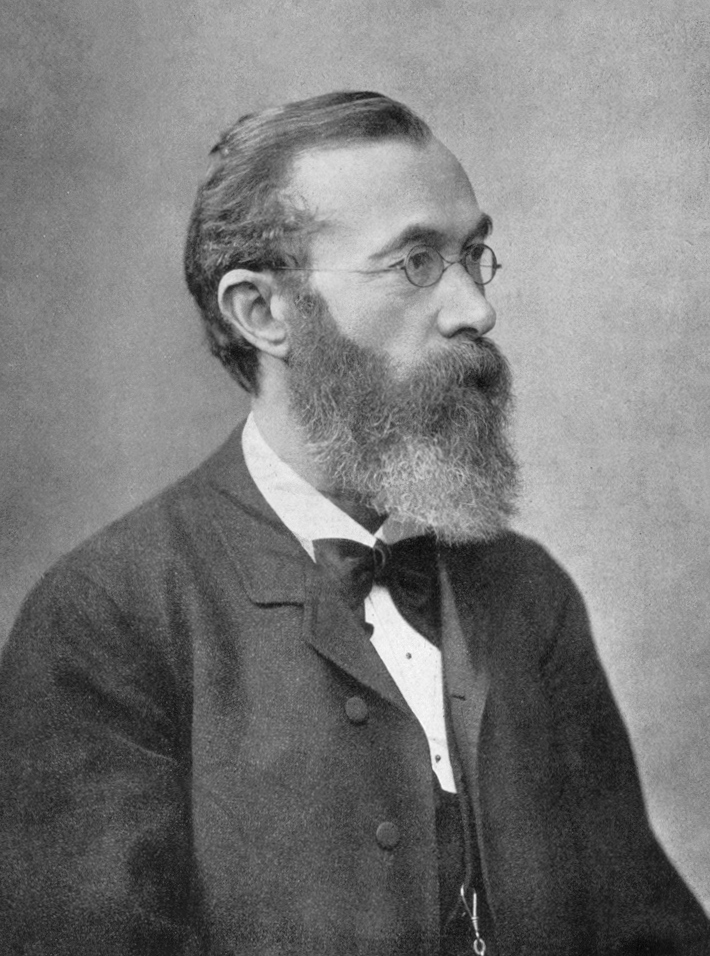
威廉·馮特 Wilhelm Wundt （1832－1920）
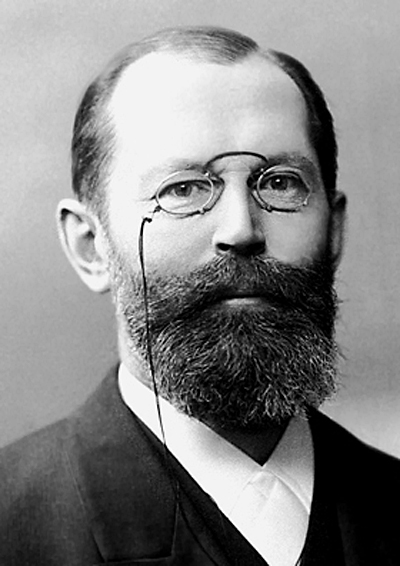
赫爾曼·費歇爾 Hermann Fischer （1852－1919）
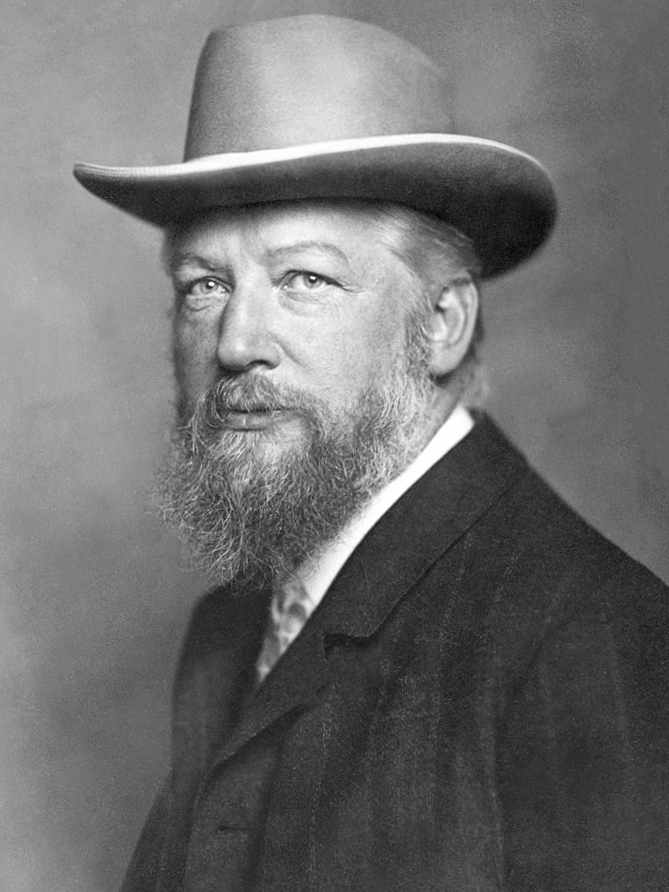
威廉·奥斯特瓦尔德 Friedrich Ostwald （1853－1932）
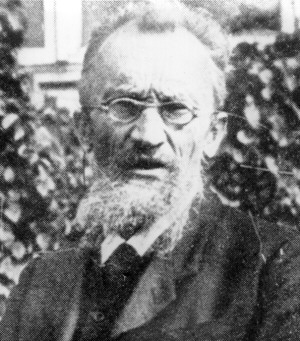
弗拉迪米爾·柯本 Wladimir Köppen （1846－1940）
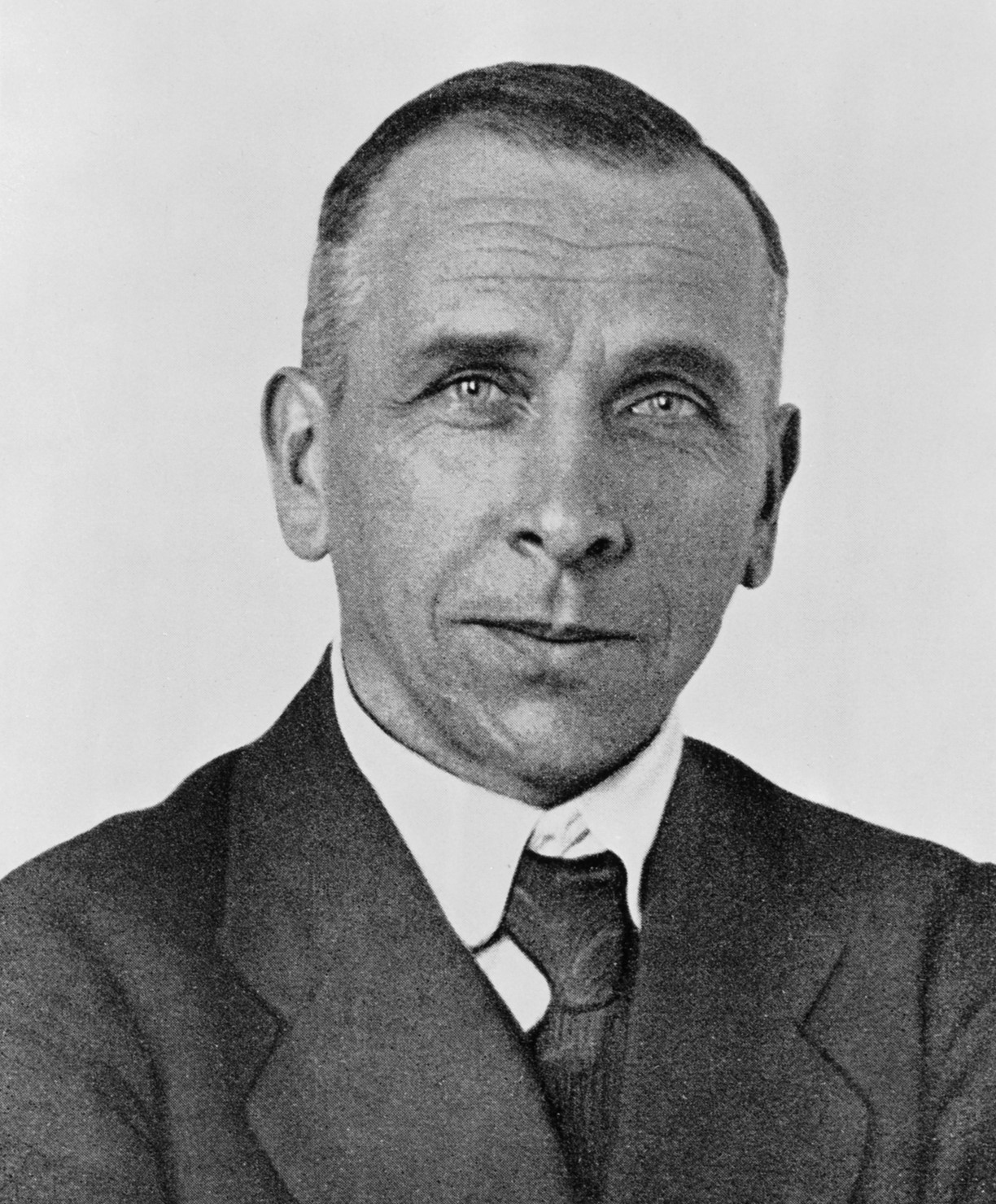
阿尔弗雷德·魏格纳 Alfred Wegener （1880－1930）
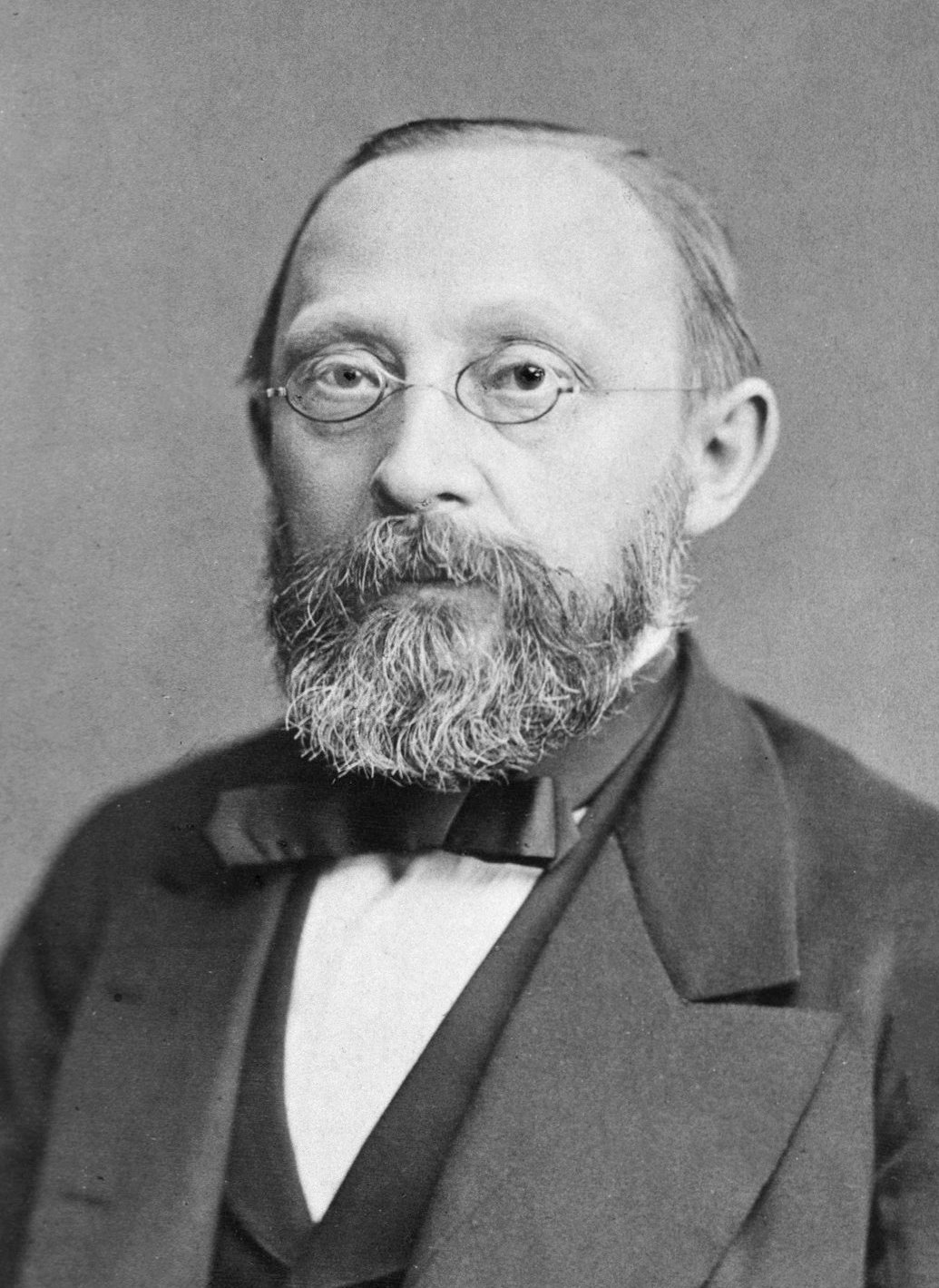
魯道夫·菲爾紹 Rudolf Virchow （1821－1902）
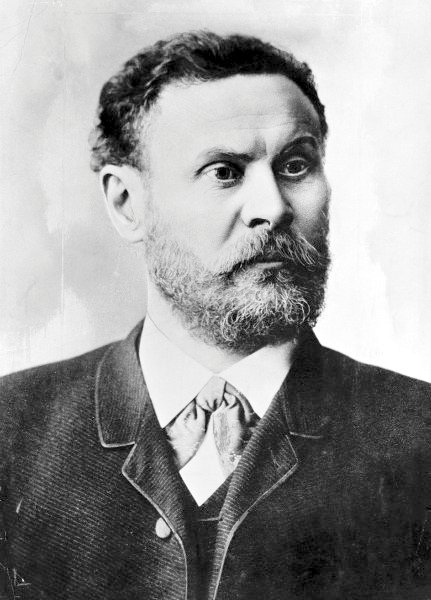
奧托·李林塔爾 Otto Lilienthal （1848－1896）

- 魯道夫·狄塞爾

（1858－1913）
- 馬克斯·普朗克

（1889–1976）
- 阿爾伯特·愛因斯坦

（1879－1955）
- 埃爾溫·薛定諤

(1887－1961）
- 奧托·哈恩

（1879－1968）
- 保羅·埃爾利希

（1854－1915）
- 阿道夫·冯·拜尔

（1835－1917）
- 阿道夫·溫道斯

（1876－1959）
- 威廉·馮特

（1832－1920）
- 赫爾曼·費歇爾

（1852－1919）
- 威廉·奥斯特瓦尔德

（1853－1932）
- 弗拉迪米爾·柯本

（1846－1940）
- 阿尔弗雷德·魏格纳

（1880－1930）
- 魯道夫·菲爾紹

（1821－1902）
- 奧托·李林塔爾

（1848－1896）

### 哲學藝術
德意志帝國時期生了大量對後世影響深遠的思想文化人物。卡爾·馬克思提出了社會主義學說，他的著作《資本論》在1860至90年代陸續出版。弗里德里希·尼采最初是叔本華的簇擁，然而他很快就拒絕了后者消極的人生觀，並尋求提供一種積極的哲學。他的哲學思想攻擊人們自滿於呆板、淺薄和庸俗的生活，在超人和奮進中尋求解脫，他在19世紀末接連出版了《善惡的彼岸》《查拉圖斯特拉如是說》《悲劇的誕生》等作品。托马斯·曼1900年的小說《布登勃洛克一家》記錄了德國北方一個資產階級家庭幾代人的銳變，描繪了1835年至1870年代間德國經濟與社會的變化。次年，在被普魯士科學院的18位院士联名推荐后，文学家兼史学家特奧多爾·蒙森因巨作《罗马史》而获得诺贝尔文学奖。十年后，格哈特·霍普特曼以其空靈的詩歌和散文獲得了1912年的諾貝爾文學獎。赫爾曼·黑塞的最初兩篇長篇作品《彼得·卡門青》和《在輪下》在1904和06年相繼發表，使其迅速成名。他因“高度的創意和深刻的洞見”而獲得了1946年的諾貝爾文學獎，並在戰後的自由主義思潮中受到大量歡迎。埃德蒙德·胡塞尔在1886年至1916年间分别在哈雷-维滕贝格大学与哥廷根大学教书，他在此期间的研究对现象学和认识论的发展具有承前启后的价值。1913年，卡尔·雅斯贝尔斯的《一般精神病理學》发表，此书已成為精神病理學的經典著作，許多現代診斷標準都源於其中的觀點。浪漫派音樂大師理查德·瓦格纳的音樂劇主要以中世紀作題材，探究社會中的深層緊張關係，代表作有《尼伯龙根的指环》《紐倫堡的名歌手》等。此時期的繪畫已脫離浪漫派，進入寫實的風格，代表者有威廉·莱布尔、埃米尔·诺尔德等，前者擅長描畫農民的生活和繪製肖像畫，后者通过色彩浓烈的水彩展现出表现主义的主题。

德意志帝國時期思想文化方面著名人物
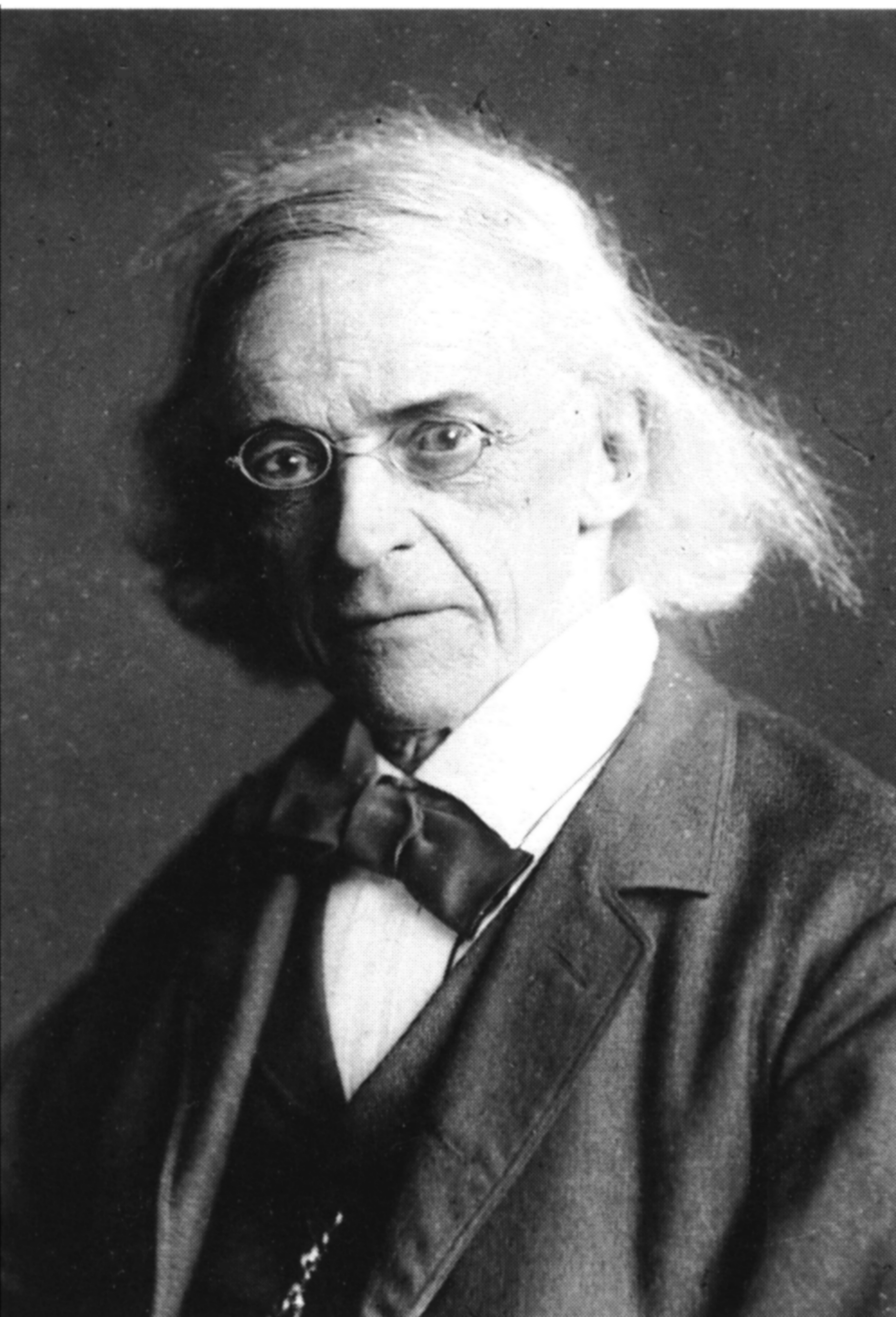
特奧多爾·蒙森 Theodor Mommsen （1817－1903）
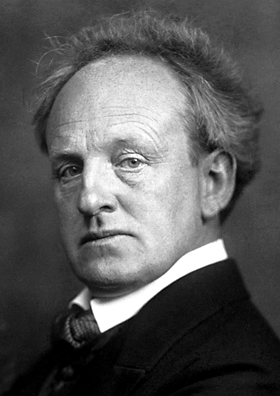
格哈特·霍普特曼 Gerhart Hauptmann （1862－1946）
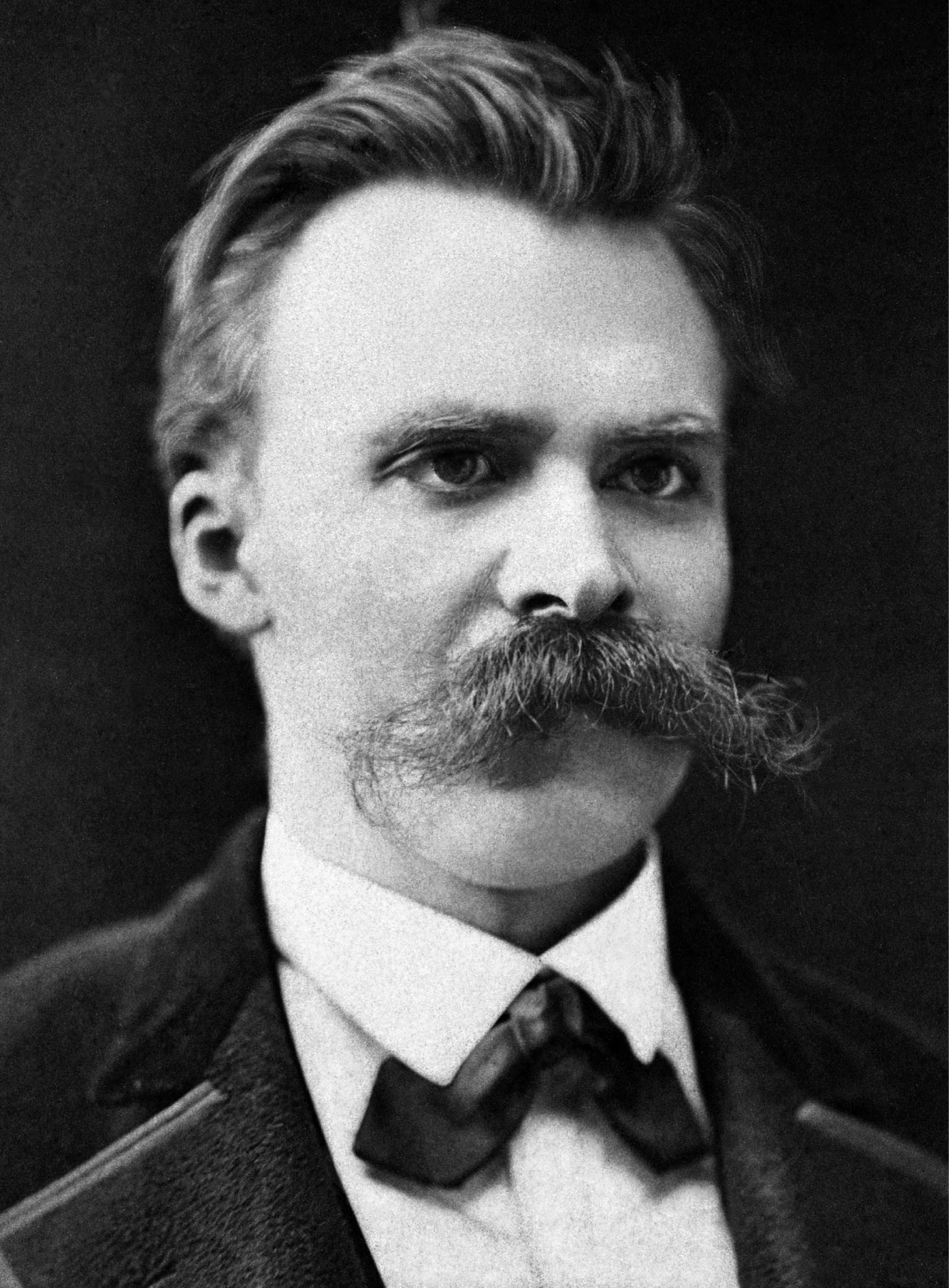
弗里德里希·尼采 Friedrich Nietzsche （1844－1900）
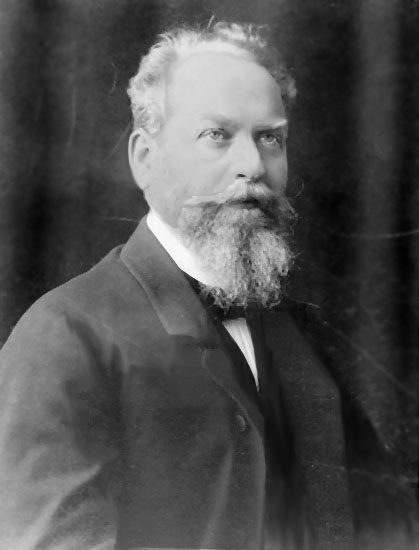
埃德蒙德·胡塞爾 Edmund Husserl （1859－1938）
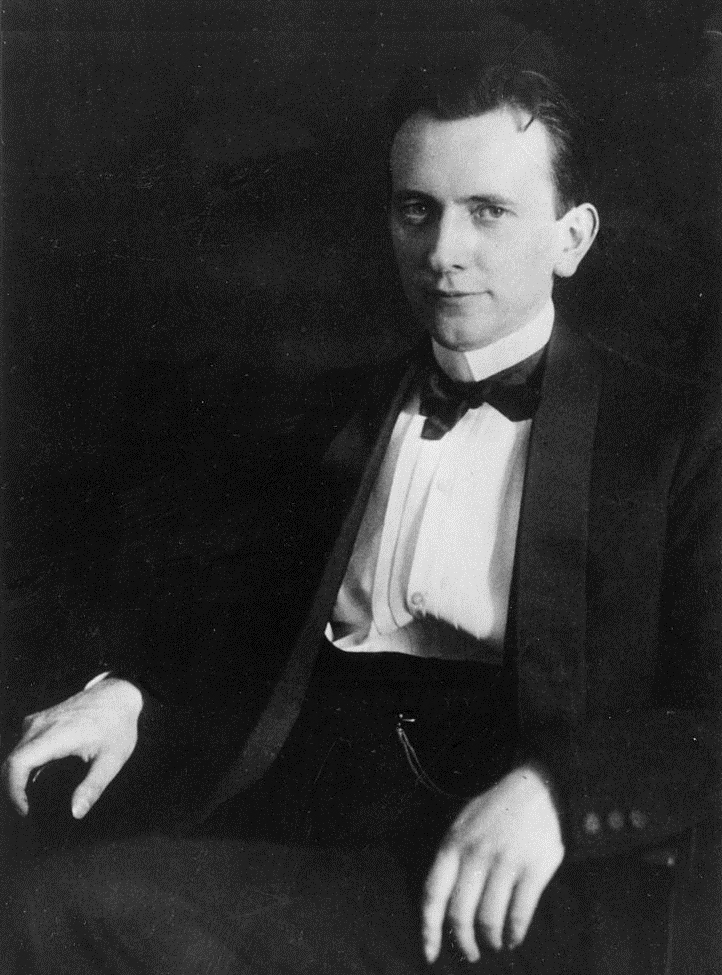
卡尔·雅斯贝尔斯 Karl Jaspers （1883－1969）
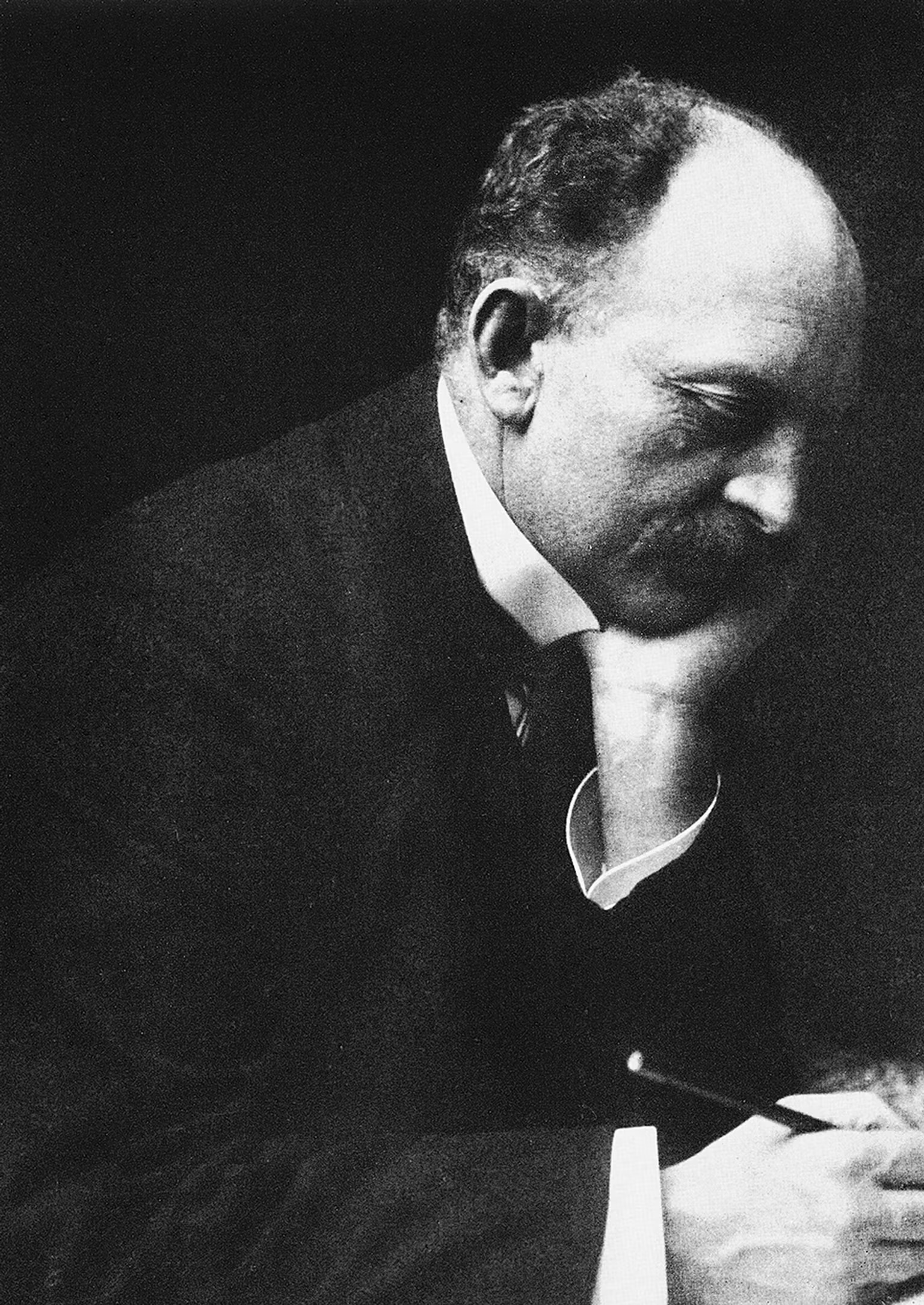
埃米爾·諾爾德 Emil Nolde （1867－1956）
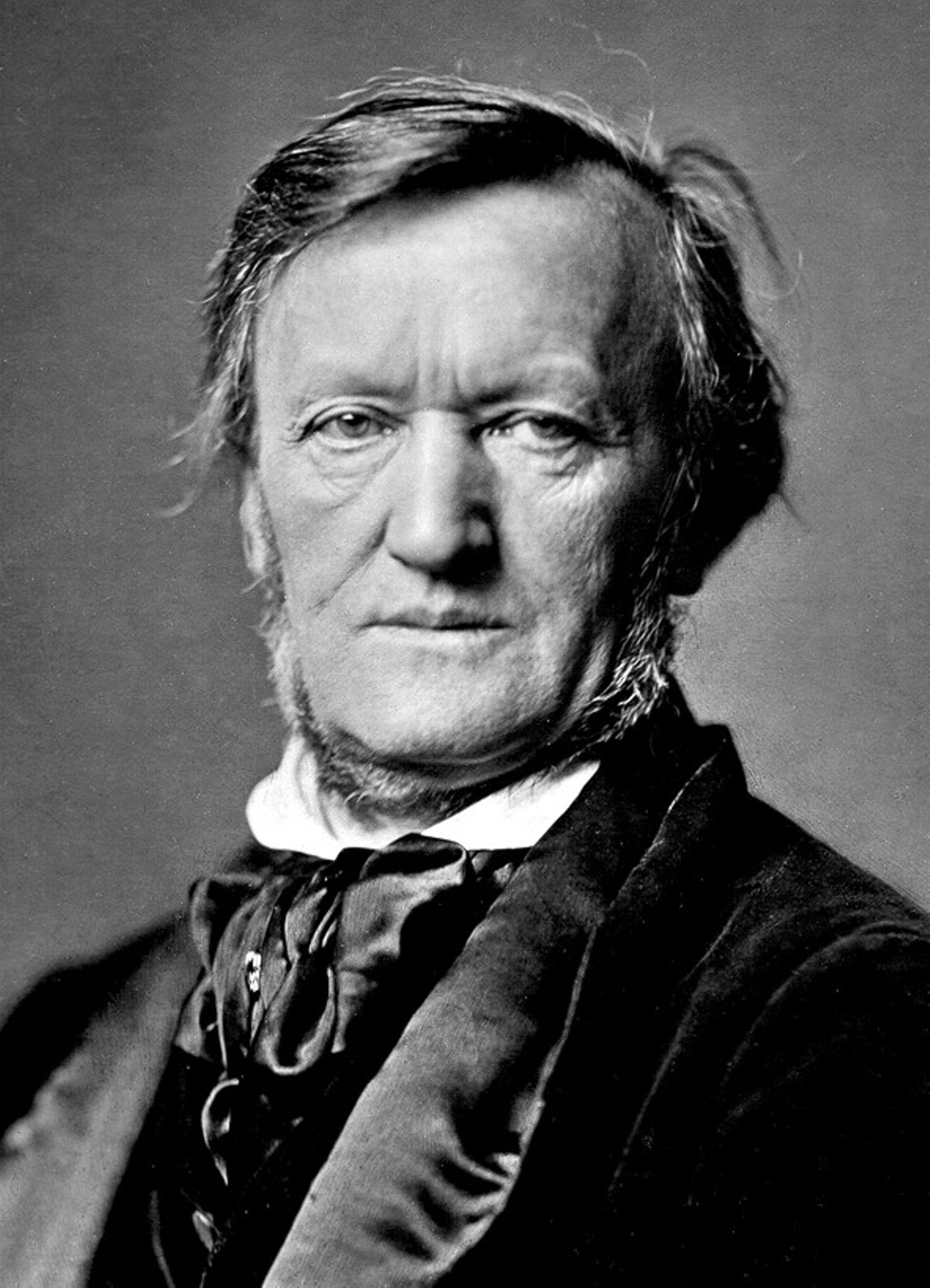
理查德·華格納 Richard Wagner （1813－1883）

- 特奧多爾·蒙森

（1817－1903）
- 格哈特·霍普特曼

（1862－1946）
- 弗里德里希·尼采

（1844－1900）
- 埃德蒙德·胡塞爾

（1859－1938）
- 卡尔·雅斯贝尔斯

（1883－1969）
- 埃米爾·諾爾德

（1867－1956）
- 理查德·華格納

（1813－1883）

## 魏玛共和国（1918年－1933年）
|                         | 我們不會忘記。如果我們要花五年、十年或二十年的時間，我們將永不止息，直到我們得以复仇為止。 |
| ——康拉德·阿登纳，1919年 |                                                                                            |

### 社会历史

#### 早期歲月

战间期的魏玛共和国

魏瑪共和國是在战间期德国建立和平、自由、民主政权的一次努力。但是，魏玛政府自一开始就注定困于经济问题和本身魏玛宪法固有的缺陷。1919年8月11日，魏玛宪法生效，弗里德里希·艾伯特担任第一任总统。
1918年12月30日，德国共产党由战时脱离社会民主党的斯巴達克同盟成立。它由罗莎·卢森堡和卡尔·李卜克内西领导，反对议会制。1920年，德国独立社会民主党约有30万党员加入该党，将其转变为群众组织。共产党有大约10%的选民。根据凡尔赛条约，1920年头几个月，德國防衛军将减少到100,000人。这包括解散许多由志愿者组成的自由军团。为了在1920年3月发动政变，极右翼政治家沃尔夫冈·卡普发动政变（稱為卡普政變），让自由军团士兵进军柏林，并自封为帝国总理。四天后，由于民众的反对以及缺乏公务员和官员的支持，政变以失敗告終。其他城市因罢工和叛乱而动摇，被血腥镇压。

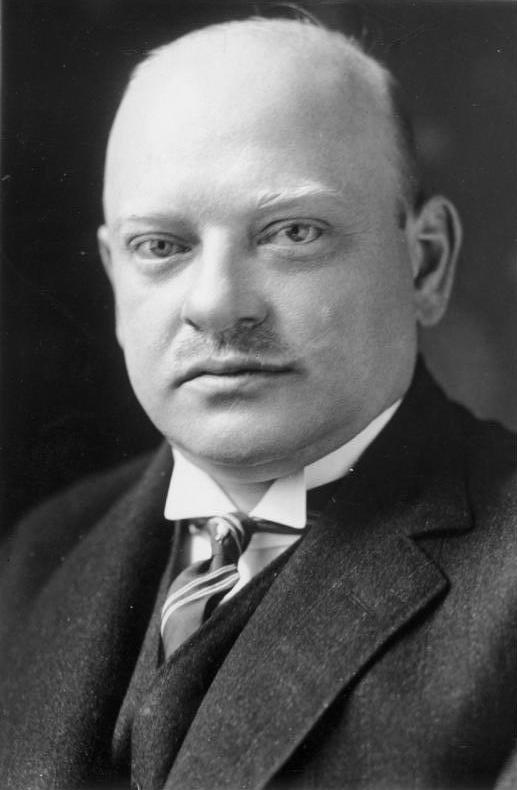
古斯塔夫·施特雷泽曼，魏玛共和国的总理兼外長，1926年诺贝尔和平奖得主

德国是第一个与新苏联建立外交关系的国家。根据《拉帕洛条约》，德国在法律上给予苏联承认，两个签署国相互取消了所有战前债务并放弃了战争债权。在接下来的二十年里，俄罗斯和德国将共同努力，帮助在德国重建军队，并在列宁共产主义的集中计划的重压下，帮助俄罗斯建立一个工业强国。开始的几年，魏玛共和国不得不忙于处理左翼和右翼相继发动的叛乱和1923年的严重的通货膨胀。接下来，由于德国与战时敌人们的关系逐渐缓和和赔偿债务的放宽，情况有些好转。

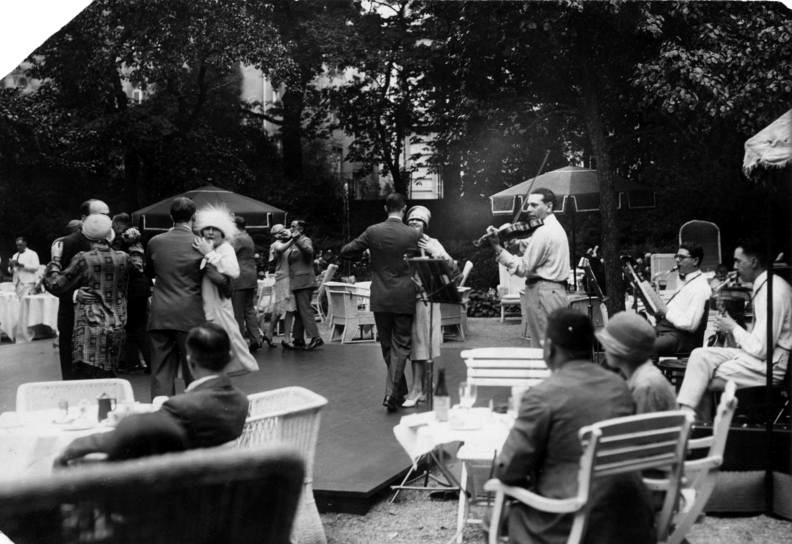
1926年，柏林海濱花園（Esplanade）酒店裡的茶舞會，反映了黃金的二十年代的经济繁荣

当德国拖欠赔款时，法国和比利时军队占领了工业化程度很高的鲁尔区（1923年1月）。德国政府鼓励鲁尔区居民进行被动抵抗：商店不向外国士兵出售商品，煤矿工人不为外国军队挖掘，占领军成员乘坐的电车将被遗弃在街道中间。被动抵抗被证明是有效的，因为占领成为法国政府的亏损交易。但鲁尔之战也导致了恶性通货膨胀，许多失去所有财产的人将成为魏玛共和国的死敌和反民主右翼的选民。
1923年9月，不断恶化的经济状况导致总理古斯塔夫·施特雷泽曼呼吁结束鲁尔区的消极抵抗。11月，他的政府推出了一种新货币，即地租马克（后来的德国马克），并采取了其他措施来阻止恶性通货膨胀。在接下来的六年里，经济形势有所好转。1928年，德国的工业生产甚至恢复到1913年的战前水平。
1924年的全国大选导致右倾，次年前陆军元帅保罗·冯·兴登堡当选总统。1925年10月，德、法、比、英、意三国签订洛迦诺条约；它承认德国与法国和比利时的边界。此外，英国、意大利和比利时承诺协助法国应对德军进军非军事化的莱茵兰。洛迦诺为德国在1926年加入国际联盟铺平了道路。

#### 赔款問題
德国实际必须支付的赔款不是1921年伦敦附表中规定的1320亿马克，而是A和B债券规定的5000万马克。历史学家萨利·马克斯（Sally Marks）表示，“C债券”中的1120亿马克完全是空想——这是一种欺骗公众认为德国会支付更多费用的手段。从1920年到1931年（无限期暂停付款）的实际总支出为200亿德国金马克，价值约50亿美元或10亿英镑。125亿现金主要来自纽约银行家的贷款。其余的是煤炭和化学品等商品，或者来自铁路设备等资产。赔款法案是在1921年根据德国的支付能力确定的，而不是根据盟军的索赔。1919年关于支付所有损害赔偿和所有退伍军人福利的高调言论与总数无关，但它确实决定了受助人如何花费他们的份额。德国主要欠法国、英国、意大利和比利时的赔款；美国获得了1亿美元。

#### 政治和經濟崩潰

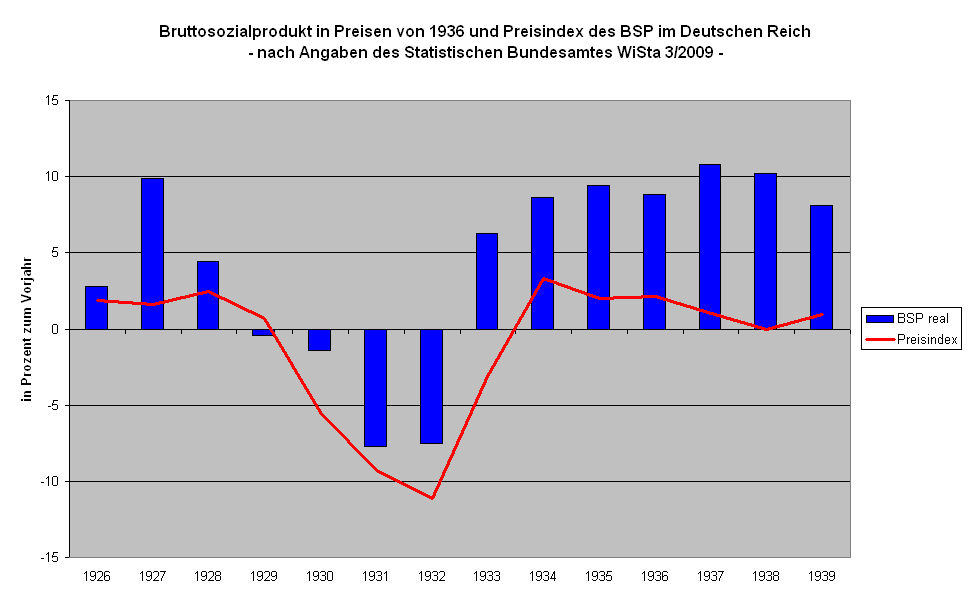
魏玛共和国时期德国国内生产总值的变化

此后，经济的衰退，加上对1923年超速通货膨胀的记忆和凡尔赛条约严酷的条款引发的民族主义反对声音，从内外两方面断送魏玛政府。阿道夫·希特勒和他的国家社会主义德国工人党（简称纳粹党）利用了这一现实和不断增长的失业率。纳粹不断强调民族和种族的问题，并承诺让失业的人重新获得工作，他们把德国的许多问题归罪于犹太人的阴谋，並且借刀刺在背傳說，表示第一次世界大战的失败是由于内部的通敌造成。
1929年的华尔街崩盘标志着全球大萧条的开始，对德国的打击与任何国家一样严重。1931年7月，德国最大的银行之一达姆斯塔特和国民银行（德語：Darmstätter und Nationalbank）倒闭了。1932年初，失业人数飙升至600万以上。
在崩溃的经济之上出现了一场政治危机：面对极右翼极端主义的升级，在德国国会大厦中代表的政党无法建立执政多数。1930年3月，兴登堡总统任命海因里希·布吕宁为总理，援引魏玛宪法第48条，允许他凌驾于议会之上。为了推动针对大多数社会民主党人、共产党人和纳粹的一揽子紧缩措施，布吕宁利用紧急法令并解散了议会。1932年，保罗·冯·兴登堡成功连任总统。
纳粹党是1932年全国大选中最大的政党。在1932年7月31日，它获得了37.3%的选票，在1932年11月6日的选举中，它获得的选票较少，但仍然是最大的党，为33.1%，使其成为帝國議會最大的政黨。共产党排名第三，占15%。极右翼的反民主政党加在一起现在能够在议会中占据相当大的席位，但他们与政治左翼剑拔弩张，在街头进行斗争。纳粹在新教徒、失业的年轻选民、城市中下层阶级和农村人口中特别成功。它在天主教地区和大城市最弱。1933年1月30日，在前总理弗朗茨·冯·帕彭和其他保守派的压力下，兴登堡总统任命希特勒为总理。

### 科技和文化

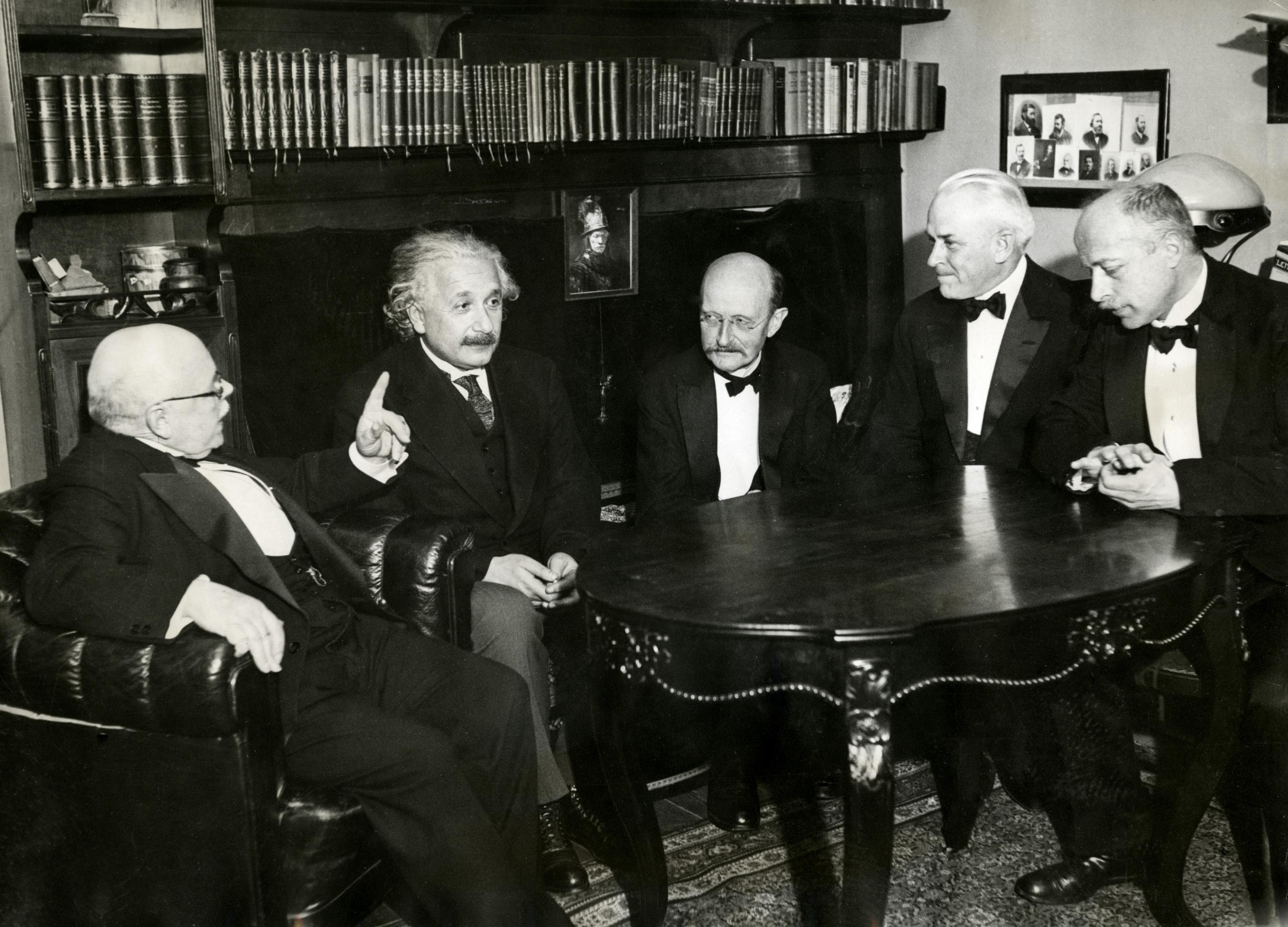
1931年11月11日，柏林的馮·勞厄家中的聚会，左起为瓦爾特·能斯特、阿尔伯特·爱因斯坦、马克斯·普朗克、羅伯特·密立根和馬克斯·馮·勞厄，1850-1950這百年是德語和德國科技的巔峰時期

魏瑪時代見證了德國科學和高雅文化的蓬勃發展，在納粹政權導致德國科學和文化生活下降並迫使許多著名科學家和作家逃離之前。德國的獲獎者在科學領域的諾貝爾獎中占主導地位。在1933年之前，德國在赫爾曼·馮·亥姆霍茲、威廉·康拉德·倫琴、阿爾伯特·愛因斯坦、奧托·哈恩、馬克斯·普朗克和維爾納·海森堡的領導下統治了物理學界。化學同樣由巴斯夫和拜耳等大型化學公司的德國教授和研究人員以及尤斯圖斯·馮·李比希、弗里茨·哈伯和赫爾曼·埃米爾·費歇爾等人主導。19世紀的理論數學家格奧爾格·康托爾和20世紀的大衛·希爾伯特。汽車的發明者卡爾·本茨和魯道夫·迪塞爾是工程界的關鍵人物，而沃納·馮·布勞恩則是火箭工程師。費迪南·科恩、羅伯特·科赫和魯道夫·菲爾紹是微生物學的三位關鍵人物。
最重要的德國作家包括托馬斯·曼（1875-1955）、赫爾曼·黑塞（1877-1962）和貝托爾特·布萊希特（1898-1956）。反動歷史學家奧斯瓦爾德·斯賓格勒寫下了《西方的沒落》(1918-23)，論述了西方文明不可避免的衰敗，影響了德國知識分子如馬丁·海德格爾、馬克斯·舍勒和法蘭克福學派，以及世界各地的知識分子。
1933年後，以諾貝爾獎獲得者約翰內斯·斯塔克和菲利普·萊納德為首的“雅利安物理學”的納粹支持者抨擊愛因斯坦的相對論是科學領域中猶太唯物主義的墮落例子。許多科學家和人文主義者移居國外；愛因斯坦永久移居美國，但其他一些人在1945年後返回了德國。

## 納粹德國（1933年－1945年）
|                                     | 想要在欧洲取得领土，只有在主要是牺牲俄国的情况下才有可能。这就是说，新帝国必须再一次沿着古代条顿武士的道路向前进军，用德国的剑为德国的犁取得土地。 |
| ——阿道夫·希特勒《我的奋斗》，1925年 | |

### 納粹崛起

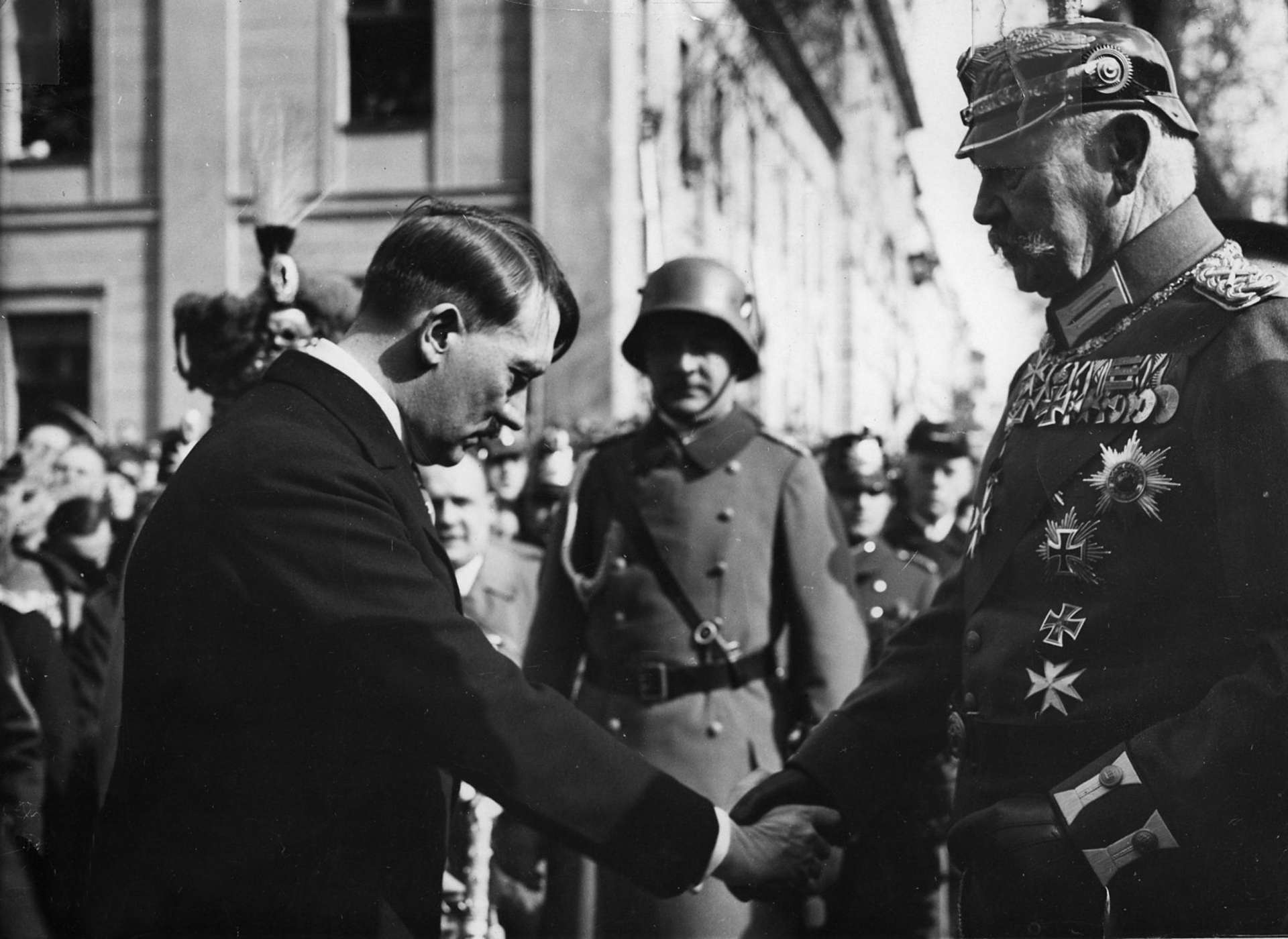
1933年3月21日，波茨坦日（Tag von Potsdam），德國總理阿道夫·希特勒在3月5日新當選的德國國會大廈開放之際（此前由於國會縱火案而被迫關閉），歡迎德國總統保羅·馮·興登堡

1929年，世界经济危机爆发后，魏玛共和国的政局开始转向法西斯化。以希特勒为领袖的纳粹党在1933年1月30日开始掌握德国的政权。為了確保他的納粹黨在國會大廈中獲得多數席位，希特勒呼籲進行新的選舉。1933年2月27日晚，德國國會大廈被縱火。希特勒迅速指責所謂的共產主義起義，並說服興登堡總統簽署了國會火災法令，該法令取消了大多數德國公民自由，包括集會權和新聞自由。該法令允許警方在沒有指控或法院命令的情況下無限期拘留人們。四千名德國共產黨員被捕。共產主義的鼓動被禁止了，但此時不是共產黨本身。共產黨人和社會主義者被帶入倉促準備的納粹集中營，例如凱姆納集中營，在那裡他們受到新成立的秘密警察部隊蓋世太保的擺佈。共產主義國會議員受到保護性拘留（儘管他們享有憲法特權）。

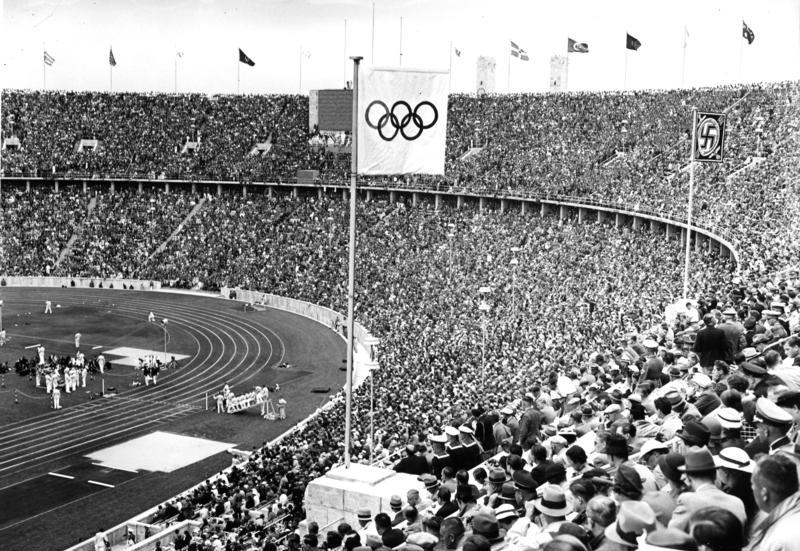
1936年柏林奧運會

希特勒執政後，對內開始實行白色恐怖，鎮壓異己分子，通過衝鋒隊、黨衛軍和蓋世太保及其遍佈各地的勞動營和集中營實行法西斯專政。希特勒是通過鼓吹強烈的民粹主義上台的，上台後便開始對猶太人種族壓迫。儘管恐怖和空前的宣傳，1933年3月5日的最後一次自由大選，雖然結果為43.9%，但未能如希特勒所希望的那樣為NSDAP提供多數席位。然而，他與德國國家人民黨一起組建了微弱多數政府。1933年3月，魏瑪憲法修正案授權法案在德國國會以444票對94票通過。為了獲得通過該法案所需的三分之二多數，向天主教中央黨提供了便利，納粹利用德國國會火災法令的規定阻止數名社會民主黨代表出席，而共產黨代表已被取締。該修正案允許希特勒和他的內閣在未經總統或國會同意的情況下通過法律——甚至是違反憲法的法律。《授權法》構成了獨裁統治和解散各州的基礎；工會和除納粹黨以外的所有政黨都受到鎮壓。建立了一個中央集權的極權國家，不再基於自由的魏瑪憲法。此後不久，德國退出了國際聯盟。聯合議會通過將被捕和被謀殺的代表的缺席定義為自願缺席而受到操縱，因此將他們排除在外是故意缺席的原因。隨後，中央黨在7月自願解散，在反共的教皇庇護十一世領導下，與教皇達成交換條件。通過這些策略，希特勒實現了這些天主教選民進入納粹黨的運動，以及期待已久的國際外交對他的政權的接受。根據迪克·吉爾里教授的說法，在1928年至1932年11月之間舉行的選舉中，納粹在新教地區獲得的選票比在天主教地區獲得的更多。1933年4月共產黨被取締。1933年12月1日通過《保證黨和國家統一法》。
此後，衝鋒隊的參謀長恩斯特·羅姆要求為他和他的手下提供更多的政治和軍事權力，這引起了軍事、工業和政治領導人的焦慮。作為回應，希特勒利用黨衛軍和蓋世太保清洗了整個衝鋒隊的領導層——以及希特勒的一些政治對手（如格雷戈爾·施特拉瑟和前總理庫爾特·馮·施萊歇爾）。它被稱為長刀之夜，於1934年6月30日至7月2日舉行。作為獎勵，黨衛軍成為了一個獨立的組織，由黨衛軍全國領袖海因里希·希姆萊指揮。1934年8月1日通過《德國元首法》等，加強法西斯獨裁統治。希特勒將國家經濟納入戰爭軌道，加快重整軍備的步伐。1936年6月，他升任德國警察局長，並且已經控制了集中營系統。1934年8月2日興登堡去世後，希特勒的內閣通過了一項法律，宣布總統職位空缺，並將國家元首的角色和權力移交給希特勒，擔任總理和元首（領導人）。

### 軍事

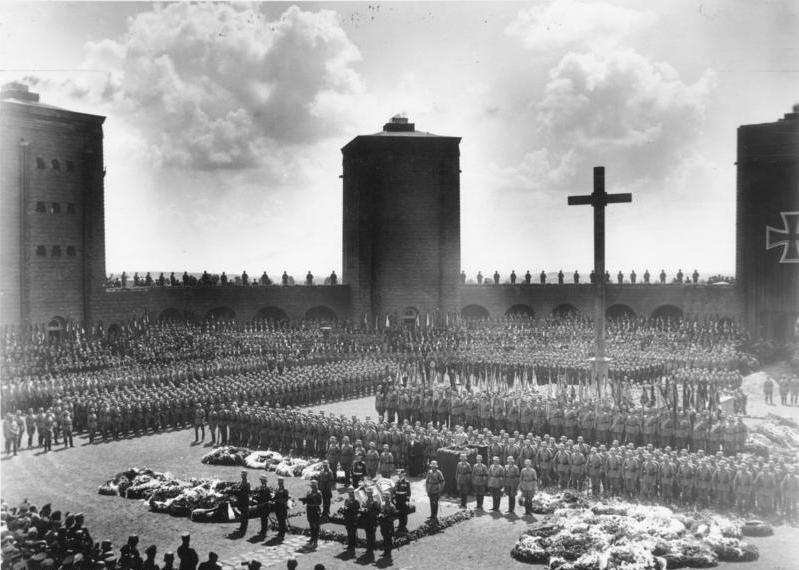
1934年德国在坦能堡纪念碑前进行国家公祭，以紀念在兩次坦能堡戰役（1410、1914）中陣亡的軍人

#### 德國再武裝

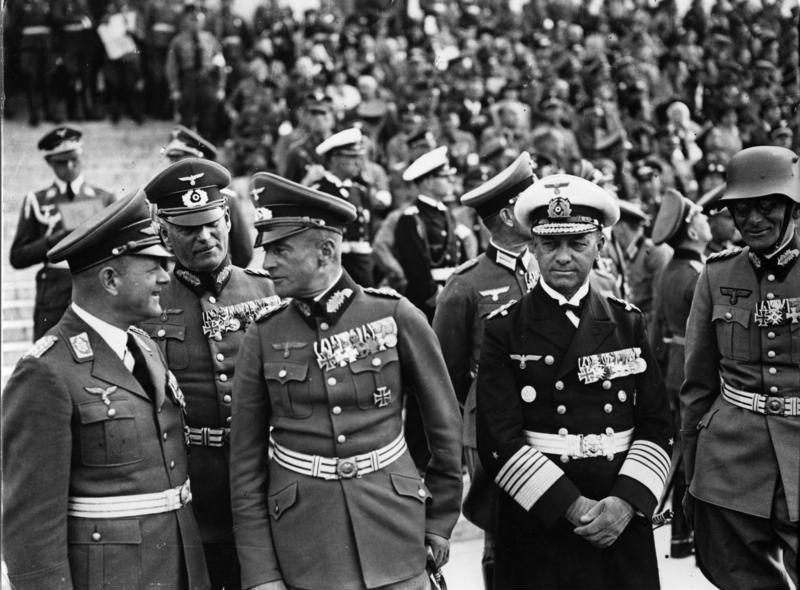
1938年的國防軍集會，從左到右為：艾爾哈德·米爾希，瓦爾特·馮·布勞希奇，威廉·凱特爾，埃里希·雷德爾和馬克西米利安·馮·魏克斯

1935年，希特勒正式重新建立了德國空軍（空軍），並重新引入了全民兵役制。這違反了凡爾賽條約；英國、法國和意大利發出抗議照會。希特勒讓軍官宣誓效忠於他。1936年，德國軍隊進軍非軍事化的萊茵蘭。由於該領土是德國的一部分，英國和法國政府並不認為試圖執行該條約值得冒戰爭的風險。此舉加強了希特勒在德國的地位。同年在柏林舉行的1936年夏季奧運會使他的聲譽進一步提升，並證明了由宣傳大師約瑟夫·戈培爾精心策劃的政權在宣傳方面的又一次巨大成功。1935年3月16日，希特拉突破凡爾賽條約的封鎖，宣佈實施普遍義務兵役制，建立起50萬人的軍隊，次年宣佈實行由戈林主持的“四年計劃”，工業發展速度超過西方各國。1936年3月7日，希特勒將德軍開進萊茵非武裝區，7月武裝參與西班牙內戰。
1935年至1945年德国的统一武装力量被称为国防军，包括陆军、海军和空军。自1934年8月2日起武装力量的成员被要求宣誓无条件忠于希特勒，与先前要求忠于国家宪法和法制机构的宣誓不同，新的宣誓要求军队成员服从希特勒，即使是被要求进行违法行为。希特勒下令军队必须容忍，甚至在战略允许的情况下在后勤上支持别动队的行动。这一部队在东欧造成了数百万人的死亡。德国国防军的成员亦通过射杀平民直接参与了犹太人大屠杀，并以反游击队行动为名实行种族灭绝。
虽然国家持续在军事上做出准备，但国家经济却无法支撑如一战时那般漫长的消耗战。由此基于“闪电战”理论的战略被提出来，执行迅速的协调攻击，同时避免敌军的强点。进攻由炮轰开始，随后进行空中轰炸和扫射，之后坦克进攻，最后步兵开进以控制其夺取的区域。军事胜利一直持续至1940年中旬，但未能击败英国成为了战争的第一个重要转折点。对苏联的入侵和在斯大林格勒的决定性失败使德军被迫撤退，并最终使其输掉战争。自1935年至1945年总共有近1,820万名的士兵在国防军中服役，最後其中共有530万人死亡。

#### 德国国防军

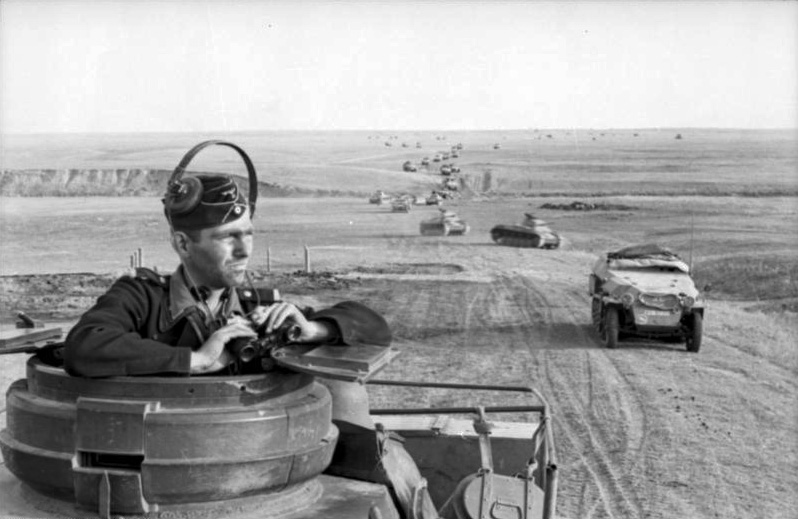
一个装甲编队在斯大林格勒附近行进，1942年

1935年至1945年德国的统一武装力量被称为国防军，包括陆军、海军和空军。自1934年8月2日起武装力量的成员被要求宣誓无条件忠于希特勒，与先前要求忠于国家宪法和法制机构的宣誓不同，新的宣誓要求军队成员服从希特勒，即使是被要求进行违法行为。希特勒下令军队必须容忍，甚至在战略允许的情况下在后勤上支持别动队的行动。这一部队在东欧造成了数百万人的死亡。德国国防军的成员亦通过射杀平民直接参与了犹太人大屠杀，并以反游击队行动为名实行种族灭绝。

#### 冲锋队和党卫队
冲锋队于1921年建立是纳粹党的首个准军事部门，其最初的职责是在党内会议上保护领导人。同时他们还同敌对政黨进行街道战，并对犹太人和其他人士实施暴力。至1934年，在恩斯特·罗姆领导之下，冲锋队扩张至超过500,000人（包括预备役则超过450万人），而正规军则在《凡尔赛条约》限制之下仍不足100,000人。
罗姆希望能够控制军队并将其并入冲锋队体系中。兴登堡和国防部长维尔纳·冯·勃洛姆堡则威胁若冲锋队不停止其过分活动，将会颁布戒严令，希特勒同时怀疑罗姆试图取而代之，由此下令将罗姆和其他政敌一并除掉。自1934年6月30日至7月2日的长刀之夜行动中，近200人被处决。在此次清算之后，冲锋队失去了其政治地位。

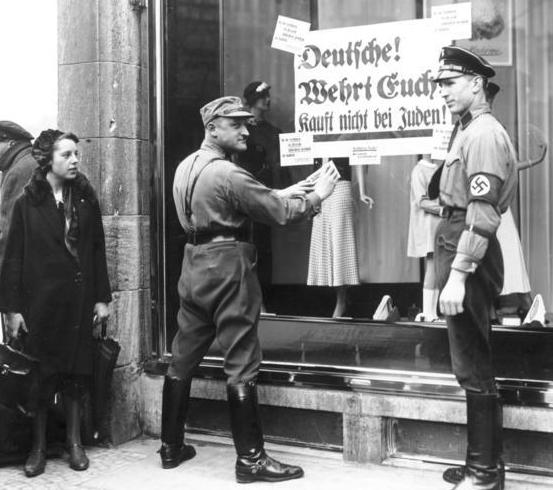
冲锋队成员实施对犹太商店的抵制行动，1933年4月1日

党卫队原先是冲锋队之下的一小分支，但后来成为纳粹德国最为庞大和最为强大的组织之一。自1929年起，在党卫队全国领袖海因里希·希姆莱的领导之下，至1938年党卫队已扩大至250,000人之众，并继续扩张。希姆莱认为党卫队是一支精英的卫队组织，亦是希特勒的最后一道防线。党卫队的军事组织武装党卫队成为了事实上德国国防军的第4个分支。
1931年希姆莱组织建立了党卫队情报机构，称保安处，为其副手党卫队副总指挥莱因哈德·海德里希领导。这一机构专职搜寻和逮捕共产党人以及其他政敌。希姆莱希望它能最终取代现行的警察系统。希姆莱同时还在党卫队经济和行政办公室之下建立了一个平行经济体系。这一企业拥有房产公司、工厂和出版社等。
自1935年起党卫队积极参与了对犹太人的迫害，将之集中至犹太人居住区或集中营内。第二次世界大战开始时，党卫队下属的别动队跟随军队进入波兰和苏联，在1941年至1945年间杀害了超过200万人，包括130万的犹太人。骷髅总队负责管理集中营和灭绝营，在这些地方有数百万人被屠杀。

### 女性地位

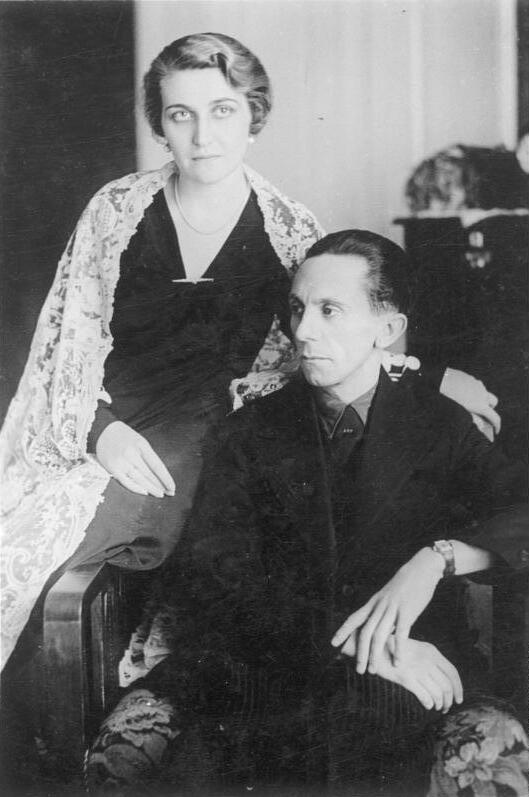
瑪格塔与約瑟夫·戈培爾夫婦

歷史學家特別關注納粹德國為扭轉1933年之前女性所取得的成就所做的努力，尤其是在相對自由的魏瑪共和國。納粹德國的女性角色似乎根據情況發生了變化。從理論上講，納粹提倡一個男權社會，在這種社會中，德國婦女會承認她的“世界是她的丈夫、她的家人、她的孩子和她的家”。然而，在1933年之前，婦女在納粹組織中發揮了重要作用，並被允許有一定的自主權來動員其他婦女。1933年希特勒上台後，女權團體被關閉或併入全國社會主義婦女聯盟，該聯盟協調全國各地的團體，以促進女性美德、母性和家庭活動。提供有關育兒、縫紉和烹飪的課程。納粹政權確實推動了關於德國人之間異性關係的自由行為準則，並且同情非婚生子女的婦女。由希姆萊於1935年創立的Lebensborn（生命之泉）協會創建了一系列產房，單身母親可以在她們懷孕期間住在這裡。
隨著德國為戰爭做準備，大量的人被納入公共部門，並且到1943年需要全面動員工廠，所有50歲以下的婦女都必須在就業辦公室登記工作以幫助戰爭努力。婦女的工資仍然不平等，婦女被剝奪了領導或控制職位。在1944-45年，超過500,000名婦女是德國武裝部隊（國防軍）的志願軍裝輔助人員。在民防領域服役的人數大致相同，有400,000人自願擔任護士，還有更多人在戰時經濟中取代了應徵入伍的人。在德國空軍中，他們擔任輔助角色，幫助操作擊落盟軍轟炸機的防空系統。

### 對外關係

#### 軸心國的建立

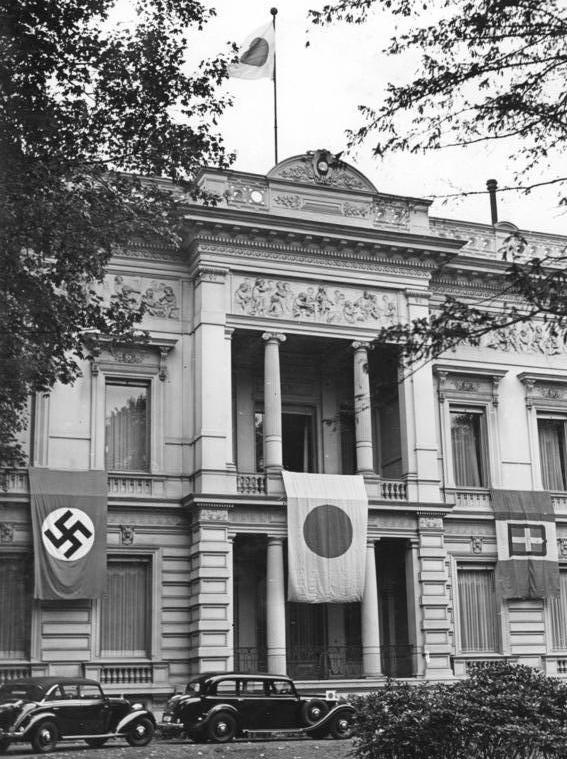
德意日三國國旗並列於日本駐德大使館，1940年9月

11月25日德日締結《反共產國際公約》，1939年5月22日，德意志於柏林訂立鋼鐵同盟，至此，三國正式結盟，被稱為軸心國。1938年3月德國吞併奧地利，9月，在慕尼黑會議上，希特拉表示「取得蘇台德地區以後，德國不再有領土要求」以及英法的綏靖政策的驅使下籤訂《慕尼黑協定》。1938年3月12日，德國軍隊進軍奧地利，1934年納粹未遂政變未遂。當奧地利出生的希特勒進入維也納時，迎接他的是響亮的歡呼聲。四個星期後，99%的奧地利人投票贊成將他們的國家併入德意志帝國。在奧地利之後，希特勒轉向捷克斯洛伐克，那裡有350萬強大的蘇台德德國少數民族要求平等權利和自治。在1938年9月的慕尼黑會議上，希特勒、意大利領導人貝尼托·墨索里尼、英國首相內維爾·張伯倫和法國總理愛德華·達拉第同意捷克斯洛伐克將蘇台德領土割讓給德意志帝國。希特勒隨即宣布德意志帝國的所有領土要求都已實現。然而，在慕尼黑協定簽署後不到六個月，即1939年3月，希特勒以斯洛伐克人和捷克人之間陰燃的爭吵為藉口，接管了捷克斯洛伐克的其他地區，成為波希米亞和摩拉維亞的保護國。同月，他確保梅梅爾從立陶宛返回德國。張伯倫被迫承認他對希特勒的綏靖政策失敗了。

#### 領土東擴
1939年3月20日，希特勒向立陶宛索要梅梅爾，22日吞并了立陶宛的梅梅爾。1939年3月21日，希特勒要求波兰归还曾属于普鲁士的但泽自由市和波兰走廊（这一地区将德国本土同东普鲁士分隔开）。英国则对波兰保证，若波兰遭攻击，他们将进行援助。希特勒认为英国事实上将不会采取军事行动，便命令部下制定入侵波兰的方案，定于1939年9月实施。5月23日他告诉部下德国的目标不只是波兰走廊，更重要的是以波兰为代价，将德国国土进行大规模东扩。德国再次强调罗马尼亚、挪威和瑞典间正式建立贸易关系。德国外长约阿希姆·冯·里宾特洛甫前往苏联，并于1939年8月同苏方签署《苏德互不侵犯条约》（莫洛托夫—里宾特洛甫条约），还秘密划定苏德两国在波兰和波罗的海国家的势力范围。

### 第二次世界大战

納粹的領導核心：阿道夫·希特勒、赫爾曼·戈林、約瑟夫·戈培爾、魯道夫·赫斯

#### 战时外交
自希特勒掌權後，德國和周邊的國家關係因意識形態不同等原因開始變差。德国在第二次世界大战期间前的1936年和同樣法西斯的日本簽了反共產國際協定來針對共產國際和蘇聯，意大利在37年加入，奠下了柏林-羅馬-東京軸心，後來有更多反共國家加入協定。1940年9月27日三國同盟條約被簽訂，軸心國正式形成。在戰時德國扶持许多新政府，这些政府都处于柏林直接或间接的控制下。德国在歐洲的战争期间也得到其盟友的军事援助，这其中包括在欧洲最親密的盟友意大利王國以及匈牙利王國、羅馬尼亞王國（匈羅兩國於1940年11月底簽署三國同盟條約加入），如维希法国或斯洛伐克共和國这般的附庸国亦为德国提供充足的粮食供给和上百万名工人的支援，有部份盟友如保加利亞王國（1941年3月1日簽署三國同盟條約加入）和芬蘭（戰時盟國），只局限於一至兩場戰爭（保加利亞參與了南斯拉夫戰役及希臘戰役、芬蘭只參與了蘇德戰爭）；以及泰國，泰國是德國除日本外另一亞洲盟友，但主要在亞洲和日本合作。在1942年秋天时的东线战场，除德军外还有罗马尼亚的24个师、意大利的10个师和匈牙利的10个师与苏军作战。而当这些盟国面临盟军威胁、快要倒戈时，德国便会采取軍事行动对其实行直接控制，如其于1942年維希政府在北非的失利令德國及意大利佔領了維希法國、1943年意大利投降，德國以軸心行動佔領了意大利北部並營救墨索里尼及1944年3月匈牙利企圖倒戈盟軍使德國佔領匈牙利；但亦有另類情況如而同为1944年投降的羅馬尼亞和保加利亞則没有控制，因兩國發生了共產主義政變（823武裝起義和99政變）後苏軍已經佔領兩國；1944年芬蘭則和蘇聯莫斯科停戰協定，與駐芬德軍爆發拉普蘭戰爭。大日本帝国是德国在亞洲的一个较强的正式盟友，但两国关系较为疏远，比起和意德協調，日德之间的协调合作极少，如德國沒有事先通知日本自己進攻蘇聯。而德国直至战争后期才同意将煤合成油的配方提供给日本。

#### 战争爆发

第二次世界大战欧洲战场局势变化图

1939年9月1日，德国入侵波兰，兩天後英法对德宣战，第二次世界大战爆发。波军没能抵抗住德军的攻势，而9月17日苏军又从东面侵入波兰，10月6日，波兰宣告灭亡。9月21日当时的盖世太保头目莱因哈德·海德里希下令围捕犹太人、并将其强制聚集到交通条件较好的城市。最初其意图为向东驱逐或送往马达加斯加。1939年末为打击波兰人的民族认同感，德国人通过事先准备好的名单抓捕并处决波兰境内的知识分子、贵族、神职人员和教师，约有65,000人遇难。苏联于1939年11月30日向芬兰发动进攻，引发冬季战争，德军则在海上参与战斗。而直到1940年5月前德军与英法联军间并无大规模交火，这段时间又被称为“假战”。
自战争一开始，英国便对德国实施海上封锁，这对于煤炭、石油和粮食等资源依赖进口的德国来说是不小的打击。为了保卫德国与瑞典之间的铁矿海运路线，1940年4月9日，希特勒下令入侵挪威，在4月底之前几乎已占领全境。同样于4月9日德国入侵并占领丹麦。

#### 征服欧洲
1940年5月，希特勒不顾一些高层军官的反对，下令进攻法国及低地国家。低地三国卢森堡、荷兰和比利时迅速被征服，而法国也很快战败，于6月22日投降。法国的迅速败退在各国国内都引起轰动，希特勒的国内支持率进一步上升，德国国内也掀起一轮战争潮流。在占领这些国家后，德军违反《海牙公约》强迫当地企业为德军生产军需。沦陷国官员认为相较本国人民被送往德国进行强制劳动，这一选择更能让人接受。

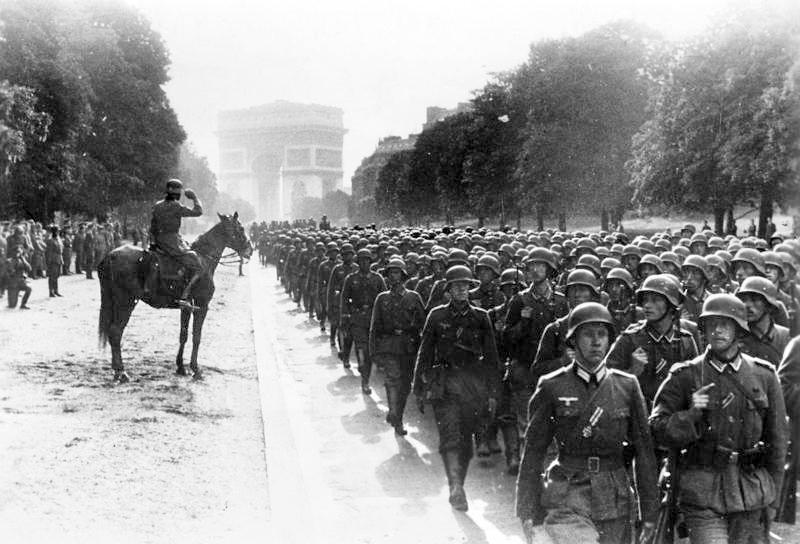
1940年6月14日德国士兵在法国巴黎凯旋门前行军

征服法国后，德国缴获大量的火车头和车厢、武器以及铜、锡、石油和镍等原材料。德国人强迫当地政府交出资产，满足他们的经济需求，而德军的占领费用，亦由当地的法国、比利时和挪威人出资。德国实施的贸易壁垒政策也导致物资囤积、黑市活动泛滥，使得经济的未来发展出现不确定性因素。粮食供应不稳定，欧洲各地产量普遍下降，但不及一战水平。希腊在被占领的第一年，以及荷兰被占领的最后一年中都出现饥荒。
希特勒向新任英国首相温斯顿·丘吉尔提出和平的倡议，被他拒绝。此后希特勒下令对英国皇家空军的空军基地和雷达站发动空袭，是为不列颠战役，但德国空军未能击败皇家空军。1940年9月27日，希特勒和意大利王國、大日本帝國簽訂三國同盟條約，正式建立軸心國。1940年10月匈牙利和保加利亞在德國的維也納仲裁裁決下獲得羅馬尼亞的北特蘭西瓦尼亞和南多布羅加，兩國進一步向德國靠攏。10月末，希特勒意识到没有制空权，对英国的入侵计划无法实施，便下令对伦敦、普利茅斯和考文垂等英国城市发动大规模夜间轰炸。

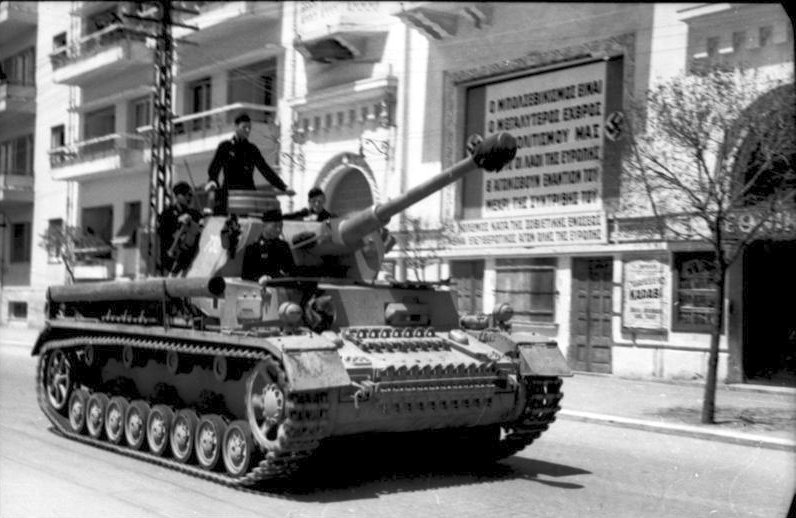
希腊塞萨洛尼基的德军四號坦克，后方建筑上写有“布尔什维克主义是我们文明的最大敌人”的反共标语

1941年2月德国向利比亚派出非洲军团，以援助在北非战场的意大利军队，同时试图遏制驻扎在埃及的英联邦军队。1940年11月，斯洛伐克共和國、匈牙利王國、罗马尼亚加入《三国同盟条约》，成为德国盟友、轴心国的一员，为德国提供石油供给，1941年3月保加利亞王國加入。4月6日德国和義大利聯合匈牙利及保加利亞入侵南斯拉夫王国和進攻希腊，成功占领两国。德國和其盟友瓜分了兩國。
1941年6月22日，德国撕毁《苏德互不侵犯条约》向苏联宣战，550万轴心国军队向苏军发起大规模攻势，代号为巴巴罗萨行动。此次行动的目的除了争取希特勒宣传的“生存空间”以外，更主要的是要摧毁苏联、获取其丰富的自然资源，以对抗西方盟国。在国内德国民众对此多持惊讶惶恐的态度，因为他们并不确定这场战争会不会变成持久战、德国是否能够应付双线作战。
德军最初对苏联的攻势是成功的，攻下大片领土，包括波罗的海3国、白俄罗斯和乌克兰西部。7月6日，德军在斯摩棱斯克战役取得胜利后，希特勒决定暂缓中央集團軍进攻莫斯科的计划，其部分军力被调往北方及南方集团军，以支援在列宁格勒和基辅的围城战。这给了苏联红军喘息之机，使其得以动员预备兵力重振旗鼓。对莫斯科的进攻在1941年10月继续进行，而在12月德军在莫斯科戰役遭遇惨败。12月7日，盟國日本偷襲美国夏威夷的珍珠港，引发美日之间的太平洋战争，4天后德国和義大利对美国宣战。
在苏联和波兰的占领区，食物供应面临短缺的问题，庄稼被撤退的军队烧毁，剩余的一些粮食也被运回德国本土。而在1942年德国本土的粮食配给总额也不得不被削减。四年計畫的全权代表赫尔曼·戈林下令增加从法国和挪威地区进口谷物和鱼的数量。1942年德国农业产量相对较好，但也只能满足西欧方面的需求。

“国家领袖罗森贝格任务小组”将全欧洲犹太人的私人收藏以及他们开办的博物馆、图书馆中的艺术品和文化资料运回德国。仅在法国，收缴来的各类艺术品、家具和其他物品就装满26,000节车厢。此外，士兵们都在外掠取或是购买物品（例如一些产品和服装）运回国内，因为在德国本土，获取这些物品都已变得愈发困难。

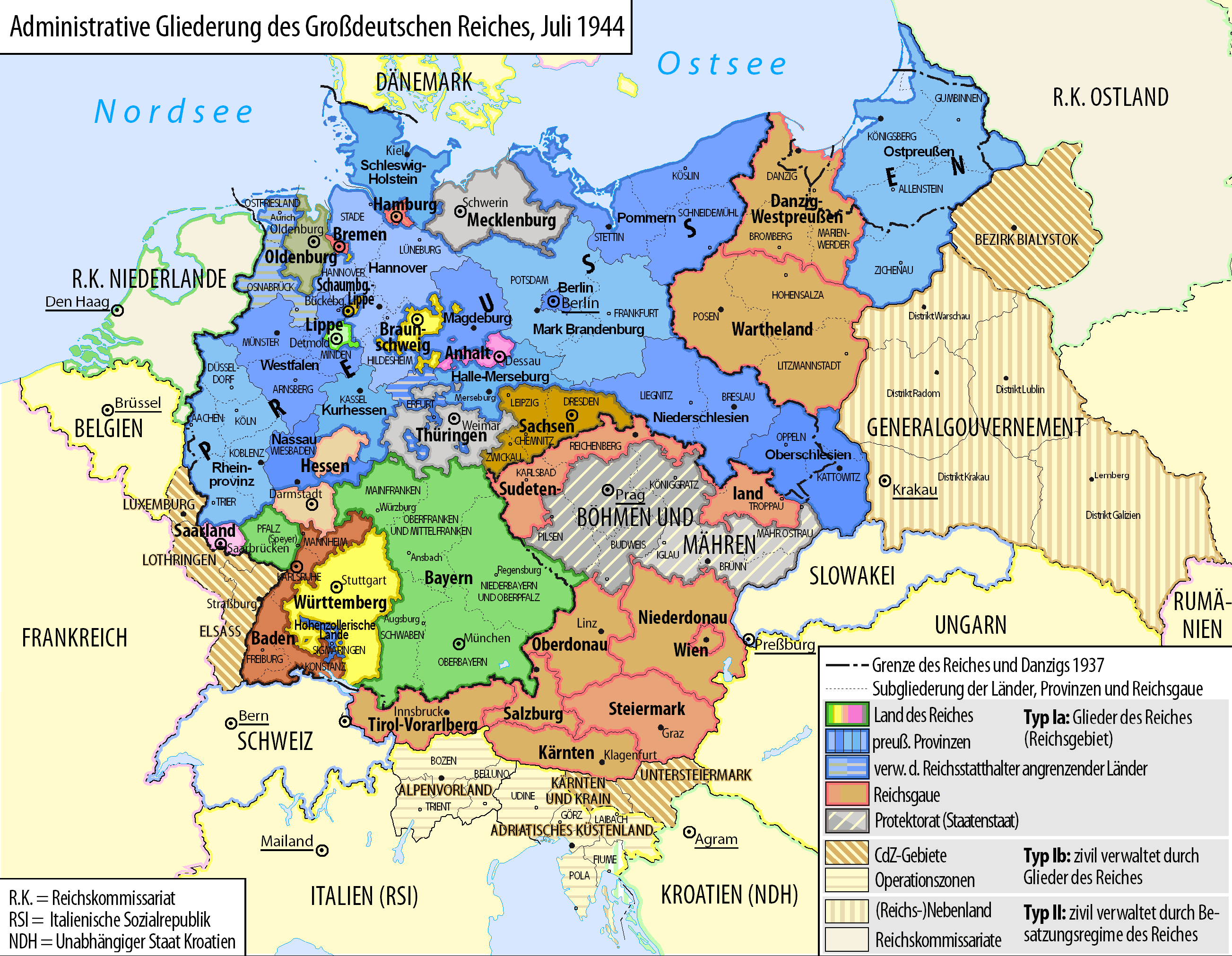
1944年7月大德意志帝國（德國本土）的行政區劃，此時德國的疆域東北達到了梅梅爾，向西吞併了奧伊彭-馬爾默迪、盧森堡、阿爾薩斯-洛林，向南擴張到伊斯特拉半島，覆蓋了奧地利帝國的舊疆土，向東吞併了整個波蘭，並在這裡建立了波蘭總督府

#### 战争转折

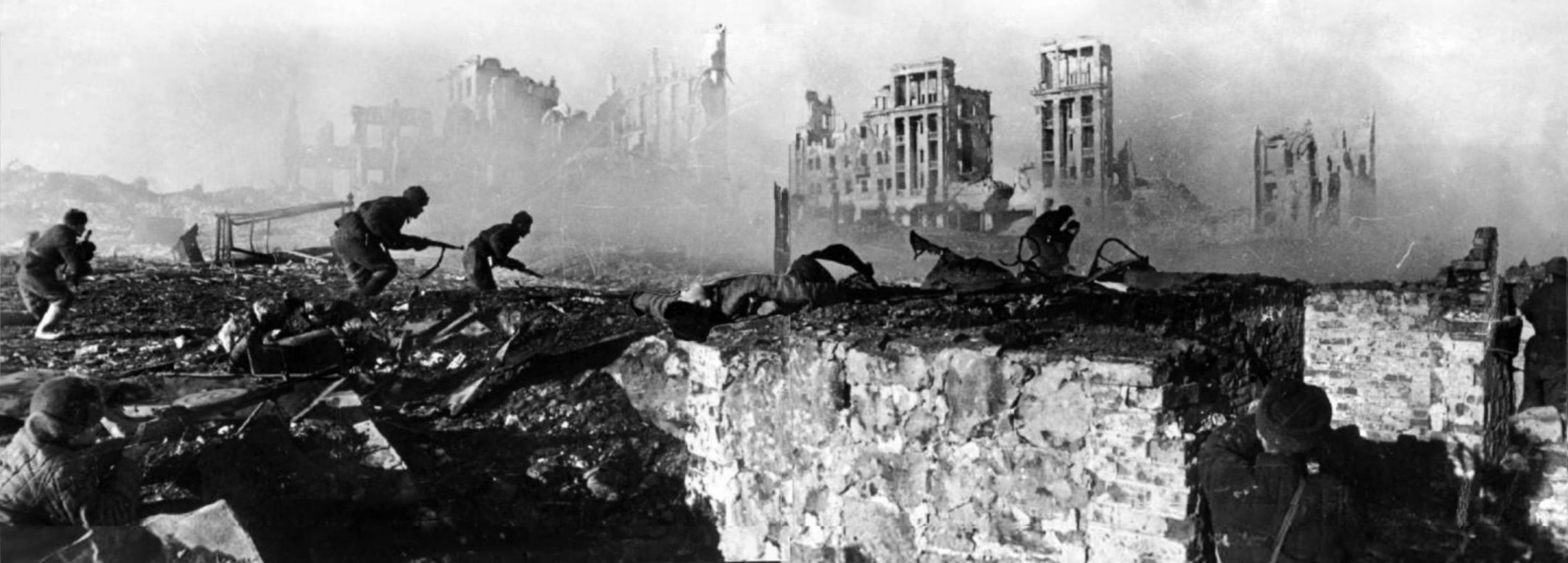
1942年8月爆发的斯大林格勒战役被认为是二战东线战场的转折点，德軍在此損失了第6軍團的30萬精銳，從此失去了戰場主動權

德国乃至整个欧洲的石油资源都几乎完全依赖于外国进口。为了解决短缺问题，德国于1942年6月发动“蓝色行动”以夺取苏联高加索地区的油田。苏军在11月19日发动反攻，并成功于11月23日将德军围困于斯大林格勒。戈林向希特勒保证给予第6集团军空中支援，但是这个保证无法实现。希特勒禁止当地德军撤退，导致20萬名德国和罗马尼亚士兵死亡，而在1943年1月31日向苏军投降的91,000名士兵中，只有6,000人在战后得以生还回国。德军在庫爾斯克戰役的攻势再度失败，苏军继续向西部推进，至1943年末德国在东线的所得几乎已全部被苏联收复。
在埃及埃尔温·隆美尔元帅的非洲军团于1942年10月被伯纳德·蒙哥马利率领的英军击败。1943年7月，同盟国军队在西西里岛登陆并于9月登陆意大利本土。与此同时，英美空军的轰炸机以英国为基地，开始对德国的战略轰炸。为了打击德国的士气，许多次轰炸任务都将矛头对准德国的平民目标。很快，德国空军生产飞机的速度已经赶不上损失的速度，德国空军几乎彻底失去制空权，也使得盟军的轰炸变本加厉。而1944年末针对工厂和炼油厂的轰炸，更是极大地打击德国的战争实力。

#### 計窮力竭

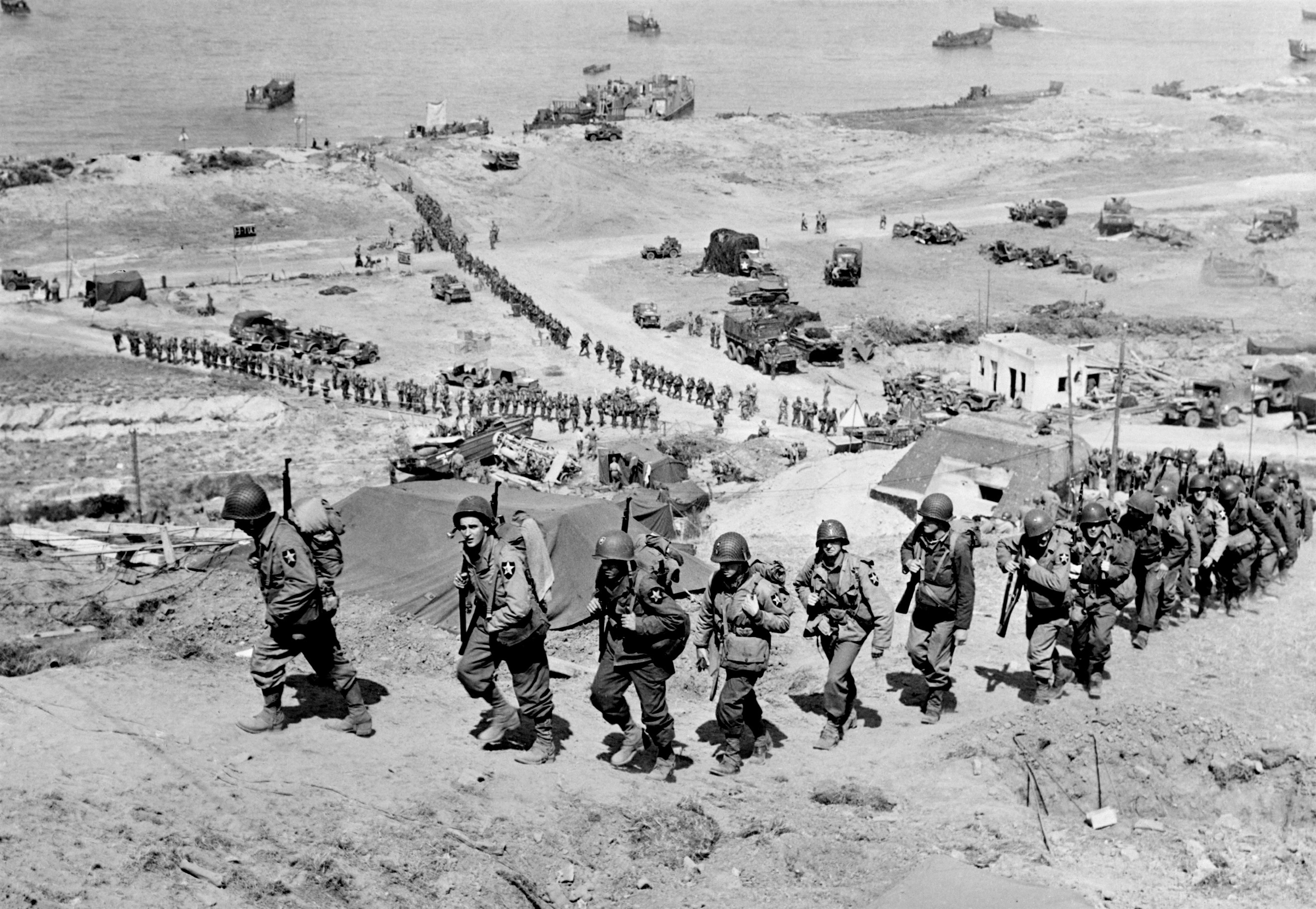
1944年6月西方盟军在法国诺曼底登陆，图为奥马哈海滩上正向内陆推进的盟军士兵

1944年6月6日，美国、英国和加拿大3国的军队在诺曼底登陆，开辟西线战场。1944年7月20日，部分德国高官针对希特勒发起失败的刺杀行动。此后，希特勒下令抓捕7,000人，其中4,900人被执行死刑。为挽回败局，德军发动阿登战役，但未能获得胜利，这也是德军在二战发动的最后一次大规模攻势；1945年1月27日，苏军攻入德国本土。希特勒通过司法部长奥托·格奥尔格·蒂拉克下令，任何未准备好战斗的人都将立刻诉诸军法处置，导致上千人被处决。尽管当地领袖响应希特勒战斗到底的命令，许多人还是在寻求向逼近的盟军投降。希特勒还命令德军在撤退时实施焦土政策，尽可能破坏所有的运输站、桥梁、工厂等基础设施，但军备部长阿尔伯特·斯佩尔采取行动进行遏制，使该政策并未彻底落实。

1945年4月，苏联红军攻入柏林，柏林戰役开打，希特勒及部下则在元首地堡继续进行指挥工作。4月30日，苏军距離總理府仅有两个街区之遥，希特勒遂与妻子爱娃·勃劳恩在地堡中一同自杀，同日晚些时候苏军占领德国国会大厦并将苏联国旗插在国会大厦楼顶，象征着纳粹德国的军事行动彻底失败。5月2日，柏林城防司令黑尔姆特·魏德林宣布向苏军指挥官崔可夫无条件投降。希特勒死后其大总统职位为海军元帅卡尔·邓尼茨所接替，而总理职位则由约瑟夫·戈培尔担任。戈培尔与妻子玛格达于次日在杀死其戈培尔子女后一同自杀。在5月4日至8日期间绝大部分残余的德军皆无条件投降。5月7日，《德国无条件投降书》正式签署，标志着第二次世界大戰歐洲戰場的結束。战后纳粹德国大部分领土被美国、英国、苏联和法国分别占领至1949年苏联支持的東德和西方支持的西德分别成立，而纳粹德国位于东普鲁士、西里西亚和波美拉尼亚等地的领土则被并入苏联和波兰，当地的德意志人全部被遣返东德或流放至西伯利亚。
德国人的自杀率在战争结束前有所增高，尤其是在苏军推进的区域更为明显。1945年5月1日，白俄罗斯第2方面军第65军攻入代明，首先攻入一座酿酒厂，此后在镇中横行，进行大规模强暴、射杀平民并纵火，导致超过1,000人自杀（该镇总人口近16,000人）。此外在其他地方亦发生集体自杀的现象，如新勃兰登堡（600人）、施托尔普（1,000人）、和柏林（1945年至少有7,057人自杀）。

#### 战争损失
据统计，纳粹德国在战时共有约550万至690万人死亡。根据德国历史学者吕迪格·奥弗曼斯的研究资料，德军共有530万人阵亡或失踪，其中包括90萬名自1937年德国边界以外地区征召的士兵。另根据理查德·奥弗里在2014年给出的资料，约有35萬人在英美空军轰炸德国城市时死亡，又有2万人在陆上战役中阵亡。在柏林战役中则约有22,000名市民死亡，此外，还有30萬名德国人（包括犹太人）在纳粹的政治、种族和宗教迫害中死亡，又有200,000人死于纳粹政权的安乐死计划。在德国被称为“特别法庭”的政治法庭上，有近12,000名德国抵抗运动成员被处决，在民事法庭上亦处决40,000人。在同盟国军队攻入德国本土时，亦有发生针对德国妇女的大规模强暴事件。
在战争结束之前，欧洲约有4,000万名难民，其经济也遭到沉重打击、趋于崩溃，70%的工业设施被毁。约有1,200万至1,400万的德國人逃离或被驱逐出东欧和中欧地区，前往德国。冷战时期的西德政府称在驱逐德意志人以及在苏联的强制劳动中，约有220万平民死亡。但是在20世纪90年代，这个说法被一些学者推翻，他们认为死者只有50萬至60萬人，而在2006年德国政府重申200万至250万人死亡的立场。

### 意識形態

#### 納粹主義
|                                     | 千年易过，德国的罪孽难消。 |
| ——漢斯·法郎克在纽伦堡审判上，1945年 |                            |

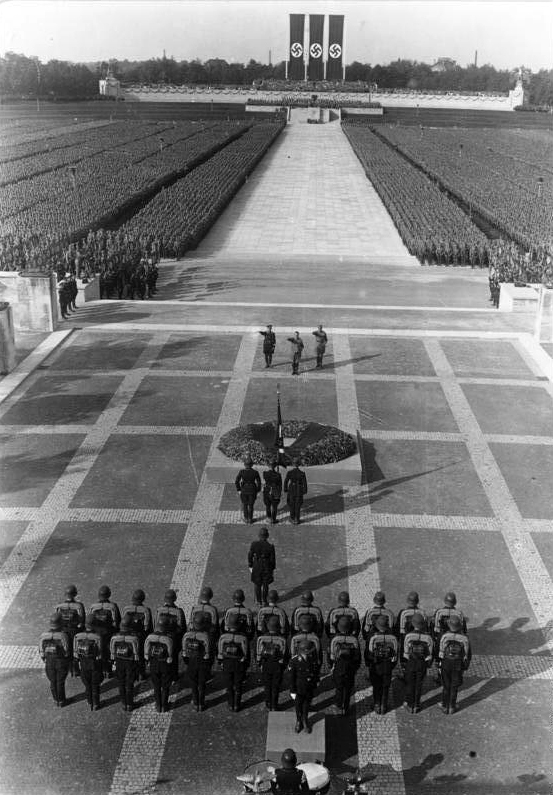
海因里希·希姆莱、希特勒和维克托·卢策在纽伦堡党代会上致纳粹礼，1934年9月

國家社會主義德意志勞工黨是一个极右翼政党，在1929年大萧条时期的社会和经济动荡中发展起来。1923年在啤酒馆政变失败入狱之后，希特勒撰写了《我的奋斗》提出了将德国社会转变为基于种族的社会的计划。这一纳粹主义理念将反犹太主义、种族优生和优生学元素结合起来，并将其与泛日耳曼主义和领土扩张再次结合，意图在于为德意志民族获取更多的生存空间。纳粹政权试图通过攻击波兰和苏联，驱逐或消灭当地犹太人和斯拉夫人以获取领土；这些种族被视为劣于雅利安优等民族，并被认为是犹太布尔什维克主义阴谋论的组成部分。其他被视为劣等的族群包括精神和生理残疾者、罗姆人、同性恋者、耶和华见证人以及与社会不容者。
在本土运动的影响下，纳粹政权反对文化上的现代主义，并大力支持军事发展，以放弃理智为代价。创造和艺术被抑制，除非它们能够对政治宣传起到作用。纳粹党使用包括血旗在内的符号以及诸如纽伦堡党代会这般的仪式来加强团结和提升该政权的受欢迎度。

#### 反猶主義和大屠殺

盟軍解放後的布痕瓦爾德集中營，被殺害的猶太人的屍骨累累

納粹政權對猶太人特別懷有敵意，他們成為無休止的反猶主義宣傳攻擊的目標。納粹試圖說服德國人民將猶太人視為“非人類”，在1933年聯邦選舉中贏得近44%的議會席位後，納粹立即在全國範圍內抵制猶太企業。1933年3月，第一個官方納粹集中營在巴伐利亞的達豪建立，從1933年到1935年，納粹政權鞏固了他們的權力。1933年4月7日通過了《恢復專業公務員制度法》，該法迫使所有猶太公務員從法律職業和公務員制度中退休。1935年的紐倫堡法律禁止猶太人和德國人之間發生性關係，只有德國血統或相關血統的人才有資格被視為公民；其餘的被歸類為國家主體，沒有公民權利。這剝奪了猶太人、羅姆人和其他人的合法權利。猶太人在納粹政權下繼續遭受迫害，例如1938年的水晶之夜大屠殺，德國500,000名猶太人中約有一半在1939年之前逃離該國，此後幾乎不可能逃脫。
1941年，納粹領導層決定實施他們稱為“最終解決方案”的計劃，該計劃後來被稱為大屠殺。根據該計劃，猶太人和其他“次要種族”以及來自德國和被佔領國家的政治反對者在謀殺現場被系統地謀殺，並從1942年開始在滅絕營中被謀殺。1941年至1945年間，猶太人、吉普賽人、斯拉夫人、共產主義者、同性戀者、精神和身體殘疾者以及其他群體的成員成為目標並有條不紊地謀殺——“種族滅絕”一詞的由來。大屠殺期間共有約1700萬人被殺，其中包括150萬兒童猶太兒童。

## 冷战时期（1945年－1990年）
|                                                            | 長期以來，受過教育的德國人對此做出了積極的回應，聲稱自己有特殊的「德意志道路」，但是在1945年崩潰後转而批評德國背離西方。如今負面觀點占主導地位。根據目前流行的觀點，德國與歐洲大國的差異並沒有大到可以說存在「特殊的德國式道路」的程度。而且無論如何，地球上沒有一個國家走過所謂的「正常道路」。 |
| ——海因里希·奥古斯特·温克勒《德國：走向西方的長路》，2006年 | |

### 四國分治

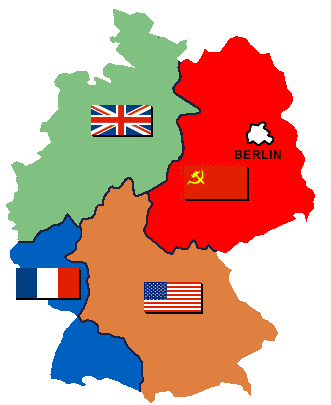
1945年被盟军占领的德国

两次世界大战后德国损失的土地

1945年5月8日納粹德国战败后，根据《雅尔塔协定》和《波茨坦协议》，德国除割让给苏联和波兰11.4万平方公里土地外，其余部分及首都柏林由苏、美、英、法分区占领。
1947年1月1日，美占区和英占区组成联合经济区，同年4月法占区也加入该联合经济区。1948年9月由州议会代表组成协商会议。1949年5月8日，协商会议通过《基本法》。5月23日《基本法》被公布，德意志联邦共和国正式成立，它简称為联邦德国。9月20日，由康拉德·阿登纳组成第一届联邦政府。联邦德国的议会由联邦议院和联邦参议院组成。联邦的最高司法机构是联邦宪法法院。
1946年4月德国苏占区的德国共产党和德国社会民主党合并，成立德国统一社会党。1947年12月6日，在柏林苏占区召开德国人民第一次代表大会。1949年5月30日德国人民第3次代表大会批准宪法。同年10月7日临时人民议院通过宪法。10月7日德意志民主共和国正式建立，它简称民主德国。10月10日苏联占领当局将行政职权移交给临时政府。
1948年柏林危机爆发，當年年底，柏林正式分裂成为两个城市。1961年，民主德国在东西柏林边界自己的一侧修建柏林墙，并且切断西德与西柏林的交通运输。建牆的行為昭示著冷战达到最高峰，美国靠空投物资支援西柏林，是為柏林空運。

### 戰後的混亂

#### 驱逐德意志人

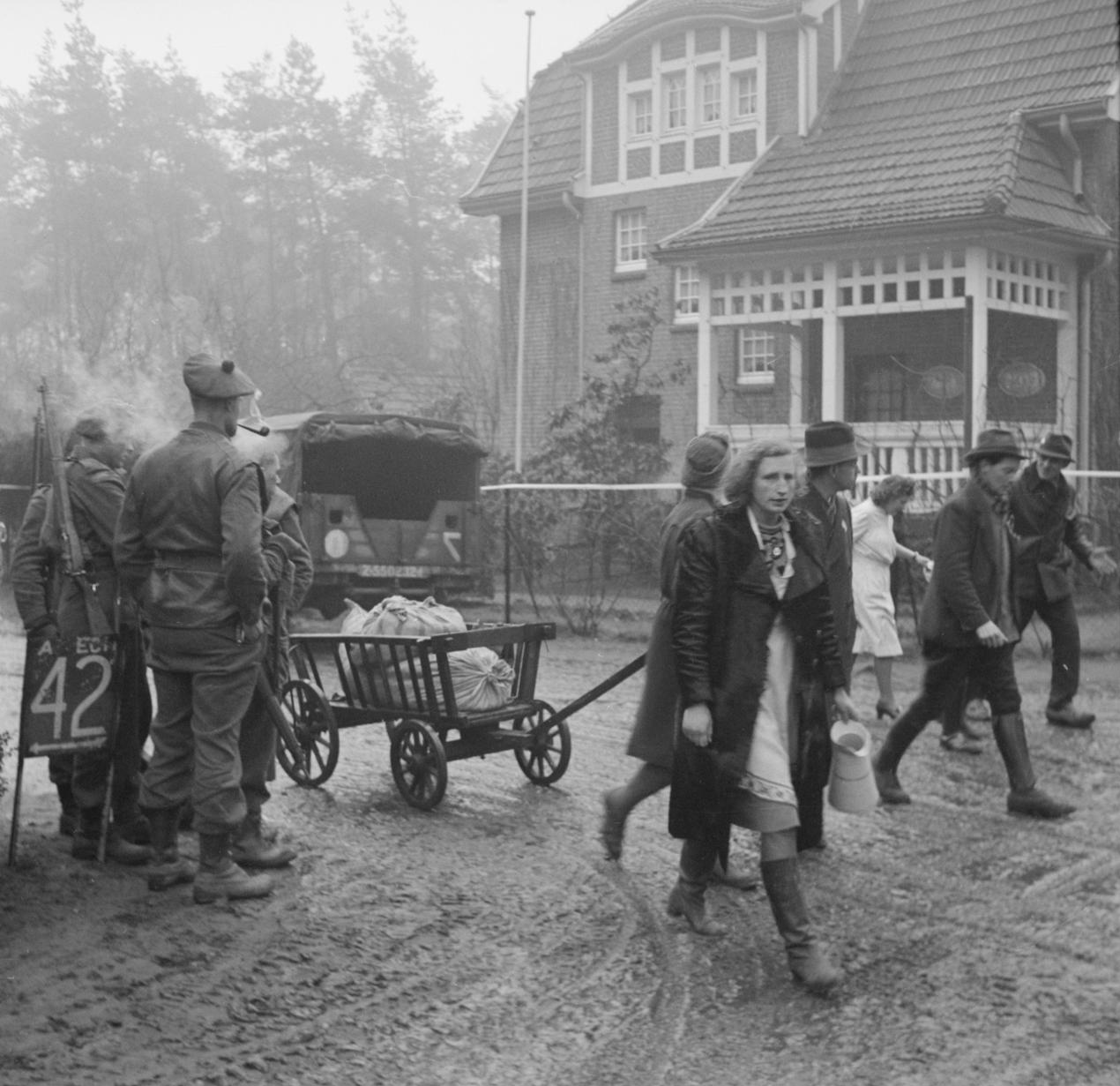
1945年2月19日贝德堡的德国难民

在波茨坦會議上，德國被盟軍劃分為四個軍事佔領區，直到1949年才恢復獨立。奧得河和尼斯河以東的省份（奧得-尼斯線）被割讓予波蘭和蘇聯（加里寧格勒州）。這些領土的解決本等待與德國舉行的最終和平會議，但此會議最終並未舉行。大多數剩餘的德國人被驅逐出境，他們包括大約670萬生活在波蘭置換的土地上的德國人，此外定居在捷克斯洛伐克的300萬德國人（主體是蘇台德德國人）也被驅逐到西部。此外還有大量中東歐德裔和戰俘被關入了蘇聯的戰俘營，對他們的遣返直到20世紀50年代才完成。這是近代歐洲發生的最大規模的民族遷徙行為，大約50至200萬人死於遷徙途中。曾經因為東向移民運動而建立起來而持續千年的德意志人定居點被徹底掃除。

#### 平民傷亡

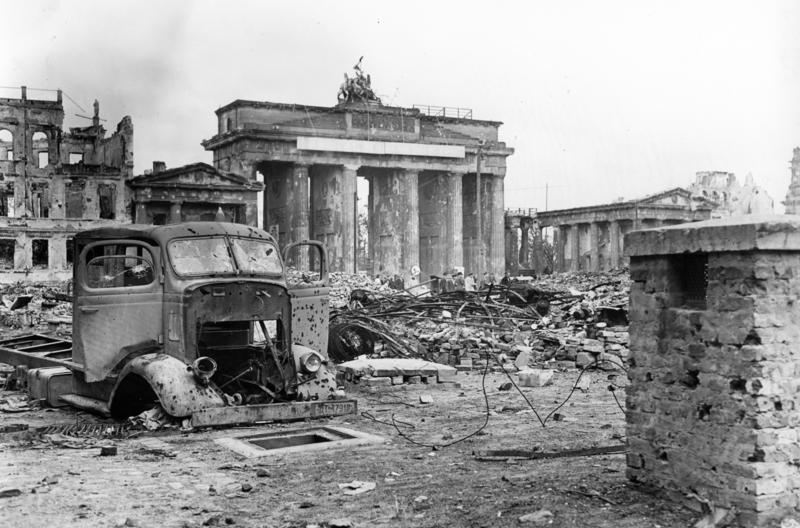
近乎成為廢墟的柏林

威瑪德國戰前的人口約為6900萬，因二戰而死亡者總數佔8%至10%，即550萬至700萬人。其中包括450萬軍人和100至200萬平民。1100萬外國工人和戰俘離開，士兵返回家園，超過1400萬流離失所的講德語的難民從德國前東部省份和中東歐被驅逐出境，他們中的許多到達了德國西部。土地對他們來說往往是陌生的。在冷戰期間，西德政府估計，由於德國人的逃亡和驅逐以及在蘇聯的強制勞動，共造成了約220萬平民死亡。這個數字直到1990年代才受到質疑，當時一些歷史學家將死亡人數定為500,000至600,000人。2006年，德國政府重申其立場，即有約200-250萬人死亡。
去納粹化對舊政權的大多數高級官員進行了罷免、監禁或處決，但大多數中下層文職官員並未受到嚴重影響。根據在雅爾塔會議上盟軍達成的協議，數百萬戰俘被蘇聯和其他歐洲國家用作強迫勞動力。
在東方，蘇聯鎮壓異議並扶植起了另一個警察國家，作為情報機關的斯塔西被建立，他們僱用前納粹分子。蘇聯提取了東德國民生產總值的23%用於賠償，而在西方，賠償只是一個次要因素。
1945-46年，由於交通、市場和金融的中斷減緩了恢復正常的速度，住房和食品條件很差。在西部，轟炸摧毀了四分之一的住房存量，來自東部的超過1000萬難民湧入，大多數人住在難民營中。1946-48年的糧食產量僅為戰前水平的三分之二，而通常提供25%糧食的穀物和肉類運輸不再從東方運來。此外，戰爭的結束也結束了從被佔領國手中奪取的大量糧食，這些糧食在戰爭期間維持了德國的生存。煤炭產量下降了60%，這對鐵路、重工業和供暖產生了連鎖負面影響 。工業生產下降了一半以上，直到1949年底才達到戰前水平。
盟國的經濟政策最初是工業裁軍加農業部門建設之一。在西部地區，大多數工業廠房的炸彈損壞程度最低，盟軍拆除了5%的工業廠房進行賠償。

### 民主德國

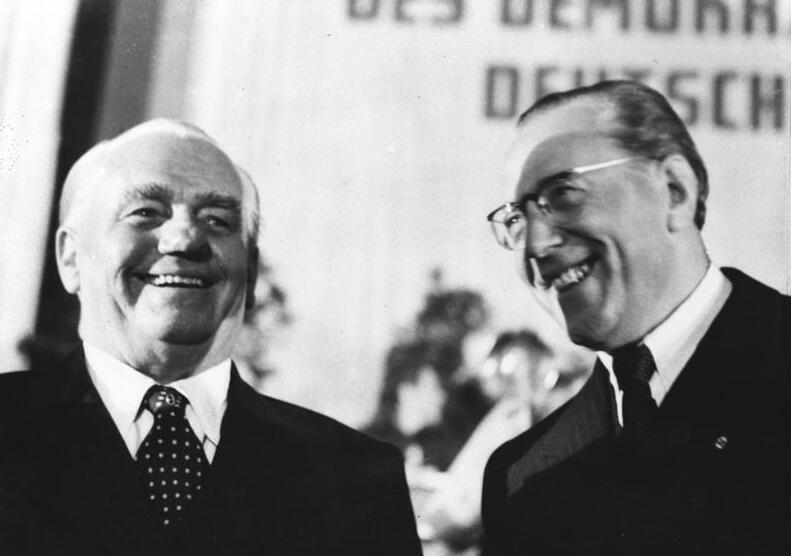
1949年10月7日，东德总统威廉·皮克和部长会议主席奥托·格罗提渥在建国大会上

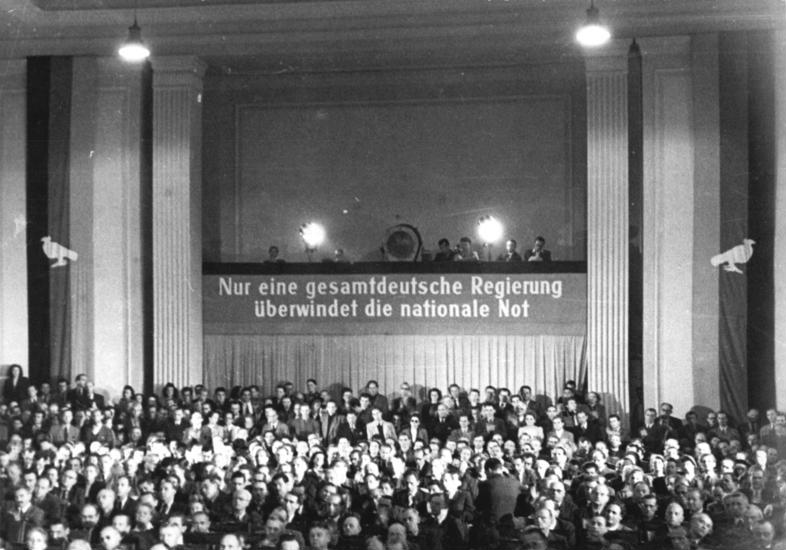
1949年，在柏林的纳粹帝国航空部大楼举行的第九次人民委员会会议上，德意志民主共和国成立

1949年，德國的蘇聯佔領區成立「德意志民主共和國」（DDR），通常簡稱為「東德」，由社會統一黨控制。直到1950年代，這兩個國家都沒有一支重要的軍隊，但東德將斯塔西建成了一支強大的秘密警察，滲透到其社會的各個方面。
東德是一個東方集團國家，通過其占領軍和華沙條約在蘇聯的政治和軍事控制下。政治權力完全由共產黨控制的社會主義統一黨（SED）的主要成員（政治局）執行。建立了蘇聯式的指令經濟；後來東德成為最先進的共產主義國家。雖然東德的宣傳是基於東德社會計劃的好處和所謂的西德入侵的持續威脅，但它的許多公民向西方尋求政治自由和經濟繁榮。

#### 烏布利希时期
第二次世界大戰中納粹德國戰敗，根據波茨坦會議中英、美、法、蘇四國的協議，決定在德國戰敗後將其一分為四，分別由四個戰勝國瓜分佔領，並合組一個最高管理單位盟國管制理事會來治理德國事務。由於理念上的差異，在戰後以美國為主的西方陣營與以蘇聯為主的共產陣營逐漸疏遠，1948年3月時，美、英、法三國在倫敦舉行會議，初步決議要將三國所分別管理的德國領土合併，組成一個德國西部的政權西德，針對這點蘇聯方面作出反制，首先是退出ACC，進而宣佈著手設立一個東德政權的計畫。
但直接導致東西德分離的導火線，則是發生在1948年6月20日，西方佔領區境內的貨幣重整計畫。當時西方三國佔領區內原本分別發行的貨幣進行了整合，卻排除蘇聯佔領區，發行了西德馬克，而蘇聯佔領區也在短短三日後發行了東德馬克，儼然象徵東西德正式分離。東西德分離後，東德方面曾在1948年中開始，對使用西德馬克的西柏林地區進行封鎖，為期11個月，希望透過此舉達到完全控制整個柏林地區的目的，但在西方國家持續以空運方式進行的柏林空運之支援下沒有實現。在柏林封鎖解除（1949年5月12日）後沒多久的5月23日，西德（德意志聯邦共和國）宣佈正式成立。
1949年10月7日德意志民主共和国成立，这一天德意志民主共和国宪法正式生效。第二届德国人民议会组成了临时议会并任命奥托·格罗提渥为总理以组建政府。威廉·皮克则于10月11日被选举为东德总统。东德被宣布为一个社会主义的人民民主共和国，除统一社会党外，资产阶级的政党也被容忍，前提是需参加国家阵线。部长联席会议组成了东德政府，但实际的权力中心在统一社会党政治局。相對於英美法佔領區所組成的西德加入了以美國為首的北大西洋公約組織，東德則加入以蘇聯為首的社會主義陣營組織——華沙條約組織。
1952年7月统一社会党决定开始进行社会主义建设。在经济上，对工业进行国有化；在农业上，通过农业生产合作社（LPG）进行集体化。此时宣传的口号是：“学习苏联就是学习如何取得胜利”。伴随这一行动的是在思想领域的压制，特别是针对教会。1952年5月德国内部边境封锁后边境附近所有可疑的居民都被强制搬迁。尽管如此在1953年的头三个月，仍然有大约20万人离开东德，他们大部分是通过尚未封锁的西柏林边境。
1953年3月斯大林去世后，新任苏联领导人馬林科夫等高層和统一社会党在一定程度上停止了从前对社会思想的压迫。然而先前所指定的工作定额并未降低。1953年6月17日东柏林发生了工人的罢工和示威，随后扩大到全国，被称为六一七事件。最终导致驻扎在东德的苏联军队镇压，至少55人死亡。
通过苏联的财政支持和苏联产权企业改制为东德国有企业，减轻了东德的战后赔偿压力。这些举措缓解了消费品供给的压力并且稳定了统一社会党政权，尽管乌布利希的掌权颇受争议。1956年11月苏联军队对匈牙利事件的镇压导致了对持反对意见的知识分子和学生的新一轮压迫。1959年统一社会党发起了第二次“建设社会主义”运动。1960年第一季度40%的农业用地属于农业生产合作社，一年之后则迅速增加到90%。同时，离开东德的人数也迅速增加。

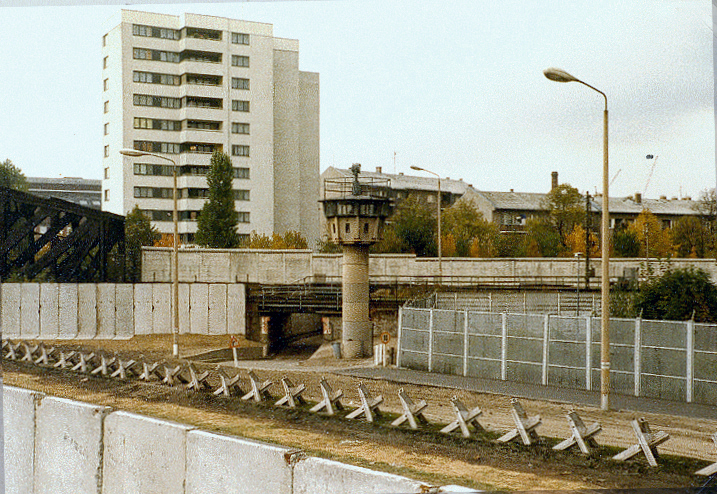
西柏林城市铁路穿过柏林墙

民主德国的大规模移民潮使其生存受到威胁，特别是离开的人中大多是年轻人和受过教育的人。基于苏联方面的支持，从1961年8月12日晚上开始至13日东德边防警察和工人阶级战斗队围绕西柏林的边境设置了铁丝网，并最终修筑了柏林墙，成为了德国和欧洲分裂的象征。东德方面宣传其为“反法西斯防卫墙”。此外，之后设置了反车辆障碍、地雷区、自动机枪和边防哨，进一步加强了越境难度。据西德国家司法档案室记录，约数百名难民在两德边境内死亡。
1961年10月，苏共中央第一书记赫鲁晓夫发动去斯大林化，东柏林以斯大林命名的街道、公园和设施被重新命名，以减少个人崇拜。对潜在的逃亡人群，政府从单纯的镇压转变为对其进行思想劝说并提高他们的生活水平和职业前景。这种政策对经济发展产生了积极的影响，缓和了人民与领导者之间的对立情绪。对于年轻人来说，统一社会党持开放的态度，特别在于对西方音乐舞蹈形式的引进。1963年中央政治局决定：“没人应该限制青年只伴着华尔兹或探戈的节奏跳舞，他们应该表达自己的感受和情绪，由他们自己选择。”自由德国青年团参与举办了一些流行舞蹈的活动，得到了青年的一致好评。
然而1964年赫鲁晓夫下台和发生莱比锡青年骚乱后，开放时期结束了。一些诸如“流氓罪”、“流浪汉”、“长头发”和“游手好闲的人”的名词重新出现。创作“愤世嫉俗的歌词”的歌手乌尔夫·比尔曼由于反对宵禁而被罚款。
1968年在布拉格之春中，苏联通过华约将捷克斯洛伐克的改革扼杀在萌芽状态。这导致东德内部希望对社会主义进行更多改革和自由的气氛骤然下降，许多年轻人在东德主要城市进行了小规模的抗议，史塔西记录在1968年11月有至少2,000宗“敌对行为”。
1970年，统一社会党总书记乌布利希和昂纳克之间爆发了权力斗争。昂纳克对东、西德的和解较为了解，计划缓解消费品的缺乏并降低工人对于生产计划的抱怨，并且在统一社会党政治局批评乌布利希过于重视重工业的经济战略。虽然苏共中央总书记勃列日涅夫最终持中立态度，但最终还是导致了乌布利希在1971年4月辞职。

#### 昂纳克时期

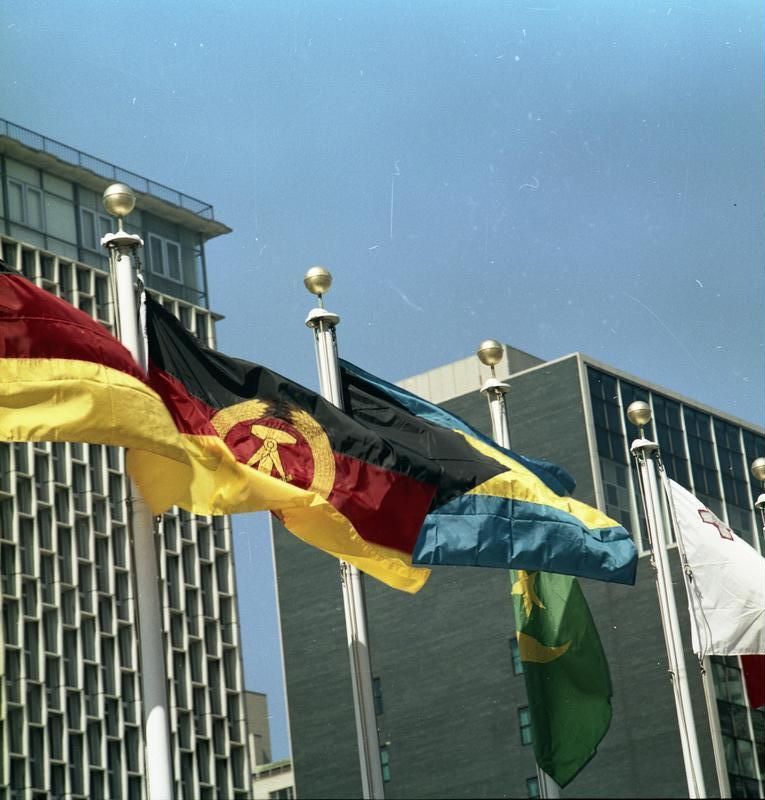
1973年9月，东德和西德国旗在联合国总部升起

昂纳克取代乌布利希在1971年6月统一社会党代表大会上成为总书记（最高领导人）。其后一个显著的变化是“进一步提高人民的物质和文化生活水平”成为了统一社会党的主要任务。工作重心是为工人提供体面的住房，同时增加了缩短工作时间、延长产假和完善托儿设施等鼓励妇女就业的措施。东德家庭拥有冰箱、电视机等重要消费品的比例显著增加。到1976年最低工资增加到400东德马克，最低退休金增加到230东德马克。然而，在刺激经济和消费的同时也增加了东德在西方的债务。
1971年12月昂纳克推行了新的文化政策，起初意在进行一场文化解放运动，然而至1970年中期仍有诸多限制：
|  | 基于社会主义的牢固基础，我认为在艺术和文学领域是没有什么禁忌的。这是指对于艺术创作的内容和形式而言，简言之即艺术的主旨。 |

同时，对年轻人的音乐进行了一次东德化的复兴运动。在1972年4月一场被人称作“舞曲会议”的会议上宣布“我们并不是排斥爵士乐、节奏音乐和民谣，只是因为帝国主义者们操纵大众文化，其艺术主旨是建立在利润最大化的基础上的。”1973年，以“为了我们集体的利益”为由，昂纳克实行了限制收听收看西方广播和电视的运动。同时限制留長髮、穿短裙和蓝色牛仔裤，并把镶钻牛仔裤认作是“西方颓废文化”的象征。与此同时，昂纳克进一步加强了与苏联的紧密联系并宣称将“深深扎根于社会主义大家庭中”。1974年东德与苏联的关系趋向成熟，被称为“在与苏联的友谊中已经找不到任何可以指责的地方了”。

作为西德总理维利·勃兰特东方政策的一部分，1970年在埃尔福特举行了首脑会议，德意志民主共和国和德意志联邦共和国之间进行了谈判和沟通。为解除武装对立和重返国际社会达成了协议，并确立通过由东德改善道路状况和简化过境手续保障西德与西柏林之间交通通畅。1972年两德签署了《德意志联邦共和国与德意志民主共和国关系基础条约》，标志两国在和平和共存的基础上认同彼此的存在。随后在1973年，两个德国同时加入联合国，並於1974年時依據基礎條約第8條規定、在波恩和东柏林相互建立常駐代表處。

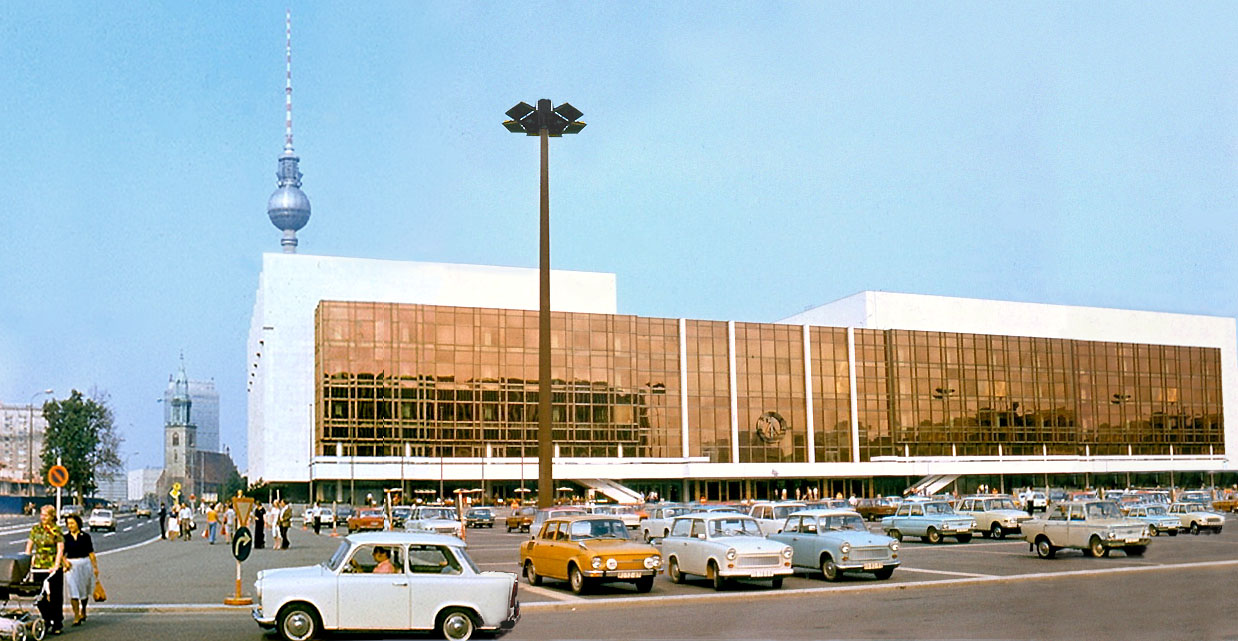
东德人民大会所在地共和国宫

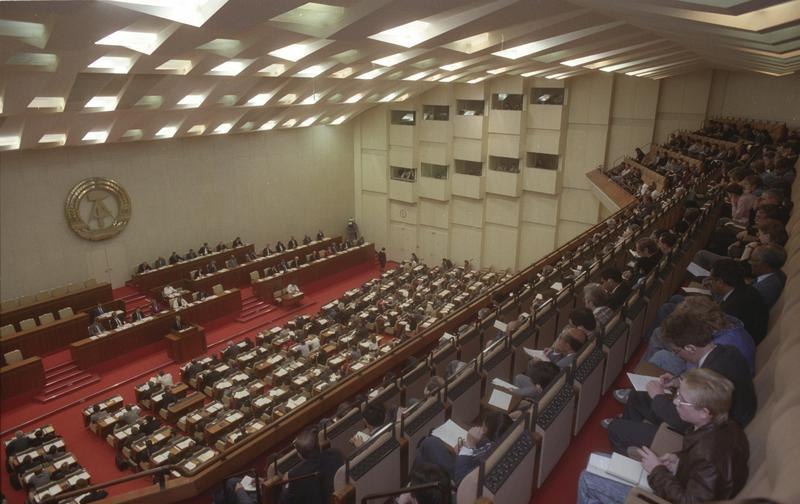
东德人民大会内部

1979到1980年的第二次石油危机引起了东德经济加速衰退。彩电、冰箱和洗衣机和西方相比不仅相对昂贵，并且等待时间漫长：“一台洗衣机的交货时间最长可达三年，一辆衛星轎車需要等待至少十年。”

#### 鐵幕的鬆動
1989年8月，匈牙利的政府改革打破了笼罩欧洲44年之久的“铁幕”；同年9月，1,300多个东德人透过匈牙利进入到了西德境内。与此同时，要求民主改革的大规模示威游行在东德的许多城市相继爆发。尽管为了巩固统治，德国统一社会党在当年10月的东柏林进行了声势不小的阅兵，但东德首都柏林仍然爆发一连三次要求政治改革的大规模群众示威游行。此后为了平息游行，德国统一社会党罢免了昂内克的党总书记职务。
同年11月9日，柏林墙倒塌。隨後幾天裡，大量东德人通过柏林墙輕易进入了西德境内。12月1日，东德议会废除宪法赋予德国统一社会党的领导地位。两天后，统一社会党中央委员会、总书记、东德议会都宣布辞职。

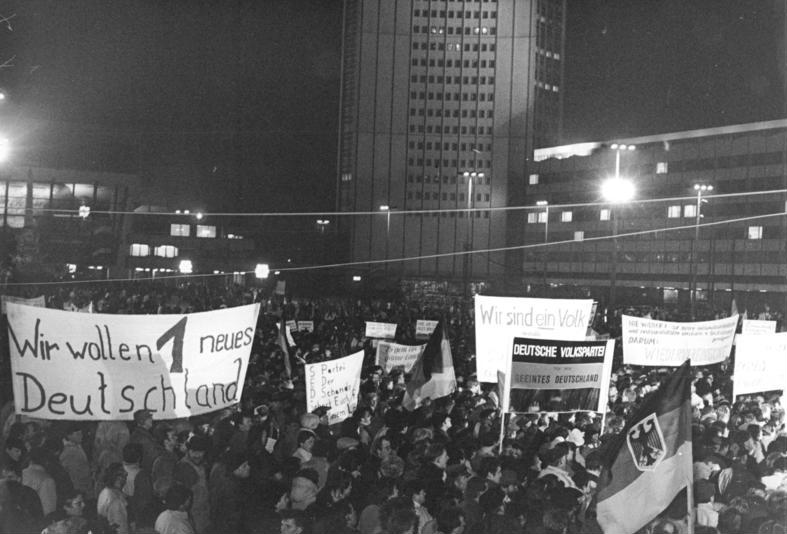
1990年1月8日在莱比锡举行的示威活动，其上寫著：“我们是一个民族！”“我們希望一個新的德國」

尽管许多东德人想在东德领土上建立一个非社会主义的国家，但这种想法很快被两德统一的声浪所淹没。示威的口号也从向国家权力挑战的“我们就是人民！”（德語：Wir sind das Volk!）转变成以德国统一为目标的“我们是一个民族！”（德語：Wir sind ein Volk!）。在與美国、苏联、法国和英国简短的协商后，两德重新统一的决定被认可。
1990年10月2日，東德政府機關停止工作，西德接收了東德的駐外使領館，10月3日，兩德統一慶典在柏林舉行，兩德正式宣佈統一。原屬東德的五個邦——勃蘭登堡、梅克倫堡-前波美拉尼亞、薩克森、薩克森-安哈爾特和圖林根正式加入德意志聯邦共和國。在法律上東德被西德合併，以德意志聯邦共和國作為存續單位，东德因此宣告灭亡。
1991年3月15日，最终解决德国问题条约生效，德国恢复全部主权。

### 聯邦德國

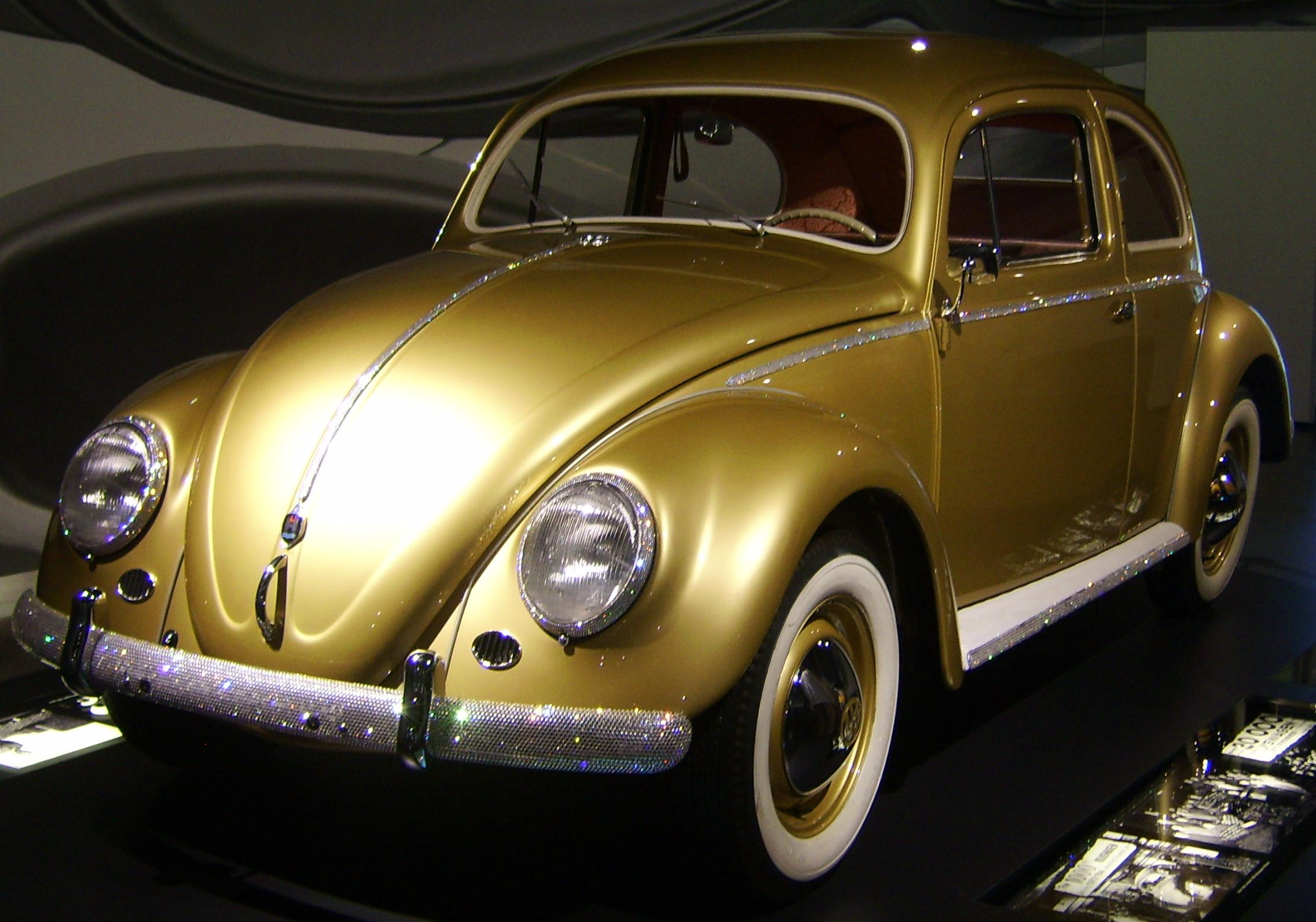
甲殻蟲汽車見證了戰後德國的經濟奇蹟

1949年，德國的美英法3國佔領區合併成立「德意志聯邦共和國」（FRG），通稱西德。政府由康拉德·阿登納總理及其保守的基民盟/基社盟聯盟組成。CDU/CSU在1949年以來的大部分時間裡都在掌權。西德首都為波恩，直到1990年才遷至柏林。1990年，FRG吸收了東德並獲得了對柏林的完全主權。在任何方面，西德都比東德更大、更富有（很大程度上是由於德國東部16萬平方千米的土地被割讓給了波蘭和蘇聯），東德成為共產黨控制下的獨裁政權，並受到莫斯科的密切監視。德國、尤其是柏林，是冷戰的聚焦點，北約和華約在西部和東部集結了主要軍事力量。

#### 经济奇迹

第一次柏林危機

战后联邦德国经济发展较快。1960至1970年代，德国出现经济奇迹，被稱為「萊茵河奇蹟」。到统一前，联邦德国已经成为世界经济第四大国，贸易第三大国。西德從1950年代初開始享有長期的經濟增長（Wirtschaftswunder）。工業生產從1950年到1957年翻了一番，國民生產總值以每年9%或10%的速度增長，成為整個西歐經濟增長的引擎。工會通過推遲加薪、減少罷工、支持技術現代化和共同決定政策支持新政策，其中包括令人滿意的申訴解決系統以及要求工人在大公司董事會中的代表。1948年6月的貨幣改革、作為馬歇爾計劃一部分的美國捐贈14億美元、打破舊的貿易壁壘和傳統做法以及開放全球市場，加速了復甦。西德獲得了合法性和尊重，因為它擺脫了德國在納粹統治下獲得的可怕聲譽。
西德在創建歐洲合作方面發揮了核心作用；它於1955年加入北約，並於1958年成為歐洲經濟共同體的創始成員。

#### 货币改革
最引人注目和最成功的政策事件是1948年的貨幣改革。自1930年代以來，物價和工資一直受到控制，但資金充足。這意味著人們積累了大量的紙面資產，而官方價格和工資並不能反映現實，因為黑市主導了經濟，所有交易的一半以上都是非官方的。1948年6月21日，西方盟國撤回了舊貨幣，並以每10個舊貨幣1個新馬克的匯率取而代之。這消除了90%的政府和私人債務，以及私人儲蓄。價格被解除控制，儘管價格上漲了25%，工會同意接受15%的工資增長。結果是德國出口產品的價格保持穩定，而出口利潤和收益飆升並重新註入經濟。貨幣改革與來自美國的14億美元馬歇爾計劃資金同時進行，該資金主要用於投資。

#### 阿登纳时期

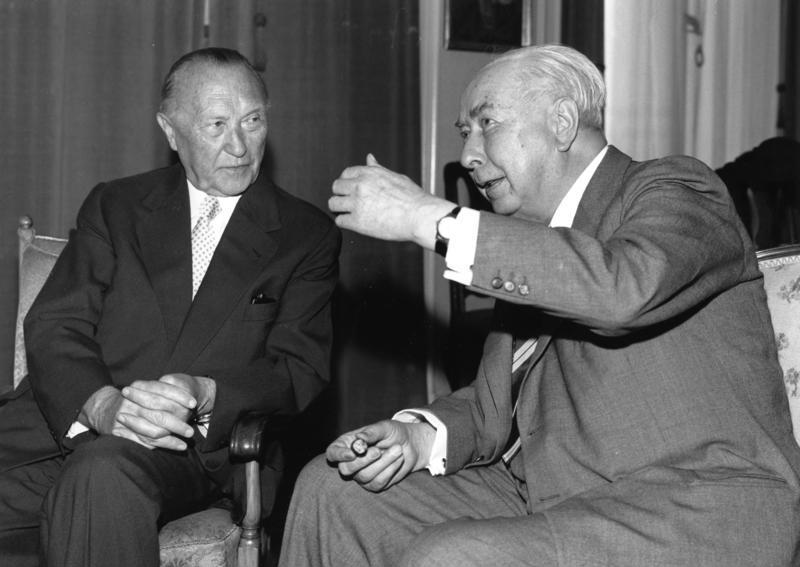
1959年9月14日，聯邦總理康拉德·阿登納與特奧多爾·豪斯

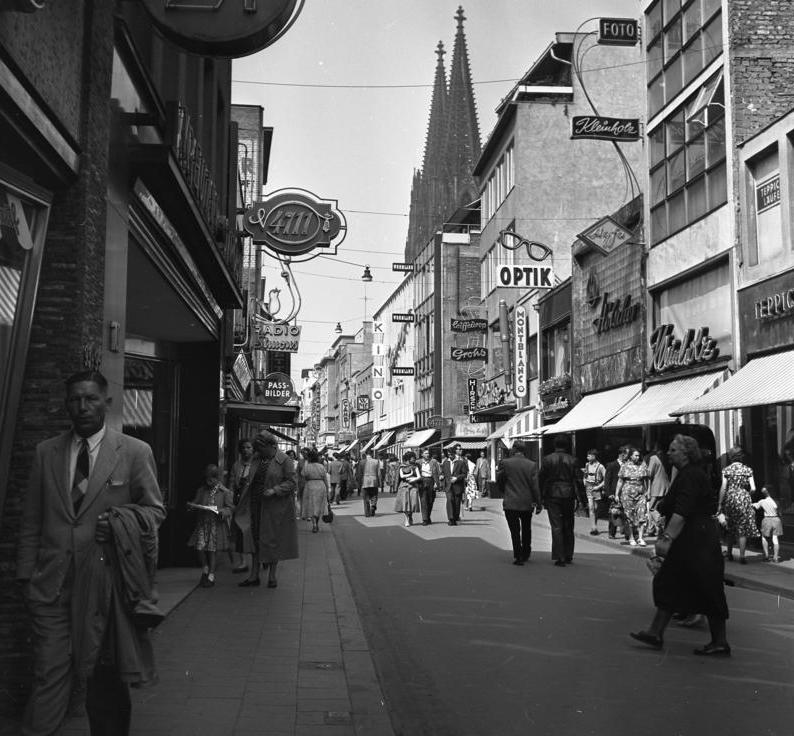
1956年8月9日，熙熙攘攘的科隆高街，德國在戰爭後迅速恢復

康拉德·阿登納（1876–1967）是西德的主要領導人。他是1949-63年西德的第一任總理，直到他去世，他還是基督教民主聯盟的創始人和領導人，該聯盟由保守派、秩序自由派以及新教和天主教社會教義的擁護者組成在西德歷史的大部分時間裡，它主導著西德政治。在他擔任總理期間，西德經濟迅速增長，西德與法國建立了友好關係，加入了新興的歐盟，建立了該國的武裝力量（德國聯邦國防軍），成為北約的支柱和堅定的盟友。阿登納政府也開始了與猶太人和以色列的長期和解進程。

#### 艾哈德时期
路德維希·艾哈德（1897-1977）作為英美佔領區的經濟主管負責經濟政策，並且是阿登納的長期經濟部長。艾哈德在1948年取消許多價格控制的決定（儘管遭到社會民主黨反對派和盟軍當局的反對），加上他對自由市場的倡導，幫助聯邦共和國在戰時的破壞中實現了強勁增長。德意志銀行前首席經濟學家諾伯特·沃爾特（Norbert Walter）認為，“德國在二戰後的快速經濟發展歸功於路德維希·艾哈德建立的社會市場經濟體系。”艾哈德在政治上不太成功1963年至1966年擔任基民盟校長。艾哈德遵循社會市場經濟的理念，與專業經濟學家保持密切聯繫。艾哈德將市場本身視為社會性的，並且只支持最低限度的福利立法。然而，1957年，艾哈德在努力創建一個自由、有競爭力的經濟體的過程中遭遇了一系列決定性的失敗。他不得不在反卡特爾立法等關鍵問題上妥協。此後，西德經濟演變為傳統的西歐福利國家。
與此同時，德國社會民主黨（SPD）在1959年通過戈德斯貝格綱領時，很大程度上摒棄了馬克思主義思想，轉而接受了市場經濟和福利國家的概念。相反，它現在試圖超越其舊的工人階級基礎，以吸引包括中產階級和專業人士在內的所有潛在選民。工會加強與行業的合作，實現了公司董事會的勞工代表和工資和福利的增加。

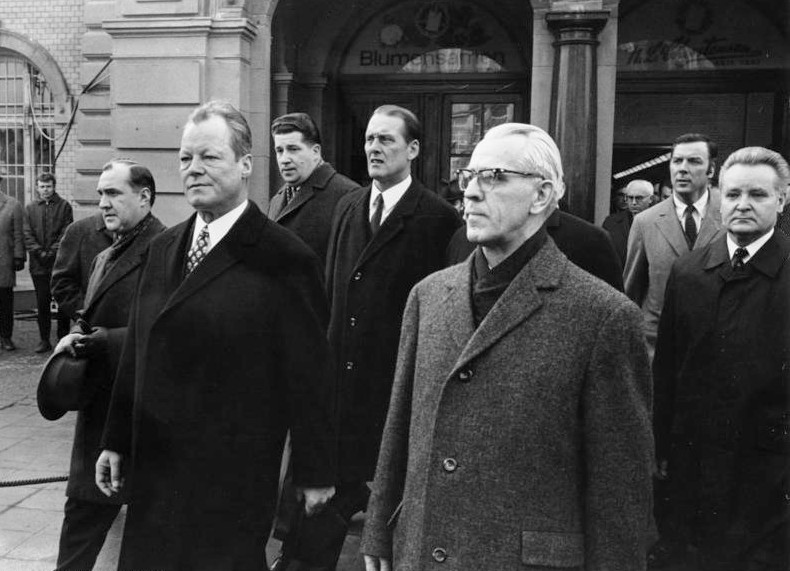
1970年勃蘭特（左）和維利·斯多夫，這是西德總理與東德總理的第一次會面

#### 勃蘭特时期
威利·勃蘭特（1913-1992）是1964-87年社會民主黨的領導人和1969-1974年的西德總理。在他的領導下，德國政府尋求緩和與蘇聯的緊張關係並改善與德意志民主共和國的關係，這一政策被稱為東方政策。這兩個德國國家之間的關係充其量是冰冷的，宣傳彈幕朝各個方向進行。東德人才的大量外流促使柏林牆於1961年建成，這加劇了冷戰緊張局勢並阻止了東德人的旅行。儘管急於減輕分裂家庭的嚴重困難並減少摩擦，但勃蘭特的東方政治仍堅持其“一個德意志國家中的兩個德國國家”的概念。
東方政治遭到德國保守分子的反對，但在1971年為勃蘭特贏得了國際聲譽和諾貝爾和平獎。1973年9月，西德和東德都被接納為聯合國會員國。兩國於1974年互派常駐代表，1987年東德領導人埃里希·昂納克對西德進行正式國事訪問。

#### 经济危机
1973年之後，德國遭受了全球經濟危機、油價飆升和居高不下的高失業率的重創，失業率從1973年的30萬猛增至1975年的110萬。魯爾區受災最嚴重，因為它的煤礦很容易到達逐漸消失，昂貴的德國煤炭不再具有競爭力。同樣，由於日本等低成本供應商的價格被壓低，魯爾鋼鐵行業也急劇下滑。福利制度為大量失業工人提供了一張安全網，許多工廠減少了勞動力，開始專注於高利潤的專業項目。1990年後，魯爾區進入服務業和高科技領域。清理嚴重的空氣和水污染本身就成為了一項主要產業。與此同時，以前的巴伐利亞鄉村變成了高科技工業中心。
一場間諜醜聞迫使勃蘭特辭去總理職務，同時繼續擔任黨魁。他被社民黨的赫爾穆特·施密特取代，他在1974-1982年擔任總理。施密特以較少的熱情繼續進行東方政治。他擁有經濟學博士學位，對降低通貨膨脹等國內問題更感興趣。當他借錢來支付越來越昂貴的福利國家的成本時，債務迅速增長。1979年之後，隨著冷戰再次升溫，外交政策問題成為中心問題。德國和平運動動員數十萬示威者抗議美國在歐洲部署新型中程彈道導彈。施密特支持部署，但遭到社民黨左翼和布蘭特的反對。

#### 科尔时期

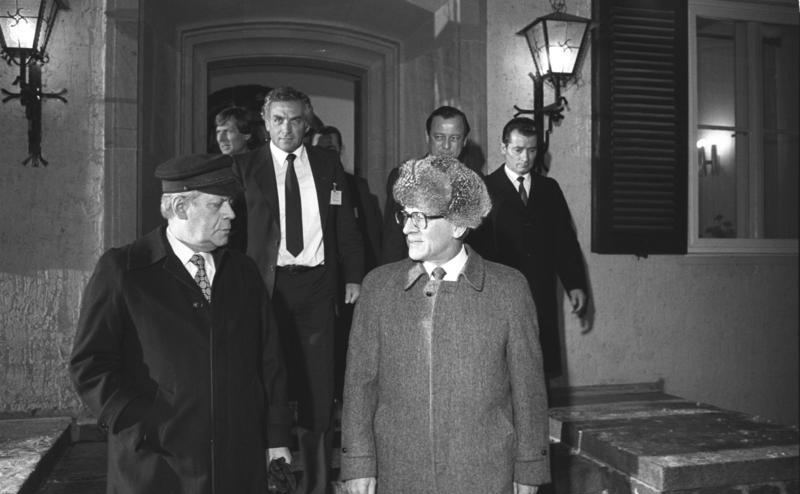
西德總理赫爾穆特·施密特與東德總書記埃里希·昂納克，1981年

赫爾穆特·科爾（1930-2017）在1982年通過基民盟/基社盟-自民黨聯盟將保守派重新掌權，並擔任總理直到1998年。在1983年、1987年、1990年和1994年多次獲勝後，他最終在1998年的聯邦選舉中被左翼有史以來最大的壓倒性擊敗，並由社民黨的格哈德·施羅德繼任總理。科爾最出名的是在二戰期間所有四大強權的批准下策劃統一，他們仍然在德國事務中擁有發言權。

### 再次统一

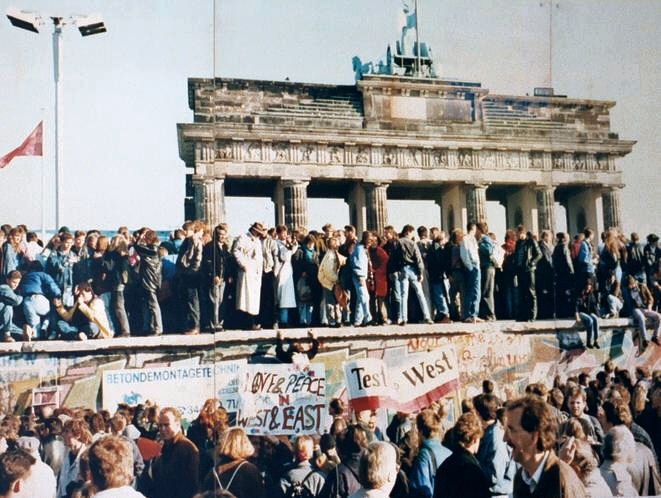
柏林牆的倒塌被人們視作冷戰結束的標誌性事件，由此，兩德在分隔40年後再度統一

1990年10月3日，前民主德国的领土并入联邦德国。
关于德国统一的条约达成于1990年2月13日，这个协议通过1990年2月14日的所谓“四加二协议”（英美苏法四个占领国和东西德国）得以实现。统一后的德国被认为是德意志联邦共和国的扩大延续而非继承国，因此仍然是欧共体（后来成为欧盟）和北约的成员国；此外，西德在所有国际组织中的成员资格均被其取代。根据1994年《柏林-波恩法案》，柏林成为统一之後的德国首都，而波昂则获得“联邦城市”（Bundesstadt）这一独有地位，保有一些联邦机关。政府迁移于1999年全部完成。1998年选举后德国社会民主党政治家格哈特·施罗德当选首位红绿联盟德国总理，与联盟90/绿党共同组建政府。

## 現今德國（1990年起）
|                         | 我们在同一艘船上。 |
| ——安格拉·默克爾，2013年 |                    |

### 德意志聯邦共和國

#### 施羅德时期

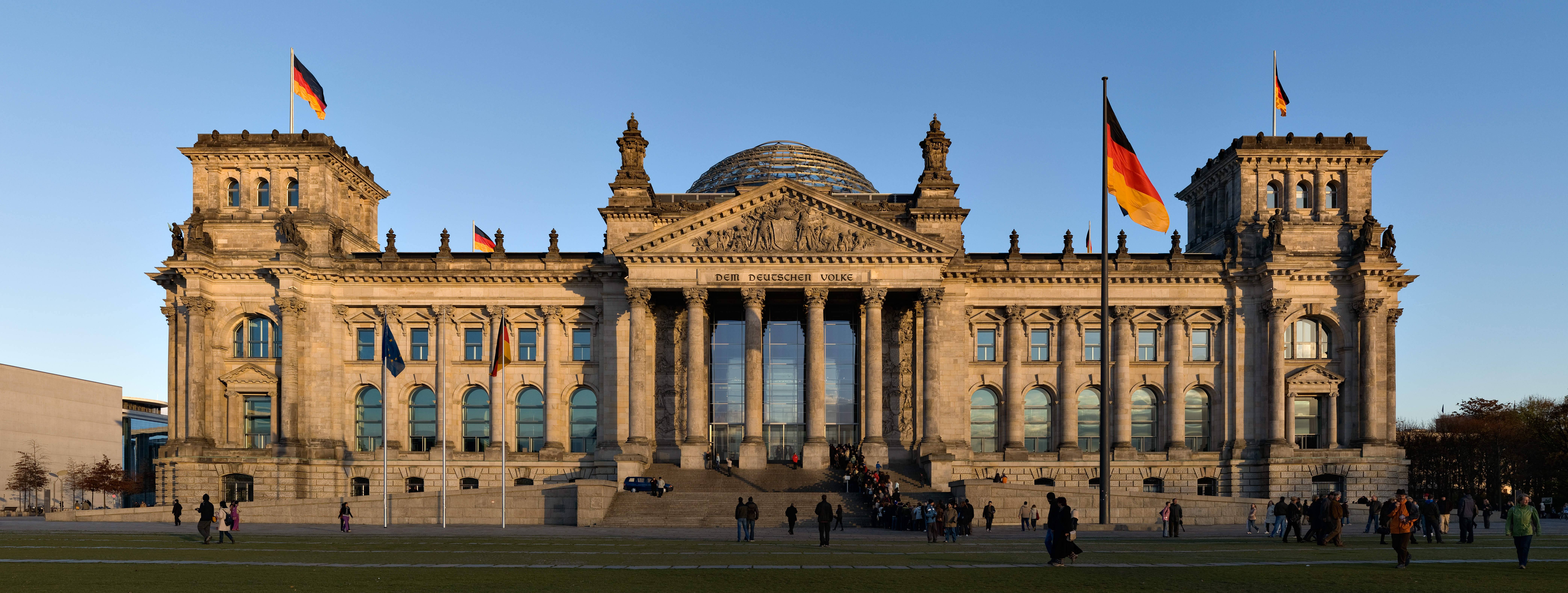
柏林國會大廈——德意志聯邦共和國自1999年後的國家議會

社民黨與綠黨聯合贏得了1998年的選舉。社民黨領袖格哈德·施羅德將自己定位為英國首相託尼·布萊爾和美國總統比爾·克林頓的中間派“第三條道路”候選人。
施羅德於2003年3月改變立場並提議大幅縮減福利國家的規模，稱為2010年議程。他獲得了足夠的支持，以克服工會和社民黨左翼的反對。2010年議程有五個目標：減稅；放鬆勞動力市場管制，特別是放寬保護工人免遭解僱的規則，並建立哈茨概念工作培訓；通過減少權利使福利國家現代化；減少小企業的官僚障礙；並向地方政府提供新的低息貸款。
2004年12月26日，在聖誕節和節禮日慶祝活動期間，在泰國和南亞和東南亞地區其他地區的數千名德國人受到印度尼西亞島西海岸蘇門答臘島9.0級地震的災難性海嘯的影響，以及成千上萬的德國人喪生。2005年1月20日，在柏林大教堂和聯邦議院為所有德國人舉行了追悼會。
2005年5月22日，社民黨在北萊茵-威斯特法倫州輸給基督教民主聯盟（CDU）後，格哈德施羅德宣布他將“盡快”舉行聯邦選舉。2005年7月1日，一項信任動議在聯邦議院以151票對296票（148票棄權）被否決，此前施羅德敦促議員不要投票支持他的政府以引發新的選舉。作為回應，一群左翼社民黨持不同政見者和新共產主義民主社會主義黨同意在大選中聯合競選，施羅德的競爭對手奧斯卡·拉方丹領導新團體。

#### 默克爾时期

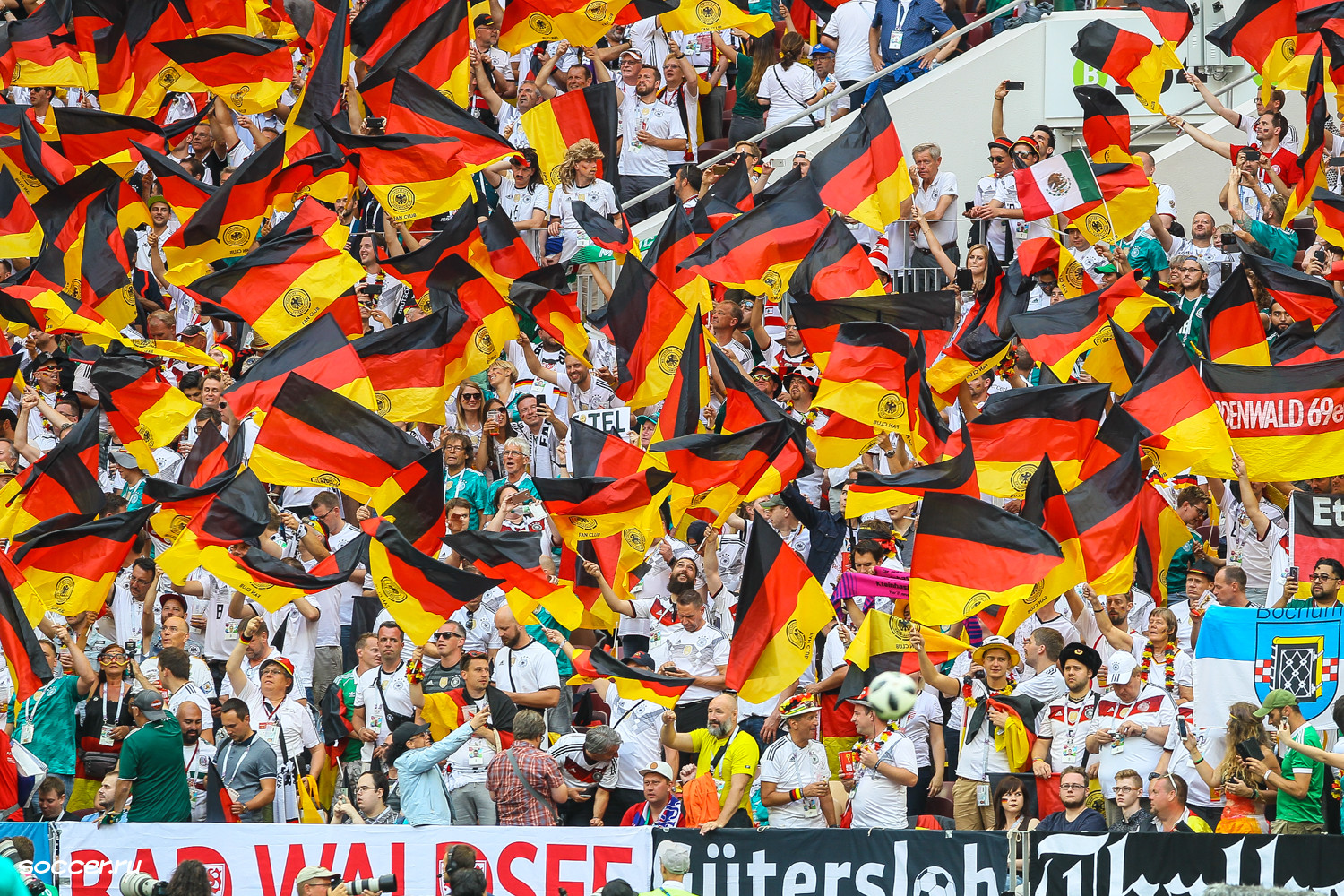
2018年俄羅斯世界盃上的德國球迷

2015年1月1日至6月30日歐洲聯盟及歐洲自由貿易聯盟國家收到的庇護申請。期間歐盟收到417,430宗庇護申請。棒的高度代表該國收到的申請宗數。顏色代表庇護申請者人數與該國人口的比例，由图可见德国接受了最多的难民
0.69%
＞0.2-0.3%
＞0.1-0.2%
＞0.05-0.1%
0.02-0.05%
＜0.02%
不屬於歐洲聯盟或歐洲自由貿易聯盟

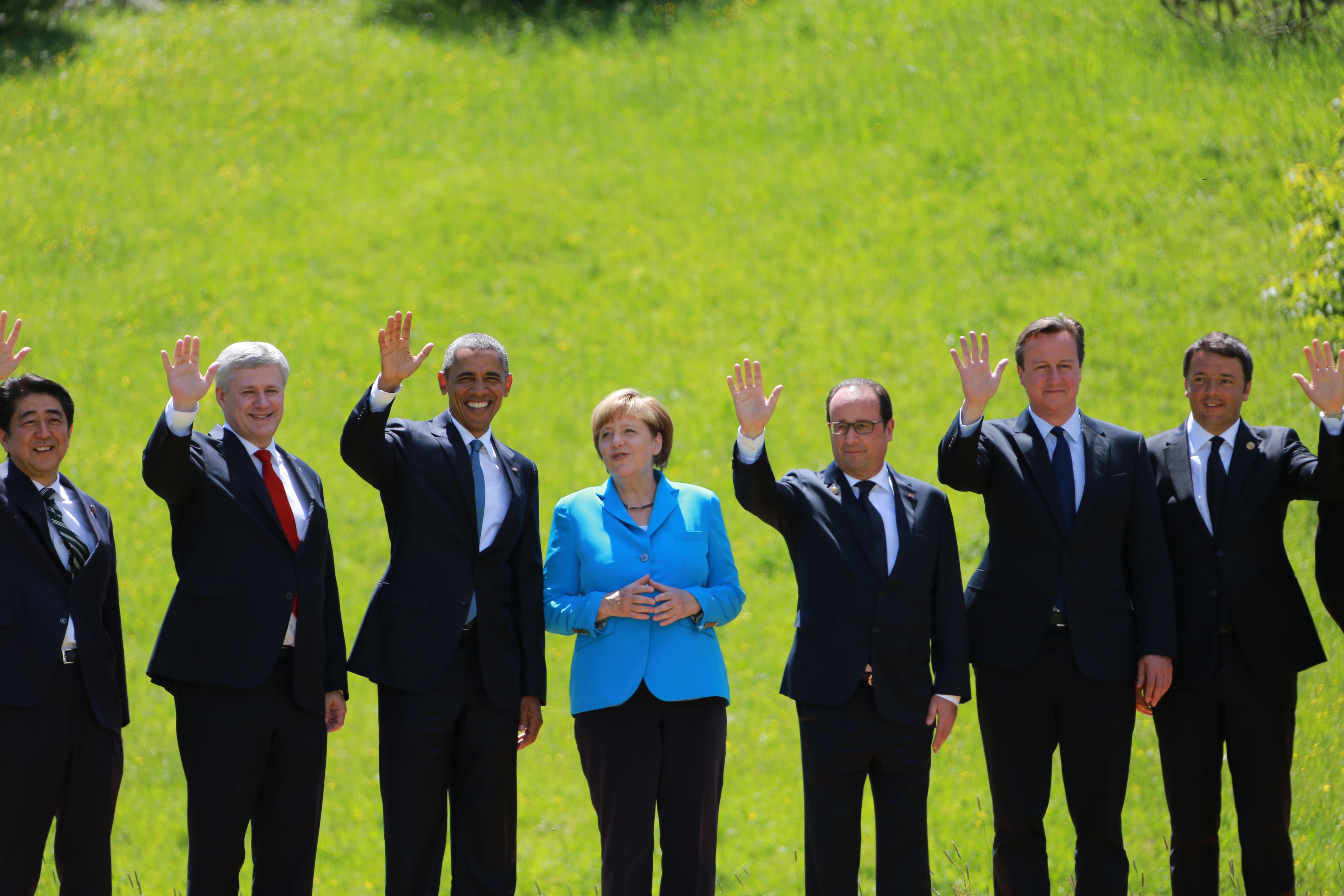
2015年，默克爾出席在巴伐利亞庫恩（Krün）舉行的G7峰會

從2005年到2009年和2013年到2021年，德國由基民盟總理安格拉·默克爾領導的大聯盟統治。從2009年到2013年，默克爾領導了基民盟/基社盟和自由民主黨的中右翼政府。
德國與法國和其他歐盟國家一起在歐盟中發揮了主導作用。德國（尤其是在總理赫爾穆特·科爾的領導下）是接納許多東歐國家加入歐盟的主要支持者之一。德國站在歐洲國家的前沿，尋求利用貨幣聯盟的勢頭來推動建立一個更統一、更有能力的歐洲政治、國防和安全機構。德國總理施羅德表達了對德國在聯合國安理會常任理事國席位的興趣，並指出法國、俄羅斯和日本是明確支持德國申辦的國家。德國在1998年12月31日永久固定德國馬克匯率後，於1999年1月1日正式採用歐元
。
自1990年以來，德國聯邦國防軍在國外參與了多項維和救災行動。自2002年以來，德國軍隊在阿富汗戰爭中成為國際安全援助部隊的一部分，這導致了二戰以來德國在戰鬥任務中的首次傷亡。鑑於2008年開始的全球大衰退，德國沒有像其他歐洲國家那樣經歷如此多的經濟困難。在影響德國經濟的歐元區危機之後，德國後來發起了大規模的金融救助。
繼2011年日本地震和海嘯導致福島核災難之後，德國公眾輿論急劇反對德國的核電，當時德國的電力供應占到了四分之一。作為回應，默克爾宣布計劃在接下來的十年中關閉核電站，並承諾更多地依賴風能和其他替代能源，除了煤炭和天然氣。
德國在2015年受到歐洲移民危機的影響，因為它成為許多來自非洲和中東的尋求庇護者進入歐盟的最終首選目的地。該國接納了超過100萬難民和移民，並製定了配額制度，根據移民的稅收收入和現有人口密度在聯邦各州重新分配移民。默克爾授權無限制入境的決定在德國和歐洲引起了嚴厲的批評。這是在2017年聯邦選舉中進入聯邦議院的極右翼政黨德國另類選擇崛起的主要因素。
新冠大流行極大地影響了德國社會，確診病例超過300萬，死亡人數超過90,000。繼2020年1月出現首例確診病例後，德國政府被稱讚為製定遏制感染和死亡的方法的有效模式，但由於病例數量上升，到年底失去了這一地位。2020年12月開始接種疫苗，到2021年5月取消了許多限制。

#### 朔尔茨时期
2021年9月，德国中左翼社会民主党以微弱优势赢得了联邦选举，结束了安格拉·默克尔领导16年的保守统治。
2021年12月8日，社会民主党人奥拉夫·朔尔茨宣誓就任德国新总理。 他与绿党和自由民主党组建了联合政府。
2022年2月，弗兰克-瓦尔特·施泰因迈尔被再次选为德国总统，開始了他的第二個任期。虽然主要是仪式性职位，但他一直被视为共识和连续性的象征。
2022年俄罗斯2月24日入侵乌克兰后，德国此前对俄外交政策（传统东方政策）因过于轻信和软弱而受到严厉批评。 继对2022年俄罗斯入侵乌克兰的担忧之后，德国宣布了政策的重大转变，承诺为德国联邦国防军提供1000亿欧元的特别基金，以弥补多年来的投资不足，同时将预算提高到GDP的2%以上。截至2023年4月，德国接收了超过106万乌克兰难民。

## 附錄

### 歷史年表
| 年份         | 事件 |
| ------------ | --- |
| 史前時期     | |
| 70-20万年前  | 海德堡人在此繁衍                                                                                           |
| 43-2.5万年前 | 尼安德特人在此繁衍                                                                                         |
| 前1200-700   | 凯尔特人定居繁荣                                                                                           |
| 前1000-500   | 日耳曼人从斯堪的纳维亚半岛南下，逐渐占据中欧地区                                                           |
| 前58-50      | 凯撒发动高卢战争，期间两次跨过莱茵河入侵日耳曼地区                                                         |
| 古典時期     | |
| 9            | 條頓堡森林之戰                                                                                             |
| 98           | 塔西陀写作《日耳曼尼亚志》                                                                                 |
| 297          | 羅馬皇帝允許撒利法蘭克人進入巴達維亞居住                                                                   |
| 310          | 科隆附近跨越萊茵河的橋樑被修築                                                                             |
| 313          | 天主教科隆主教區建立                                                                                       |
| 476          | 日耳曼蠻族入侵羅馬，西羅馬帝國滅亡                                                                         |
| 法蘭克王國   | |
| 481          | 法蘭克國王克洛維一世登基                                                                                   |
| 496          | 克洛維一世頒布《薩利克法》                                                                                 |
| 768          | 卡尔大帝即位                                                                                               |
| 772-804      | 薩克森戰爭，德国本土异教被消灭，国家实现基督教化                                                           |
| 800          | 卡尔大帝到達羅馬，教宗利奧三世授予其羅馬皇帝的稱號                                                         |
| 843          | 《凡尔登条约》簽訂，法兰克王国一分為三                                                                     |
| 919          | 薩克森公爵亨利一世當選為東法蘭克王國的國王，建立薩克森王朝                                                 |
| 955          | 奧托一世在第二次萊希菲爾德戰役戰勝馬札爾人，迫使馬札爾人在中東歐定居下來                                   |
| 神聖羅馬帝國 | |
| 962          | 奧托一世由教宗若望十二世加冕為神聖羅馬皇帝                                                                 |
| 1024         | 亨利二世去世後無嗣，來自法蘭克尼亞的康拉德二世當選為東法蘭克國王                                           |
| 1189-90      | 「紅鬍子」腓特烈一世與英國國王獅心王理查和法國國王腓力二世·奧古斯都一起領導了第三次十字軍東征              |
| 1245-73      | 大空位时代，由此皇帝大权旁落                                                                               |
| 1422         | 阿爾布雷希特五世迎娶了卢森堡王朝末代皇帝西吉斯蒙德唯一的女儿盧森堡的伊麗莎白，並被指定為西吉斯蒙德的繼承人 |
| 1493-1519    | 馬克西米利安一世統治，推行大規模改革。伊比利亞國家殖民美洲，歐洲走出中世紀                                 |
| 1517         | 馬丁·路德為反對贖罪券買賣發表九十五條論綱，拉開了宗教改革的大幕                                            |
| 1525         | 阿爾布雷希特宣布改信義宗，使條頓騎士團世俗化，建立普鲁士公国                                               |
| 1519-56      | 哈布斯堡家族的查理五世統治                                                                                 |
| 1555         | 《奧格斯堡和約》簽訂，皇帝认可宗教自由                                                                     |
| 1618-48      | 三十年戰爭                                                                                                 |
| 1683         | 波蘭-立陶宛和奧地利在維也納戰役击退了土耳其军队，奧斯曼帝國在歐洲的擴張畫上了句號                          |
| 1740-86      | 腓特烈大帝統治                                                                                             |
| 1804         | 拿破崙稱帝，神聖羅馬帝國皇帝弗朗茨二世集合諸國組成第三次反法同盟                                           |
| 1806         | 普、奧慘敗，簽訂《萊茵邦聯條約》，神聖羅馬帝國解体                                                         |
| 德意志統一   | |
| 1807-13      | 普魯士改革運動                                                                                             |
| 1813         | 萊比錫戰役，拿破仑战败                                                                                     |
| 1815         | 滑鐵盧戰役，拿破崙徹底失敗。同年舉行維也納和會，德意志邦聯成立                                             |
| 1848         | 德意志1848年革命爆发，由是召开法兰克福国民议会                                                             |
| 1864-71      | 三次王朝戰爭（普丹、普奧、普法），德意志宣告统一                                                           |
| 德意志帝國   | |
| 1871-88      | 威廉一世統治                                                                                               |
| 1882         | 三國同盟建立                                                                                               |
| 1889         | 威廉二世繼位，俾斯麥請辭                                                                                   |
| 1914         | 奧匈對塞爾維亞宣戰，一戰爆發，德國出兵盧森堡                                                               |
| 1916         | 日德蘭海戰、索姆河戰役、凡爾登戰役                                                                         |
| 1917         | 俄國二月革命爆發，意欲退出一戰，德國將主要兵力調往西線                                                     |
| 1918         | 皇帝會戰，《康边停战协定》簽訂，德國投降並承諾並割地賠款                                                   |
| 威瑪共和國   | |
| 1923         | 嚴重的通貨膨脹，納粹黨發動啤酒館政變                                                                       |
| 1933         | 希特勒被選舉為總理                                                                                         |
| 納粹德國     | |
| 1935         | 希特拉突破凡爾賽條約的封鎖，宣佈實施普遍義務兵役制，建立起50萬人的軍隊                                     |
| 1936         | 希特拉將德軍開進萊茵蘭非武裝區                                                                             |
| 1938         | 德國吞併奧地利、捷克斯洛伐克                                                                               |
| 1939         | 德國发动波蘭戰役，第二次世界大战爆发                                                                       |
| 1940         | 佔領丹麥、挪威、荷蘭、比利時和盧森堡，隨後擊敗英法聯軍，並佔領法國，後建立維希政權                         |
| 1941         | 入侵並佔領南斯拉夫和希臘，對蘇戰爭爆發                                                                     |
| 1942         | 斯大林格勒戰役，二战进入转折                                                                               |
| 1943         | 德軍在多條戰線被迫後退                                                                                     |
| 1945         | 希特勒自殺，德國宣佈無條件投降                                                                             |
| 戰後德國     | |
| 1948         | 第一次柏林危機，中东欧的德裔被大规模驱赶回国                                                               |
| 1949         | 美、英、法三國佔領區合併，成立德意志聯邦共和國；蘇聯佔領區宣佈成立德意志民主共和國                         |
| 1961         | 第三次柏林危機，柏林牆被修築                                                                               |
| 1969-72      | 東方政策，德国和中东欧国家关系解冻                                                                         |
| 1987         | 東德總書記埃里希·昂納克出訪西德                                                                            |
| 1990         | 民主德國併入聯邦德國                                                                                       |
| 現代德國     | |
| 1992         | 《馬斯特里赫特條約》簽訂，歐盟建立                                                                         |
| 2005         | 基民盟領袖默克爾成為總理                                                                                   |
| 2015         | 歐洲移民危機                                                                                               |

## 引用书籍
- Adams, Simon. . Psychology Press. 1997  [2022-05-10]. ISBN 978-0-415-12883-4. （原始内容存档于2021-11-20）.
- Barraclough, Geoffrey. . 1984.
- Beevor, Antony. . New York: Little, Brown. 2012. ISBN 978-0-316-02374-0.
- Bowman, Alan K.; Garnsey, Peter; Cameron, Averil. . The Cambridge Ancient History 12. Cambridge University Press. 2005. ISBN 978-0-521-30199-2.
- Bradbury, Jim. . Routledge Companions to History. Routledge. 2004  [2022-05-10]. ISBN 9781134598472. （原始内容存档于2022-04-11）.
- Brady, Thomas A. Jr. . Cambridge; New York: Cambridge University Press. 2009. ISBN 978-0-521-88909-4.
- Carr, William.  4. Routledge. 1991. ISBN 978-0-340-55930-7.
- Carsten, Francis. . 1958.
- Clark, Christopher. . Harvard University Press. 2006  [2022-05-10]. ISBN 978-0-674-02385-7. （原始内容存档于2022-05-10）.
- Claster, Jill N. . New York University Press. 1982. ISBN 978-0-8147-1381-5.
- Damminger, Folke. . Wood, Ian  (编). . Studies in Historical Archaeoethnology 3 Revised. Boydell & Brewer. 2003  [2022-05-10]. ISBN 9781843830351. ISSN 1560-3687. （原始内容存档于2022-05-20）.
- Day, Clive. . Longmans, Green, and Company. 1914: 252.
- Drew, Katherine Fischer. . The Middle Ages Series. University of Pennsylvania Press. 2011  [2022-05-10]. ISBN 9780812200508. （原始内容存档于2022-05-10）.
- Evans, Richard J. . New York: Penguin Books. 2003. ISBN 978-0-14-303469-8.
- Evans, Richard J. . New York: Penguin. 2005. ISBN 978-0-14-303790-3.
- Fichtner, Paula S.  70 2nd. Scarecrow Press. 2009  [2022-05-10]. ISBN 9780810863101. （原始内容存档于2022-05-10）.
- Fortson, Benjamin W. . Blackwell Textbooks in Linguistics 30 2nd. John Wiley & Sons. 2011  [2022-05-10]. ISBN 9781444359688. （原始内容存档于2014-02-03）.
- Green, Dennis H.  Revised. Cambridge University Press. 2000. ISBN 9780521794237.
- Green, Dennis H. . Heather, Peter  (编).  4 Revised. Boydell & Brewer. 2003  [2022-05-10]. ISBN 9781843830337. （原始内容存档于2020-08-08）.
- Heather, Peter J.  Reprint. Oxford University Press. 2006  [2022-05-10]. ISBN 9780195159547. （原始内容存档于2013-06-19）.
- Historicus.  [France's 33 wars of conquest]. Translated from the French. Foreword by Alcide Ebray 3rd. Internationaler Verlag. 1935  [21 November 2015]. （原始内容存档于2022-05-10） （德语）.
- Heather, Peter. . Oxford University Press. 2010.
- Hen, Yitzhak. . Cultures, Beliefs and Traditions: Medieval and Early Modern Peoples Series 1. Brill. 1995  [26 November 2015]. ISBN 9789004103474. （原始内容存档于2022-05-10）.
- Kershaw, Ian. . New York: W. W. Norton & Company. 2008. ISBN 978-0-393-06757-6.
- Kibler, William W. (编). . Garland Encyclopedias of the Middle Ages 2. Psychology Press. 1995  [26 November 2015]. ISBN 9780824044442. （原始内容存档于2020-08-03）.
- Kristinsson, Axel. . . ReykjavíkurAkademían. 2010  [2022-05-10]. ISBN 9789979992219. （原始内容存档于2016-04-24）.
- Longerich, Peter. . Oxford; New York: Oxford University Press. 2012. ISBN 978-0-19-959232-6.
- Majer, Diemut. . Baltimore; London: Johns Hopkins University Press. 2003. ISBN 978-0-8018-6493-3.
- Template:Cite contribution
- Nipperdey, Thomas. . Princeton University Press. 1996. ISBN 978-0691607559.
- Ozment, Steven. . Harper Perennial. 2004. ISBN 978-0060934835.
- Rodes, John E. . Holt, Rinehart and Winston. 1964. ASIN B0000CM7NW.
- Rüger, C. . Bowman, Alan K.; Champlin, Edward; Lintott, Andrew  (编).  10 2nd. Cambridge University Press. 2004 [1996]  [2022-05-10]. ISBN 978-0-521-26430-3. （原始内容存档于2022-03-19）.
- Schulman, Jana K. . Greenwood Press. 2002.
- Sheehan, James J. . 1989.
- Stollberg-Rilinger, Barbara. . Princeton University Press. 11 May 2021: 46–53  [26 February 2022]. ISBN 978-0-691-21731-4. （原始内容存档于2022-04-10）.
- Thompson, James Westfall. . 1931.
- Van Dam, Raymond. . Fouracre, Paul  (编). . Vol. 1, C.500–700. Cambridge University Press. 1995  [23 November 2015]. ISBN 9780521853606. （原始内容存档于2017-03-26）.
- Whaley, Joachim. . Oxford: Oxford University Press. 24 November 2011: 74  [3 March 2022]. ISBN 978-0-19-162822-1. （原始内容存档于2022-03-03）.
- Wiesflecker, Hermann. . Verlag für Geschichte und Politik. 1991  [21 November 2015]. ISBN 9783702803087. （原始内容存档于2022-05-10） （德语）.
- Wilson, Peter H. . Belknap Press. 2016. ISBN 978-0-674-05809-5.
- Wagner, Günther A. . Proceedings of the National Academy of Sciences. 2010, 107 (46): 19726–19730. Bibcode:2010PNAS..10719726W. PMC 2993404 . PMID 21041630. doi:10.1073/pnas.1012722107 .
- Claster, Jill N. . New York University Press. 1982. ISBN 978-0-8147-1381-5.
- Fichtner, Paula S.  70 2nd. Scarecrow Press. 2009  [2022-05-10]. ISBN 978-0-8108-6310-1. （原始内容存档于2024-05-31）.
- Ramirez-Faria, Carlos. . . Atlantic Publishers. 2007  [2023-07-09]. ISBN 978-8-1269-0775-5. （原始内容存档于2023-01-17）.
- Rüger, C. . Bowman, Alan K.; Champlin, Edward; Lintott, Andrew  (编).  10 2nd. Cambridge University Press. 2004 [1996]  [2022-05-10]. ISBN 978-0-5212-6430-3. （原始内容存档于2023-04-25）.
- Bradbury, Jim. . Routledge Companions to History. Routledge. 2004. ISBN 978-1-1345-9847-2.
- Rodes, John E. . Holt, Rinehart and Winston. 1964. ASIN B0000CM7NW.
- Historicus.  [France's 33 wars of conquest]. Translated from the French. Foreword by Alcide Ebray 3rd. Internationaler Verlag. 1935  [21 November 2015] （德语）.

## 延伸閱讀

### 英语文献
总述
- Biesinger, Joseph A. Germany: A reference guide from the Renaissance to the present (2006)
- Bithell, Jethro, ed. Germany: A Companion to German Studies (5th ed. 1955), 578pp; essays on German literature, music, philosophy, art and, especially, history.
- Bösch, Frank. Mass Media and Historical Change: Germany in International Perspective, 1400 to the Present (Berghahn, 2015). 212 pp. online review （页面存档备份，存于）
- Buse, Dieter K. ed. Modern Germany: An Encyclopedia of History, People, and Culture 1871–1990 (2 vol 1998)
- Detwiler, Donald S. Germany: A Short History (3rd ed. 1999) 341pp.
- Fulbrook, Mary. . Cambridge concise histories. Cambridge University Press. 1990. ISBN 978-0521-36836-0. This text has updated editions.
- Gall, Lothar. Milestones - Setbacks - Sidetracks: The Path to Parliamentary Democracy in Germany, Historical Exhibition in the Deutscher Dom in Berlin (2003), exhibit catalog; heavily illustrated, 420pp; political history since 1800
- Herbert, Ulrich. A History of Twentieth-Century Germany (2019) excerpt （页面存档备份，存于）
- Holborn, Hajo. A History of Modern Germany (1959–64); vol 1: The Reformation; vol 2: 1648–1840; vol 3: 1840–1945; standard scholarly survey online
- Kitchen, Martin. A history of modern Germany, 1800-2000 (2006) online
- Maehl, William Harvey. Germany in Western Civilization (1979), 833pp; focus on politics and diplomacy
- Orlow, Dietrich. A history of modern Germany : 1871 to present (2002) online
- Ozment, Steven. A Mighty Fortress: A New History of the German People (2005), focus on cultural history
- Raff, Diether. History of Germany from the Medieval Empire to the Present (1988) 507pp
- Reinhardt, Kurt F. Germany: 2000 Years (2 vols., 1961), stress on cultural topics
- Richie, Alexandra. Faust's Metropolis: A History of Berlin (1998), 1168 pp by scholar; excerpt and text search; emphasis on 20th century
- Sagarra, Eda. A Social History of Germany 1648–1914 (1977, 2002 edition)
- Schulze, Hagen, and Deborah Lucas Schneider. Germany: A New History (2001)
- Smith, Helmut Walser, ed. The Oxford Handbook of Modern German History (2011), 862 pp; 35 essays by specialists; Germany since 1760
- Smith, Helmut Walser.  First. New York, NY. 2020. ISBN 978-0-87140-466-4. 608pp.
- Snyder, Louis, ed. Documents of German history (1958) online. 620pp; 167 primary sources in English translation
- Taylor, A.J.P. The Course of German History: A Survey of the Development of German History since 1815. (2001). 280pp;
- Watson, Peter. The German Genius (2010). 992 pp covers many thinkers, writers, scientists etc. since 1750; ISBN 978-0-7432-8553-7
- Winkler, Heinrich August. Germany: The Long Road West (2 vol, 2006), since 1789; excerpt and text search vol 1
- Zabecki, David T., ed. Germany at War: 400 Years of Military History (4 vol. 2015)

中世紀
- Arnold, Benjamin. Medieval Germany, 500–1300: A Political Interpretation (1998)
- Arnold, Benjamin. Power and Property in Medieval Germany: Economic and Social Change, c. 900–1300 (Oxford University Press, 2004)
- Barraclough, Geoffrey. The Origins of Modern Germany (2d ed., 1947)
- Fuhrmann, Horst. Germany in the High Middle Ages: c. 1050–1200 (1986)
- Goffart, Walter A. . Princeton University Press. 1988. ISBN 9780691055145. hdl:2027/heb.01027.
- Haverkamp, Alfred, Helga Braun, and Richard Mortimer. Medieval Germany 1056–1273 (1992)
- Innes; Matthew. State and Society in the Early Middle Ages: The Middle Rhine Valley, 400–1000 (Cambridge U.P. 2000)
- Jeep, John M. Medieval Germany: An Encyclopedia (2001), 928pp, 650 articles by 200 scholars cover AD 500 to 1500
- Nicholas, David. The Northern Lands: Germanic Europe, c. 1270–c. 1500 (Wiley-Blackwell, 2009). 410 pages.
- Reuter, Timothy. Germany in the Early Middle Ages, c. 800–1056 (1991)

宗教改革
- Bainton, Roland H. Here I Stand: A Life of Martin Luther (1978; reprinted 1995)
- Dickens, A. G. Martin Luther and the Reformation (1969), basic introduction
- Holborn, Hajo. A History of Modern Germany: vol 1: The Reformation (1959)
- Junghans, Helmar. Martin Luther: Exploring His Life and Times, 1483–1546. (book plus CD ROM) (1998)
- MacCulloch, Diarmaid. The Reformation (2005), influential recent survey
- Ranke, Leopold von. History of the Reformation in Germany (1905) 792 pp; by Germany's foremost scholar complete text online free （页面存档备份，存于）
- Smith, Preserved. The Age of the Reformation (1920) 861 pages; complete text online free

現代早期
- Asprey, Robert B. Frederick the Great: The Magnificent Enigma (2007)
- Atkinson, C.T. A history of Germany, 1715–1815 (1908) old; focus on political-military-diplomatic history of Germany and Austria online edition
- Blanning, Tim. Frederick the Great: King of Prussia (2016), major new scholarly biography
- Bruford W.H. Germany in the Eighteenth Century The Social Background of the Literary Revival (1935, 1971) online free to borrow, covers social history
- Gagliardo, John G. Germany under the Old Regime 1600-1790 (1991) excerpt （页面存档备份，存于）
- Gaxotte, Pierre. Frederick the Great (Yale University Press, 1942); 420 pages; political biography by French historian
- Heal, Bridget. The Cult of the Virgin Mary in Early Modern Germany: Protestant and Catholic Piety, 1500–1648 (2007)
- Holborn, Hajo. A History of Modern Germany. Vol 2: 1648–1840 (1962) online
- Hughes, Michael. Early Modern Germany, 1477–1806 (1992)
- Ogilvie, Sheilagh. Germany: A New Social and Economic History, Vol. 1: 1450–1630 (1995) 416pp; Germany: A New Social and Economic History, Vol. 2: 1630–1800 (1996), 448pp
- Ogilvie, Sheilagh. A Bitter Living: Women, Markets, and Social Capital in Early Modern Germany (2003) DOI:10.1093/acprof:oso/9780198205548.001.0001 online
- Ozment, Steven. Flesh and Spirit: Private Life in Early Modern Germany (2001).
- Schulze, Hagen. The Course of German Nationalism: From Frederick the Great to Bismarck 1763-1867 (1991)
- Storring, Adam L. "'Our Age': Frederick the Great, Classical Warfare, and the Uses and Abuses of Military History." International Journal of Military History and Historiography 1.aop (2021): 1-33.online （页面存档备份，存于）

1815–1890
- Blackbourn, David. The Long Nineteenth Century: A History of Germany, 1780–1918 (1998) excerpt and text search
- Blackbourn, David, and Geoff Eley. The Peculiarities of German History: Bourgeois Society and Politics in Nineteenth-Century Germany (1984)
- Brandenburg, Erich. From Bismarck to the World War: A History of German Foreign Policy 1870–1914 (1933) 562pp; an old standard scholarly history
- Brose, Eric Dorn. German History, 1789–1871: From the Holy Roman Empire to the Bismarckian Reich. (1997)
- Craig, Gordon A. Germany, 1866–1945 (1978) online

- Hamerow, Theodore S. ed. Age of Bismarck: Documents and Interpretations (1974), 358pp; 133 excerpts from primary sources put in historical context by Professor Hamerow
- Hamerow, Theodore S. ed. Otto Von Bismarck and Imperial Germany: A Historical Assessment (1993), excerpts from historians and primary sources
- Hoyer, Katja. Blood and Iron: The Rise and Fall of the German Empire 1871-1918 (2021)
- Nipperdey, Thomas. Germany from Napoleon to Bismarck: 1800–1866 (1996; online edition from Princeton University Press 2014), very dense coverage of every aspect of German society, economy and government. excerpt （页面存档备份，存于）
- Ogilvie, Sheilagh, and Richard Overy. Germany: A New Social and Economic History Volume 3: Since 1800 (2004)
- Pflanze Otto, ed. The Unification of Germany, 1848–1871 (1979), essays by historians
- Ramm, Agatha. Germany, 1789-1919: a political history (1967) online free to borrow
- Sheehan, James J. German History, 1770–1866 (1993), the major survey in English online
- Steinberg, Jonathan. Bismarck: A Life (2011), a major scholarly biography
- Stern, Fritz. Gold and Iron: Bismark, Bleichroder, and the Building of the German Empire (1979) Bismark worked closely with this leading banker and financier excerpt and text search
- Taylor, A.J.P. . New York: Alfred A Knopf. 1969 [1955]. ISBN 978-0-394-70387-9. online
- Wehler, Hans-Ulrich. The German Empire 1871–1918 (1984)

1890-1933
- Balfour, Michael. The Kaiser and his Times (1972) online
- Berghahn, Volker Rolf. Modern Germany: society, economy, and politics in the twentieth century (1987) ACLS E-book （页面存档备份，存于）
- Berghahn, Volker Rolf. Imperial Germany, 1871–1914: Economy, Society, Culture, and Politics (2nd ed. 2005)
- Brandenburg, Erich. From Bismarck to the World War: A History of German Foreign Policy 1870–1914 (1927) online.
- Cecil, Lamar. Wilhelm II: Prince and Emperor, 1859–1900 (1989) vol2: Wilhelm II: Emperor and Exile, 1900–1941 (1996)
- Child, John. Edexcel GCSE History A : the making of the modern world : Unit 2A, Germany 1918-39 : student book (2009) online

- Craig, Gordon A. Germany, 1866–1945 (1978) online
- Dugdale, E.T.S. ed. German Diplomatic Documents 1871–1914 (4 vol 1928–31), in English translation. online
- Gordon, Peter E., and John P. McCormick, eds. Weimar Thought: A Contested Legacy (Princeton U.P. 2013) 451 pages; scholarly essays on law, culture, politics, philosophy, science, art and architecture
- Herbert, Ulrich. A History of Twentieth-Century Germany (2019) excerpt （页面存档备份，存于）
- Herwig, Holger H. The First World War: Germany and Austria–Hungary 1914–1918 (1996), ISBN 0-340-57348-1
- Kolb, Eberhard. The Weimar Republic (2005)
- Mommsen, Wolfgang J. Imperial Germany 1867–1918: Politics, Culture and Society in an Authoritarian State (1995)
- Morrow, Ian F. D. "The Foreign Policy of Prince Von Bulow, 1898-1909". Cambridge Historical Journal 4#1 (1932): 63–93. online （页面存档备份，存于）
- Peukert, Detlev. The Weimar Republic (1993)
- Retallack, James. Imperial Germany, 1871–1918 (Oxford University Press, 2008)
- Scheck, Raffael. "Lecture Notes, Germany and Europe, 1871–1945" (2008) full text online （页面存档备份，存于）, a brief textbook by a leading scholar
- Stolper, Gustav. German Economy, 1870–1940: Issues and Trends (Routledge, 2017).

- Watson, Alexander. Ring of Steel: Germany and Austria-Hungary in World War I (2014), excerpt

納粹德國
- Bullock, Alan. Hitler: A Study in Tyranny,  (1962) online
- Burleigh, Michael. The Third Reich: A New History. (2000). 864 pp. Stress on antisemitism;
- Evans, Richard J. The Coming of the Third Reich: A History. (2004) [2003]. 622 pp.; a major scholarly survey; The Third Reich in Power: 1933–1939. (2005). 800 pp.; The Third Reich at War 1939–1945 (2009) vol 1-2-3 online
- Friedlander, Saul. Nazi Germany and the Jews, 1933–1945 (2009) abridged version of the standard two volume history
- Herbert, Ulrich. A History of Twentieth-Century Germany (2019) excerpt （页面存档备份，存于）
- Kershaw, Ian. Hitler, 1889–1936: Hubris. vol. 1. 1999. 700 pp. ; vol 2: Hitler, 1936–1945: Nemesis. 2000. 832 pp.; the leading scholarly biography.
- Kirk, Tim. The Longman Companion to Nazi Germany (2017).
- Koonz, Claudia. Mothers in the Fatherland: Women, Family Life, and Nazi Ideology, 1919–1945. (1986). 640 pp. The major study
- Overy, Richard. The Dictators: Hitler's Germany and Stalin's Russia (2004); comparative history
- Spielvogel, Jackson J. and David Redles. Hitler and Nazi Germany (6th ed. 2009) excerpt and text search, 5th ed. 2004
- Stackelberg, Roderick. Hitler's Germany: Origins, Interpretations, Legacies (1999)
- Stackelberg, Roderick, ed. The Routledge Companion to Nazi Germany (2007)
- Stibbe, Matthew. Women in the Third Reich, (2003), 208 pp.
- Tooze, Adam. The Wages of Destruction: The Making and Breaking of the Nazi Economy (2007), highly influential new study; online review by Richard Tilly （页面存档备份，存于）; summary of reviews （页面存档备份，存于）
- Thomsett, Michael C. The German Opposition to Hitler: The Resistance, the Underground, and Assassination Plots, 1938–1945 (2nd ed 2007) 278 pages
- Zentner, Christian and Bedürftig, Friedemann, eds. The Encyclopedia of the Third Reich. (2 vol. 1991). 1120 pp.

二戰後的德國
- Bark, Dennis L., and David R. Gress. A History of West Germany Vol 1: From Shadow to Substance, 1945–1963 (1992); ISBN 978-0-631-16787-7; vol 2: Democracy and Its Discontents 1963–1988 (1992) ISBN 978-0-631-16788-4
- Berghahn, Volker Rolf. Modern Germany: Society, Economy, and Politics in the Twentieth Century (1987) ACLS E-book online （页面存档备份，存于）
- Daum, Andreas. Kennedy in Berlin. New York: Cambridge University Press, 2008, ISBN 978-0-521-85824-3.
- Gehler, Michael. Three Germanies: West Germany, East Germany and the Berlin Republic (Reaktion Books, 2013).
- Hanrieder, Wolfram F. Germany, America, Europe: Forty Years of German Foreign Policy (1989) ISBN 0-300-04022-9
- Herbert, Ulrich. A History of Twentieth-Century Germany (2019) excerpt （页面存档备份，存于）
- Jarausch, Konrad H. After Hitler: Recivilizing Germans, 1945–1995 (2008)
- Junker, Detlef, ed. The United States and Germany in the Era of the Cold War (2 vol 2004), 150 short essays by scholars covering 1945–1990 excerpt and text search vol 1; excerpt and text search vol 2
- Main, Steven J. "The Soviet Occupation of Germany. Hunger, Mass Violence and the Struggle for Peace, 1945–1947". Europe-Asia Studies (2014) 66#8 pp: 1380–1382.
- Schwarz, Hans-Peter. Konrad Adenauer: A German Politician and Statesman in a Period of War, Revolution and Reconstruction (2 vol 1995) excerpt and text search vol 2 （页面存档备份，存于）
- Smith, Gordon, ed, Developments in German Politics (1992) ISBN 0-8223-1266-2, broad survey of reunified nation
- Weber, Jurgen. Germany, 1945–1990 (Central European University Press, 2004)

原始文獻
- Beate Ruhm Von Oppen, ed. Documents on Germany under Occupation, 1945–1954 (Oxford University Press, 1955)

民主德國
- Dennis, Mike, and Norman LaPorte. State and Minorities in Communist East Germany (Berghahn Books, 2011) scholarly analysis of treatment of Jehovah's Witnesses, Jews, guest workers from Vietnam and Mozambique, football fans and others.
- Fulbrook, Mary. Anatomy of a Dictatorship: Inside the GDR, 1949–1989 (1998)
- Fulbrook, Mary. The People's State: East German Society from Hitler to Honecker (2008) excerpt and text search
- Harsch, Donna. Revenge of the Domestic: Women, the Family, and Communism in the German Democratic Republic (2008)
- Jarausch, Konrad H.. and Eve Duffy. Dictatorship As Experience: Towards a Socio-Cultural History of the GDR (1999)
- Jarausch, Konrad H., and Volker Gransow, eds. Uniting Germany: Documents and Debates, 1944–1993 (1994), primary sources on reunification
- McAdams, A. James. "Germany Divided: From the Wall to Reunification". Princeton University Press, 1992 and 1993.
- Pence, Katherine, and Paul Betts, eds. Socialist Modern: East German Everyday Culture and Politics (2008) excerpt and text search
- Pritchard, Gareth. The Making of the GDR, 1945–53 (2004)
- Ross, Corey. The East German Dictatorship: Problems and Perspectives in the Interpretation of the GDR (2002)
- Saxonberg, Steven. The fall: A comparative study of the end of Communism in Czechoslovakia, East Germany, Hungary and Poland (Routledge, 2013).
- Steiner, André. The Plans That Failed: An Economic History of East Germany, 1945–1989 (2010)

歷史學研究
- Berghahn, Volker R., and Simone Lassig, eds. Biography between Structure and Agency: Central European Lives in International Historiography (2008)
- Chickering, Roger, ed. Imperial Germany: A Historiographical Companion (1996), 552pp; 18 essays by specialists;
- Evans, Richard J. Rereading German History: From Unification to Reunification, 1800–1996 (1997)
- Hagemann, Karen, and Jean H. Quataert, eds. Gendering Modern German History: Rewriting Historiography (2008)
- Hagemann, Karen. . Journal of Women's History. 2007, 19 (1): 193–199. S2CID 143068850. doi:10.1353/jowh.2007.0014.
- Hagen, William W. German History in Modern Times: Four Lives of the Nation (2012) excerpt
- Jarausch, Konrad H., and Michael Geyer, eds. Shattered Past: Reconstructing German Histories (2003)
- Klessmann, Christoph. The Divided Past: Rewriting Post-War German History (2001)
- Lehmann, Hartmut, and James Van Horn Melton, eds. Paths of Continuity: Central European Historiography from the 1930s to the 1950s (2003)
- Perkins, J. A. "Dualism in German Agrarian Historiography, Comparative Studies in Society and History, Apr 1986, Vol. 28 Issue 2, pp 287–330,
- Rüger, Jan, and Nikolaus Wachsmann, eds. Rewriting German history: New Perspectives on Modern Germany (Palgrave Macmillan, 2015).
- Stuchtey, Benedikt, and Peter Wende, eds. British and German Historiography, 1750–1950: Traditions, Perceptions, and Transfers (2000)

### 德语文献
总述
- Hartmut Boockmann, Heinz Schilling, Hagen Schulze, Michael Stürmer: Mitten in Europa. Deutsche Geschichte. Siedler, Berlin 1984, ISBN 3-88680-109-8.
- Deutsche Geschichte. 10 Bände. Vandenhoeck & Ruprecht (Taschenbuchausgabe). Sonderausgabe in 3 Bänden (Mittelalter, Frühe Neuzeit, 19. und 20. Jahrhundert (1815–1945)): Vandenhoeck & Ruprecht, Göttingen/Zürich 1985, ISBN 3-525-36187-4 (knappe Übersichtsdarstellung zur deutschen Geschichte, für den Einstieg geeignet).
- Ulf Dirlmeier, Andreas Gestrich, Ulrich Herrmann, Ernst Hinrichs, Christoph Kleßmann, Jürgen Reulecke: Kleine deutsche Geschichte. Durchgesehene und verbesserte Ausgabe Reclam, Stuttgart 1998 (Reclams Universal-Bibliothek, Bd. 9359), ISBN 3-15-009359-7 (knappe Übersichtsdarstellung; nur für den ersten Überblick geeignet).
- Andreas Fahrmeir (Hrsg.): Deutschland. Globalgeschichte einer Nation. C.H. Beck, München 2020, ISBN 978-3406756191 (Darstellung anhand von zentralen Jahren und Ereignissen unter Berücksichtigung der neueren Forschung).
- Neil MacGregor: Deutschland. Erinnerungen einer Nation. C.H. Beck, München 2015, ISBN 978-3-406-67920-9 (Erzählung deutscher Geschichte anhand ausgewählter Aspekte).
- Hagen Schulze: Kleine deutsche Geschichte. Beck, München 1998, ISBN 3-406-40999-7 (verkürzende Darstellung, die sich auf die allgemeinen Grundlinien konzentriert).
- Jochen Gaile: Wir Deutschen. Neue Deutsche Geschichte im Grundriss. Franz Steiner Verlag, Stuttgart 2009, ISBN 978-3-515-08855-8.
- Hermann Schäfer: Deutsche Geschichte in 100 Objekten. Piper Verlag, München 2015, ISBN 978-3-492-05702-8.
- Roland Steinacher, Stefan Donecker, Patrick Oelze, Michael Gehler, Oliver Domzalski, Steffen Raßloff, Daniel Mollenhauer: Deutsche Geschichte. Die große Bild-Enzyklopädie. Dorling Kindersley Verlag, München 2018, ISBN 978-3-8310-3542-7.

专题研究
- Enzyklopädie deutscher Geschichte. (Die jeweiligen Bände nehmen wichtige Epochen oder geschichtliche Gegenstände auf und sind jeweils in Darstellung, Forschungslinien und Bibliographie gegliedert. Geeignet für den wissenschaftlichen Einstieg in ein Hauptthema.)
- Dieter Groh u. a. (Hrsg.): Propyläen Geschichte Deutschlands. 9 Bde. (bisher), Berlin 1983 ff. (für ein breiteres, gebildetes Publikum geschriebene Darstellung, von den Anfängen bis 1933; Band 7 wurde in zwei Teilen ausgeliefert, Bd. 9 wurde später aufgrund von Bedenken inhaltlicher Art wieder zurückgezogen).
- Herbert Grundmann (Hrsg.): Handbuch der deutschen Geschichte. 9. Auflage, 4 Bde. (der klassische Gebhardt, auch als Taschenbuchausgabe in 22 Bänden erhältlich), Stuttgart 1970 ff.
- Alfred Haverkamp, Wolfgang Reinhard, Jürgen Kocka, Wolfgang Benz (Hrsg.): Handbuch der deutschen Geschichte. 10. Auflage, Klett-Cotta, Stuttgart 2001 ff. (Neubearbeitung des Gebhardt; noch nicht abgeschlossen).
- Neue Deutsche Geschichte. Beck, München (im Entstehen begriffene moderne Darstellung der deutschen Geschichte vom Frühmittelalter bis zur Gegenwart, die weniger Wert auf die Ereignisgeschichte legt als noch der Gebhardt).
- Siedler Deutsche Geschichte (Das Reich und die Deutschen sowie Die Deutschen und ihre Nation). 12 Bände, Taschenbuch Sonderauflage, Siedler, Berlin 1998 (gut lesbare Darstellung, die sich an ein breiteres Publikum wendet, aber von Fachleuten verfasst ist).
- Brendan Simms: Kampf um Vorherrschaft. Eine deutsche Geschichte Europas 1453 bis heute. Deutsche Verlags-Anstalt, München 2014. (Simms zufolge „eine deutsche Geschichte Europas“, da er Deutschland eine zentrale Rolle – ob aktiv oder passiv – in der europäischen Geschichte seit der Frühen Neuzeit zuweist.)
- Hans-Ulrich Wehler (Hrsg.): Moderne Deutsche Geschichte. 12 Bde. u. Reg.-Bd. Suhrkamp, Frankfurt am Main 1996, ISBN 3-518-09240-5 (sozialgeschichtlich ausgerichtete Darstellung der deutschen Geschichte seit der Frühen Neuzeit).

古典时期
- Heinrich Beck (Hrsg.): Germanen, Germania, germanische Altertumskunde. Ungekürzte Studienausgabe des Artikels aus dem Reallexikon der Germanischen Altertumskunde. De Gruyter, Berlin/New York 1998, ISBN 3-11-016383-7.
- Bruno Bleckmann: Die Germanen. Von Ariovist zu den Wikingern. Beck, München 2009, ISBN 978-3-406-58476-3.
- Thomas Fischer: Gladius. Roms Legionen in Germanien. C.H. Beck, München 2020.
- Walter Pohl: Die Germanen (= Enzyklopädie deutscher Geschichte, Bd. 57). 2. Aufl., Oldenbourg, München 2004, ISBN 3-486-56755-1.

中世纪
- Dieter Berg: Deutschland und seine Nachbarn, 1200–1500. München 1997 (Enzyklopädie deutscher Geschichte. Band 40).
- Klaus Herbers, Helmut Neuhaus: Das Heilige Römische Reich – Schauplätze einer tausendjährigen Geschichte (843–1806). Böhlau-Verlag, Köln/Weimar 2005, ISBN 3-412-23405-2 (Gesamtdarstellung des Heiligen Römischen Reiches bis in die Neuzeit).
- Johannes Fried: Der Weg in die Geschichte. Die Ursprünge Deutschlands bis 1024. Propyläen, Berlin 1994 (ND 1998), ISBN 3-549-05811-X.
- Hagen Keller: Zwischen regionaler Begrenzung und universalem Horizont. Deutschland im Imperium der Salier und Staufer 1024–1250. Propyläen, Berlin 1986, ISBN 3-549-05812-8.
- Peter Moraw: Von offener Verfassung zu gestalteter Verdichtung. Das Reich im späten Mittelalter 1250 bis 1490. Propyläen, Berlin 1985, ISBN 3-549-05813-6.
- Steffen Patzold: Das Lehnswesen. Beck, München 2012, ISBN 978-3-406-63235-8.
- Malte Prietzel: Das Heilige Römische Reich im Spätmittelalter. Wissenschaftliche Buchgesellschaft, Darmstadt 2004, ISBN 3-534-15131-3.
- Bernd Schneidmüller, Stefan Weinfurter (Hrsg.): Heilig – Römisch – Deutsch. Das Reich im mittelalterlichen Europa. Internationale Tagung zur 29. Ausstellung des Europarates und Landesausstellung Sachsen-Anhalt. Sandstein-Verlag, Dresden 2006.
- Stefan Weinfurter: Das Reich im Mittelalter. Kleine deutsche Geschichte von 500 bis 1500. Beck, München 2008, ISBN 3-406-56900-5.

现代早期
- Karl Otmar von Aretin: Das Alte Reich 1648–1806. 4 Bde. Klett-Cotta, Stuttgart 1993–2000, ISBN 3-608-91043-3.
- Axel Gotthard: Das Alte Reich 1495–1806. Wissenschaftliche Buchgesellschaft, Darmstadt 2003, ISBN 3-534-15118-6.
- Peter Claus Hartmann: Das Heilige Römische Reich deutscher Nation in der Neuzeit 1486–1806. Reclam, Stuttgart 2005, ISBN 3-15-017045-1.
- Georg Schmidt: Geschichte des Alten Reiches. Staat und Nation in der Frühen Neuzeit 1495–1806. Beck, München 1999, ISBN 3-406-45335-X.
- Matthias Schnettger: Kaiser und Reich. Eine Verfassungsgeschichte (1500–1806). Kohlhammer, Stuttgart 2020, ISBN 978-3-17-031350-7.
- Barbara Stollberg-Rilinger: Das Heilige Römische Reich Deutscher Nation. Vom Ende des Mittelalters bis 1806 (= Beck’sche Reihe. C. H. Beck Wissen 2399). 6., aktualisierte Auflage, C.H. Beck, München 2018, ISBN 978-3-406-72247-9.
- Joachim Whaley: Das Heilige Römische Reich deutscher Nation und seine Territorien. 2 Bde. WBG bzw. Zabern, Darmstadt 2014, ISBN 978-3-8053-4825-6 (Orig.: Germany and the Holy Roman Empire. 2 Bde., Oxford 2012).

现代
- Christopher Clark: Preußen. Aufstieg und Niedergang 1600–1947. DVA, München 2006 (mehrere Neuauflagen).
- Ulrich Herbert: Geschichte Deutschlands im 20. Jahrhundert. C.H. Beck, München 2014.
- Harald Jähner: Wolfszeit. Deutschland und die Deutschen 1945–1955. Rowohlt, Berlin 2019.
- Eckhard Jesse: Systemwechsel in Deutschland. Köln 2010.
- Thomas Nipperdey: Deutsche Geschichte 1800–1918. 3 Bände, C.H. Beck, München 1983–1992.
- Volker Ullrich: Die nervöse Großmacht. Aufstieg und Untergang des deutschen Kaiserreichs 1871–1918. 5. Auflage, Fischer, Frankfurt am Main 2004, ISBN 3-596-11694-5.
- Hans-Ulrich Wehler: Deutsche Gesellschaftsgeschichte. 5 Bände, C.H. Beck, München 1987–2008.
- Heinrich August Winkler: Der lange Weg nach Westen. 2 Bde., C.H. Beck, München 2000.

1. ↑  参见1920年代的德国通货膨胀。
2. ↑  密立根在本科時也曾留學哥廷根大學修習物理。